# Списък с герои от „Игра на тронове“
Тази страница представлява списък с герои от американския сериал „Игра на тронове“ (средновековно фентъзи), който е базиран върху поредицата „Песен за огън и лед“ на Джордж Р. Р. Мартин. Действието се развива на фиктивния континент Вестерос и представя войната за Железния трон, водена от група съперничещи си благороднически фамилии и техните поддръжници.

## Легенда
| Дом Арин Дом Баратеон Дом Болтън Дом Грейджой | Дом Ланистър Дом Мартел Дом Старк Дом Таргариен | Дом Тирел Дом Тъли Дом Фрей Придворни | Жители на Вестерос Жители на Есос Нощен страж Диваци и Отвъд Вала | Зверове |

## Главни герои
Героите са подредени спрямо реда в началните надписи. Тези, напуснали сериала след предишни сезони, се намират в края на списъка. Главните роли са назовани в началните надписи, а епизодичните – във финалните.
| |                                                                                                 |                        |               |    |  |  |
| Тирион Ланистър | Питър Динклидж                                                                                  | 1, 2, 3, 4, 5, 6, 7, 8 | –             | 67 |  |  |
| С прякор „Дяволчето“, Тирион Ланистър е по-младият брат на Церсей и Джайм, и е син на Тивин Ланистър. Той е джудже и майка му умира по време на раждането му, за което баща му, Тивин Ланистър, обвинява него. Физически не е силен, но Тирион има остър ум, и често използва тази своя способност срещу факта, че другите постоянно го подценяват. Тирион пътува заедно с хората на краля за Зимен Хребет, а оттам тръгва да посети Вала, където се сприятелява с Джон Сняг. Като цяло Тирион няма лоши намерения срещу фамилията Старк, но след като е погрешно обвинен и пленен от Кейтлин Старк, и е поставен под съд за престъпленията за убийството на Джон Арин и заговор в опита за убийство на Бран Старк, като и за двете е невинен, заради обвинителя му Кейтлин Старк, той се присъединява във войната на баща си срещу дома Старк. След края на една битка, армията на Ланистърите губи срещу армията на Роб Старк, след което Джайм Ланистър е заловен. Те научават че Крал Джофри е убил Нед Старк против техните желания и братята на Робърт предизвикват Джофри за правото му над трона. За да осигури някой на който вярва, че ще контролира Джофри, докато той се справя с войната, Тивин праща Тирион да управлява на негово място като Ръка на Краля, а той против волята на баща си, взима своята любовница – бившата проститутка Шае със себе си. Той пристига в Кралския Чертог и веднага започва борба за власт с Церсей и Джофри. С малката си армия от планинските племена и приятел наемник Брон, който да води градската стража, той се превръща в един от най-влиятелните хора в града. Тирион прокужда бившия командир на градската стража Джанос Слинт на Вала, хвърля шпиониращия за Церсей, Пицел в тъмницата и отпраща Мирцела в Дорн, за да се венчае за наследника на Доран Мартел. Преди флотата на Станис да пристигне в Кралския Чертог, Тирион се готви за защитата като осигурява голям припас от Адски Огън, и го изпраща в един-единствен кораб срещу флотата на Станис. Брон взривява Адския Огън, като причинява гигантска експлозия, унищожавайки половината от силите на Станис. Когато на защитниците на града им спада морала след като Джофри ги изоставя, Тирион повдига духа им и води изненадваща контраатака срещу нападателите. По време на битката той е предаден и почти убит от член на Кралската гвардия под заповедите на Джофри, но е спасен от своя оръженосец Подрик Пейн. Когато се събужда след битката, Тирион научава, че баща му е завзел поста си като Ръка на Краля и го е лишил от всичката власт и сътрудници, които Тирион е спечелил. Но все пак ролята на Тирион в защитата на града не е забравена. Въпреки че любовницата му Шае му казва да напуснат Вестерос, Тирион все още иска да остане, защото най-накрая е намерил нещо, което го отличава от другите и го забавлява. След битката Тирион получава поста Надзорник на хазната – пост, за който е неподготвен и неопитен. Тирион е заповядан от баща си, да се ожени са Санса Старк, обаче на тяхната брачна нощ отказва да консумира брака, а вместо това обещава да не я докосва освен ако тя не пожелае. Смъртта на брат ѝ, в които Тирион не взима никакво участие, влошава ситуацията още повече между двойката и Тирион и баща му. Тивин дори признава че е искал да удави Тирион след раждането му, но не го е направил, защото е Ланистър. Когато научава от Варис, че Церсей е открила коя е Шае, Тирион я отблъсква и я изпраща с кораб от Кралския Чертог. За да унижава Тирион на сватбата си, Джофри го прави свой виночерпец и му заповядва да се бие с джуджетата, които изнасят представление. Тирион отказва да се бие и докато се карат Джофри умира, след като пие от виното си. Тирион е арестуван за убийството на Джофри и е хвърлен в тъмницата. Той намеква, че Церсей знае за невинността му и все пак го иска мъртъв. В съда на Тирион няколко свидетели дават фалшивите си свидетелства, като го обричат на смърт. Тирион най-накрая се пречупва, когато Шае също свидетелства срещу него и той пожелава смъртта на всички в съда и избира съд чрез двубой. След като Джайм и Брон отказват да са шампиони на Тирион и да се бият срещу шампиона на Церсей – сър Грегър Клегейн, Оберин Мартел става негов шампион заради личните си мотиви. Когато Оберин губи двубоя и е убит брутално от Планината, Тирион е осъден на смърт. Нощта преди присъдата да бъде изпълнена, Джайм освобождава Тирион и му казва накъде в тайните тунели да върви, за да намери Варис и двамата братя си казват сбогом. Обаче Тирион решава първо да конфронтира баща си и отива в неговите покои, където намира Шае в леглото му. След кратка борба Тирион удушва Шае за предателството ѝ, но все пак съжалява. По-късно намира баща си в тоалетната и двамата водят напрегнат разговор, в който Тивин нарича Шае курва, въпреки предупрежденията на Тирион да не го прави и е застрелян два пъти с арбалет и умира. След това Тирион е поставен в сандък и качен на кораб за Есос с помощта на Варис. Тирион и Варис пристигат в Пентос и остават в имението на Илирио Мопатис. Там Варис му разказва за Денерис и го убеждава, че тя ще има нужда от него като съветник и двамата потеглят за Мийрийн. Във Волантис Тирион посещава бардак, където е и сър Джора Мормонт. Джора отвлича Тирион с намеренията да го даде като подарък на Денерис, за да опрости предателството си. По пътя минават през руините на Валирия, за да избегнат пиратите, но там са нападнати от Каменните хора (наречени така, защото са в напреднал стадий на сива люспа); докато се борят с тях, Тирион пада във водата но е спасен от Джора. Отново на брега на Волантис, Тирион и Джора са заловени от пирата Малко, който ги продава като роби на търговия с наддаване. Те са купени от Йеззан зо Кагаз. Когато са на малка арена, където е и Денерис, те се измъкват от оковите си и Тирион се представя като подаръка на Джора пред нея. Тирион печели доверието на Денерис и тя го прави неин съветник. По време на игрите на Бойната Яма, Тирион седи до Денерис, когато тя е нападната от Синовете на Харпията. Докато те са обградени, Дрогон се появява и разпръсква нападателите, като накрая отлита с Денерис. Когато Джора и Даарио тръгват по следите на Денерис, Тирион заедно със Сив Червей, Мисандей и Варис, който по-късно се присъединява към тях, е оставен да управлява Мийрийн до завръщането на кралицата. С помощта на Варис, Тирион научава, че робовладелците от Ащапор, Юнкай и Волантис финансират Синовете на Харпията и той навлиза в преговори с тях. В края на преговорите, Тирион им дава срок от 7 години, за да се отърват от робството, което не се харесва на бившите роби. За да направи Денерис отново по-популярна сред бившите роби, Тирион осигурява подкрепата на жреците на Р'хлор от Червения Храм на Волантис. Когато робовладелците не спазват условията на Тирион и атакуват Мийрийн, а Денерис се завръща и с драконите си сломява армадата на робовладелците, Тирион предава новите условия – робството се премахва веднага и двама от тримата преговарящи биват екзекутирани. Когато Мийрийн отново е под контрол, Теон и Яра Грейджой осигуряват още кораби на Денерис и Тирион, за да им порасне армадата, състояща се от заловените робовлаелски кораби, и те решават да започнат инвазията на Вестерос. След като Тирион съветва Денерис да прекрати връзката си с Даарио и да го остави като управник на Мийрийн, тя обявява Тирион за Ръка на кралицата. Тирион и Денерис заедно с корабите на Грейджойите, Тирелите и Мартелите, с армията от Доктраки и Неопетнени, плават към Седемте Кралства, за да ги завладеят. Той заедно с останалите се настанява в Драконов Камък, където Таргариените се властвали поколения наред, и съветва Денерис във войната за Железния Трон, срещу Церсей Ланистър. Когато кралят в Севера – Джон Сняг праща писмо на Денерис с молба за драконовото стъкло в Драконов Камък, Тирион гарантира за Джон и убеждава Денерис да го покани в замъка си. Той служи като посредник между двамата, както и им помага да разберат колко си приличат и се нуждаят един от друг. Тирион създава план, с който успява да превземе Скалата на Кастърли, но е надхитрен от Джайм, който превзема Планински Рай и убива последния Тирел и съюзник на Денерис – лейди Олена. В яростта си Денерис напада ланистърската армия с Дрогон. Тирион става свидетел как Денерис и Джайм за малко не се убиват, като това го обърква на коя страна стои. Той започва и да се съмнява в методите на управление на Денерис, след като тя изгаря чрез Дрогон – Рандил и Дикон Тарли, защото те отказват да ѝ се поклонят. Когато Джон Сняг ги убеждава, че по-голяма заплаха се задава отвъд Вала, Тирион отива в Кралския Чертог и се среща с Джайм, за да организира преговори между Церсей и Денерис за временно прекратяване на войната. Братята успяват да се помирят един с друг и след като Джон залавя мъртвец от армията на Белите Бродници, преговорите се случват. Церсей им отказва, след като разбира, че Джон вече се е поклонила пред Денерис и няма да е неутрален в бъдещата война, но Тирион успява да я разубеди и изглежда, че тя се съгласява на условията и предлага да им помогне. Тирион, Денерис, Джон и другите се прибират в Драконов Камък и оттам тръгват за Севера с кораб. Докато плават, Тирион става свидетел на започващата връзка между Джон и Денерис и е видимо притеснен от възможните усложнения, която тази връзка би носила за бъдещето и целите на двамата. Тирион пристига в Зимен хребет със своята кралица и се среща с хора, които не е виждал от години – Бран Старк, на който е помагала след осакатяването му и бившата му жена – Санса Старк. Джайм също пристига в замъка и братята отново се сближават, което също води и до загуба на доверие от страна на Денерис. Когато Нощния крал и мъртвите нападат Зимен хребет, Тирион заедно със Санса се крие в криптите. Там са нападнати от възкръсналите Старки, но оцеляват в битката, след като Аря Старк убива Нощния Крал и Белите бродници и мъртвите са унищожени. На празненството след битката Тирион изслушва историите на Триоката врана Бран и по-късно той и брат му са посетени от стария им приятел Брон. Той е изпратен от Церсей, за да убие братята, но осъзнава, че те ще спечелят войната и Тирион му обещава замъка Планински Рай, и той решава да не ги убива. Преди да заминат на юг, Санса споделя на Тирион, че Джон е син на Регар Таргариен и истинският наследник на трона. По пътя Тирион го разкрива на Варис. Корабът на Тирион е нападнат от Юрон Грейджой, но той оцелява, докато Денерис губи своя дракон Регал, а Мисандей е пленена. Тирион предлага на Денерис да правят последни преговори с Церсей преди да нападат и тя приема съвета. Той преговаря с представителя на короната – Кибърн, но после се обръща към сестра си. Церсей отказва да се предаде и екзекутира Мисандей, което вбесява Денерис. Церсей обгражда Червената цитадела с невинните жители на столицата, за да ги използва за щит и Варис подозира, че Денерис няма да прояви милост към простолюдието. Той се опитва да убеди Тирион, че Джон би бил по-мъдър и добър крал за Вестерос, но той остава лоялен към своята кралица. Когато подозира, че Варис ще се опита да свали Денерис от власт, Тирион издава своя приятел, което води до ареста на Паяка. Варис е екзекутиран пред очите на своя приятел. Тирион моли Денерис да спре атаката, ако камбаните на столицата бият в знак на предаване. Той също и разбира, че Джайм е бил пленен от нейните войници, докато се промъква в столицата. Тирион тайно освобождава своя брат и му казва къде да намери лодка, която ще чака него и Церсей, за да избягат на Есос и братята се сбогуват. На следващия ден Денерис унищожава силите на Церсей и армията ѝ прониква в града и войниците се предават. Денерис в своя гняв и убеденост в своята правота, запалва столицата и невинните с драконов огън, за ужас на Тирион. Той става свидетел на унищожението и избитите, след което тръгва да разбере дали семейството му е избягало. Под руините на част от замъка Тирион открива труповете на Джайм и Церсей, които са умрели от срутването. Докато Денерис заявява пред армията си, че ще освободи света както е освободила Кралския чертог, Тирион я конфронтира за действията ѝ. Денерис не съжалява, което води до оставката на Тирион като Ръка, а войниците на Денерис го арестуват за измяна, заради освобождаването на Джайм. Докато е затворен и чака екзекуция, Тирион е посетен от Джон. Той казва на Джон, че вече той е единственият човек, който може да я спре. Тя е убедена, че всичко което прави е правилно и добро, че Санса и Аря, които не искат да се прекланят ще са следващата и цел за покоряване. Тирион успява да помогне на Джон да се убеди в опасността, която Денерис представлява. Кралица Денерис е убита от Джон Сняг, което води и до неговото арестуване. Столицата е управлявана от Сив Червей, който иска смъртта на тези, предали неговата кралица. Големият съвет на Вестерос се събира и идват всички влиятелни лордове, включително Санса, Аря и Бран. Сив Червей води Тирион пред съвета, за да бъде осъдени той и Джон Сняг. Тирион предлага те сами да си изберат следващия крал, който ще реши съдбата на Джон и него. След като лордовете не могат да взимат решение, Тирион предлага Брандън Старк, който няма желание за власт и не може да бъде корумпиран. Той казва, че историята на Бран за осакатяването му, за приключенията му Отвъд Вала и превръщането му в Триоката врана ще кара хората да го харесат и че той помни цялата история на човечеството и знае най-добре какво да прави и какво да не прави. Брандън Счупения е избран за новия крал на Шестте кралства, тъй като Севера обявява своята независимост. След смъртта на Бран ще има нов Голям съвет за избиране на следващия крал, и тронът никога повече няма да се предава по кръвна линия. Кралят избира Тирион за негова Ръка, това ще е неговата присъда – да му помогне да поправи кралствата. За да го спасят и за да избегнат война, Джон е осъден да служи отново в Нощния страж и двамата стари приятели се разделят. Заедно с Малкия съвет, съставен от Великия Майстер Самуел, лейди командир Бриен, господар на корабите – Давос и лорд на Предела и господар на хазната Брон, Тирион служи на крал Брандън Старк и му помага да управлява мирно Шестте кралства. |                                                                                                 |                        |               |    |  |  |
| |                                                                                                 |                        |               |    |  |  |
| |                                                                                                 |                        |               |    |  |  |
| Джон Сняг / Егон Таргариен | Кит Харингтън                                                                                   | 1, 2, 3, 4, 5, 6, 7, 8 | –             | 62 |  |  |
| Джон Сняг е копелето на Нед Старк, който се присъединява в Нощния Страж, за да служи редом с чичо си Бенджен Старк. Джон е талантлив боец, но неговите чувства на състрадание и справедливост го вкарват в конфликти с обграждащите го сурови хора. Нед твърди че майката на Джон е била полева сестра и се е казвала Уила. Неговото вълчище се казва Призрак защото е албинос и заради нрава си. Джон научава, че Стражата вече не е почетният орден който някога е бил, а сега се състои главно от хора отблъснати от обществото, престъпници и прокудени хора. Постепенно той се осъзнава и слага настрани своите предубеждения и се сприятелява с новите си братя, особено със Сам Тарли, Пип, Грен и Ед, след като те се съюзяват срещу жестокия учител по оръжия – Алисър Торн. Бенджен се изгубва отвъд Вала, докато Джон избира да даде своята клетва пред Старите Богове на Севера и по-късно за негово разочарование е направен стюард на Лорд-командир Джеор Мормонт макар че предпочита да е щурмовак. Той евентуално осъзнава че е бил избран да командва. По-късно спасява живота на Мормонт като посича мъртвец, труп съживен от Белите Бродници. В замяна получава Дълъг Нокът, меча на рода Мормонт. Когато Едард е арестуван за предателство, Джон остава между семейството си и клетвата. След екзекуцията на Нед, той се опитва да се присъедини към армията на брат си, но е спрян от приятелите си. После се присъединява към Голямата Експедиция който Мормонт води отвъд Вала. Джон става част от малкия разузнавателен отряд на Корин Полуръката. Когато отрядът е нападнат от диваците, Корин заповядва на Джон да присъедини към диваците като убие го убие, за да им спечели доверието и да шпионира за Нощния Страж. По-късно за да покаже лоялността си към Краля-отвъд-Вала, Манс Райдър, той тръгва на мисия да премине Вала с група диваци, но по пътя е съблазнен от един от тях, червенокосата Игрит. След като преминат Вала, той отказва да обезглави фермер отглеждащ коне за Нощния страж, който е напът да ги осведоми за диваците. Заради това диваците се опитват да го убият, но Игрит го защитава, докато Джон бяга за Черен Замък. По пътя е застигнат от Игрит и е прострелян три пъти от нея. Макар и наранен Джон успява да стигне да Вала, при своите приятели. Там Джон е съден от Съвета на Нощния Страж за предаване на клетвите си и убийството на Корин Полуръката. Джон доказва, че е невинен и казва за плановете на Манс Райдър. Когато Нощния Страж научава, че бунтовниците които са убили Лорд-командира са все още при Крастър, Джон събира доброволци за мисията да ги убие защото ако диваците ги хванат, те ще им кажат истината за състоянието на Вала. Там групата от доброволци избиват бунтовниците, а Джон собственоръчно убива техният лидер, Карл Танър. След дългата им раздяла Джон и Дух отново се събират и се завръщат в Черен Замък, където Джон предупреждава заместник Лорд-командир Алисър Торн да запечатат тунела, но Торн отказва и заповядва Дух да бъде заключен. Когато Торн оставя защитата на Вала на Джанос Слинт по време на атаката на Манс Райдър от север и Тормунд от юг, Слинт се оказва некомпетентен и Джон поема командването за защитата на Вала. Когато Торн пада ранен, Джон води защитата на Черен Замък, където освобождава Дух от клетката му и се бие със Стир – Магнарът на Ден и го убива. Там Джон застава очи в очи с Игрит и се усмихва докато тя е насочила лъка си срещу него. Не става ясно дали Игрит ще стреля по него, понеже тя самата е застреляна в гръб от младо момче, Оли. Игрит умира в ръцете на Джон Сняг. Диваците в Черен Замък са убити, а Тормунд е пленен. Джон рещава, че единственият начин да печелят е, ако Манс Райдър умре, затова поема сам и без оръжие към лагера на Манс. Срещата им с Краля-отвъд-Вала е прекъсната от пристигането на Станис Баратеон и армията му, който взима Манс Райдър за пленник. По-късно Джон гори тялото на Игрит в гората. Когато Манс Райдър отказва да коленичи пред крал Станис и е подпален на кладата, Джон го отървава от мъките му със стрела в сърцето. Когато Станис му предлага да го легитимизира като Джон Старк за да спечели подкрепата на Севера, той отказва да наруши клетвите си и да изостави Нощния Страж. В същия ден, на изборите за нов Лорд-командир, Самуел предлага името на Джон и се стига до равенство между сър Алисър и него. С последния глас на Майстер Емон, Джон става 998-ият лорд-командир на Нощния Страж. Когато Джанос Слинт отказва пряка негова заповед и го обижда публично, Джон го осъжда на смърт и сам изпълнява екзекуцията като му отрязва главата. Когато Станис и армията му напускат Вала, Джон му взима няколко кораба назаем за да води мисия към Хардхоум. Той иска да сключи мир с Диваците и да ги пусне да минат на юг от Вала, решение което не се харесва на Ед, Оли и Алисър Торн. Джон тръгва на мисията заедно с Тормунд, Ед и малка част от Нощния Страж, но в Хардхоум не е посрещан топло. Диваците са разделен като някои искат да последват Джон и Тормунд, а други не им се доверят. По време на преговорите, Хардхоум е нападнато от Белите Бродници и армията им от мъртъвци, водени от Нощния Крал. Джон се бие с един Бял Бродник и е почти убит, но открива че неговият меч – Дълъг Нокът, който е изкован от валирианска стомана, не се счупва на парчета като другите оръжия при допир с Бродниците. Джон успява да убие Белия Бродник с меча си, но едвам се спасява, като бяга към корабите заедно с Тормунд, Ед, великана Вун Вун и малка част от Диваците. Той отдалеч става свидетел как Нощният Крал със своята магия възкръсява всички паднали в битката и ги добавя към своята армия от мъртъвци. Джон се завръща на Вала и пуска Диваците които са с него да минат на юг от Вала. Джон осъзнава, че Нощния Страж го мрази, но въпреки това позволява на Самуел да ходи в Староград за да стане майстер, като така приятелите му намаляват. Той е призован от покоите си от Оли, който твърди, че имат някой с информация за Бенджен Старк. Джон следва Оли и попада в засада на конспираторите от Нощния Страж. Той е наръган от Алисър Торн, Отел Ярвик, Боуен Марш и Оли с думите „За Стражата“, и умира. Трупа на Джон е открит от Давос и Ед които се барикадират в една стая като Ед отива да извика Тормунд и диваците на помощ за да хванат предателите. Преди Торн и хората му да стигнат до Давос и трупа на Джон те са победени от диваците на Тормунд. Мелисандра извършва ритуал с който Джон възкръсва, но е в шок след предателството от своите „братя“ и откритието, че след смъртта няма нищо. Джон екзекутирва Торн, Марш, Ярвик и Оли и решава, че стражата му е приключила след смъртта му. Санса пристига на Вала и след заплашително писмо който получава от Рамзи Болтън, в който научава че Рикон е пленник в Зимен Хребет. Джон решава, че заедно със сестра си и армията от Диваци, те ще съберат северните лордове които не са преминали в страната на Болтъните и ще превземат Зимен Хребет и убият Рамзи. Джон заедно с Санса, Давос, Мелисандра и Тормунд напуска Вала, като оставя Нощния Страж в ръцете на Ед. Джон с помощта сър Давос спечелва лейди Лиана Мормонт и армията и на своя стран, докато лорд Робет Гловър отказва да им помага. Когато Джон и Рамзи се срещат преди битката, Джон предлага да решат спора с дуел, но Рамзи отказва. Когато двете армии са на бойното поле, Рамзи пуска Рикон да бяга към Джон, докато той стреля към момчето. Това кара Джон да развали стратегията си да чака и язди за да спаси брат си, но Рикон е прострелян и убит от Рамзи, а Джон е в обсега на стрелите му. За да спасят своя командир, Давос и Тормунд карат армията да атакува и така попадат в капана на Рамзи. Малката армия на Джон, бива обградена и те започват да бъдат избити, докато лорд Петир Белиш не идва на помощ със своята армия, благодарение на Санса. Когато Рамзи се затваря зад стените на Зимен Хребет, Джон го преследва, а Вун Вун разбива портите, но е убит от Рамзи. Джон жестоко пребива Рамзи, но не го убива, а го оставя за Санса. Когато научава за жертвоприношението на принцеса Ширийн, извършено от Мелисандра, Джон я прокужда от Севера със заплахата да я екзекутира ако се върне. Докато Бран наблюдава миналото и разбира, че Джон не е син на Нед Старк. Истинската майка на Джон е Лиана Старк, а бащата е Регар Таргариен. Преди да умре, Лиана кара Нед да обещае да пази Джон от Робърт Баратеон, който иска да убие всеки Таргариен, затова Нед представя Джон като свое копеле. В Зимен Хребет лордовете на Севера, включително домовете Мормонт, Гловър и Мандърли обявяват Джон за Краля в Севера. В началото на управлението си, Джон има разногласия със Санса и северняшките лордове. Той изпраща Тормунд и диваците му в Източен Страж, за да го защитят. Когато Денерис Таргариен пристига във Вестерос и обявява война срещу Церсей Ланистър, Джон се свързва с нея, за да преговаря за драконското стъкло в Драконов Камък, където тя се настанява. Заедно с Давос, той тръгва да се срещне с Денерис, като оставя Зимен Хребет в ръцете на Санса Старк. Тирион Ланистър урежда срещата между двамата, но Денерис настоява Джон да откаже от титлата си на крал и да се преклони пред нея, като също така и отказва на Джон, да тръгне от Драконов Камък. Той започва да убеждава Денерис в съществуването на Бродниците и армията им, както и да спечели доверието и. Когато военните съвети на Тирион се провалят, Джон я убеждава да не напада столицата с драконите си. Докато е при Денерис, Джон научава, че Бран и Аря старк са живи и че са се върнали в Зимен Хребет. След като Тирион урежда среща между Денерис и Церсей, за да сключат временен съюз, за да се справят с мъртвите, Джон заедно със сър Джора Мормонт и Джендри, тръгва на мисия отвъд Вала. Целта е да заловят мъртвец и да я представят пред Церсей, като доказателство за идващата заплаха. В Източен Страж, към мисията се присъединяват Тормунд, Сандор Клегейн, Берик Дондарион и Торос Мирски. Отвъд Вала те са нападнати от мъртва бяла мечка и Торос е тежко ранен, но групата успява да залови мъртвец. Скоро след това, те са нападнати от армията на Бродниците и са обградени в средата на замръзнало езеро, като счупения лед пречи на мъртвите, да се докопат до тях. Но преди това Джон успява да изпрати Джендри обратно до Вала, за да изпрати писмо за помощ до Денерис. Джон и компанията му чакат ден и нощ, като Торос умира в съня си, а езерото отново замръзва. Докато се борят за живота си с мъртвите, Денерис пристига с драконите си. Нощния крал убива дракона Визерион, а Джон пада в езерото, докато Денерис евакуира останалите. Той остава сам срещу армията на Бродниците, но е спасен от идването на Бенджен Старк, който се жертва и дава коня си на Джон, като остава назад за да забави мъртвите. Джон успява да се добере до Вала и оттам, всички се прибират в Драконов Камък, като по пътя Денерис забелязва белезите от убийството на Джон, което потвърждава казаното от Давос, че Джон е поел кама в сърцето за хората си. Джон обявява Денерис за нейна кралица и обещава да се поклони пред нея. На преговорите, Джон представя мъртвеца пред Церсей и изглежда тя приема примирието и дори обещава да помогне. Джон и Денерис заедно с хората си, плават за Севера, за да се борят заедно за човечеството. В кораба, двамата се сближават и прекарват нощта заедно. През това време Бран Старк, който знае, че Джон е син на Регар Таргариен и Лиана Старк, се среща със Самуел Тарли. След като разбира за съществуването на документ за брак между Регар и Лиана, Бран поглежда в миналото и потвърждава брака им. Той разбира, че истинското име на Джон е Егон Таргариен и че не Денерис, а Джон е законният наследник на Железния Трон. Те пристигат в Зимен хребет, където Джон се събира с Бран и Аря след години раздяла. След като знаменосците на Старките разбират, че Джон се е отказал от своята корона заради Денерис, те започват да се съмняват в неговите решения. Денерис позволява на Джон да язди нейния дракон – Регал и по-късно той научава от Самуел, че родителите му са Лиана Старк и Регал Таргариен, което прави Денерис негова леля. Това изстудява чувствата му към нея. Когато армията на мъртвите напада замъка, Джон и Денерис чакат за възможност да убият Нощния крал с драконите си, като използват Триоката врана – Бран за примамка. След като Нощния крал се появява с мъртвия Визерион, Джон и Денерис го нападат с Регал и Дрогон, и те успяват да го повалят от дракона, но Регал също пада на земята от раните си. Когато огънят на Дрогон не действа срещу краля, Джон се опитва сам да се бие срещу него, но краля съживява мъртвите и пътя на Джон е блокиран. Той се опитва да стигне до Бран преди Нощния крал, като убива много мъртъвци, но накрая е спрян от дракона Визерион. Преди да бъде убит от чудовището, Аря убива Нощния крал и мъртвите и Белите бродници са унищожени. След битката Денерис моли Джон, той да не споделя това, че Егон Таргариен със семейството си, но той не иска да ги лъже и им казва истината, като ги моли да го запазват в тайна. Джон тръгва на юг с останалите сили на Северняците, за да помогне на Денерис срещу Церсей, като така се сбогува с Тормунд и вълчището си – Дух, които тръгват за Вала. Когато пристига в Драконов замък при Денерис, Джон научава за смъртта на Регал и Мисандей, както и че Санса не е запазила неговата тайна, защото Варис се опитва да убеди Джон, че той ще е по-мъдър крал от нея. Планът на Варис се проваля и след като е открит от Денерис, той е екзекутиран пред очите на Джон. На другия ден, той води атаката за Кралския чертог, заедно с Давос и Сивия Червей. Когато градът се предава, Денерис решава да избие всички предали се войници и невинни граждани, за ужас на Джон. Той се опитва да си спре войниците, но клането вече е започнало. Денерис унищожава столицата успява да убие кралица Церсей и заявява за плана си да освободи целия свят, така както е освобила Кралския чертог. Тя нарежда арестуването на Тирион Ланистър за измяна, защото той е освобил брат си преди битката. Джон тръгва да се среща с Денерис и среща Сивия Червей да убива пленени войници по заповед на Денерис. Той посещава и пленения Тирион, който очаква екзекуция. Той убеждава Джон, че Денерис е същия тиранин както и Церсей и другите преди нея, и че Санса и Севера, които не искат да се прекланят ще бъдат следващите жертви на нейната война срещу „тиранията“. Джон намира Денерис в тронната зала и търси сметка за всичките невинни които е убила, но тя не съжалява и целта оправдава средствата. Тя моли Джон да е на нейна страна и да управляват света заедно, като ще избият тези които не се съгласяват с тях. Джон за последен път обявява своята любов към Денерис и я целува, като в същия момент и пробожда сърцето със своя нож и я убива пред трона. След това Джон е арестуван от Сивия червей и хвърлен в тъмницата, за да очаква своята присъда за предателството срещу кралицата. Големия съвет на Вестерос с най-влиятелните лордове, включително и Санса, Аря и Бран се събират за да решат съдбата на Джон, като част от тях и Сив Червей който държи столицата с неговите Неопетнени настояват за неговата екзекуция, а други за неговото освобождаване. Тирион ги съветва да изберат нов крал, който да реши неговата съдба и всички се съгласяват Брандън Старк да е избран. След като той става крал, Брандън за да спаси Джон и за да избегне нова война осъжда Джон отново на Нощния страж. Той се сбогува с Бран, Аря и Санса, като Бран остава в столицата, Аря плава на запад от Вестерос за да отркие нови земи, а Санса тръгва за Зимен хребет за да управлява Севера. Той стига до Вала и се събира отново с Тормунд, Дух и свободния народ. Заедно с тях, Джон тръгва за Отвъд Вала за да изживее остатъка от своя живот, докато настъпва пролетта. |                                                                                                 |                        |               |    |  |  |
| |                                                                                                 |                        |               |    |  |  |
| Денерис Таргариен | Емилия Кларк                                                                                    | 1, 2, 3, 4, 5, 6, 7, 8 | –             | 62 |  |  |
| Денерис Таргариен е прокудена принцеса от Династия Таргариен. Също позната като „Родената в буря“, тя и нейния брат Визерис са избягали в Есос след Въстанието на Робърт. За седемнадесет години, тя е била под грижите на Визерис от който се бои, защото той я бие всеки път когато откаже да се подчини. В размяна на армия, Визерис я омъжва за могъщия вожд на Дотраките, Хал Дрого, което я прави Халееси, кралица на дотраките. Денерис отначало я е страх от новия си съпруг, но след като научава Дотракския език, и как да го задоволи сексуално, тя успява да премине пречките помежду им. Тя започва да го разбира и се влюбва в него след като научава колко умен лидер и мил съпруг е Дрого. Когато приема Дотракската култура тя става по-силна и се противопоставя срещу брат си. По-късно забременява от Дрого и е предсказано от дотраките, че техния син ще е „Жребеца, който ще язди света“. След смъртта на брат си и опита за покушение от Робърт Баратеон, Дрого се заклева, че той ще завладее Седемте Кралства за Денерис и неродения им син. Но по време на пътуването Дрого страда от инфекция който получава след двубой с друг Дотраки. Денерис е принудена да търси помощ от лечителката Мири Маз Дуур за да спаси живота му, чрез кръвна магия. Мири изиграва Денерис като използва живота на нероденото дете като жертва за да излекува Дрого, но това оставя Дрого в състояние на мозъчна смърт и Денерис е принудена да сложи край на живота на мъжа си. За да накаже Мири за смъртта на сина и съпруга си, тя го изгаря на кладата. Тя също поставя в кладата при мъжа си, трите драконски яйца които е получила като сватбен подарък, след това и самата тя влиза. В края на нощта, след като огънят е изтлял, само Дани и трите бебета-дракони остават. Когато оцелява пламъците, тя става първата жена, лидер на Дотраките. След това тя е изгубена в Червената Пустиня – пуста и безплодна земя. Тя и нейния Халазар накрая стигат до Карт, където благородниците повече се интересуват от драконите и отколкото завоеванието на Вестерос. Докато е в града драконите и са откраднати от вещера Пиат Прий, и тя трябва да посети Къщата на Неумиращите за да си ги върне. Тя го прави и убива Пиат Прий и освобождава драконите. Тя затваря своя домакин Ксаро Ксоан Даксос, за помощта му към Пиат Прий, в собствения му трезор, и конфискува всичко ценно в двореца на Ксаро, за да си купи кораб. Денерис пристига от Карт в Ащапор, град в Робския залив, където преговаря да купи елитни войни-евнуси наречени „Неопетнените“. Когато напуска града тя освобождава робите и убива господарите с помощта на драконите си и новопридобитите воини, същата съдба сполетява и следващия град в Робския залив, Юнкай. Въпреки че силата и не е все още тествана, тя се придобива с лоялността на десетки хиляди освободени роби, малкия и халазар от Дотраки, двама рицари който среща по пътя си в Есос, сир Джора и сир Баристан Селми, 2 хиляди наемници наречени „Вторите синове“, 8 хиляди Неопетнени воини и три бързо растящи дракони. Денерис освобождава робите в Мийрийн като се придобива с титлата „Чупещата окови“, но осъзнава, че губи контрол върху драконите си когато Дрогон проявява агресия към нея, когато тя се опитва да го държи на страна от бой с Регал и Визерион. Тя нарежда 163 от робовладелците да бъдат разпнати като отмъщение за 163-те разпнати деца от тях. Тя решава да остане в Мийрин и да управлява като кралица, защото все още няма нужната армия за да завладее Вестерос и защото новоосвободените роби на Мийрийн се нуждаят от нея. Тя взима Даарио Нахарис за свой любовник. Денерис накрая научава, че първоначалната цел на сър Джора била да шпионира на нея за крал Робърт и нарежда той да напусне Мийрийн под заплахата за екзекуция му. Когато овчар слага костите на дъщеря си пред нея и казва, че е дело на Дрогон, Денерис заключва Регал и Визерион в катакомбите вместо него защото не могат да хванат Дрогон. Подчинените на Денерис започват да бъдат атакувани и убити от група наречена Синовете на Харпията. Един от тях е заловен, но е убит от съветника на Денерис, преди да бъде съден. Тя е принудена да го екзекутира съветникът – Мосадор. Когато Сивия Червей и Баристан Селми попадат в засада и стария рицар умира от раните си, Денерис е бясна и дава един от бившите господари на Регал и Визерион и хвърля Хиздар зо Лорак в тъмница. След време тя размисля и решава да реши проблема с Синовете на Харпията като се омъжи за глава на фамилия от господарите, а именно – Хиздар. Тя разрешава отварянето на Арените за бой, без да се бият роби в тях, а само свободни хора. Докато наблюдава битки в една малка арена, пред Денерис идва сър Джора и Тирион Ланистър. След време тя започва да се доверява на Тирион и го прави неин съветник, а Джора го прокужда отново. По време на игрите на Бойните Ями, Денерис е с Хиздар и своите съветници. Когато първия от Синовете на Харпията напада Денерис, тя е спасена от сър Джора, който се бие на арената, но всички много скоро са обградени от нападателите. Денерис е спасена от появата на Дрогон, който разпръсква Синовете на Харпията, но когато някои от тях нараняват дракона, Денерис се качва на гърба му и отлита от Мийрийн, спасявайки Дрогон и себе си. Те се приземяват в Дотракското море, където Дрогон отказва да лети заради раните си, а Денерис е заобиколена от Дотракски халазар. Денерис е представена като робиня пред Хал Моро, но когато Халът научава, че тя е вдовица на Дрого, решава да я заведе във Вес Дотрак за да се присъединия тя към вдовиците на Дош Халийн. Във Вес Дотрак, понеже Денерис не се е присъединила към вдовиците на Дош Халийн веднага след смъртта на Дрого, Денерис чака съвета на Халовете да решат съдбата и. По време на съда и, Денерис използва огъня вътре в колибата на Халовете за да запали цялото помещение заедно със себе си вътре, като Джора и Даарио които пристигат преди това залостват вратата. Когато всички Халове умрат в пламъците, Денерис излиза неизгорена и спечелва всичките останали дотраки на своя страна. Когато научава за болестта на Джора, Денерис и заповядва да си намери лек и след това тя намира Дрогон, като заедно с дотраките марширува за Мийрийн. Денерис намира Мийрийн под обсадата на армадата на робовладелците и със своите дракони бързо превзема корабите и ги добавя в своята армада, докато дотраките избиват Синовете на Харпията останали в града. Армадата на Денерис пораства още повече когато Яра и Теон Грейджой предлагат своите кораби на нея, в замяна на това тя да им помогне да убият чичо им Юрон Грейджой. След като градът е под контрол, Денерис, по съвет на Тирион, съобщава на Даарио, че той няма да дойде във Вестерос и приключва тяхната връзка, като го оставя за управник на Мийрийн. Тя обявява Тирион за Ръка на Кралицата, докато Варис спечелва съюза и корабите на Тирелите и Мартелите към нейната кауза. Денерис заедно с трите си дракона, своите съветници и армия от Неопетнени, Дотраки и съюзници от Вестерос, плава за Седемте Кралства за да започне своето завоевание. Денерис и хората се настаняват в Драконов Камък, което е принадлежало на Таргариените стотици години преди Бунта на Робърт. Но скоро, във войната срещу Церсей Ланистър, Денерис започва да губи съюзниците си, като Юрон Грейджой побеждава и пленява Яра Грейджой и Елария Пясък, доката Джайм Ланистър побеждава и убива лейди Олена Тирел. През това време, кралят в Севера Джон Сняг идва в замъка и, за да помоли Денерис за мините и от драконово стъкло. Денерис настоява Джон да коленичи пред нея и да я признае за нейна кралица, докато Джон настоява, че нейната кауза не е от значение, защото Белите Бродници и армията им от мъртъвци маршируват срещу Седемте Кралства и техен враг са всички живи. Двамата започват да се уважат и харесват с времето. След време, излекувания сър Джора се завръща на служба при Денерис. Ръката на Кралицата – Тирион, урежда преговори между Церсей и Денерис, за да прекратят войната за трона, докато не се справят с мъртъвците, но за целта трябва да докажат съществуването на мъртвата армия. Джон и Джора заедно с малка група са изпратени отвъд Вала, за да заловят мъртвец. Когато Денерис научава чрез писмо, че двамата са обградени от армията на Бродниците, тя заедно с трите си дракона, лети за отвъд Вала. Но докато ги спасява, лидерът на Бродниците – Нощния Крал успява да убие дракона – Визерион. По пътя обратно за Драконов Камък, Денерис вижда белезите от убийството на Джон и се убеждава в слуха за това, че е поел нож в сърцето. След като става свидетел на заплахата идваща отвъд Вала, Денерис обещава на Джон, независимо от всичко да му помогне в предстоящата война, а Джон признава Денерис, като негова кралица. На преговорите Денерис и Джон представят пред Церсей заловения мъртвец, и така Церсей видимо се съгласява да спре войната, както и да им помогне. Партията на Денерис се прибира в нейния замък и оттам тръгват за Севера и Денерис решава да плава с Джон. В кораба, Денерис и Джон се отдават на влечението си един към друг и правят секс, без да знае тя, че Джон е син на починалия и брат Регар Таргариен. Те пристигат в Зимен хребет, където Санса Старк видимо показва своето недоверие към Денерис, а Бран Старк и съобщава, че Визерион е съживен от Нощния крал и че мъртвите идват към замъка. Денерис позволява на Джон да се научи и да язди нейния дракон – Регал. Там Денерис съобщава също съобщава на Самуел Тарли за екзекуцията на баща му и брат му. В Зимен хребет пристига убиеца на Ерис Таргариен – Джайм Ланистър, но Джон му позволява да се бие за живите. Тя се опитва да се сближи със Санса, но тя твърди, че Севера ще остане като независимо кралство. Джон разкрива истина за това, че се казва Егон Таргариен и е неин племенник и законен наследник на трона, но той не иска трона и подкрепя своята кралица. Но роднинството им изстудява тяхната връзка. Когато армията на мъртвите и Нощния крал с Визерион нападат Зимен хребет, Денерис го напада с Дрогон, а Джон с Регал. Драконите се бият във въздуха и Нощния крал е повален от Визерион, а Регал е ранен. Денерис кара Дрогон да изгори краля, но огънят не му действа, след което дракона е нападнат от мъртвите и отлита. Денерис е обградена от мъртъвци и Джора Мормонт идва на нейна помощ, като той е наръган многократно докато я защитава. Нощния крал е убит от Аря Старк и Белите бродници и мъртвите са унищожени, но Джора умира от своите рани в ръцете на Денерис. На следващия ден Денерис гори трупа на Джора и става ясно, че е загубила половината от своите Дотраки и Неопетнени. Тя тръгва с армията си към Драконов камък, но е нападната от Юрон Грейджой и неговите скорпиони. Регал е убит, Мисандей пленена, а флотата на Денерис е унищожена. Тя прави последни преговори с Церсей и изисква нейното предаване, но тя отказва и екзекутира Мисандей пред нея. Тирион моле Денерис на следващия ден тя да прекрати атаката, когато камбаните на града започнат да бият в знак на предаване. Джон обещава своята подкрепа, но не показва предишната си близост към Денерис. Варис, който не се доверява на милостта на Денерис към невинните на Кралския чертог, предава кралицата си, като обявява истината за Джон Сняг на лордовете на Вестерос. За това Денерис екзекутира Варис с огъня на дракона си и хората и по-късно залавят Джайм Ланистър да се промъква до столицата. Тирион също предава Денерис като освобождава брат си. На следващия ден Денерис напада с Дрогон и унищожава Желязната флотилия, скорпионите на Кибърн и Златната компания. Когато града се предава, Денерис се отдава на яростта си и започва да избива предалите се войници и невинните жители на столицата. След победата си над Церсей, Денерис обявява, че ще освободи целия свят, както е освободила Кралския чертог. Тя арестува Тирион за измяна, с цел да го екзекутира. В тронната зала тя докосва трона, но преди да успее да седне Джон пристига. Тя се опитва да го убеди, че това, което тя е направила, е било добро дело и с висша цел. Тя иска той да се присъедини към нея, за да освободят целия свят и да управляват всички, като ще убият тези, които им се противопоставят. Джон я целува и докато се целуват я наръгва с нож в сърцето. Така Денерис умира в ръцете на Джон, преди да е успяла да седне на трона. След смъртта ѝ, Дрогон унищожава трона и взима нейното тяло, като отлита на изток към техния дом. |                                                                                                 |                        |               |    |  |  |
| |                                                                                                 |                        |               |    |  |  |
| Едард Старк | Шон Бийн (сезон 1) Робърт Арамайо (сезон 6 – 7, като млад) Себастиан Крофт (сезон 6, като дете) | 1                      | 6, 7          | 16 |  |  |
| Едард „Нед“ Старк е лорд на Зимен Хребет и Защитник на Севера, съпруг е на лейди Кейтлин, също е и баща на Роб, Санса, Аря, Бран и Рикон Старк. Едард има извънбрачен син – Джон, както и брат – Бенджен Старк. Баща му – Рикард, по-големия му брат – Брандън, и сестра му – Лиана умират в събитията около Бунта на Робърт. Той е прочут с честта и чувството си на справедливост. Той се присъединил към Бунта на Робърт, когато сестра му Лиана, е била отвлечена от коронования принц Регар Таргариен. Когато баща му и брат му отишли на юг за да си я върнат, „Лудия Крал“ Ерис Таргариен ги убил. Кейтлин първоначално е била сгодена за Брандън Старк, но след смъртта му се е венчала за Едард, за да се осигури съюз между Тълита и Старки. Нед и Робърт заедно водили бунта за да го свалят от Трона. Те успяват и Робърт става крал, но Лиана умира. Дълги години по-късно, Нед е посетен от крал Робърт в Зимен Хребет и Робърт обявява Нед за Ръка на краля, след като предния Ръка Джон Арин умира при мистериозни обстоятелства, и той е убеден, че е негова длъжност да приеме поста. Като напуска дома си за Кралския Чертог, Нед взима двете си дъщери – Санса и Аря със себе си. Той заедно с Робърт плануват да венчаят Санса и принц Джофри, като така си сюзяват домовете. В столицата, Нед наема учител по бойно изкуство на Аря и започва да разследва смъртта на Джон Арин. Нед не се интересува от политика, и предпочита да управлява с чест и да следи закона. Робърт организира турнир в чест на Нед, но той не го харесва, тъй като кралската хазна вече е празна, а краля е в дълг на Ланистърите. Докато разследва, това което е разследвал и Арин, Нед открива няколко копелета на Робърт, сред които и Джендри. В столицата, Нед е посетен от Кейтлин, която търси човека изпратил наемен убиец след Бран. Кутрето бързо спечелва доверието на Едард и натопява Тирион Ланистър, като виновника. Нед се скарва с краля, защото Робърт иска да изпрати наемни убийци след бременната Денерис Таргариен, която се намира на друг континент. По-късно Нед и хората му биват нападнати от Джайм Ланистър, защото Кейтлин е арестувала Тирион. Започва битка, в която дясната ръка на Нед – Джори е убит от Джайм, докато самия Нед е наранен с копие, което пронизва крака му. Когато краля отива на лов, той оставя своята Ръка да управлява. Когато научава за престъпленията на сър Грегър Клегейн, Нед изпраща лорд Берик Дондарион да го залови жив или мъртъв. Докато разследва причината за смъртта на Джон Арин, Нед открива, че и трите деца на Робърт с кралица Церсей, са били всъщност от близнака на Церсей, Джайм. Когато Нед се среща с кралицата за да обсъдят това, той му дава шанс да избяга от гнева на Робърт. Когато Робърт се завръща от лова със смъртна рана, Нед го е жал за своя приятел и не му казва истината за децата в последните му моменти. След смъртта на Робърт, Едард отказва на брат му Ренли, в това да му помогне да превземе трона. Вместо това, Нед се доверява на Кутрето, че той ще му осигури нужните хора за да арестува кралицата. Нед иска да коронова другия брат на Робърт, Станис който е законен наследник. Когато отрича властта на крал Джофри и се опитва да арестува Церсей, Нед е предаден от Кутрето, който арестува него. Нед е хвърлен в тъмницата и там е убеден от Варис, че ако срещне смъртта си с чест както смята да направи, за това ще страдат само дъщерите му. За да ги защити, той жертва честта си и публично обявява, че е планирал да открадне трона, и че Джофри е законният крал. Въпреки обещанието на Церсей, че Нед може да се присъедини в Нощния Страж като наказание, Джофри нарежда Нед да бъде екзекутиран. Сър Илин Пейн отрязва главата на Нед с неговия собствен валириански меч – Лед. Джофри кара Санса да гледа главата на баща си набоден на копие, за да я тормози, но когато Тирион пристига в столицата, той нарежда останките на Нед да бъдат върнати на Старките. Много по-късно костите му са върнати на Кейтлин и тя нарежда да бъдат отнесени в криптите на Зимен Хребет. Когато Бран, с помощта на Триоката Врана вижда миналото, той също вижда как младия Нед тренира с Бенджен в Зимен Хребет и как лорд Рикард Старк изпраща сина си при Джон Арин. Бран също вижда и как след края на Бунта на Робърт, Едард отива да спаси сестра си, Лиана от замъка в който Регар Таргариен я е заключила. Нед заедно с Хауърд Тръстиката побеждава легендарния войн – сър Артър Дейн и бърза при сестра си, но може да чуе как Бран, който наблюдава миналото му казва „татко“. Когато Бран отново поглежда в миналото, той вижда как Нед намира сестра си Лиана, в легло и цялата в кръв. Лиана умирайки кара Нед да обещае нещо, след което Нед държи бебето на Лиана. Бран разбира, че Джон Сняг не е копеле на Нед, а е син на Лиана Старк и Регар Таргариен. Нед представил Джон за свое копеле пред целия свят, за да го пази от Робърт, който искал да убие всички Таргариени. |                                                                                                 |                        |               |    |  |  |
| |                                                                                                 |                        |               |    |  |  |
| |                                                                                                 |                        |               |    |  |  |
| Кейтлин Старк | Мишел Феърли                                                                                    | 1, 2, 3                | –             | 25 |  |  |
| Кейтлин Старк е лейди на Зимен Хребет и жена на лорд Едард Старк. Родена от Лорд и Лейди Тъли от Речен Пад, тя е сестра на Лиза и Едмур тъли, както и майка на Роб, Санса, Аря, Бран и Рикон Старк. По време на Бунта на Робърт, тя е била сгодена за по-големия брат на Нед, Брандън Старк. Брандън се дуелирал с Петир Белиш за ръката и, като накрая го победил и унижил. След като Брандън бил убит от Лудия крал, за да се осигури съюз между дома Тъли и Старк, тя се омъжва за Нед Старк. След гостуването на краля в Зимен Хребет, пътуването на Нед до столицата за да стане новата Ръка на краля, падането на Бран и опита за убийството му от наемник, тя разбира, че Ланистърите са отговорни за опита за убийство и пътува до Кралския Чертог за да предупреди Нед, който е там с дъщерите им. Там Петир Белиш, който е влюбен в нея, посочва Тирион Ланистър за човека изпратил наемника и на връщане към Зимен Хребет, тя случайно се среща с Тирион. Но след като не знае, че той е напълно невинен, решава да го плени и го води при сестра си, Лиза Арин. Там Тирион е съден, но печели съда чрез двубой, благодарение на своя шампион и е освободен. След като съпругът и е арестуван и най-големият и син – Роб тръгва на война за да го освободи, тя се присъединява към военния му съвет. За да осигури минаването на армията на Роб през моста-замък на Фрейовете, Кейтлин обещава, че Роб ще се жени за една от дъщерите на лорд Уолдър Фрей. Когато научава, че мъжът и е бил екзекутиран по заповед Крал Джофри, тя се заклева на сина си, че семейство Ланистър ще платят за това с живота си. Тя продължава да съветва Роб, когато той е провъзгласен за краля в Севера. Кейтлин е изпратена от Роб в Бурните Земи, за да преговаря и сключи съюз с претендента за Железния Трон, крал Ренли Баратеон. Там, тя отново среща Кутрето, който и връща останките на Нед и се опитва да се сближи с нея, но Кейтлин е изключително враждебна, тъй като обвинява Петир за смъртта на съпруга и. Кутрето предлага на Кейтлин, тя да освободи сър Джайм Ланистър, който е пленник на Роб, срещу това той да осигури дъщерите и – Санса и Аря да бъдат върнати при нея. Всичко се обърква, когато крал Ренли е убит от сянка, а бодигардът му – Бриен Тартска е обвинена за убийството. Кейтлин се връща обратно при сина си, заедно с Бриен, която и се заклева във вярност и служба. Тя освобождава Джайм Ланистър, в опит да го размени за дъщерите си, като изпраща Бриен с него, с мисията да ги върне. Роб се чувства предаден от майка си и намира утеха в Талиса Мейгир, в който е влюбен. Той поставя майка си под домашен арест за известно време и се жени за Талиса. Кейтлин пътува със сина си за Речен Пад на погребението на баща си и там се събира с чичо си – Бриндън и брат си – Едмур. Когато лорд Карстарк убива пленници на Роб и е екзекутиран за това, армията му изоставя неговата кауза. За да осигурят отново съюза на Фрейовете, Роб и Кейтлин уговарят брак между Едмур Тъли и Рослин Фрей, която ще се състои в Близнаците. На сватбата, тя открива, че Рууз Болтън и Уолдър Фрей кроят нещо, но става твърде късно. Талиса е наръгана и умира пред очите на Роб и Кейтлин, а Кейтлин взима жената на Уолдър Фрей, докато всичките гости на сватбата и армията на Роб биват избити. Кейтлин заплашва, че ще убие жената на Фрей, ако не пуснат сина и, но лорд Уолдър не се интересува от живота на жена си и тогава Рууз Болтън убива Роб пред погледите на Кейтлин. Тя изпълнява обещанието си и отрязва гърлото на лейди Фрей, след което копелето на Уолдър – Черния Уолдър отрязва нейното гърло и я убива. Сватбата става известна като Червената Сватба. |                                                                                                 |                        |               |    |  |  |
| |                                                                                                 |                        |               |    |  |  |
| Роб Старк | Ричард Медън                                                                                    | 1, 2, 3                | –             | 21 |  |  |
| Роб Старк е най-големият син на Едард и Кейтлин Старк и наследник на Зимен Хребет. Той е по-голям брат на Санса, Аря, Бран и Рикон Старк. а вълчището му се казва Сив Вятър. Когато Едард заминава със сестрите на Роб, за да служи като Ръка на краля, Роб става новия лорд на Зимен Хребет. Той е увлечен във война срещу крал Джофри и Ланистърите след като баща му Нед Старк е арестуван за предателство. Роб призовава своите знаменосци за война срещу семейство Ланистър и марширува към Речните Земи, но прекосяването на реката при Близнаците става стратегически необходимо. За да спечели разрешение да премине, Роб се съгласява да се ожени за една от дъщерите на Уолдър Фрей, Лорд на Близнаците. В Речните Земи, Роб бележи победа след победа и успява да залови Джайм Ланистър. След екзекуцията на Нед, Северът и Речните Земи обявяват своята независимост от Железния Трон, и обявяват Роб за краля в Севера и става известен като Младия Вълк. Но чувства, че пренебрегва политическите аспекти на войната. Затова праща Теон в Железните Острови, надявайки се той да сключи съюз с Бейлон Грейджой, бащата на Теон. В замяна на помощта на Грейджойите, Роб възнамерява да помогне Железните Острови също да спечелят своята независимост. Той също така праща майка си – Кейтлин за да уреди съюз с някой от претендентите крале – Станис или Ренли Баратеон, които се готвят да воюват помежду си, вместо с Железния Трон. Теон и Кейтлин се провалят в техните мисии и Бейлон нахлува в Севера. През това време, Роб се влюбва в лечителката от Волантис – Талиса Мейгир. Когато Кейтлин освобождава Джайм Ланистър с надеждата да и върнат дъщерите, Роб се чувства предаден от майка си и я поставя времмено под домашен арест, докато той се жени за Талиса, като така губи подкрепата на Фрейовете. След като завладява замъка Харънхъл, Роб получава вест за смъртта на своите братя Бран и Рикон, от ръцете на Теон Грейджой. След новините за смъртта на дядо си лорд Хостър Тъли, Роб се отправя към Речен Пад където се събира с чичо се Едмур, който става новия лорд. Докато е там, Роб екзекутира лорд Карстарк, заради убийството на двама млади пленника, решение заради което губи подкрепата на Карстарките и кара Роб да се обърне към Фрейовете за помощ. Роб и Кейтлин уговарят брак между Едмур Тъли и Рослин Фрей, която ще се състои в Близнаците. По пътя за сватбата, Роб научава, че Талиса е бременна. На сватбата, Кейтлин открива, че Рууз Болтън и Уолдър Фрей кроят нещо, но става твърде късно. Талиса е наръгана и умира пред очите на Роб и Кейтлин, а Кейтлин взима жената на Уолдър Фрей, докато всичките гости на сватбата и армията на Роб биват избити. Кейтлин заплашва, че ще убие жената на Фрей, ако не пуснат сина и, но Роб осъзнава, че всичко е свършило и след смъртта на бременната си жена, губи желанието си да живее. Лорд Уолдър не се интересува от живота на жена си и тогава Рууз Болтън убива Роб пред погледите на Кейтлин, като го наръгва в сърцето и прошепва думите „Ланистърите пращат поздрави“. Кейтлин също бива убита, а сватбата става известна като Червената Сватба. |                                                                                                 |                        |               |    |  |  |
| |                                                                                                 |                        |               |    |  |  |
| Санса Старк | Софи Търнър                                                                                     | 1, 2, 3, 4, 5, 6, 7, 8 | –             | 59 |  |  |
| Санса Старк е първата дъщеря и второ дете на Едард и Кейтлин, както и сестра на Роб, Аря, Бран и Рикон Старк. Тя е влюбена в принц Джофри и когато крал Робърт идва в Зиме Хребет, Санса е обещана на принца. Вълчището и се нарича Лейди и е най-малкото от глутницата. Тя напуска дома си и заминава за Кралския Чертог с бащи си и сестра си – Аря. Санса е наивна и иска да живее живота на принцесите от приказките и отрича суровата реалност на политиките на Седемте Кралства. Фантазиите и започват да се разпадат когато Лейди е убита, заради кралица Церсей и Джофри и ситуацията се влошава когато баща и е арестуван за измяна. Тя става заложница на Ланистърите. Наивността и е най-накрая прекъсната, когато крал Джофри екзекутира баща и, въпреки че и обещава, че ще го пощади. Санса се превръща в обект на израз на жестокостта на Джофри. Тя страда от мъченията на Джофри докато Тирион не слага край на това. Когато тълпата в Кралския Чертог се въздига на бунт, Санса е отделена от останалите и за малко не е изнасилена. Хрътката се появява и убива нападателите и я спасява. По време на нападението на Станис над Кралския Чертог, Санса окуражава дамите в кралския двор и когато разбира, че Церсей планува да убие всички ако Станис победи, тя бяга да се скрие в покоите си. Там Хрътката и казва, че изоставя столицата и бяга от службата си при Джофри, и предлага да я вземе със себе си, но Санса я е страх от него и отказва. След битката Джофри разваля годежа си със Санса за да се ожени за Марджъри Тирел. Все пак тя си остава заложник, но Петир Белиш и обещава да я върне в Зимен Хребет. След провалилия се опит на Марджъри да омъжи Санса за Лорас, тя е омъжена за Тирион, за да се осигури правото над Севера, ако Роб умре. Бракът им е нещастен и неконсумиран, защото Тирион не я иска насила. След смъртта на Роб, тя дори не може да говори с Тирион и със седмици скърби за семейството си. Един ден, Донтос Холард намира Санса и подарява огърлица защото тя веднъж го е спасява от Джофри. Санса присъства на Кралската Сватба и става свидетел на смъртта на Джофри, веднага след това тя бяга с Донтос от сватбата, качват се на лодка и стигат до кораб в залива на Черна вода. На кораба я чака Кутрето който убива Донтос по довода, че не може да му се има доверие. Тя научава, че Кутрето е планувал смъртта на Джофри в комбина с лейди Олена, която отровила краля с камък от огърлицата който Донтос и подарил. Когато пристигнат в Орлово Гнездо те са приветствани топло от Лиза и Робин, но съвсем скоро Лиза показва на Санса колко е ревнива и неуравновесена. След като Санса и Робин се скарват, Петир Белиш я целува по устните без да знае, че Лиза наблюдава. Лиза се опитва да бутне Санса през Лунната Врата за да я убие, но е прекъсната от Кутрето който се доближава до нея с претекст да я успокои, но накрая я бута през Лунната Врата към смъртта и. Санса, сега позната като Алайн, племенничка на Петир Белиш е призована да свидетелства в делото срещу Кутрето. Там тя разкрива истинската си самоличност и манипулира лордовете на Долината като подкрепя версията на Петир за самоубийството на Лиза. Санса започва да се научава от Петир Белиш как да играе играта на тронове и двамата заедно с малкия лорд Робин Арин тръгват да обиколят замъците в Долината. Кутрето и Санса оставят Робин в грижите на лорд Йон Ройс и тръгват за Орлово Гнездо. По пътя Кутрето разкрива на Санса, че не отиват там, а на Север. Бриен Тартска попада на тях в един хан и предлага на Санса да я отведе някъде на сигурно място, но тя отказва и Кутрето праща хората си след Бриен за да я убият. Кутрето разкрива на Санса, че и е уредил брак със сина на Рууз Болтън – Рамзи, но тя мрази Болтъните заради частта която те играят в смъртта на Роб и Кейтлин. Кутрето я убеждава, че ако иска да отмъстят за любимите си хора е нужно да се сключи този брак и Санса се съгласява. Те пристигат в Зимен Хребет и първоначално всичко изглежда добре, дори Рамзи се държи добре с нея. После се налага Кутрето да тръгне за столицата и Санса остава сама с Болтъните. По-късно с малко помощ от Миранда, Санса открива, че Теон Грейджой е жив и е слуга на Рамзи. Рамзи кара Теон да се извинява за убийствата на Бран и Рикон и съобщава, че Теон е този който ще я води до олтара за да я даде на Рамзи. Една прислужница дава свещ на Санса и казва да запали свещта на най-високата кула ако има нужда от помощ, без тя да знае, че помощта е Бриен. След сватбата Рамзи кара Теон да остане и да гледа как той консумира брака си, за ужас на Санса и тя се предава на Рамзи против волята си. Дни по-късно Санса е под ключ в спалнята и вече не може да търпи всяка вечер да бъде с Рамзи, затова моли Теон да постави свещта вместо нея, за да се спасят заедно от Рамзи. Смрад казва молбата на Санса на Рамзи, в резултат на което старата прислужница е одрана жива докато не умре и е показана на Санса. Санса конфронтира Смрад за предателството му и го обвинява за смъртта на Бран и Рикон, но накрая Теон признава, че братята и са все още живи. По-късно тя бяга от покоите си и сама поставя свещта, но когато помощ не идва Санса решава да избяга. Тя е спряна от Миранда и Смрад, но когато Миранда заплашва да осакати Санса, Теон я убива за да спаси Санса. Двамата скачат от високите стени на Зимен Хребет към натрупания сняг долу. Санса и Теон бягат от замъка, но са заловени от ловците на Рамзи. На помощ им идват Бриен и Подрик, които се заклеват във вярност на Санса. След като Теон ги напуска, Санса и Бриен отиват на Вала, където тя се събира със своя брат, Джон. Когато Санса и Джон получават писмо от Рамзи, в който се споменава, че Рикон е пленник в Зимен Хребет, те решават да обединят северните лордове и да спасят брат им, като превземат замъка и убият Рамзи. По-късно Санса отказва предложената помощ от Кутрето, за по-голяма армия и праща Бриен да доведе Бриндън Тъли и неговата армия за помощ. Когато Санса се проваля да привлече лорд Робет Гловър към каузата на Джон и получава вести от Бриен, че Черната Риба няма да дойде да помага, тя праща писмо с което иска помощ от Петир Белиш и неговата армия, но го прави без да казва на Джон. Тя предупреждава Джон, че Рамзи ще убие Рикон и ще го вкара в капан, но той не се вслушва. Когато по време на битката за Зимен Хребет, Рикон е мъртъв, а Джон и армията му са в капан и биват избивани от армията на Рамзи, Кутрето се появява с Арините и унищожава Болтънската войска. Джон не убива Рамзи, а го оставя на Санса, която го заклучва в клетка със собствените му хрътки, който Рамзи не е хранил от седмица. Санса с усмивка наблюдава как кучетата разкъсват и убиват Рамзи. В Зимен Хребет, Кутрето разкрива пред Санса намерението си, да се качи на Железния трон с нея като негова кралица, но тя отказва. Кутрето се опитва да разруши доверието на Санса към Джон, което става по-лесно когато правата за наследяване на Севера на Санса са прескочени, а Джон е обявен за Краля в Севера. След известно време Санса и Джон започват да имат разногласия относно управлението на Севера. Когато Джон напуска Зимен Хребет и отива при Денерис Таргариен за да преговаря с нея, северняшките лордове се чувстват изоставени и започват да съжаляват, че са избрали Джон пред Санса. В отсъствието на краля, Санса управлява като лейди на Зимен Хребет и през това време Бран и Аря Старк се прибират, след дълги години прекарани далече. След време Санса вижда колко са се променили Бран и Аря, той е станал странен и студен заради дарбите си, а тя – страховита. Кутрето прави така, че Аря да намери писмото написано от Санса за Роб, в което тя обявява Джофри за истинския крал и обвинява Едард в предателство. След конфронтация между сестрите, Санса изглежда че отново започва да се доверява на Кутрето. Когато показва, че изпитва заплаха от Аря, тя организира съд и кара войниците да доведат Аря, но съдът се оказва, че е за Кутрето, който също присъства като довереник на Санса. Със свидетелството на Санса и Бран, лорд Петир Белиш е осъден на смърт, заради предателството към Едард, започването на войната на петимата крале и убийството на Джон и Лиза Арин. Аря изпълнява екзекуцията с валирианската си кама и сестрите продължават да се разбират. По-късно, Санса се събира с Джон и се запознава с Денерис Таргариен, но не и се доверя. В Зимен хребет идва и други стари познати на Санса – Сандор Клегейн, Теон Грейджой и Тирион Ланистър. Денерис се опитва да се сближи с нея, като изисква Севера се преклони пред нея, но Санса иска автономността на Севера. Когато мъртвите нападат замъка, Санса се крие в криптите заедно с Тирион Ланистър и оцелява битката, когато Аря убива Нощния крал. Теон умира в битката и когато изгарят неговия труп, Санса оставя при него нейната брошка със символа на Старките, като така го признава като Старк. След битката Сандор разбира колко е пораснала Санса и двамата се разделят. Джон разкрива пред Санса и Аря, че той не е техен брат, а истинския наследник на трона. Санса не иска Денерис на власт, затова разкрива на Тирион истината за Джон. Тя остава в Зимен хребет, когато Денерис и Джон тръгват за столицата с тяхната армия. Когато Денерис избива населението на Кралския чертог заедно с Церсей и Джон го убива заради това и е арестува, Санса пристига в столицата като представител на Севера в Големия съвет на лордовете на Вестерос. Съвете избира Брандън Старк, като новия крал, и Санса обявява Севера като автономно кралство. Джон е осъден да служи в Нощния страж, а Аря решава да плава на запад от Вестерос. Санса се сбогува и се разделя с Джон, Аря и Бран. В Зимен хребет, Санса Старк е обявена за кралица на Севера и управлява своето кралство. |                                                                                                 |                        |               |    |  |  |
| |                                                                                                 |                        |               |    |  |  |
| Аря Старк | Мейзи Уилямс                                                                                    | 1, 2, 3, 4, 5, 6, 7, 8 | –             | 59 |  |  |
| Аря Старк е по-младата дъщеря и третата поред дете на Лорд Едард и Кейтлин, както и сестра на Роб, Санса, Бран и Рикон Старк. Тя по-скоро би предпочела да тренира бой с оръжия отколкото да бродира с игла. Вълчището и се казва Нимерия. Полубратът на Аря, Джон Сняг и подарява малък меч направен за нея, която тя кръщтава Игла. След като крал Робърт пристига в Зимен Хребет и обявява Едард за Ръка на Краля, Аря заедно с баща си и Санса напускат дома си и отиват в Кралския Черог. По пътя, по време на кавга вълчището на Аря ухапва принц Джофри и тя се налага да изгони Нимерия, за да не я убият, докато приятел на Аря е обвинен за нападението и убит от Хрътката. Баща и наема на Аря учител по бой с мечове, Сирио Форел. Когато Нед е арестуван за измяна, тя успява да избяга от войниците на Ланистърите с помощта на своя „Учител по Танци“ – Сирио, който остава за да се бие със сър Мерин Трант. Тя става свидетел на екзекуцията на баща си, след което с помощта на Йорен, събирач на „доброволци“ за Вала, се надява да се прибере в Зимен Хребет, като се дегизира като момче. Тогава приема името Ари сирака. Когато, конвойът на Йорен е нападнат от войници на Ланистърите, които по заповед на крал Джофри търсят копелето на крал Робърт, който също е в конвоя. Йорен е убит, както и Ломи – един от приятелите на Аря, а мечът Игла е взет от войник на има Поливър. Преди да я пленят тя спасява три затворника от пожар и измежду тях е и Джакен Х'гхар. Тя и останалите новобранци са заловени и изпратени в Харънхъл, под окото на Грегър Клегейн, който всеки ден измъчва и убива затворници. По същото време тя се възползва от съвета на Йорен и прави списък с хората които тя иска да умрат. Когато Тивин пристига в Харънхъл, прави Аря своя виночерпец. Тивин се сприятелява с Аря заради изключителния и ум, без да знае коя е всъщност. Аря отново се среща с Джакен и той му предлага да назове три имена които иска да умрат в размяна на трите които е спасила. Тя първо избира Веселяка, мъчителя на Харънхъл, а после Амори Лорч, след като той я хващато да чете един от плановете на Тивин за войната. След като и остава последно име Аря избира името Джакен Х'гхар и казва, че ще махне името само ако Джакен и помогне да избяга от Харънхъл заедно с Джендри и Горещата баница, които са били част от конвия на Йорен. След бягството Джакен и дава желязна монета и казва да я даде на някой от Бравос и да изрече думите „Валар Моргулис“ ако иска да го намери. Аря, Джендри и Горещата баница тръгват за Речен пад, но по пътя са заловени от Братството Без Знамена и са отведени в един хан където тя е ужасена да види Сандор Клегейн, който също е бил заловен. Те са отведени при техния лидер, Берик Дондарион. Тя бяга от Братството след като те освобождават Сандор, след съда чрез двубой който печели и след като братството продава Джендри на Мелисандра. По-късно е заловена и от Сандор Клегейн, който я отвежда в Близнаците за да я върне на брат и Роб, само за да види как вълчището на Роб е убит, заедно с цялата му войска, а брат и обезглавен и главата на Сив Вятър поставен на тялото му. Сандор я поваля в безсъзнание и я измъква от клането. Аря по-късно убива първия си мъж, след като чува група от войската на Уолдър Фрей да се хвалят как са обезглавили Роб. Сандор решава да я предаде на леля и Лиза срещу награда и се насочват към Орлово Гнездо. По пътя тя вижда Поливър и с помощта на Хрътката който убива Ланистърските войници, Аря сама довършва Поливър, по начина по който той е убил Ломи и си завръща меча, Игла от него. Сандор учи Аря как да бъде силна като му показва как бързо да довърши човек, когато са нападнати от Рордж и Хапещия. Сандор убива Хапещия, а Аря довършва Рордж след като му научава името. Когато пристигат пред портите на Орлово Гнездо, те научават за смъртта на Лиза и остават без ясна цел. Докато странстват, пътищата им се пресичат с Бриен и Подрик и започва брутален бой между Сандор Клегейн и Бриен Тартска за това кой да вземе Аря Старк. След битката Бриен и Подрик губят Аря, а Хрътката е тежко ранен и моли Аря да го довършва. Аря отказва да го убие и го изоставя да си умре от раните. Тя пристига на едно пристанище където дава монетата на Джакен Х'Гхар на един капитан и си осигурява каюта в кораб за Бравос. Аря пристига в Бравос и капитана го оставя пред Дома на Черното и Бялото, което е храм на Многоликия Бог. Тя се опитва да влезе, но един старец който работи там и отказва, затова тя започва да скита в улиците на Бравос където се опитват да я оберат. Тя показва смелост пред крадците и стареца я намира и я води обратно в храма и разкрива, че всъщност той е Джакен Х'гхар. Въпреки това той и казва, че името му не е Джакен, а е Никой. Аря започва да мете пода в храма и наблюдава как Никой дава дара на смъртта на хората които са изморени от живота, като им дава да пият вода от фонтана. Аря започва да измива телата на мъртвите заедно с едно Бездомниче. Бездомничето играе играта на лицата с Аря като и разказва своята история и като накрая я пита коя част е истина и коя е лъжа. Всеки път когато я питат коя е, Аря казва, че е никой. Тя не може да ги убеди, че е никой, но един ден тя дава дара на смъртта на едно болно момиче, затова Никой я допуска в по-долните нива на Храма, където носят мъртъвците. Там Аря открива, че е пълно с лица-маски на мъртвите отведени там. Никой казва на Аря, че тя не е готова да стане никой, но може да стане някой друг. Аря взима името Лана и започва да продава миди, по заръка на Никой и се дава първата цел който трябва да убие с помощта на отрова. Но тя се отклонява от целта си, когато сър Мерин Трант пристига в Бравос. Тя започва да го следи за да може да го убие и отмъсти за Сирио Форел. Аря взима лице от храма на Многоликия бог и така се доближава до Мерин Трант и го убива. Когато се връща в храма, научава че лицата са отровни за тези които все още не са никой и ослепява. Сляпата Аря започва да проси за да може да се изхрани, но е няколко пъти пребита от Бездоминичето. Джакен решава, че Аря си е научила урока и че вече е готова да се превърне в никой. Той и заръчва да убие една актриса, като и дава последен шанс и ако тя се провали и намеква, че ще умре. Но след като Аря опознава актрисата, решава да не го прави. Аря си взима обратно Игла и се скрива в катакомбите, защото знае, че безликите хора ще дойдат да я убият заради провала. Докато търси начин да се завърне в Вестерос, Аря е нападната и наръгана няколкократно от Бездомничето, която използва лицето на стара жена. Тя успява да и избяга, но раните и са сериозни, затова отива при единственото приятелско лице което познава – Лейди Крейн, актрисата която Аря отказва да убие. Крейн лекува раните на Аря, докато Бездомничето не ги намира и убива актрисата. Бездомничето преследва Аря до катакомбите, където единствената светлина е една свещ. Аря изгасва свещта и тъй като вече може да се бие докато не вижда, убива Бездомничето. Тя одирва лицето на Бездомничето и я връща в Дома на Черното и Бялото, където пие от отровната вода за да и се излекуват раните. Когато среща Джакен Х'гхар, тя му съобщава, че не е никой, а е Аря Старк и че се връща у дома. Аря се появява с друго лице в Близнаците по време на празненство направено от Уолдър Фрей. Тя убива Черния Уолдър Реките и Сакатия Лотар Фрей и ги сготвя в пай, който поднася на лорд Уолдър. Когато Аря разкрива пред него, коя е всъщност, тя отрязва гърлото на лорд Уолдър и го гледа как умира с усмивка на лице. След това, Аря взима лицето на Уолдър и се маскира като него, като така отравя и убива всички мъже от дома Фрей, като така отмъщава за Червената сватба. Аря тръгва за Кралския Чертог за да убие кралица Церсей, но след среща с Горещата Баница, научава че Джон Сняг е жив и е кралят в Севера, затова решава да се прибере в Зимен Хребет. По пътя среща вълчището си Нимерия, която вече си има своя глутница и след като се опитва да я вземе със себе си, осъзнава че да бъде любимец не е всъщността на вълчището, както да бъде лейди не е всъщността на Аря. В Зимен Хребет, Аря се събира със Санса и Бран Старк. Кутрето се опитва да настрои сестрите една срещу друга, като манипулира Аря да намери старо писмо написано от Санса, провъзгласяващо Джофри като законен крал, а баща им като предател. След конфликт сестрите, Санса изглежда се бои за живота си от Аря. Санса кара войниците да доведат Аря, за да я съдят, но съдът всъщност се оказва, че е всъщност за Петир Белиш и че сестрите през цялото време са работели заедно. След като Санса осъжда Кутрето на смърт, Аря изпълнява екзекуцията. По-късно, след дълги години Аря се събира с Джон и се запознава с Денерис Таргариен, но не и се доверя. В Зимен хребет пристигат и други стари познати и приятели на Аря, като Сандор Клегейн, Берик Дондарион и Джендри. Когато разбира, че мъртвите идват към замъка за да заличат живите, Аря ляга с Джендри, за да разбере какво е чувството да бъде с мъж. По време на битката, тя е обградена от мъртъвци и на нейна помощ тичат Берик и Сандор, като Берик е наръган многократно докато защитава Аря и умира от раните си. След което Аря вижда Мелисандра, която и казва, че винаги е знаела че Аря ще затвори много очи. Когато и казва, че ще затваря и сини очи, Аря тръгва към гората на боговете, където Нощния крал се кани да убие Бран. Тя се промъква бързо покрай мъртвите и Белите бродници и напада Нощния крал с валирианската си кама. Аря убива краля на същото място където Бран му подарява камата и така унищожава Белите бродници и мъртвите. След битката Аря научава, че Джон не е неин брат, а истинския наследник на трона. Тя казва на Джон да не се доверява на Денерис, но той не я изслушва и тръгва за Кралския чертог. Тайно от всички, Аря също тръгва за столицата със Сандор, той за да убие брат си, а тя кралица Церсей. Те стигат Кралския чертог и успяват да се промъкнат до Червената цитадела, но Сандор я убеждава да не преследва отмъщение като него, защото това ще доведе до нейната смърт. Двамата се сбогуват и Аря се опитва да се измъкне от столицата, но Денерис унищожава улиците на столицата със своя дракон и избива невинните. Аря успява да оцелее разрушението. След като Джон убива Денерис и е арестуван, Аря е част от Големия съвет за избирането на нов крал. Съвете избира брат и, Брандън Старк, а Джон е осъден да служи в Нощния страж, докато Санса обявява независимостта на Севера. Аря казва на семейството си, че планира да плава на запад от Вестерос, за да открие какви земи има натам. Тя се сбогува и се разделя с Джон, Санса и Бран. Аря, като капитан на своя кораб, плава на запад за да открие нови земи. |                                                                                                 |                        |               |    |  |  |
| |                                                                                                 |                        |               |    |  |  |
| Брандън Старк / Триоката Врана | Айзък Хемпстед-Райт                                                                             | 1, 2, 3, 4, 6, 7, 8    | –             | 40 |  |  |
| Бран Старк е вторият син и четвърти поред от децата на Едард и Кейтлин, както и брат на Роб, Санса, Аря и Рикон Старк. Той е кръстен на починалия си чичо, Брандън. Вълчището му се казва Лято. По врене на посещението на Краля в Зимен Хребет, той случайно вижда Церсей и Джайм Ланистър да правят секс, заради което Бран е бутнат от прозореца от Джайм, това трайно осакатява краката на момчето. След като баща му и сестрите му напускат Зимен Хребет, има още един опит за убийство на Бран, но той е спасен от вълчището, което убива наемника. Когато Бран се събужда, осъзнава че е осакатен от кръста надолу, че се налага да бъде носен навсякъде от Ходор и че не може да си спомни събитията, преди да падне. Майка му и Роб също напускат Зимен Хребет и тръгват на юг, когато лорд Едард е арестуван. Бран бавно осъзнава че има способността да влезе под кожата на Лято, което го прави варг. Когато баща им е екзекутиран, Бран и Рикон виждат Едард мъртъв в техните сънища. След като по големия му брат, Роб е коронован за Краля в Севера, Бран става негов наследник и Лорд на Зимен Хребет. Когато Теон Грейджой завладява Зимен Хребет, на Бран се налага да избяга и да се крие. За да утвърди позицията си в Зимен Хребет, Теон убива две сирачета и каза на всички че е убил Бран и по-малкия му брат Рикон. По-късно когато хората на Теон го предават и Зимен Хребет е разрушен, Бран, Рикон, Ходор, Оша и техните вълчища тръгват на север за да намерят Джон Сняг и да поискат помощ от него. По пътя към тях се присъединяват Джоджен и сестра му Мийра Тръстика, които са решени да му помогнат. Когато наближават Вала, Оша и Рикон се разделят от тях и тръгват за Последното сърце, а Бран е решен да последва виденията си, които го водят отвъд Вала. Той също попада на Сам и Джили, които се опитват да го убедят да не го направи, но Бран твърди, че това е неговата съдба и минават под Вала и по портата заедно с Ходор, Тръстиките и вълчището си Лято. Бран получава видение от Триоката Врана който казва „Търси ме под дървото, на север“, но по пътя са заловени от бунтовниците при Крастър. Мийра е спасен от изнасилване от бунтовниците от пристигането на групата на Джон Сняг, която включва и Лок. Лок отвлича Бран за да го убие, по заповед на Рууз Болтън, но Бран варгва в Ходор и убива Лок. Той не излиза на показ пред Джон за да може да продължи мисията си на север. Когато пристигат до пещерата на Триоката Врана, Бран и компанията му са нападнати от скелети които убиват Джоджен. Останалите са спасени от Горско Чедо който ги прибира на сигурно място в пещерата. Бран накрая намира Триоката Врана който му казва, че никога няма да проходи, но ще може да лети. Триоката врана тренира Бран, да варгва в дърветата и да вижда миналото. Той вижда части от миналото на Едард, Бенджен, Ходор, Лиана, както и разбира, че Горските Чеда водени от Листо, са създали Белите Бродници. Но когато използва тази своя способност без надзора на Триоката Врана, Бран е докоснат от Нощния Крал, който оставя своя белег върху Бран, развалящ магията на пещерата и така Белия Бродник може да влиза при тях. Когато Нощния Крал напада с армията си, Лято и Листо се жертват за да спасят Бран, като преди смъртта си, Триоката Врана показва младия Ходор/Уилис в миналото, който може да говори и казва на Бран, да варгне в него за да могат да се спасят. Когато Бран, Мийра и Ходор използват тайна врата за да се измъкнат от пещерата, Ходор остава да държи вратата, от идващата армия от мъртъвци и Бран разбира, че всъщност със своето варгване в Уилис в миналото, той е бил причината Ходор да не може да казва друго, освен „Ходор“, който е накрато от Холд дъ Дор (задръж вратата). Мийра влачи Бран в гората, но след смъртта на Ходор, мъртъвците ги пристигат. Бран и Мийра са спасени от Бенджен Старк, който разкрива, че е бил изпратен да ги спаси от Триоката Врана, като намеква че Бран вече е Триоката Врана. Бенджен оставя Бран и Мийра до Вала, тъй като не може да продължи по напред заради магията в себе си. Преди да продължат, Бран решава да използва дарбите си на Триока Врана и варгва в едно дърво за да види в миналото. Той вижда баща си след битката му с Артър Дейн и как той намира сестра си Лиана в локва кръв. Бран открива истина за Джон Сняг, че той не е копеле на Нед Старк, а е син на Лиана Старк и Регар Таргариен. Нед е представил Джон за свое копеле, за да го спаси от Робърт Баратеон, който се заклел да убие всички Таргариени. Бран и Мийра преминават Вала и успешно се завръщат в Зимен Хребет. Там той се събира отново със сестрите си – Санса и Аря. След като Мийра помага на Бран да стигна до своя дом и забелязва, че той се променил, че вече не е Бран Старк, а Триоката Врана, тя го изоставя и се прибира при баща си. Бран чрез варгването си във враните следи движенията на Нощния Крал и неговата армия, в същото време сестрите му забелязват как новите му способности са го променили. Кутрето се опитва да се сближава с Бран, но опитите му са неуспешни, защото Бран, чрез зеления си звор в миналото, разбира мотивите му. Той разкрива на Санса, как Кутрето е предал Едард, как е започнал войната на петимата крале, което довежда до екзекуцията на лорд Белиш. Когато Самуел Тарли пристига в Зимен Хребет, той му разкрива, че е намерил документ, провъзгласяващ Регар Таргариен и Лиана Старк за законни съпрузи. След като Бран вижда в миналото брака между тях, осъзнава, че Джон Сняг е законен наследник на Железния Трон, и че името му всъщност е Егон Таргариен. Бран се събира с Джон в Зимен Хребет след неговото завръщане и се среща и с Денерис Таргариен, и я предупреждава, че Нощният крал е съживил нейният дракон и е преминал Вала. От своите видения той разбира, че Джайм Ланистър идва при тях и той го чака в двора на замъка. След като Джайм е пленен от войниците им, Джон и Денерис решават да му позволят да се бие за живите, а Бран премълчава, че Джайм е причината той да бъде осакатен. Според него всичко което се е случило, така както е трябвало. Бран казва на военния съвет, че Нощният крал ще дойде лично за да го убие, защото Триоката врана помни цялата история на човечеството и неговата смърт ще е най-ефикасния начин за заличаване на живите. Той решава да е примамка за Нощния крал, като Теон Грейджой ще и хората му ще го охраняват в гората на боговете. Съюза на живите се бори за да заличи армията от мъртъвци на Нощния крал, но Белите бродници и мъртвите успяват да проникнат в Зимен хребет и да стигнат до гората. Теон остава последния жив от охраната му. След като Бран му казва, че е добър човек и му благодари, Теон получава признанието което винаги е искал и напада Нощния крал с последни сили, но е убит от него. Кралят на Белите бродници се приближава до Бран и преди да успее да го убие с меча си, Аря скача и успява да го наръга с валирианска кама, същата която Бран подарява на Аря, в точно същото място. Белите бродници и мъртвите се унищожени със смъртта на Нощния крал и Бран остава в Зимен хребет, когато Джон заминава за Кралския чертог, за да помогне на Денерис срещу Церсей. Денерис убива Церсей и всичките невинни в столицата и Джон решава да я спре преди да избие и други, затова я убива. Бран заедно със сестрите си е пристига в Кралския чертог за да спасят Джон, който е пленник на Сивия Червей. Тирион е призован пред Големия съвет на всички големи лордове от Вестерос и предлага те да гласуват за нов крал, който да реши съдбата на Джон. Тирион предлага новия крал да е Брандън Старк, момчето оцеляло след падане от кула, осакатен отишло Отвъд Вала и който се е превърнал в Триоката Врана. Той е най-добрия кандидат, защото помни историята на човечеството, защото е станал свидетел на най-големите успехи и провали, защото няма желание за трона, той не желае нищо. Защото не може да има деца, след неговата смърт новия крал също ще бъде избран и трона няма да се наследява. Лордовете един по един гласуват за Брандън, като Санса която представлява Севера решава тяхното кралство да се отдели от другите. Триоката врана, Брандън Счупения е избран за новия крал на Шестте кралства. Той намеква, че е знаел, че това ще се случи. Брандън избира Тирион за негова Ръка, а за да избегне война с Неопетнените, осъжда Джон отново да служи в Нощния страж. Крал Брандън Старк остава да управлява Шестте кралства от Кралския чертог и се сбогува с Джон, Санса и Аря. След среща с Малкия си съвет, Бран решава да използва уменията си за да научи къде е Дрогон, за да е сигурен, че Кралството и хората му са в безопасност. |                                                                                                 |                        |               |    |  |  |
| |                                                                                                 |                        |               |    |  |  |
| Теон Грейджой | Алфи Алън                                                                                       | 1, 2, 3, 4, 5, 6, 7, 8 | –             | 47 |  |  |
| Теон Грейджой е най-младия син на Лорд Бейлон от Железните Острови, както и брат на Яра Грейджой. Той е заложник и оръженосец на Лорд Едард Старк, заради провалилия се Бунт на Грейджойите. Въпреки от позицията си, той остава лоялен на Едард и добър приятел със синовете му Роб и Джон. Въпреки че никога не се е съмнявал в позицията си, започва да мисли по друг начин след като Тирион му казва че не е нищо повече за Старките от слуга, и че не всеки го уважава. Теон остава лоялен на Роб когато той тръгва на война срещу Ланистърите и подкрепя неговите решения да направи Севера независимо Кралство. Той е изпратен в Железните Острови за да търси съюз между Старките и Грейджойите. Но баща му презира сина си, че е приел северняшкия начин на живот и отхвърля предложението на Роб. За да докаже на семейството си, че е истински железнороден той се присъединява към тяхната кауза да завземат Севера. И за да спечели уважението на хората си игнорира заповедите да плячкосва бреговете и завладява Зимен Хребет. Но нещата се влошават за Теон когато е принуден да убие стария си ментор Родрик Касел, и да имитира смъртта на Бран и Рикон след тяхното бягство като убива две сирачета. Съжалявайки за нещата които е извършил, без никаква помощ да идва от семейството му, той решава да умре биейки се редом с хората си срещу хората на Старките водени от копелето на Рууз Болтън. Но е предаден от хората си, заради предложението на Роб че всеки железнороден е свободен да се прибере жив и здрав ако предадат Теон. Той е държан затворен в неизвестен замък, но по-късно успява да избяга с помощта на слуга, който работи за сестра му Яра. После е доведен обратно в същия замък където е бил държан от слугата, който се оказва, че е човекът който го е държал затворен и го е измъчвал – Рамзи Сняг, копелето на Рууз Болтън. Теон е кастриран от Рамзи, дадено му е новото име Смрад и е пребит докато не си приеме името. Пенисът на Теон е изпратен до баща му, със заплахата, че Теон ще бъде изпратен вкъщи на парчета, ако железнородените не се оттеглят от Севера, но Бейлон отказва. Той твърди, че Теон не му се е подчинил, като е превзел Зимен хребет, твърди още, че е „глупак“ и че „не е мъж вече“, на което Яра отговаря че смята да спаси малкия си брат. Теон по-късно е освободен от веригите си, но мозъкът му е промит и служи на Рамзи като отговаря на името Смрад. Преди Рамзи и Смрад за заминат за Рова на Кайлин по заповед на Рууз Болтън, Дредфорт е атакуван от Яра и хората му, но Смрад отказва да тръгне с нея защото става очевидно, че той изпитва страх към Рамзи. Яра изоставя брат си като казва, че е мъртъв. Рамзи награждава Смрад като му позволява да се изкъпе и му разказва как планува да превзема Рова на Кайлин от железнородените там, като иска от Смрад да се преструва на някой който не е, Теон Грейджой. Смрад пристига в Рова на Кайлин, където обещава на железнородените пардон ако се предадат и им спечелва доверието. Когато те се предават Рамзи ги одирва живи и за награда за превземането е легитимизиран като Болтън и тогава Рууз, Рамзи и Смрад тръгват към новия си дом, Зимен Хребет. Когато Санса Старк и Кутрето пристигат в Зимен Хребет, Смрад прави всичко възможно да избегне Санса, но двама евентуално се срещат. Санса е разстроена защото си мисли, че Теон е убил братята и, Бран и Рикон. Рамзи като част от садистичната и игра, кара Смрад да се извини за убийството на братята и, и по-късно тъй като Санса няма роднина който да я даде на Рамзи в сватбената церемония, Теон я води до олтара. Когато идва време за първата брачна нощ, Рамзи кара Смрад да остане и да гледа как той консумира брака със Санса, очевидно против нейната воля и Смрад спомняйки си някогашната си близост със Старките е ужасен от гледката. Дни по-късно, Санса дава на Теон свещ, който той трябва да постави на най-високата кула за да сигнализира, че се нуждае от помощ, но Смрад все още е под контрола на Рамзи. Той казва поисканото от него на Рамзи, в резултат на което една прислужница в Зимен Хребет която указва помощ и дава надежда на Санса е одрана жива и убита от Рамзи. Санса по-късно конфронтира Смрад за това и след оказване на малко натиск Теон признава, че не е убил Бран и Рикон, а две фермерски момчета. По-късно Санса бяга от покоите си и сама поставя свеща, но когато помощ не идва, Санса решава да избяга. Тя е спряна от Миранда и Смрад, но когато Миранда заплашва да осакати Санса, Теон я убива за да спаси Санса. Двамата скачат от високите стени на Зимен Хребет към натрупания сняг долу. Те бягат далече от замъка, но когато са стигнати от войниците и хрътките на Рамзи, но са спасени от Бриен Тартска и Подрик Пейн. След това Теон решава, че той трябва да се прибере в Железните острови и се разделя със Санса. Той пристига в Пайк след смъртта на баща си и обявява подкрепата си в това Яра да стане кралица на Железните острови. По време на Кралския Избор, Теон дава реч в подкрепа на Яра, но е прекъснат когато Юрон Грейджой появява и спечелва изборите. Теон и Яра бягат от Железните острови, заедно с голяма част от флотилията, за да не бъдат убити от Юрон и плават за Волантис. Във Волантис Яра пита Теон дали иска да се самоубие и да спре своята мъка или да бъде до нея и да се бие редом с нея като истински железнороден, и Теон завръща част от предишното си самочувствие. От там те отиват в Мийрийн, където предлагат корабите си на Денерис, като в замяна искат помощ за да убият, чичо си Юрон. Те сключват сделката, Железните острови да станат кралство управлявано от кралица Яра, но тя да се подчини на Железния трон и железнородените повече да не плячкосват земите на Седемте кралства. Теон заедно със сестра си и армията на Денерис плават обратно за Вестерос и там се настаняват в Драконов Камък заедно с военния съвет на кралицата. Теон и Яра са изпратени от Денерис до Дорн, заедно с Елария Пясък, но корабите им са нападнати от Юрон Грейджой. По време на сблъсъка Елария и Яра са заловени, а Теон заради травмата причинена от Рамзи се пречупва по време на битката и скача от кораба. По-късно е спасен от железнородения капитан Хараг и успешно се връща в Драконов Камък. Теон присъства и на преговорите в Кралския Чертог и там Юрон го заплашва, че ще убие Яра, ако той не се предаде. След разговор с Джон Сняг, Теон осъзнава, че е колкото Грейджой, толкова и Старк. След като самочувствието му се завръща, той се опитва да събере железнородените, някога плавали с Яра, за да ги води и да я спасят от Юрон. Когато Хараг му се възпротивява, Теон се сбива с него и го побеждава, като така спечелва уважението на хората на Яра. Те заедно плават за да я спасят. Докато Юрон е в Кралския чертог, Теон се промъква в кораба му и спасява Яра. След което Теон и сестра му се разделят с уважение, като Теон тръгва за Зимен хребет, за да се бие за Старките. Той пристига в замъка заедно с малка част от железнородените и помощта му е приета. Там той се събира със Санса отново и когато Бран разкрива на всички, че първата цел на Нощния крал е да заличи историята на човечеството убивайки него, Теон предлага да остане с Бран в гората на боговете и да служи като последната му защита. Армията на мъртвите напада Зимен хребет и пробива стените на замъка, накрая стигайки до Бран. Теон убива десетки мъртви, докато той и Бран не са последните оцелели в гората на боговете. След като получава благодарност от Бран, и признание, че е добър човек, Теон в самоубийствена атака напада Нощния крал с копието си и е промушен в корема от собственото си оръжие и умира. На следващия ден трупа на Теон е изгорен, като Санса оставя своята брошка със символа на Старките при него, признавайки го като Старк. |                                                                                                 |                        |               |    |  |  |
| |                                                                                                 |                        |               |    |  |  |
| Робърт Баратеон | Марк Ади                                                                                        | 1                      | –             | 7  |  |  |
| Крал Робърт е съпруг на Церсей, както и „баща“ на Джофри, Мирцела и Томен. Той също е по-голям брат на Станис и Ренли Баратеон и има извънбрачен син, на име Джендри. Робърт Баратеон става крал на Седемте Кралства след като води бунт срещу Ерис II Таргариен. Бивш страховит войн, Робърт е бил годеник на сестрата на Нед, Лиана и дълбоко я обичал. Когато тя била отвлечена от Регар Таргариен, и бащата и брата на Нед са били убити, когато отишли в Кралския Чертог за да я върнат, той и Нед започнали това което се знае като Бунта на Робърт, вследствие на което всички Таргариени или били убити или прокудени от Вестерос. Тъй като и Лиана умира във войната, Робърт желае смъртта на всички Таргариени. След като семейството на Робърт има роднински връзки с бившото кралско семейство, това поставя Робърт на Железния Трон. Години по-късно, Робърт е надебелява, след като няма война за водене, обграден е от двуличници, и в капана на политически брак с Церсей Ланистър, която никога не е обичал. Той не знае, че нито едно от децата му не са негови, а на Джайм Ланистър. В неговото управление, кралството е банкрутира и Робърт има голям дълг към семейството на жена си. Когато Ръката на краля, Джон Арин умира при мистериозни обстоятелства, Робърт пътува за Зимен Хребет, при своя най-добър приятел, Нед Старк. Там, той го обявява за новата Ръка, както и прави съюз между двете фамилии, като обещава своя син – принц Джофри, на голямата дъщеря на Едард – Санса Старк. Обратно в Кралския Чертог, Робърт организира турнир в чест на Едард, но по-късно двамата се скарват, когато Робърт иска да прати наемни убийци след Денерис Таргариен, която е бременна през това време. След като Робърт и Едард започват пак да се разбират, краля тръгва на лов със своя брат Ренли, сър Баристан и братовчеда на Церсей – Лансел Ланистър. Той оставя Ръката да управлява в негово отсъствие, но Нед открива, че децата на краля всъщност не са от краля. По време на лова, Робърт с помощта на Лансел, пие прекалено много и прекалено силно вино, и в своето невнимание е намушкан от бивните на див глиган. Той е върнат в Кралския Чертог и на смъртното си легло, кара Нед да обещае, че ще се грижи за неговия син и че ще управлява докато законния наследник порасне. Нед съжалява своя приятел и не му казва истината за децата в последните моменти на Робърт. Робърт умира от раните си и не оставя ясен наследник, тъй като децата не са негови, а и двамата му братя, претендират за Железния Трон. След смъртта си е погребан в родните му земи, в замъка Бурен Край. |                                                                                                 |                        |               |    |  |  |
| |                                                                                                 |                        |               |    |  |  |
| Церсей Ланистър | Лина Хийди Нел Уилиямс (сезон 5, като дете)                                                     | 1, 2, 3, 4, 5, 6, 7, 8 | –             | 61 |  |  |
| Церсей Ланистър, Кралица на Седемте Кралства на Вестерос, е жена на Крал Робърт Баратеон. Тя е дъщеря на лорд Тивин, сестра на Джайм и Тирион, както и майка на Джофри, Мирцела и Томен Баратеон. Тя и нейният брат Джайм имат инцестна любовна връзка още от детство. Въпреки това, тя твърди че е обичала Робърт в началото на брака им, и само след като осъзнала че той все още е влюбен в Лиана Старк, почнала да го мрази. Тя имала син от Робърт, който умрял по време на раждането. Сегашните и три деца са всъщност от брат и Джайм, но са официално от Робърт Баратеон. Единствено я е грижа за властта и облагите на семейството и. Церсей също държи своя братовчед Лансел Ланистър, за свой любовник. Тя пътува за Зимен Хребет с крал Робърт, след смъртта на Ръката на Краля – Джон Арин, за да може Робърт да обяви своя приятел Нед Старк за новата Ръка. Когато Бран Старк я вижда да прави секс с брат си, Джайм бута момчето от висока кула замълчавайки го и го оставяйки сакат за живот. Когато са обратно в Кралския Чертог, новата Ръка на Краля – Едард Старк научава истината за децата ѝ и я предупреждава, че ще го каже на Робърт, Церсей организира убийството на своя съпруг и хвърля Едард в тъмница, след което той е екзекутиран и най-големият ѝ син – Джофри успешно сяда на трона. По-малкия ѝ брат Тирион, идва в Кралския Чертог, за да служи като заместник на Ръката на Краля – Тивин Ланистър, и така прекратява нейната политика и слага край на глупавите ѝ капризи. Огорчена от предпочитането на баща ѝ, Тирион да управлява, пленяването на Джайм от Старките и уредения брак на дъщеря ѝ в Дорн, тя се превръща в пияница и отказва да помогне на Тирион. По време на обсадата на Кралския Чертог, тя се опитва да извърши самоубийство заедно със сина си Томен, за да предотврати залавянето им от Станис, но помощта пристига навреме и Тивин спасява града. Тя злорадства на Тирион заради уредения му брак със Санса Старк, докато баща и не и казва, че възнамерява да омъжи Церсей за сър Лорас Тирел. По-късно докато е в спалнята си, тя се събира с брат си Джайм, който неочаквано се завръща от пленничество. Церсей започва да се държи студено с Джайм и му отказва да правят секс. Когато на Кралската сватба Джофри умира в ръцете на Церсей, тя обвинява Тирион и заповядва ареста му. Намекнато е, че тя знае за невинността на Тирион и все пак го иска мъртъв. На съда става очевидно, че тя е манипулирала свидетели да дават показания срещу Тирион. Когато Тирион избира Съд чрез двубой, Церсей избира сър Грегър Клегейн „Планината“ за свой шампион, докато Тирион избира Оберин Мартел. Планината убива Червената Пепелянка на дуела и тя успява да обречеТирион. Церсей отказва да се жени за Лорас Тирел и да се премести в Планински Рай, стига до там, че да заплашва Тивин с това да разкрие връзката си с Джайм пред всички. Тя накрая казва на Джайм, че е казал на Тивин за тях и двамата правят секс. След смъртта на Тивин, Церсей скърби убийството на баща си от своя брат – Тирион и когато подозренията ѝ, че Джайм е пуснал Тирион на свобода са потвърдени, връзката и със своя близнак се разпада. Тя получава заплаха за живота на Мирцела, от тези които обвиняват Ланистърите за смъртта на принц Оберин Мартел, и така Джайм тръгва на тайна мисия да върне Мирцела от Дорн. Церсей става кралица-регент на Томен и отказва да назове Ръка като така вбесява чичо си Кеван и е изоставена и от него. Тя слага награда на главата на Тирион и дава на Кибърн, място на Малкия Съвет като Господар на слухарите (позиция преди държана от Варис) и му позволява да прави експерименти с „Планината“ и други трупове. След сватбата на Томен и Марджъри, Церсей започва да губи влияние над сина си и е подигравана от кралица Марджъри. Тя си припомня пророчеството която Маги Жабока и прави, че по красива кралица ще я измести и ще види смъртта на децата си. Отчаяна да си създаде съюзници, Церсей позволява на религията на Седемте да се въоръжи и дава титлата Висш Септон на лидера на група фанатици, наречен Висшият Врабец. Церсей се отървава от Тирелите като праща лорд Мейс на мисия в Бравос и разкрива пред Врабеца, хомосексуалните наклонности на сър Лорас, които довеждат до неговия арест от войниците на Вярата. Марджъри свидетелства за невинността на брат си, а Церсей с помощта на Кутрето си осигурява свидетел за наклонностите на Лорас, които довеждат и до ареста на Марджъри. Когато посещава тъмниците за да се зарадва на победата си над Марджъри, Церсей е конфронтирана от Висшия Врабец, който има признания на Лансел Ланистър. Тя е обвинена в инцест, убийството на крал Робърт и невярност и е хвърлена в тъмниците, където е измъчвана от жажда и постоянно питана да си признае за вината от септа Унела. Церсей признава пред Врабеца греха си да спи с Лансел, но не и другите си грехове. Позволено и е да се върне при крал Томен и там да чака съда си, при условие да мине похода на срама. Тя се съгласява и септите и отрязват косите и след това тя върви гола от Септата на Белор до Червената Цитадела, като по пътя е удряна и замеряна с мръсотии. Вътре в Червената Цитадела, Кибърн и представя новия член на Кралската Гвардия (който е Планината след експериментите на Кибърн), който ще се бие за нея. Церсей започва да се отчайва след смъртта на Мирцела, но не спира с опитите си да си върне властта изгубена след похода на срама. Макар че Кибърн и осигурява Планината и „птичките“ на Варис, Церсей не успява да контролира Малкия Съвет или крал Томен, който попада под влиянието на Висшия Врабец. Когато Олена отказва помощ на Церсей, а Томен забранява съда чрез двубой, оставяйки майка си без преимуществото да има Планината за шампион, тя и Кибърн сътворяват коварен план с който да се отърват от враговете и. На деня на съда и, Церсей кара Кибърн да убие майстер Пицел с „птичките“ си, а на Планината нарежда да попречи крал Томен, да ходи на съда в Септата на Белор. Церсей използва запасите от Адски огън оставени от Лудия крал под Септата на Белор, като кара една от „птичките“ на Кибърн да взривят септата. В експлозията умират Висшият Врабец, Лансел и Кеван Ланистър, Мейс, Лорас и Марджъри Тирел. Церсей изпълнява и обещанието за мъст срещу Септа Унела, като я хвърля в тъмницата, за да бъде бавно измъчвана и убита от Планината. Церсей става пряка виновница за смъртта на сина си, когато крал Томен се самоубива, за това, че майка му е убила съпругата му. Когато Железния трон е оставен празен, Кибърн коронова Церсей за кралица на седемте кралства, пред погледите на Джайм. Управлението на Церсей обаче, е предизвикано от много страни – Джон Сняг обявява автономията на Севера, докато Денерис Таргариен пристига с армията с в Драконов Камък, където към нея се присъединяват лидерите на Предела, Дорн и част от Железните Острови. За да се справи с опонентите си, Церсей се съюзява с краля на Железните Острови – Юрон Грейджой, като му обещава ръката си, ако той и помогне да се отърве от враговете и. През това време, Церсей започва да не крие връзката си с Джайм. Планът на Церсей успява и Юрон и прави подарък с Елария Пясък и дъщеря и, като първата е убийца на дъщерята на Церсей – Мирцела. Церсей хвърля Елария в тъмницата и отравя Тиен и я оставя да гние пред погледите на майка си. След друг умел военен ход, Джайм побеждава Тирелите и убива лейди Олена. Така враговете на Церсей намалят, но Ланистърската армия е победена от Денерис и дракона и Дрогон, както и Церсей научава, че Олена е била зад убийството на Джофри. През това време, тя забременява от Джайм. Церсей приема офертата на Тирион, да преговари с Денерис и краля в Севера – Джон Сняг. На преговорите Церсей научава за съществуването на Белите Бродни и тяхната армия, благодарение на мъртвец, заловен отвъд Вала. Видимо Церсей се съгласява да прекрати войната, докато не се справят заедно с идващите мъртъвци, но всъщност няма такова намерение и праща Юрон в Есос, за да доведе наемническата армия – Златната компания. Тя успява да ги наеме благодарение на парите които получава след успешните си преговори с представителя на Желязната Банка – Тихо Несторис. Когато Джайм разбира, че Церсей няма да спази обещанието си и че е работила с Юрон зад гърба му, той я изоставя и тръгва за Севера за да спази той, обещанието на Церсей. Така приключва връзката между близнаците и зимата пристига в Кралския Чертог. След като Юрон пристига в столицата със Златната компания, Церсей си ляга с него и го кара да си мисли, че е бременна от него. След като Старките и Таргариените побеждават мъртвите в Зимен хребет и се връщат обратно в Драконов камък, Церсей праща Юрон да ги напада неочаквано със скорпионите на Кибърн. Планът на Церсей успява и един от драконите на Денерис умира, а най-близката и приятелка е заловена и доведена в Кралския чертог. Церсей обгражда Червената цитадела с жителите на столицата за да ги използва като жив щит пред дракона и хората на Денерис. Двете кралици водят последни преговори преди битката. Церсей държи Мисандей като заложник и когато Денерис решава да не се предава, Церсей кара Планината да екзекутира Мисандей пред очите на Денерис. Още в началото на битката, Церсей губи Златната компания, железния флот на Юрон и скорпионите на Кибърн на огъня на дракона Дрогон. Града и войниците се предават на Денерис, но тя въпреки това продължава да гори столицата. Церсей наблюдава разрухата от Червената цитадела и когато осъзнава, че е загубила, заедно с Кибърн и Планината се евакуира в Крепостта на Мегор. По пътя са спрени от Хрътката, който е дошъл за да убие Планината. Грегър убива Кибърн, който се опитва да го спре и изоставя Церсей за да се бие с брат си. Церсей е намерена сама от Джайм, който се връща за да я спаси. Докато замъка се разрушава от драконовия огън, Джайм води Церсей в тайните проходи под замъка, но двамата откриват, че пътя навън е блокиран от срутилия се изход. Докато замъка се срутва върху тях, Церсей се пречупва и започва да моли Джайм, за да спаси нея и нероденото им дете и Джайм използва последните си моменти за да успокои Церсей и да я държи в прегръдките си. Двамата умират заедно от срутването и след битката Тирион открива техните трупове. |                                                                                                 |                        |               |    |  |  |
| |                                                                                                 |                        |               |    |  |  |
| Джайм Ланистър | Николай Костер-Валдау                                                                           | 1, 2, 3, 4, 5, 6, 7, 8 | –             | 55 |  |  |
| Сър Джайм Ланистър е член на Кралската гвардия и изключително талантлив войник. Той е син на лорд Тивин Ланистър, и брат на Церсей и Тирион. Той е близнака на Кралицата и те имат инцестна любовна връзка още от деца, и той е истинския баща на децата и. Той наистина обича сестра си и би направил всичко за нея, независимо колко крайно да е, за да остане близо до нея. Прякорът му е „Кралеубиеца“ защото е убил предишния Крал, Ерис II, за който се е заклел че ще го защити. На него му е позволен да запази поста си на Кралска гвардия след като той и влиятелния му баща са помогнали на Робърт да спечели войната, но никой не мисли че той заслужава поста си, което дразни Джайм. Въпреки презирането на Едард Старк срещу него за нарушаване на клетвата си да защити Краля по времето на въстанието на Робърт, Джайм има голямо уважение към Едард, който счита за велик войн и свой равен. За разлика от баща си и сестра си, Джайм обича да се грижи за по-малкия си брат Тирион. Джайм заедно с краля пътува за Зимен Хребет и когато Бран Старк го вижда да прави секс със сестра си, Джайм го изхвърля от прозореца на висока кула, осакатявайки момчето до живот. Когато са в Кралския Чертог и научава новините за арестуването на Тирион от Кейтлин, Джайм се конфронтира с Едард и се дуелира с него. Но за негово съжаление, един от войниците му се намесва в двубоя, като ранява в крака Едард с копие. Джайм по-късно се присъединява в кампанията на баща си в Речен Земи, като отмъщение за действията на Кейтлин, като подвежда армия. Но неговата армия попада под обсада водена от Роб Старк и Джайм е пленен от Старките. Въпреки залавянето му, Церсей го обявява за Лорд Командир на Кралската Гвардия след освобождаването на сър Баристан Селми. В неуспешен опит да избяга Джайм убива своя братовчед – Алтън Ланистър. По-късно Кейтлин го освобождава и го праща в Кралски Чертог под наблюдението на Бриен Тартска за да го размени за дъщерите си. Докато пътуват за столицата те са заловени от Лок, знаменосец на дома Болтън. Докато пътуват за Харънхъл, които сега е държан от Рууз Болтън, Лок отрязва дясната ръка на Джайм, за да се подиграе с позицията и привилегиите му. Джайм оцелява и му е позволено да напусне Харънхъл, при условие че ще освободи Рууз от всичката вина за ръката му. Във времето прекарано в Харънхъл, Джайм признава на Бриен защо е убил крал Ерис Таргариен, Ерис е планувал да изгори целия Кралски Чертог, като взриви всичките запаси от Адски огън който вече е поставил под града. Джайм убил Ерис за да спаси града и не казал на Нед Старк истината знаейки че той няма да послуша клетвопрестъпник. След като Рууз Болтън напуска Харънхъл, Джайм се връща тъкмо навреме за да спаси Бриен от Лок който възнамерявал да я направи храна за мечката си, отколкото да приеме откупа на баща и. Лок им позволява да напуснат отколкото да убие Джайм, знаейки че това само би могло да му спечели враждата на Болтъните и Ланистърите. Джайм пристига в столицата заедно с Бриен и Кибърн и се среща със сестра си Церсей, която е шокирана заради изгубената ръка. Церсей му подарява златна ръка, но все пак го третира зле защото е сакат. След като Тивин му дава валириански меч, изкован от меча на Нед Старк, Джайм започва да тренира да се бие с лява ръка с помощта на Брон. Той присъства на Кралската сватба и по-късно на кралското погребение където прави секс с Церсей пред трупа на Джофри. Когато Санса Старк бяга от столицата, Джайм дава на Бриен своя меч, който е кръстен Клетвоизпънител, за да намери и защити дъщерите на Нед Старк, с меча на Нед Старк. Джайм е от малкото хора които не вярват, че Тирион е отровил Джофри. Когато Тирион е осъден на смърт, Джайм с помощта на Варис, спасява брат си като го освобождава и го превежда през тайните тунели. Когато Джайм разбира, че Тирион е убил баща им е прекалено засрамен и не може да го крие от Церсей и връзката им започва да се разпада. Когато Церсей показва заплахата за живота на Мирцела, от тези които обвиняват Ланистърите за смъртта на принц Оберин Мартел, Джайм тръгва на тайна мисия да върне Мирцела от Дорн. Той взима и Брон със себе си като му обещава по-добра булка и по-добър замък от този на Стоукуордите. Те пристигат с кораб до Дорн и убиват няколко патрулиращи дорнци за да се маскират като тях. Промъкват се до Водните Градини на принц Доран Мартел и Джайм се среща с дъщеря си Мирцела, която отказва да тръгне с него и твърди че обича своя обещан – принц Тристан. Джайм и Брон са нападнати от Пясъчните Змии, които се опитват да убият Принцеса Мирцела, и Джайм се бие с Обара Пясък, докато накрая всички не са заловени от капитан Арео Хота и хората му. Джайм е задържан под ключ в двореца на принц Доран и се проваля да установи връзка с дъщеря си. Когато Джайм е доведен пред принц Доран, на него му се разрешава да се върне с Мирцела в столицата, при условие да вземе и Принц Тристан и да го постави на Малкия Съвет на което Джайм се съгласява. Джайм, Брон и Тристан се качват на кораба и Мирцела ги последва след като получава целувка от Елариа. На кораба Джайм признава на Мирцела, че и е баща, на което тя признава, че винаги го е знаела. Когато Джайм най-накрая получава момент като баща с едно от децата си, Мирцела пада и умира, отровена от целувката на Елариа. По време на погребението на Мирцела в Кралския Чертог, Джайм заплашва Висшия Врабец, който преди това унижава Церсей, но се спира от това да го убие когато е обграден от Врабците. По заръка на Церсей, Джайм и Мейс Тирел водят Тирелската армия в Септата на Белор, за да спасят Марджъри и Лорас от затвора на Вярата, но откриват че Томен вече е под контрола на Висшия Врабец. Заради заплашването на Вярата, Томен прокужда Джайм от Кралския Чертог и го премахва от поста на Лорд-командир на Кралската Гвардия, като го слага начело на Ланистърската армия за да превземат замъка Речен Пад, който се държи от бунтовника Бриндън „Черната Риба“ Тъли. Джайм заедно с Брон и Ланистърската армия взима командването на обсадата на Речен Пад от Фрейовете. Там той неуспешно преговаря с Черната риба, след това позволява на Бриен Тартска да се опита да убеди Бриндън Тъли да марширува с армията на Тълите в Севера, но когато и тя се проваля, Джайм заплашва детето на Едмур Тъли (който е пленник на Фрейовете), без да възнамерява да изпълни заплахата. Едмур се хваща на блъфа и е пуснат обратно в своя замък и предава Речен Пад на Ланистърите и Фрейовете. Когато научава, че сър Бриндън се е бил до смърт, при предаването на замъка, Джайм вижда Бриен да бяга с лодка и я оставя да си тръгне, запазвайки приятелството си с нея. Докато се връщат в Кралския Чертог, след празненството на Уолдър Фрей, Джайм и Брон виждат, че Септата на Белор е изгорял. Джайм стига навреме за коронацията на Церсей, като така разбира, че последното им дете – Томен е умрял. Джайм започва да служи на Церсей, като неин генерал и през това време връзката им става публична. Когато Денерис пристига с армията и драконите си, Джайм измисля умел военен ход, с който побеждава Тирелската армия, които са се съюзили с Денерис. След превземането на Планински Рай, Джайм предлага безболезнена смърт на лейди Олена и преди смъртта си, тя му признава, че тя е отровила Джофри, като така Тирион излиза невинен. Докато се връща към Кралския Чертог с Ланистърската армия, Джайм и хората му са нападнати от Денерис и дракона и Дрогон. Ланистърската армия е победена и Джайм е спасен в последния момент от Брон, след като прави опит да убие Денерис, но е спрян от Дрогон. След това Джайм научава, че Церсей е бременна от него. Благодарение на Брон, Джайм се среща тайно с Тирион и братята се помиряват, както и уреждат състоинето на преговорите между Церсей и Денерис. На преговорите Джайм научава за съществуването на Белите Бродници, след като виждат мъртвец, донесен отвъд Вала. Церсел обещава да прекрати войната, докато не се справят с идващата армия от мъртъвци, като дори обещава да помогне на Денерис и краля в Севера – Джон Сняг. По-късно Джайм научава, че Церсей е излъгала и няма да праща хора и дори е работила зад гърба му, като се изпратила Юрон Грейджой в Есос, за да доведе наемническа армия. Джайм прекратява връзката си с Церсей и тръгва сам за Севера, за да помогне на живите в борбата им с мъртъвците. Така той си стои на думата и отново е мъж с чест и докато Джайм си заминава, зимата идва в Кралския Чертог. Джайм пристига в Зимен хребет и вижда след дълги години Бран Старк – момчето който той е осакатил. Денерис Таргариен и Джон Сняг решават да му позволят да се бие за живите, след като Бриен гарантира за честта му. Джайм се събира и с Тирион и вечерта преди битката помазва Бриен в рицерство. Когато мъртвите нападат замъка, Джайм се бие рамо до рамо с Бриен и Подрик Пейн, като взаимно си спасяват животите няколко пъти. Те оцеляват битката и след празненството на следващия ден, лягат заедно. Когато Денерис тръгва на война срещу Церсей, Джайм решава да остане в Зимен хребет с Бриен, но когато научава, че Денерис няма да покаже милост на Церсей, Джайм изоставя Бриен и тръгва да спаси сестра си. Той е заловен от Неопетнетите пред портите на Кралския чертог, но Тирион тайно го освобождава, с надеждата да накара Церсей да избяга с него в Пентос и да спаси и тях и невинните от града. Заради тълпата Джайм не може да стигне до Червената цитадела и решава да използва тайните проходи за да стигне до нея и да избягат с лодката, която Тирион им осигурява. Там той е нападнат от Юрон Грейджой и двамата се бият и Джайм е ранен смъртоносно, а Юрон умира от неговите ръце. Джайм успява да намери Церсей, самотна в разрушаващия се от драконов огън замък. Джайм води Церсей в тайните проходи под замъка, но двамата откриват, че пътя навън е блокиран от срутилия се изход. Докато замъка се срутва върху тях, Джайм използва последните си моменти за да успокои Церсей и да я държи в прегръдките си. Двамата умират заедно от срутването и след битката Тирион открива техните трупове. |                                                                                                 |                        |               |    |  |  |
| |                                                                                                 |                        |               |    |  |  |
| |                                                                                                 |                        |               |    |  |  |
| Джофри Баратеон | Джак Глийсън                                                                                    | 1, 2, 3, 4             | –             | 26 |  |  |
| Джофри Баратеон е коронованият принц на Седемте Кралства. Той е син на Церсей Ланистър и крал Робърт Баратеон и наследник на Железния Трон. Джофри заедно с брат си Томен и сестра си Мирцела, всъщност не са деца на крал Робърт, а са от брата на кралица Церсей – Джайм Ланистър, с който тя има инцестна връзка. Суров и жесток, той смята че може да направи всичко което пожелае след като е коронования принц. Но също таке е и страхливец когато се изправя срещу хора които не ги е страх от него. Джофри не знае че неговият истински баща не е Робърт Баратеон, а Джайм Ланистър. Джофри пътува с крал Робърт за Зимен Хребет за обявяването на Нед Старк за новата Ръка. Робърт прави планове за брак между Джофри и голямата дъщеря на Нед, Санса Старк. По пътя обратно за Кралския Чертог, Джофри напада Аря Старк, но е ухапан от вълчището и. След като не намират вълчището на Аря, този на Санса е убито за наказание. След смъртта на Робърт, Ланистърите правят Джофри крал, и той се превръща в зъл управник и кукла в ръцете на майка си. Когато Нед Старк обявява пред всички, че Джофри не е син на Робърт, той нарежда арестуването на Нед и хвърля своята Ръка в тъмницата, като обявява дядо си Тивин Ланистър за новата Ръка. Джофри прави грешка, когато действа против волята на Церсей и Санса, като отказва да пощади Нед и вместо това го екзекутирва. Неговите действия влошават политиките в Седемте Кралства, след като сина на Нед, Роб Старк се коронава като краля в Севера и тръгва на война срещу Ланистърите, a Джайм е пленен от Старките. Братята на Робърт – Ренли и Станис също поотделно се обявяват за крале и легални наследници на Робърт и тръгват на война срещу Джофри. Джофри често нарежда на Кралската си гвардия да бият Санса Старк. Неговата жестокост и игнориране на мъките на народа го правят непопулярен, ситуацията се влошава повече когато нарежда на Градската Стража да убият всичките копелета на крал Робърт в Кралския Чертог, което по-късно води до въстание, в което Джофри замалко не умира. Единствено чичо му, Тирион Ланистър успява да държи Джофри под контрол, тъй като не се бои от него, затова двамата често се карат и заплашват един друг. Когато Станис атакува града, Джофри служи само като командваща фигура който избягва истинския бой. Но когато битката се обръща в полза на Станис, Джофри е „извикан“ от майка си и изоставя бойното поле, намалявайки морала на войниците. Битката е спечелана от дядо му Тивин и армията на Тирелите. За да запечата съюза между семействата им, Джофри анулира годежа си със Санса, за да може да се ожени за Марджъри Тирел. Докато сватбата наближава, напрежението между Джофри, дядо му и чичо му расте. И двамата, по свой си начин се борят с жестокостта на Джофри. Той също показва малко интерес в булката си, но все пак е изумен от начина, по който тя печелва благоволението на хората. На сватбата си, Джофри кара джуджета да се дуелират, представлявайки „Войната на Петимата Крале“. Това представление обижда и Лорас, и Санса и Тирион като последния е заповядан да се бие с джуджето шампион, но отказва. На сватбата си Джофри прави Тирион своя виночерпец и напрежението между Джофри и Тирион расте. Джофри се задавя от виното, който Тирион му налива, бори се да си вземе въздух, целия става лилав, започва да кърви отвсякъде и умира в ръцете на Церсей, като с последния си дъх посочва Тирион. На погребението му Джайм „насила“ прави секс с Церсей пред трупа на сина им. Тирион е арестуван за убийството му, но всъщност виновниците са Кутрето, лейди Олена Тирел и Донтос Холард. Лейди Олена обяснява на Марджъри, че го е направила защото не иска внучката си, омъжена за чудовище. |                                                                                                 |                        |               |    |  |  |
| |                                                                                                 |                        |               |    |  |  |
| Петир Белиш | Ейдън Гилън                                                                                     | 1, 2, 3, 4, 5, 6, 7    | –             | 41 |  |  |
| Лорд Петир Белиш, с прякора „Кутрето“ е надзорник на хазната в Малкия Съвет на крал Робърт Баратеон, както и собственик на най-големия бардак в Кралския Чертог. Той е пораснал с Кейтлин Тъли и се е бил с брата на Нед, Брандън за нейната ръка, но е загубил. Петир е майстор на манипулацията който знае всичко което се случва в Седемте Кралства благодарение на шпионите си. Когато Кейтлин идва в столицата търсейки, човека изпратил наемния убиец на Бран, Петир посочва Тирион Ланистър, за да създаде хаос между Старки и Ланистъри. Като в началото Петир се прави на съюзник на Нед Старк, той тайно го мрази защото се е оженил за Кейтлин и затова го предава когато той се опитва да арестува Джофри и Церсей. Освен това Петир иска да се качи на Трона за да накаже всички влиятелни благородници защото са го подценявали. След екзекуцията на Нед, Кутрето намира Кейтлин в Бурните Земи и я убеждава да освободи Джайм за да го използва за размяна на дъщерите си. Той също урежда брак между овдовялата Марджъри Тирел и крал Джофри, като така създава съюз между Ланистъри и Тирели. След като се завръща в Кралски Чертог с Тирелската армия и спасява града, той е възнаграден като е направен лорд на Харънхъл. След като предава поста си на надзорник на хазната на Тирион, той планува да пътува за Орлово гнездо за да се ожени за вдовицата на Джон Арин, Лиза Тъли за да печели подкрепата на Долината на Арин към Железния Трон. Но преди да тръгне Кутрето открива че Рос, която и е дясна ръка, го е предал и вече работи за Варис, за това я дава на крал Джофри да я убие по извратен начин. Когато всички мислят, че вече е в Орлово Гнездо, Петир стои близо до Кралския Чертог с кораб, където Донтос Холард довежда Санса по тяхна уговорка, но е убит от хората на Кутрето. Петир разкрива на Санса, че той стои зад отравянето на крал Джофри, разкрива още как е дал огърлицата с отровата на Донтос за да може той да и го подари и как е осъществил този заговор заедно с лейди Олена Тирел. Двамата се завръщат в Орлово гнездо където Петир веднага се жени с Лиза Тъли и консумират брака си, по нейно настояване. Става ясно, че Кутрето е накарал Лиза да отрови Джон Арин. Той също признава на Санса, че причината да убие Джофри е за да отмъсти за Кейтлин. След което целува Санса без да знае, че Лиза ги наблюдава. Петир се намесва навреме когато ревнивата Лиза се опитва да изхвърли Санса през Лунната Врата, той я успокоява с думите „през целия си живот съм обичал само една жена“ и за шок на Лиза завършва изречението със „сестра ти“, като бута Лиза през Лунната Врата към смъртта и. Кутрето по-късно е съден от лордовете на Долината на Арин където той твърди, че смъртта на Лиза е самоубийство. Тази негова версия е подкрепена от Санса затова Петир е оневинен, но той бързо превръща лордовете на Долината в свои приятели като иска от тях да подкрепят младия лорд Робин Арин в „неговата кауза“. По-късно Петир, Санса и Робин поемат на обиколка на замъците в Долината. Той оставя младия лорд Робин в грижите на лорд Йон Ройс и казва, че се връща в Орлово Гнездо. По пътя разкрива на Санса, че и е уредил брак с Рамзи Болтън и я убеждава, че е нужно да се жени за него за да имат нужната власт с която да отмъстят за хората, които обичат. Бриен Тартска се среща с тях по пътя за Зимен Хребет, но Санса отказва да тръгне с нея, а Кутрето праща своите хора да я убият. В Зимен Хребет, Петир получава писмо от Церсей с който е призован в столицата и той оставя Санса с Болтъните. В Кралския Чертог, Кутрето не е посрещан топло от „врабците“ на Вярата, които вече са съсипали неговия престижен бардак. Петир осигурява свидетеля с който Церсей ще се погрижи за Тирелите и съобщава, че е открил Санса Старк в Зимен Хребет при Болтъните и обещава главата и на Церсей, срещу това той да бъде направен Защитник на Севера след премахването на Рууз Болтън. Той възнамерява след битката между крал Станис и Болтъните да нападне победителя с армията на Долината. Преди да напусне столицата, Кутрето казва на лейди Олена, че е бил принуден да даде на Церсей свидетеля, но обещава и свидетел за пред Висшия Врабец и срещу Церсей. Свидетел вече има в лицето на Лансел Ланистър, а Петир казва лъжата, че той го осигурява защото се бои лейди Олена да не му разкрие ролята му в смъртта на Джофри. Кутрето се връща в Долината и убеждава Робин Арин да води войската на Арините в Севера за да помогнат на Санса да победи Болтъните. Петир се среща тайно със Санса в Къртичино село близо до Вала, но помощта му е отказано нея. Санса заплашва да убие Кутрето за предаването и в ръцете на Рамзи Болтън и Петир се връща в Рова на Кайлин където се намира Аринската войска. Когато Санса разбира, че нямат необходимата войска за да победят Рамзи, Петир получава писмо от нея, където тя го призовава за помощ. Кутрето пристига с армията на Арините, моменти преди Джон и армията му да бъдат избити и спасява деня като унищожава армията на Болтъните. След като Старките превземат Зимен Хребет, Петир разкрива намерението си пред Санса, той да седне на Железния трон, с нея като негова кралица, но Санса отказва. Тогава Кутрето започва да сее семена на недоверие между Санса и Джон. След като Джон напуска Севера за да намери драконово стъкло и съюзници, Петир започва да убеждава Санса, че тя би била по-добра управителка. Когато Бран и Аря Старк се завръщат в Зимен Хребет, Кутрето се опитва да спечели доверието на Бран, който обаче изглежда прекалено непредвидим за него. Кутрето манипулира събитията така, че Аря намира писмото което Санса и писала на Роб Старк, обявявайки Нед Старк за предател. Прави го за да настрои Аря и Санса една срещу друга, като по този начин последната отново ще му има доверие, защото ще остане сама. Петир си мисли, че е успял когато Санса изглежда се страхува за живота си от Аря и има намерението да я екзекутира. Но съдът подготвен за Аря, се оказва че е за Кутрето. Той е съден за убийството на Джон и Лиза Арин, за предателството към Нед и Санса, опита за убийство на Бран Старк и за организирането на събитията които довеждат до Войната на петимата крале, като доказателствата са виденията на Бран, който може да вижда в миналото. Докато шокирания Петир плаче и моли за милост Санса, той е осъден на смърт и екзекутиран със същата валирианска кама, който Петир праща наемния убиец за Бран. Аря изпълнява екзекуцията, като му прерязва гърлото. |                                                                                                 |                        |               |    |  |  |
| |                                                                                                 |                        |               |    |  |  |
| Сандор Клегейн | Рори Маккан                                                                                     | 1, 2, 3, 4, 6, 7, 8    | –             | 38 |  |  |
| Сандор Клегейн, с прякора „Хрътката“ е по-малкия брат на Сър Грегор Клегейн, знаменосец на Дома Ланистър и личен телохранител на принц Джофри Баратеон. Дясната част от лицето му е изгорян до обезобразяване от брат му в миналото. Той е безчестен и брутален, но не и без състрадание. Когато крал Робърт отива в Зимен Хребет за да направи Нед Старк новата Ръка, Хрътката е в компанията на краля. Обратно в столицата, Хрътката печели турнира, който се прави в чест на Нед Старк. След екзекуцията на Нед, той започва да защитава Санса, която е пленничка на Ланистърите. Когато принца е ухапан от вълчището на Аря Старк и като един от нападателите на Джофри е посочен като сина на касапина, който е приятел на Аря, Сандор убива момчето. След като Джофри става крал, Сандор е направен член на Кралската Гвардия. Макар да е верен на Джофри, той постоянно защитава Санса от опитите на Джофри да я унижи и физически да я пречупи. След като по време на бунт в Кралския Чертог, Санса Старк е притисната от няколко мъже с намерението да я изнасилят, Хрътката се намесва и убива мъжете. По време на обсадата на Кралския Чертог от крал Станис, Сандор се предава на страха си от огъня като вижда последствията на Адския Огън, той напуска бойното поле и Джофри. Преди да напусне града, предлага на Санса да я вземе със себе си. Тя отказва но и осъзнава, че Сандор се е уплашил от битката. По-късно Сандор е заловен от Братството Без Знамена и е заведен в един хан където разпознава Аря Старк, която също е заловена от Братството. Той е обвинен в убийството на сина на касапина – Мика и е съден в съд чрез двубой където побеждава лидера на Братството Берик Дондарион и е освободен. Отвличайки Аря за своя пленничка, той отива в Близнаците за да я върне на брат и, но става свидетел на клането на Старките и бяга с шокираната Аря, спасявайки я. Когато тя напада група войници на Фрей и убива един от тях, той се намесва и довършва останалите. Сандор решава да заведе Аря при леля и Лиза, но по пътя се натъкват на Ланистърски войници водени от Поливър и настава битка между тях. Сандор и Аря ги убиват, но за това Тивин Ланистър обявява награда за главата на Хрътката. Те са нападнати пак, като Хапещия захапва врата на Сандор преди да бъде убит, а Аря убива Рордж след като го разпитват. Пред портите на Орлово гнездо научават за смъртта на Лиза и остават без цел. Пътищата им се пресичат с Бриен и Подрик, които искат Сандор да предаде Аря, но той отказва. Започва ожесточена борба между Бриен и Сандор, като последният все още страда от раната на врата си. Накрая Бриен му отхапва ухото и го бута от ръба на високи скали, но късно осъзнават, че Аря я няма. След като те си тръгнат Аря се завръща при Хрътката който е със счупен крак и моли Аря да и даде Дара на смъртта. Аря му отказва и го изоставя да умре от раните си, докато Хрътката крещи молейки се да го убие. Съдбата на Сандор Клегейн след това е неизвестна, но повечето хора вярват, че е мъртъв. Доста време по-късно, Сандор се оказва жив, като е бил спасен и лекуван от Септон на име Рей. Сандор и Рей стават приятели и той изоставя името Хрътката и се отказва от насилието. Докато той живее в една малка общност и помага на Рей да построи Септа, общността е нападната от членове на Братството Без Знамена и Рей и последователите му са избити. Сандор тръгва на лов за убийците и намира и убива повечето от тях. Докато търси лидера на убийците – Лем, Сандор попада на Братството водени от Берик и Торос. Те се канят да обесят Лем за престъпленията му, но отстъпват задача на екзекутор на Сандор. След обесването Берик и Торос убеждават Сандор да се присъедини към Братството и те тръгват към Севера за идващата война между хората и техните врагове. Сандор и Братството стигат до Източен Страж, където са заловени от Тормунд, който охранява замъка. Когато Джон Сняг ги намира в тъмници, те се съгласяват, че се бият на една страна и тръгват с него отвъд Вала, за да заловят мъртвец. Целта на мисията им е да убедят Церсей Ланистър и Денерис Таргариен да сключат временно примирие, като им покажат по-голяма заплаха, задаваща се от Севера. Отвъд Вала, групата е нападната от мъртва бяла мечка и когато звярът е подпален от Торос, Сандор замръзва от страх заради огъня. Докато спасява Сандор, Торос е ухапан от мечката. След като залавят мъртвец, Сандор и останалите са обградени от мъртъвци, като застават върху малък остров в заледено езеро, като мъртъвците не могат да се доближат до тях заради счупения лед. Там Торос умира от раните получени по-рано. Когато езерото отново се заледява мъртъвците нападат, Денерис идва на помощ заедно с драконите си. Нощния Крал убива дракона Визерион, но Сандор и другите успяват да избягат на гърба на Дрогон. След това Сандор се разделя с Берик и помага на другите да носят мъртвеца до Кралския Чертог. Там по време на преговорите Сандор се вижда първо с Бриен и прощава за предишния им конфликт, а по-късно вижда брат си Грегор и му обещава да го убие някой ден. След преговорите Сандор заедно с Джон и Денерис тръгва за Севера, където се намира и Аря Старк. В Зимен хребет Сандор се събира след дълга раздяла с Аря и Санса Старк. Когато мъртъвците нападат замъка, Сандор се бие рамо до рамо с Братството без знамена. Той се изплашва от огъня използван срещу мъртвите, но когато вижда че Аря е в опасност, Сандор продължава да се бие и да я защитава. Той оцелява битката, след което тръгва за Кралския чертог заедно с Аря Старк, той за да убие брат си Грегър Клегейн, а тя кралица Церсей. Те успяват да се промъкват в Червената цитадела и Сандор кара Аря да размисли, да не преследва отмъщение цял живот като него, защото той знае, че омразата му към брат му ще доведе до неговата смърт. След като се сбогуват с Аря, Сандор открива Грегър до кралицата и съвсем сам убива цялата Кралска гвардия. Грегър изоставя кралицата си и двамата братя започват двубоя който са изчаквали цял живот. Те се раняват многократно, но Сандор разбира че Грегър не усеща болка. Като последен опит, Сандор бута Грегър през стената и двамата падат в пламъците на Кралския чертог и умират. Накрая омразата към Грегър преодолява страха на Сандор от огъня. |                                                                                                 |                        |               |    |  |  |
| |                                                                                                 |                        |               |    |  |  |
| Джора Мормонт | Иън Глен                                                                                        | 1, 2, 3, 4, 5, 6, 7, 8 | –             | 52 |  |  |
| Сър Джора Мормонт е прокуден рицар на служба при Денерис Таргариен и е син на Джеор Мормонт от Нощния Страж. За да угоди на капризите на жена си, той започва търговия с роби, което е незаконно в Седемте Кралства. За да не се изправи пред наказанието на Лорд Старк, той бяга в Есос и се научава на начина на живот на Дотраките, които го приемат като един от техните и го наричат „Джора Андала“. Джора служи като съветник на Таргариените в политическите и културните въпроси на Седемте Кралства и Есос. Джора всъщност шпионира Денерис Таргариен за лорд Варис в размяна на опрощаване на престъпленията му. Но след като научава повече за Денерис, Джора се влюбва в нея и решава да я защити и помогне да завоюва Железния Трон. След като тя овдовява, той остава с нея и става първият член на Кралската и гвардия. Той служи на Денерис като съветник от Дотракското море до Карт, където и помага да победи вещерите от Дома на Неумиращите. Когато Баристан Селми се явява на служба при Денерис, Джора се притеснява от това дали той знае, че преди той е бил шпионин на Варис. Той е до Денерис, когато тя убива робовладелците от Ащапор и се придобива с армия от Неопетнени. По-късно Джора играе важна роля в превземането на Юнкай, заедно с командира на Неопетнените, Сив червей и командира на Вторите синове, Даарио Нахарис. Водени от Даарио, тримата проникват незабелязано в града и убиват дузина Юнкайски войници, за да отворят портите на града за останалата част на войската на Денерис и по този начин осигуряват победата над Юнкай. Джора помага на Денерис в завладяването на Мийрийн и по-късно я информира за смъртта на Джофри. Той я убеждава да не напада Вестерос все ощ, е понеже армията и не е достатъчно силна. Когато Джора открива романтичната връзка между Денерис и Даарио показва своето неодобрение. Заради писмо изпратено от Тивин Ланистър, Денерис научава за първоначалната мисия на Джора да я шпионира за крал Робърт и го изгонва от Мийрийн със заплахата да го убие ако се завърне. Съкрушеният Джора сам напуска града. По-късно докато се напива в бардак във Волантис, Джора се натъква на Тирион и Варис. Той отвлича Тирион, като възнамерява да го даде на кралица Денерис като подарък, с надеждата когато той и даде Ланистър, тя да му прости. За да избегнат пиратите, Джора решава да минат с лодка през руините на древна Валирия. Там те са нападнати от Каменните Хора и Тирион пада в реката, но Джора го спасява и доплува заедно с него обратно до Волантис. Оказва се, че докато се е биел с Каменните Хора, Джора се е заразил със Сива люспа и не му остава да живее много. Той научава от Тирион, че Джеор Мормонт – баща му, е умрял на север от Вала, предаден от собствените му хора. Малко след това двамата са заловени от пирата Малко, който ги продава в робство, на търг с наддаване. Купува ги Йеззан, който подготвя бойци за арените. В една арена Джора научава, че Денерис ще ги гледа и бяга от Йеззан и побеждава всички на арената. Той се разкрива пред Денерис, заедно с подаръка си и след съвета на Тирион към нея, тя му пощадява живота, но Джора пак е прокуден и той пак се оказва вън от Мийрийн. Джора отива при Йеззан и се предлага като роб, стига да може още веднъж да се бие за Денерис, дори да е на арена. По време на игрите в Бойните Ями, Джора се бие на арената, и когато тя е нападната от Синовете на Харпията, той убива първия нападател. Докато те са обградени, Дрогон се появява и разпръсква нападателите, като накрая отлита с Денерис. Джора заедно с Даарио тръгва по следите на Денерис към Дотракското море. Когато разберат, че Денерис е хваната от Дотраките, те тръгват за Вес Дотрак и я намират там. Джора и Даарио помагат на Денерис да убие Халовете, като залостват вратата, докато Денерис запалва колибата отвътре, заедно с Халовете и себе си. След като Денерис спечелва Дотраките на своя страна, Джора и разкрива, че е болен от сива люспа и че е влюбен в нея. Денерис заповядва на Джора да намери лек и тогава да се присъедини към нея, когато тя завладява Вестерос. Джора стига до Цитаделата и там е изцелен от сива люспа, благодарение на Самуел Тарли. След което той се завръща да служи при Денерис. Когато Джон Сняг тръгва за отвъд Вала, Джора се присъединява към него. Целта на мисията е да убедят Церсей Ланистър и Денерис Таргариен да сключат временно примирие, като им покажат по-голямата заплаха, задаваща се от Севера. След като залавят мъртвец, Джора и останалите са обградени от мъртъвци, като застават върху малък остров в заледено езеро, като мъртъвците не могат да се доближат до тях заради счупения лед. Там Торос умира от раните получени по-рано. Когато езерото отново се заледява мъртъвците нападат, Денерис идва на помощ заедно с драконите си. Нощния Крал убива дракона Визерион, но Джора и другите успяват да избягат на гърба на Дрогон. По-късно Джора присъства на преговорите в Кралския Чертог, след което тръгва с Денерис за Севера. Там Джора се събира отново със Самуел Тарли и му съобщава за екзекуцията на баща му и брат му. След дълги години се среща и с братовчедка си лейди Лиана Мормонт. Преди битката, Самуел му дава своя валириански меч – Сърцеяд. Когато мъртвите нападат, Джора води кавалерията на дотраките, но бързо са победени. Когато Денерис е отцепена от дракона си и обградена от мъртъвци, Джора и спасява живота и се бие с всички сили за да я защити. Той е наръган многократно от мъртвите и умира моменти след побеждаването на мъртвите, в ръцете на своята кралица. На другия ден, трупа на Джора е изгорен с всички останали. |                                                                                                 |                        |               |    |  |  |
| |                                                                                                 |                        |               |    |  |  |
| Хал Дрого | Джейсън Момоа                                                                                   | 1                      | 2             | 10 |  |  |
| Хал Дрого могъщ войн от народа на Дотраките. Той се жени за Денерис Таргариен, брак уреден от брат и Визерис. Той е непобеден в битка. Визерис Таргариен се уговаря с Магистър Илирио Мопатис да уреди брака му със сестра си, за да получи подкрепата на армията му за завоеванието на Вестерос. Денерис в началото се бои от него, но Дрого се доказва като любящ съпруг и любовник, макар суровото си поведение с хората си. Когато Денерис забременява, а Визерис в своето нетърпение заплашва нероденото им дете, Дрого го убива като изсипва разтопено злато върху главата му. След провалилия се опит за отравяне на Денерис, той обещава да завоюва Вестерос и да спечели Седемте Кралства за нея. Докато се бие с друг Дотрак, Дрого получава малка рана, която се инфектира и той губи способността си да язди. Денерис моли лечителката Мири Маз Дуур за помощ, и тя извършва магически ритуал. Повечето от хората на Дрого го изоставят, а Денерис несъзнателно жертва неродения им син за да го спаси чрез кървава магия. Магията го спасява, но също така го оставя в състояние на мозъчна смърт. Денерис удушава Дрого от милост, а погребалният му огън излюпва драконовите и яйца. Тя кръщава любимия си дракон на него – силният, черен Дрогон. По-късно когато Денерис влиза в Дома на Неумиращите, тя вижда духа или може би просто халюцинация на неродения им син Рего, и самия Дрого. |                                                                                                 |                        |               |    |  |  |
| |                                                                                                 |                        |               |    |  |  |
| Визерис Таргариен | Хари Лойд                                                                                       | 1                      | –             | 5  |  |  |
| Визерис Таргариен е прокуден принц и наследник на династията Таргариен. Той е син на Лудия крал Ерис и брат на Денерис Таргариен. Познат като „Кралят Просяк“ той търси армия, за да може да си върне бащиния трон. Нарцисист, арогантен и егоистичен, той се грижи само за себе си, и подценява сестра си Денерис. В размяна на армия която ще му помогне да си върне трона, Визерис омъжва сестра си за могъщия вожд на Дотраките – Хал Дрого и го следва до столицата на Дотраките за да е сигурен, че Хал Дрого ще пази своята част от сделката. Но в пътешествието, става ясно че Визерис не притежава нужните качества да си върне трона, и неговата арогантност и неуважение към Дотраките не му печели сърцата на хората. А сестра му Денерис започва да му се противопоставя. Осъзнавайки, че Денерис е обичана от Дотраките, а нейният нероден син е казан в пророчеството, че ще обедини света, Визерис осъзнава, че не той, а Денерис ще се качи на Железния Трон. В пиянска ярост, той заплашва Дрого да му даде своята армия сега или той ще убие неродения му син. Търпейки достатъчно неговото поведение, Дрого убива Визерис, като му дава „Златна Корона“ от разтопено и горещо злато, изсипано върху главата му. На него Денерис кръщава жълтия си дракон, Визерион. |                                                                                                 |                        |               |    |  |  |
| |                                                                                                 |                        |               |    |  |  |
| Тивин Ланистър | Чарлс Данс                                                                                      | 2, 3, 4, 5             | 1             | 27 |  |  |
| Лорд на Скалата на Кастърли, Щит на Ланиспорт и Пазител на Запада, Тивин е разумен, безскруполен и влиятелен човек. Той също така е и бивша Ръка на крал Ерис II. Тивин е баща на Церсей, Джайм и Тирион, както и брат на Кеван Ланистър. След арестуването и екзекуцията на Едард Старк, Джофри го обявява за Ръка на Краля, а Ренли и Станис предизвикат Джофри за трона. Когато е призован на Кралския Чертог, Тивин предпочита да остане на бойното поле, за да спечели войната и предава поста си на Тирион. След като губи няколко битки срещу краля в Севера Роб Старк, Тивин се настанява в замъка Харънхъл, откъдето преосмисля своите стратегии. Той се сприятелява със своя виночерпец без да знае че тя всъщност е Аря Старк. Плановете на Тивин да атакува Роб Старк се променят, когато трябва помощ в Кралския Чертог, поради заплахата от Станис Баратеон. Той, в съюз с армията на Тирелите пристига в Кралския Чертог и отблъсква Станис, след което си връща позицията Ръка на Краля и урежда брак между Джофри и Марджери Тирел за да осигури съюз между двете фамилии. Тивин кара Тирион да се жени за Санса Старк, за да осигури Севера към тяхна страна и също прави планове да омъжи Церсей за сър Лорас Тирел. Той успешно побеждава краля в Севера, Роб Старк, като се съюзява с Фрейовете и Болтъните, които го предават и убиват, и него и хората му. Короната ги награждава за предателството с Речен пад и Зимен хребет, а Тивин е критикуван от Тирион, че е спечелил войната по такъв безкрупулен начин. Той също трябва да се справя с постепенно растящата арогантност на Джофри, който го нарича „страхливец, който се скри под Скалата на Кастърли докато Робърт Баратеон победи Лудия Ерис и подсигури трона“. Тивин нарежда изковаването на два меча от Лед, мечът на Нед Старк – като дава единия на Джайм, а другия на Джофри. Той присъства на Кралската Сватба където Джофри умира, но не става ясно дали вярва във вината на Тирион. Тивин също полага усилия да направи Томен по-добър крал от Джофри и започва да го обучава още на погребението на предишния крал. Принц Оберин създава проблеми на Тивин, понеже сестра му е убита от Планината по време на „Бунта на Робърт“ и подозира, че Тивин е дал заповедта. Тивин го уверява, че няма никаква вина, дори му гарантира среща с Планината и му обещава място на Малкия Съвет, ако стане съдия в делото на Тирион. На делото Тивин се опитва да накара Джайм да се откаже от Кралската Гвардия в замяна на това, Тирион да бъде пощаден и изпратен в Нощния Старж. Но когато Тирион губи контрол след лъжесвидетелствата изисква съд чрез двубой, само за да разгневи Тивин. Когато шампионът на Тирион, Оберин губи срещу шампиона на Церсей, Планината – Тивин осъжда Тирион на смърт. По-късно когато настоява да изпрати Церсей в Планински Рай за да се женят с Лорас Тирел, Тивин е заплашен и шокиран пред разкритието на Церсей, за връзката и с Джайм през годините. Когато Джайм освобождава Тирион и той отива при баща си за да го конфронтира, той открива, че Тивин е имал връзка с Шае и след като я убива, намира Тивин в тоалетната. Виждайки разгневения Тирион пред себе си с арбалета на Джофри, Тивин твърди, че не е имал намерение да го екзекутира. Въпреки предупреждението на Тирион да не нарича Шае курва, Тивин го прави и е застрелян два пъти и умира върху тоалетната. По-късно камбаните на Червената Цитадела бият за неговата смърт. Голямо погребение е направено в негова чест. |                                                                                                 |                        |               |    |  |  |
| |                                                                                                 |                        |               |    |  |  |
| Станис Баратеон | Стивън Дилейн                                                                                   | 2, 3, 4, 5             | –             | 24 |  |  |
| Станис Баратеон, лорд на Драконов Камък, е по-малкият брат на крал Робърт и по-голям брат на Ренли Баратеон. Той също е съпруг на Селайз, с която имат дъщеря – Ширийн Баратеон. Станис е строг и безхуморен човек с непреклонно чувство за справедливост. След като Робърт умира, Нед му праща писмо, посочвайки го като законния наследник, което го прави поредния претендент за Железния Трон, след като Джофри става Крал. Той попада под влиянието на Мелисандра, жрица на Р'хлор. След смъртта на Робърт, Станис се обявява за истинския наследник на трона, като илегитимизира децата на Церсей, и се нарича крал на Седемте Кралства. Но повечето от знаменосците на Дома Баратеон подкрепят по-харизматичния Ренли, който също претендира за трона, въпреки че е по-малък. Станис е съблазнен от Мелисандра и след като правят секс, тя ражда демонична сянка, която прилича на Станис и която е изпратен да убие Ренли. Когато Ренли е мистериозно убит, повечето от знаменосците на Ренли се заклеват във вярност на Станис. Тогава той атакува Кралския Чертог като води флотилията си в залива Черна Вода, но без да взима Мелисандра, по съвет на Ръката му – сър Давос. Но заради плана на Тирион с Адския Огън, и подкреплението водено от Тивин с Тирелите, Станис губи битката. Въпреки от провала, той е убеден от Мелисандра да продължава да се бори. Чрез Братството Без Знамена с който Мелисандра сключва сделка, той се сдобива с Джендри, един от копелетата на Робърт, и планува да го принесе в жертва на Р'хлор, за да получи помощта му във войната за трона. След като Давос оспорва методите му, Станис хвърля в огъня три пиявици, пълни с кръвта на Дженри, като се моли за смъртта на тримата си опоненти, Роб Старк, Бейлон Грейджой и Джофри Баратеон. След новината за смъртта на Роб Старк, Давос освобождава Джендри за да го спаси от това да го изгорят жив, затова Станис осъжда Ръката си на смърт. Но е убеден от Мелисандра да го пощади и да пътува на Север, за да се справи със заплахата идваща отвъд Вала. По-късно Станис все още обвинява Давос за освобождаването на Джендри, понеже именно заради неговата кръв Роб Старк и Джофри Баратеон са мъртви. Станис настоява Давос да му намери армия за да атакува Диваците, затова Давос урежда на Станис среща с Желязната Банка на Бравос откъдето взимат назаем пари за да намерят наемници. Станис и армията пристигат навреме на Вала и пленяват краля-отвъд-Вала, Манс Райдър. След което Станис, семейството му и хората му се настаняват в Черен Замък. Когато Манс отказва да коленичи пред него, Станис го осъжда на смърт чрез изгаряне, но Манс е довършен със стрела от Джон Сняг. Станис предлага да легитимизира Джон, ако той го подкрепи във войната му, но Джон отказва. Той дава на вече лорд-командир Джон Сняг няколко от своите кораби назаем за мисията към Хардхоум и напуска Вала заедна с Мелисандра, Давос, Селайз, Ширийн и цялата си армия. По съвет на Джон, Станис марширува за да превземе Зимен Хребет и да отърве Севера от Болтъните, но по пътя зимата идва и Станис среща трудности. Една наемна компания която Станис е наел – Бурните Врани го изоставят, конете почват да измръзват и Мелисандра му оказва натиск, за да пожертват дъщеря му Ширийн, на което Станис реагира много враждебно. Когато нещата в лагера на Станис се влошават и става ясно, че няма да могат да продължат нито напред, нито назад, Станис се съгласява да пожертва дъщеря си и я гори на кладата. На следващия ден времето се оправя и Станис може да продължи към Зимен Хребет, но половината армия дезертират, Селайз се самообесва, а Мелисандра го изоставя. Станис марширува до Зимен Хребет, но армията му е унищожена от Болтъните и той ранен се оттегля в горите. Там той е открит от Бриен Тартска, която екзекутирва Станис, в името на починалия крал Ренли. |                                                                                                 |                        |               |    |  |  |
| |                                                                                                 |                        |               |    |  |  |
| Давос Държеливия | Лиъм Кънингам                                                                                   | 2, 3, 4, 5, 6, 7, 8    | –             | 42 |  |  |
| Сър Давос Държеливи, също познат като „Луковия Рицар“, е бивш контрабандист и рицар на служба при Станис Баратеон, който служи и като най-доверен съветник на Станис. В дните си на контрабандист той е управлявал кораб през нощта по-добре от всеки друг. В миналото, той заслужил рицарството като чрез контрабанда докарал риба и лук на замъка на Станис, който бил обсаден тогава, по време на Бунта на Робърт. Преди да го помаже в рицарство, Станис отрязал третина от четирите пръсти на дясната му ръка като наказание за годините на контрабанда, вярвайки че тази третина е донесъл на семейството му по-добро бъдеще, Давос ги държи в торбичка около врата си за късмет. Той лоялно подкрепя Станис за правото му над Железния Трон. Неговата честност и воля да каже истинското си мнение, го прави най-доверения съветник на краля, макар че често Станис не харесва каквото чува. Давос не приема вярата на жрицата Мелисандра и нейния бог Рх'лор, но и се подчинява защото Станис също е последовател на Рх'лор. Той се бие в Битката за Черна Вода, където неговите кораби са унищожени в гигантска експлозия от Адски Огън и неговият син Матос умира, а съдбата на Давос остава в неизвестност. Той е намерен от пирата Саладор Саан, който го връща на крал Станис. Давос обвинява Мелисандра за смъртта на сина си и се опитва да я убие, за което е хвърлен в тъмницата, но по-късно Станис го помилва. По-късно осъден на смърт защото освобождава Джендри, който Станис иска да принесе в жертва на Р'хлор, действията му се виждат като измяна. Но е пощаден по молба на Мелисандра, която твърди че Станис ще се нуждае от него и че „Войната на Петимата Крале“ не е важна колкото тази срещу злото което идва отвъд Вала. По-късно Станис все още обвинява Давос за освобождаването на Джендри, понеже именно заради неговата кръв Роб Старк и Джофри Баратеон са мъртви. Станис настоява Давос да му намери армия за да атакува диваците, затова Давос урежда на Станис среща с Желязната Банка на Бравос, откъдето взимат заемат пари за да намерят наемници. Давос осигурява и кораби за армията на Станис като наема отново пирата Саладор Саан. Станис и Давос пристигат навреме и пленяват Краля-отвъд-Вала, Манс Райдър. Давос присъства на екзекуцията на Манс и по-късно напуска Вала заедно с Станис и марширува с него, за да нападнат Зимен Хребет. За да може да пожертва Ширийн без намесата на Давос, Станис го изпраща обратно на Вала за да поиска помощ от лорд-командир Джон. Там след пристигането на избягалата от Мелисандра, Давос научава за смъртта на крал Станис и принцеса Ширийн. По-късно Давос намира трупа на Джон и се барикадира заедно с лоялните към Джон в една стая и праща Ед да доведе Диваците, за да хванат предателите. След като Диваците водени от Тормунд и Ед пленяват предателите, Давос убеждава изгубилата вярата си Мелисандра да възкръсне Джон. След възкръсването на Джон, Санса Старк заедно с Бриен Тартска пристига на Вала и Давос научава, че Бриен е екзекутирала Станис след загубата му. Давос решава да помогне на Джон и Санса да обединят Севера срещу Болтъните и да превземат Зимен Хребет. Той помага на Джон, като привлича лейди Лиана Мормонт и хората и в каузата на Джон и после го съветва на бойното поле, да изчакат Рамзи да направи първия ход, тъй като армията на Джон е по-малка. В нощта преди битката с Рамзи, Давос се поразхожда и тъй като Джон избира да лагерува в същото място където и крал Станис преди него, Давос открива останките от кладата в която Ширийн е изгорена и разбира кой я е убил. Когато Джон язди за да спаси Рикон от стрелите на Рамзи и попада в капан, Давос и Тормунд водят армията в атака за да го спасят. Когато страната на Давос започва да губи, те са спасени от пристигането на Петир Белиш и Аринската армия. След превземането на Зимен Хребет, Давос конфронтира Мелисандра пред Джон за убийството на Ширийн. Вследствие на което Мелисандра е прокудена от Севера, като Давос се заклева, че сам ще я убие ако се върне. Когато Джон е обявен за Краля в Севера, Давос го подкрепя. След като Джон тръгва за Драконов Камък за да се съюзи с Денерис, Давос го придружава като негов съветник. Когато Денерис и Джон решават да започнат преговори с Церсей за временно прекратяване на войната и Тирион е изпратен за да уреди преговорите, Давос го тайно го вкарва в Кралския Чертог. Там той намира Джендри и го взима със себе си, обратно при крал Джон. Давос придружава Джон до Източен Страж, но понеже не е добър боец, не се присъединява към групата, която отива отвъд Вала за да хванат мъртвец, като доказателсто пред Церсей. Когато Джендри се връща на Вала без другите, Давос праща писмо на Денерис с молба за помощ, която им спасява живота. Той също присъства и на преговорите в Кралския Чертог и по-късно се връща заедно с Джон и Денерис в Севера. Там Давос, Тирион и Варис правят планове за бъдещето на Джон и Денерис. Преди нападението на Нощния крал, Мелисандра се връща в Зимен хребет, но тя обещава на Давос, че ще умре преди сутринта и че няма нужда да я убие. Давос оцелява битката с мъртъвците, след което и Мелисандра умира. Той тръгва на юг заедно с Джон, за да подкрепят Денерис Таргариен. Давос става свидетел на избиването на невинните на Кралския чертог от Денерис, след като са се предали. Когато Джон убива Денерис и е арестуван, Давос е част от Големия съвет на Вестерос, който ще реши съдбата на арестуваните Джон и Тирион. Съвета избира новия крал – Бран Старк, докато Тирион става негова Ръка, а Джон е осъден да прекара живота си в Нощния страж. Давос е обявен за новия Господар на корабите и остава да служи като член на Малкия съвет на крал Бран Старк. |                                                                                                 |                        |               |    |  |  |
| |                                                                                                 |                        |               |    |  |  |
| Мелисандра | Карис ван Хаутен                                                                                | 2, 3, 4, 5, 6, 7, 8    | –             | 29 |  |  |
| Жрица на Р'хлор в служба при Станис Баратеон. Мелисандра има пророчески дарби, което ѝ дава частично знание за бъдещите събития. Тя напълно вярва в своята интерпретация на виденията от пламъците. Мелисандра вярва, че Станис е избраният да води хората от Вестерос във вярата на Р'хлор. Тя съблазнява Станис Баратеон. Мелисандра има различни магически способности, благодарение на които оцелява от опита на убийство на Майстер Крессен и ражда демон сянка, и го праща да убие Ренли Баратеон. Когато Станис атакува Кралския Чертог, той не взима Мелисандра със себе си, по съвет на сър Давос. След загубата на Станис, тя пътува в Речните Земи, където сключва сделка с Братството Без Знамена и те ѝ предават Джендри – копелето на крал Робърт. Тя убеждава Станис да принесе момчето в жертва на Р'хлор, за да получи благословията му, като казва, че кралската кръв има сила. След бягството на Джендри, тя спира Станис, който иска да екзекутира Давос и интерпретира писмото, получено от Нощния страж, като вижда силата, която кара Белите бродници да нападат Вала, като съперника на Р'хлор – „Великия Друг“ и настоява, че Станис е единственият, който може да ги спре и че за това ще му е нужна помощта на Давос. Мелисандра настоява Ширийн да бъде взета с тях на Вала, защото там ще имат нужда от нея. По-късно Мелисандра заедно със Станис и хората му пристигат във Вала, където тя хвърля странни погледи на Джон Сняг. Мелисандра запалва Манс Райдър на кладата по заповед на крал Станис, но той е освободен от мъките си със стрела в сърцето от Джон Сняг. Когато Джон става лорд-командир, Мелисандра се опитва да го съблазни и за малко успява, докато Джон не се сети за Игрит и Мелисандра използа думите на Игрит „Ти не знаеш нищо Джон Сняг“. Тя напуска Вала с Станис и армията му и маршируват, за да превземат Зимен Хребет. Когато зимата идва, Мелисандра предлага на Станис да пожертват Ширийн, на което Станис реагира враждебно. Когато нещата в лагера на Станис се влошават и става ясно, че няма да могат да продължат нито напред, нито назад, Станис се съгласява да изгори дъщеря си на кладата и Мелисандра е тази, която я запалва. Когато кралица Селайз се самообесва и половината армия на Станис дезертират, Мелисандра го изоставя и бяга обратно на Вала. Там тя изгубва вярата си и е разкрито, че тя е на стара, над 200 години и изглежда млада само заради огърлицата си. Давос я убеждава да се опита да възкръсне Джон и когато тя успява, си връща вярата като си мисли, че Джон е обещаният войн, а не Станис. Тя се присъединява към Джон и Санса, които тръгват на мисия да обединят Севера срещу Болтъните. След като Джон и Санса превземат Зимен Хребет и Болтъните са мъртви, Давос конфронтира Мелисандра пред Джон за убийството на Ширийн и тя е прокудена от Севера със заплаха от екзекуция от Джон и Давос, ако се завърне. Мелисандра се връща в Драконов Камък, по време на пристигането на Денерис Таргариен. Тя разказва на кралицата за пророчеството за обещания принц или обещаната принцеса и как този индивид ще е човека, способен да води живите във войната с мъртъвците. Мелисандра съветва Денерис да призове Джон Сняг и казва, че и той ще играе роля във войната заедно с нея. Но преди кралят в Севера да пристигне в Драконов Камък, Мелисандра решава да замине за Волантис, като преди това казва на Варис, че макар че са от Есос, и двамата ще умрат във Вестерос. Преди голямата битка с мъртвите, Мелисандра се завръща в Зимен хребет и използва магията си за да запали араците на Дотраките. Тя обещава на Давос, че ще умре преди сутринта и продължава да помага на живите, като запалва и рова около замъка, за да забави мъртвите. Тя също напомня на Аря Старк за пророчеството казано от нея, за всичките очи, които Аря ще затваря, като така я изпраща срещу Нощния крал. След побеждаването на мъртвите и Белите бродници, Мелисандра си изпълва целта и на сутринта излиза от замъка, маха си магическата огърлица, след което започва бързо да остарява и умира. |                                                                                                 |                        |               |    |  |  |
| |                                                                                                 |                        |               |    |  |  |
| Марджъри Тирел | Натали Дормър                                                                                   | 2, 3, 4, 5, 6          | –             | 26 |  |  |
| Марджъри е единствената дъщеря на лорд Мейс и сестра на сър Лорас Тирел от Планински Рай. След смъртта на крал Робърт, тя се омъжва за най-малкия му брат Ренли Баратеон, който е претендент за Железния Трон, като подкрепа на Дома Тирел в каузата на Ренли да завоюва трона от Джофри. Някъде в двайсетте си години тя е изнанадващо красива и пленителна. Тя е наясно от хомосексуалните наклонности на съпруга си към брат и, но все пак го подкрепя. Макар знанието и за това тя се опитва да забременее, за да осигури съюз между техните фамилии. Когато Ренли е убит, Тирелите се съюзяват с Ланистърите и на нея и е уреден нов брак, този път с крал Джофри. След като пристига в Кралския Чертог тя предлага на Санса да се омъжи за брат и Лорас, но плановете и се провалят когато Санса е дадена на Тирион за да се подсигури правото над Севера, ако Роб Старк умре. Докато сватбата и с Джофри наближава, властта и над него расте все повече, което увеличава напрежението между нея и кралица Церсей. Тя студенокръвно намеква на Марджъри, че може да нареди да я убият всеки момент. Тя се омъжва за крал Джофри, но той е отровен и умира на сватбата им. След като не може да бъде кралица по този начин, Марджъри е сгодена за наследника на Джофри, крал Томен и тя бързо спечелва неговата любов. Тя е една от малкото хора които не смятат Тирион за виновен и съмненията и се потвърждават когато баба и Олена и разкрива, че тя стои зад отравянето защото няма да позволи на внучката си да се омъжва за чудовище. Марджъри и Томен се венчават и тя използвайки своите ласки, бързо започва да го манипулира. Опитва се да уреди Церсей да бъде изпратена на Скалата на Кастърли, но в отговор на това, Церсей праща Мейс на мисия в Бравос и въоръжава вярата на Седемте, в който резултат брат и Лорас е арестуван заради хомосексуалните си наклонности. Марджъри остава сама и когато крал Томен се оказва твърде мекушав за да спаси Лорас, тя повиква баба си Олена в столицата. По време на изслушването на Лорас, Марджъри свидетелства за невинността на брат си, но е арестувана за лъжесвидетелство когато любовника на Лорас, Оливър признава за връзката им и разкрива, че тя също е знаела за тях. Марджъри също е хвърлена в тъмницата, където тя бавно се пречупва с методите на Висшия Врабец и Септа Унела. Марджъри накрая привидно попада в контрола на Висшия Врабец след като вижда пречупения Лорас в тъмницата. Марджъри е пусната и греховете и са опростени когато тя помага на Врабеца да вкара Томен под контрол. Когато Висшият Врабец си намира за цел лейди Олена, Марджъри казва на баба си, да се махне от столицата, като и дава сигнал, че тя само се прави на пречупена. В деня на съда, в Септата на Белор, Марджъри успява да намери опрощение за Лорас. Но когато идва време за съда на Церсей, тя усеща, че нещо не е наред, тъй като Церсей и Томен не са на съда. Тя разваля преструването си пред Висшия Врабец и се опитва да го предупреди за Церсей, но Врабеца мисли, че ситуацията е под контрол и не дава никой да напусне Септата. Церсей взривява Септата на Белор чрез Адски огън и в експлозията умират Висшият Врабец, Кеван Ланистър, Мейс Тирел, Лорас Тирел както и самата кралица Марджъри Тирел. |                                                                                                 |                        |               |    |  |  |
| |                                                                                                 |                        |               |    |  |  |
| Джеор Мормонт | Джеймс Козмо                                                                                    | 2, 3                   | 1             | 12 |  |  |
| Джеор Мормонт е 997-ият лорд-командир на Нощния Страж, баща на сър Джора, както и брат на лейди Мейг Мормонт. Той се е присъединил към Нощния Страж, когато синът му Джора го е посрамил, като започнал да продава роби и е бил прокуден от Седемте Кралства. Когато два трупа на братя от Нощния Страж са намерени и донесени на Вала, те се съживяват и се опитват да убият Джеор. Той е спасен когато новия член на Стража, Джон Сняг се бие с тях и ги запалва, като така ги спира. За възнаграждение, Джеор прави Джон свой личен стюард, за да го подготвя да ръководи, и му подарява валириански меч – Дълъг Нокът, който от години е принадлежал на рода Мормонт. Той също поръчва дръжката на меча да бъде сменена от глава на мечка в глава на бяло вълчище. За да разследва завръщането на Белите Бродници, изчезването на Бенджен Старк отвъд Вала и слуховете за армията на Диваците, Джеор води изследователска група отвъд Вала. На север от Вала, Джеор първо посещава дивака Крастър, който се жени за дъщерите си, и му поднася подаръци за неговото „гостоприемство“. Въпреки че знае, че Крастър дава синовете си на Белите Бродници, Джеор го оставя намира, тъй като Крастър е негов информатор. На Юмрука на Първите Хора, Джеор пуска Джон на мисия с Корин Полуръката. Там групата на Джеор е атакуван от Бели Бродници и мъртъвци и бидейки един от малкото оцелели след битката, Джеор води останалите оцелели при Крастър. Там, Раст и Карл – двама от Нощния Страж вдигат останалите на бунт срещу лорд-командира, като Карл убива Крастър, а Джеор е наръган в гърба от Раст и макар и ранен той почти удушва Раст, но накрая пада мъртъв от раната си. Трупът на Джеор е осквернен, като Карл Танър използва черепа му за да пие вино. |                                                                                                 |                        |               |    |  |  |
| |                                                                                                 |                        |               |    |  |  |
| Самуел Тарли | Джон Брадли                                                                                     | 2, 3, 4, 5, 6, 7, 8    | 1             | 48 |  |  |
| Самуел Тарли, най-възрастният син и бивш наследник на Лорд Рандил Тарли, е новобранец в Нощния Страж. Пратен на Вала от баща си, който го презирал заради страхливостта му, за да направи по-малкия му брат – Дикон, новия наследник. Той става най-добрия приятел на Джон, след като Джон му улеснява тренировките. Макар че не е войн, Сам е много умен и добродушен. Той е назначен като стюард на Майстер Емон. Заедно с Джон и лорд-команир Мормонт, Самуел пътува Отвъд Вала на мястото на Емон и се влюбва в дивачката Джили, една от дъщерите на Крастър. След като Джон отива на мисия и Самуел остава сам, той намира обсидиан наречен още „Драконско Стъкло“. Той става свидетел на безбройната армия от Бели Бродници и Мъртъвци маршируващи към Юмрука на Първите Хора. Сам успява да се измъкне жив от битката в Юмрука и заедно с малцина оцелели братя от Нощния страж и командир Мормонт се връща обратно при Крастър за убежище. Когато някои от Нощния Страж се бунтуват и убиват Крастър и Мормонт, Сам грабва Джили и бебето и, и бяга в гората. Самуел по-късно убива Бял Бродник, който идва за бебето на Джили, използвайки нож от обсидиан. Заедно с Джили, той минава под Вала и се връща в Черен замък за да съобщи за смъртта на командир Мормонт и да се събере пак с Джон. Опасявайки за безопасността на Джили защото Черен Замък е пълен с изнасилвачи, Самуел я настанява в бардака на Къртичино Село, но после съжалява за решението си когато селото е нападнато от групата на Тормунд. Джили все пак оцелява клането и се завръща при Сам и той му обещава никога повече да не я остави сам. Когато диваците на Тормунд атакуват Черен Замък, Сам и Пип също се бият докато Пип не е застрелян и умира в ръцете на Сам. Той се качва на Вала за да поиска помощ от Джон, който води защитата от север. Двамата заедно с малка група слизат за да помогнат на останалите и Сам убива един от Деновете и помага на Джон да освободи Дух. Самуел оцелява битката и отива в склада при Джили, където намира Джанос Слинт който се крие от диваците. Сам присъства на екзекуцията на Манс Райдър от крал Станис. По време на изборите за лорд-командир, Сам предлага името на Джон и с последния вот на Майстер Емон, Джон печели. Самуел усилено търси в библиотеката на Нощния Страж слабите места на Белите Бродници и когато Джон тръгва на мисията за Хардхоум, той му дава драконово стъкло за да се пази. Когато здравето на Майстер Емон се влошава, Сам стои с него до последния му дъх и изнася еулогията му, на изгарянето на тялото му. По-късно когато двама от Стражата се опитват да изнасилят Джили, Сам се опитва да я защити, но е брутално пребит. Те са спасени от идването на Дух и когато Джили се грижи за раните на Сам, двамата се сближават и правят секс. По своя молба към Джон, Самуел тръгва за Цитаделата в Староград за да се изучи за майстер, като взима Джили и бебето, който Джили кръщава Сам, със себе си. По пътя за Староград, Сам минава през замъка на баща си, лорд Рандил Тарли, за да остави Джили и малкия Сам там, като ги представи за своя жена и син. Но когато по време на семейна вечеря, лорд Тарли унижава Сам и Джили, Самуел решава да не ги оставя там и бяга с тях през нощта, като открадва и валириански меч на баща си – Сърцеяд. Когато Самуел и Джили пристигат в Староград, те бързо се насочват към Цитаделата откъдето се пускат белите врани съобщаващи идването на зимата. В Цитаделата Сам е воден в библиотеката, докато Джили трябва да я чака, а на Самуел се урежда среща с Архимайстера. Сам започва да чиракува като при майстерите и се опитва да ги убеди в съществуването на Белите Бродници. Докато е в Цитаделата, Самуел лекува сър Джора Мормонт от сива люспа, от благодарност към лорд командир Джеор Мормонт. Когато архимайстерите не взимат насериозно предупрежденията на Самуел за идването на мъртъвците, той открадва ценни ръкописи и книги от Цитаделата и пътува за Зимен Хребет. Там той се събира отново с Бран Старк, който е научил от виденията си, че Джон Сняг е син на Регар Таргариен и Лиана Старк. Самуел открива документ потвърждаващ брака между тях и двамата откриват, че Джон е Таргариен и законен наследник на Железния трон. След завръщането на Джон двамата приятели се събират след дълга раздяла. Самуел научава от Денерис Таргариен и Джора Мормонт за екзекуцията на баща си и брат си, което го кара да разкрие истината на Джон. Преди битката Самуел дава своя меч – Сърцеяд на Джора Мормонт, който е по-добър воин от него. Когато мъртвите нападат Зиемн хребет, Самуел се бие редом с Едисън Толет и Нощния страж. Ед умира спасявайки него и той оцелява битката. Джон и Самуел се разделят отново, когато Джон тръгва на война за Кралския чертог, като преди това Самуел му разкрива, че Джили е бременна. След края на войната за трона и смъртта на Церсей и Денерис, Самуел е част от Големия съвет на Вестерос, който ще реши съдбата на арестуваните Джон Сняг и Тирион Ланистър. Самуел предлага въвеждането на демокрация, но лордовете му отхвърлят идеята. Съвета избира новия крал – Бран Старк, докато Тирион става негова Ръка, а Джон е осъден да прекара живота си в Нощния страж. Самуел е обявен за новия Велик Майстер и написва книгата „Песен за огън и лед“ с архимайстер Иброуз, за войните на Вестерос след смъртта на крал Робърт. Великия Майстер Самуел остава да служи като член на Малкия съвет на крал Бран Старк. |                                                                                                 |                        |               |    |  |  |
| |                                                                                                 |                        |               |    |  |  |
| Варис | Конлет Хил                                                                                      | 2, 3, 4, 5, 6, 7, 8    | 1             | 46 |  |  |
| Лорд Варис, с прякора „Паяка“, е евнух и Господар на слухарите, също член на Малкия Съвет на крал Робърт. Той е бил актьор за Крал Ерис II преди да стане негов съветник. Умението на Варис като шпионин и събиране на информация му е спечелил мястото на Господар на Слухарите и в Малкия съвет на Крал Ерис II Таргариен. Нищо не се случва във Вестерос без негово знание. Неговата истинска лоялност остава мистерия, след като той подкрепя сегашния крал, но също така тайно подкрепя завръщането на Таргариените с Илирио Мопатис от Пентос. Оттогава той твърди, че работи за доброто на кралството. Варис помага със своите съвети на Ръката Нед Старк, а и после на неговия наследник Тирион Ланистър, като с последния стават и приятели. Варис като дете е бил продаден в робство на един магьосник, който му е отрязал гениталиите и ги е хвърлил в огъня, по време на извършването на една магия. Гласът който Варис чул от огъня го е травматизирал завинаги, затова той мрази магиите. Докато служи в Малкия Съвет на крал Джофри, Варис успява да се докопа до магьосника и го измъчва и убива. По-късно се оказва, че той работи за да създаде период на слабост в Кралството за да могат Таргариените да се завърнат и да си върнат Железния Трон. Но неговите планове става по-сложни когато другите не действат така както той е искал или очаквал. След като работничката на Кутрето и пребито жестоко, а той се проваля да я защити, Варис я наема да работи за нея като шпионин. Кутрето разбира и я дава да я убият, дразнейки Варис с това. Варис твърди че, Кутрето би позволил цялата страна да гори ако след това той може да стане крал на пепелта. Той информира Тирион, че Церсей е научила за Шае. Макар да не може да му помага, Варис му казва да изпрати Шае далеч от себе си. Варис свидетелства против Тирион в делото за убийството на Джофри, но когато Тирион е осъден на смърт помага на Джайм да го освободи. Варис слага Тирион в сандък и го качва на кораб за Есос, но когато чува звънците на Червената Цитадела, осъзнава, че нещо ужасно се е случило и той също се качва на кораба. Двамата пристигат в Пентос, в имението на приятеля на Варис, Илирио Мопатис. Там Варис убеждава Тирион, че Седемте Кралства се нуждаят от управлението на Денерис Таргариен, и че Тирион трябва да е с нея и да я съветва. По пътя за Мийрийн, минават през Волантис където Тирион иска да посетят бардак. Там Тирион е пленен от сър Джора и Варис не знае какво му се е случило. Когато Тирион е оставен като глава на Мийрин, Варис се появява до него и казва, че ще му помогне. Варис използвайки своите „птиченца“, открива, че робовладелците от Ащапор, Юнкай и Волантис финансират Синовете на Харпията и помага на Тирион по време на преговорите с тях. Когато Тирион се опитва да спечели подкрепата на Червените жреци на Р'хлор, Варис заявява своя скептицизъм пред Висшата жрица, но замълчава след като жрицата припомня на евнуха какво е чул от пламъците в деня когато са му отрязали гениталиите. Варис напуска Мийрийн за да спечели съюзници на Денерис и отива в Дорн, където сключва съюз с управника на Дорн, Елариа Пясък и Пясъчните Змии. След като Церсей убива почти всички членове на дома Тирел, лейди Олена също бива привлечена в съюза, благодарение на Варис и Елариа. Варис се връща в Мийрийн с кораби от Дорн и Предела и отплава заедно с Денерис и армията и за завоеванието на Седемте Кралства. Варис се настанява в Драконов Камък заедно с Денерис и съюзниците и. След разговор с Денерис, Варис се заклева да служи вярно на Денерис, докато тя служи на народа. Когато се среща с Мелисандра, тя казва на Варис, че и двамата ще умрат във Вестерос. След като Денерис изгаря Тарлитата, Варис започва да се съмнява в уменията на Денерис като управник. Той присъства на преговорите в Кралския Чертог и по-късно пътува със своята кралица за Севера. Докато мъртвите нападат Зимен хребет, Варис се крие в криптите заедно с женните и децата, като така оцелява битката. След това Варис пътува заедно с Денерис до Драконов камък, но са нападнати по пътя от Юрон Грейджой, който убива Регал и пленява Мисандей. След провалените последни преговори между кралиците, Мисандей е екзекутирана. Варис научава от Тирион, че Джон Сняг е истинсият наследник на трона. Варис става свидетел на гнева на Денерис и се съмнява, че тя ще пощади невинните в Кралския чертог, той се опитва да обърне и Тирион срещу нея, за да може да качи Джон на трона, защото според него той е много по-добър управник. Тирион отказва да предаде Денерис и Варис започва да осведомява лордовете на Седемте кралства за родословието на Джон, като в същото време планува да отрови Денерис. Тирион предава Варис на кралицата и той е арестува. Варис е осъден на смърт от Денерис и е изгорен жив от Дрогон. |                                                                                                 |                        |               |    |  |  |
| |                                                                                                 |                        |               |    |  |  |
| Брон | Джероум Флин                                                                                    | 2, 3, 4, 5, 6, 7, 8    | 1             | 37 |  |  |
| Брон е наемник с мрачно чувство на хумор. Той става личен телохранител на Тирион Ланистър, след като се съгласява да се бие за него в съд чрез двубой, държан в Орлово Гнездо. След пристигането им в Кралския Чертог, службата на Брон при Тирион му спечелва поста на Командир на Градската стража. Когато Станис Баратеон атакува града по залива Черна Вода, той стрелва огнена стрела в кораб пълен с Адски Огън, което унищожава половината флота на Станис. Но после Брон е свален от позицията си когато Тивин Ланистър си връща поста на Ръка на Краля, но е помазан в рицарство като сър Брон от Черна Вода. Той постепенно иска повече пари от Тирион за да го защитава и между двамата започва да става неловко. Когато Тирион е принуден да се ожени за Санса, Брон твърди, че Тирион я желае сексуално което той приема като обида. По-късно Джайм, по-препоръка на Тирион започва да тренира лявата си ръка заедно с Брон. Той му дава и уроци по мръсен бой. Когато Тирион избира Съд чрез двубой, той отказва да му стане шампион. Брон разкрива, че Церсей му е уредил брак с Лолис Стокуорт, слабоумно момиче, която е втори наследник на малък замък. Брон смята да се отърве от сегашния лорд и наследника на замъка Стокуорт за да може той да стане лорд. Той казва, че предпочита това пред двубой с Планината и двамата се разделят като приятели. Брон се разбира добре с годеницата си Лолис Стоукуорт, но един ден Джайм се появява и му казва, че брака му с Лолис е отменен и ако той дойде с него на мисия в Дорн, ще му даде по-красива булка и по-голям замък. Брон се съгласява и те плават за Дорн за да върнат Принцеса Мирцела в столицата. В Дорн те се натъкват на войници, но бързо се справят с тях и се преобличат с техните дрехи и така стигат до Водните Градини където е Мирцела. Докато се опитват да убедят Мирцела да тръгне с тях, те са нападнати от Пясъчните Змии които са дошли да убият Мирцела, като отмъщение за смъртта на Принц Оберин. Брон се бие с Нимерия и Тиен Пясък, като последната я одрасква с камата си по ръката, преди всички да бъдат пленени от капитан Арео Хота. Брон в тъмницата започва да флиртува с Тиен, но открива, че е камата и е била отровна. Докато отровата бавно убива Брон, Тиен иска той да признае, че тя е най-красивата жена на света. Брон го прави и Тиен му дава противоотровата. Брон е пуснат от тъмницата и с Джайм, Мирцела и принц Тристан тръгват назад към столицата. Когато след смъртта на Тристан и Мирцела, Джайм тръгва да завладее Речен Пад от бунтовника – Бриндън Тъли, Брон го съпровожда и взима контрола на обсадата от Фрейовете. Когато Бриен минава през лагера с Подрик, Брон учи своя стар приятел Под, как да се бие мръсно. След завземането на Речен Пад и празненството на Уолдър Фрей в Близнаците, Брон заедно с Джайм се прибира в Кралския Чертог, където вижда изпепелената Септа на Белор. След като Церсей става кралица, тя изпраща Джайм и Брон за да превземат Планински Рай от Тирелите. След като мисията им е успешна двамата, заедно с Ланистърската армия са нападнати от Денерис, Дрогон и Дотраките. Брон застрелва и ранява Дрогон със скорпиона на Кибърн и по-късно спасява Джайм от пламъците на дракона. След битката той се връща в Кралския Чертог и присъства на преговорите между двете кралици. След като Джайм и Тирион тръгват за Зимен Хребет, Церсей обявява награда за техните глави и изпраща Брон да ги убие с арбалета на Джофри. Денят след края на битката между живите и мъртвите, Брон пристига в Зимен хребет и преговаря с братята Ланистъри, които в замяна на своя живот, му обещават замъка Планински Рай и всичките зами в Предела. Брон не вярва в шансовете на Церсей, затова приема тяхната оферта и решава да изчака до края на войната. След смъртта на Церсей и Денерис, Бран Старк е избран за новия крал, а Тирион за негова Ръка. Лорд Брон от Предела служи като член на Малкич съвет на краля, като Господар на хазната. |                                                                                                 |                        |               |    |  |  |
| |                                                                                                 |                        |               |    |  |  |
| |                                                                                                 |                        |               |    |  |  |
| Шае | Сибел Кекили                                                                                    | 2, 3, 4                | 1             | 20 |  |  |
| Шае е млада лагерна проститутка, която Тирион Ланистър взима като любовница. Тя е от Лорат, един от Свободните Градове отвъд Тясното море. Въпреки предупрежденията на Тивин да не го прави, Тирион води Шае със себе си в Кралския Чертог, когато отива да служи като Ръка на краля. Тирион се влюбва в нея и за да я скрие от баща си и сестра си, и намира работа като лична слугиня на Санса Старк. Като нейна слугиня, Шае е единствения човек на който Санса се доверява и признава проблемите си и какво мисли наистина за Ланистърите. Когато Тирион е наранен в една битка и му е отнета всичката власт, Шае го моли да напуснат столицата заедно, но той и отказва. След сватбата на Тирион със Санса, Шае започва да става ревнива и ядосана на Тирион. Тя се сблъсква и с Варис, който я моли и предлага пари за да напусне Тирион и столицата, но тя отказва мислейки, че Тирион е накарал евнуха да говори с нея. Тирион е принуден да я изпрати с кораб за Лорат, защото Церсей е открила връзката им и за да я отпрати, той я нарича курва. По-късно когато Тирион е съден за убийството на крал Джофри, тя се появява на съда и лъжесвидетелства против него и Санса, с което Тирион се пречупва. Шае започва афера с Тивин Ланистър и е открит от Тирион в леглото му, докато той бяга от столицата. Тя вади нож срещу него и започват да се борят за живота си. Накрая Шае е удушена от Тирион със златната верига, който той и е подарил. След смъртта и, Тирион и се извинява, и убива Тивин който я нарича курва. |                                                                                                 |                        |               |    |  |  |
| |                                                                                                 |                        |               |    |  |  |
| |                                                                                                 |                        |               |    |  |  |
| Джендри Баратеон | Джо Демпзи                                                                                      | 3, 7, 8                | 1, 2          | 24 |  |  |
| Джендри е чирак-ковач и не знае че е копеле на крал Робърт. Когато Едард среща Джендри, казва на ковача, че ако момчето някога покаже интерес да върти меч да го изпрати при него. Джендри изглежда обещаващ ковач защото изковава шлем във формата на бик, Едард го хвали за шлема и предлага да го купи, но Джендри отказва. След екзекуцията на Едард, са направени уговорки с Йорен, човека събиращ новобранци за Вала, да взима Джендри със себе си и той пътува за Нощния страж заедно с Аря, Ломи Зелените-ръце, Горещата баница и Джакен Х'гхар. По пътя те са спрени от Златните плащове, които искат Джендри по заповед на крал Джофри, който иска всички копелета на баща си мъртви, но Йорен ги заплашва и ги гони. После Джендри признава на Аря, че знае, че е момиче, а тя му признава че е дъщеря на Едард Старк, за изненада на момчето. След като Златните плащове идват с помощ от Амори Лорч, Йорен е убит, а Джендри спасен от Аря защото лъже че Ломи, който умира по време на атаката е Джендри. Той и останалите пленници са изпратени в Харънхъл където сър Грегър Клегейн и хората му ги измъчват и убиват един по един, за малко и Джендри да потърпи същата участ но е спасен от пристигането на Тивин Ланистър, той упреква хората на Клегейн за безразсъдното им поведение. Там Джендри става ковача на Харънхъл. Джендри, Аря и Горещата баница бягат от Харънхъл, благодарение на Джакен. Докато се отправят към Речен Пад те са заловени от Братството Без Знамена – банда бандити които защитават слабите. Вдъхновен от тях Джендри решава да се присъедини към Братството, но е предаден от тях когато го продават на лейди Мелисандра по волята на Господаря на светлината. Мелисандра му разкрива, че баща му е бил крал Робърт и че го води да се запознае с чичо му крал Станис. Но истината е, че Мелисандра и Станис плануват да го пожертват и да използват кръвта му за кръвна магия за да пуснат проклятие над узурпаторите Роб Старк, Бейлон Грейджой и Джофри Баратеон. Преди да успеят да го принесат в жертва Давос Държеливия го освобождава и го качва на лодка с която го праща обратно в Кралсия чертог, като Давос го моли да хапне „купа кафяво“ за него когато се завърне в Квартала на бълхите. Джендри започва да работи отново като ковач в Кралския Чертог и години по-късно в работилницата му идва сър Давос, който след смъртта на Станис вече служи на крал Джон Сняг. Джендри тръгва с него за Драконов Камък и там влиза в служба на Джон. Той се присъединява към Джон и Джора за мисията им отвъд Вала, да заловят мъртвец. Към тях се присъединява и Братството и след спор, Джендри се помирява с тях. Те успешно залавят мъртвец, но армията на Нощния Крал ги подгонва и Джендри е изпратен на Вала за да прати писмо за помощ към Денерис Таргариен. След като и другите се завръщат отвъд Вала, Джендри тръгва за Зимен Хребет. Там той се събира след дълга раздяла с Аря Старк. Нощта преди битката с мъртвите Джендри и Аря спят заедно. По-късно той се бие редом със Сандор Клегейн и Берик Дондарион. Джендри оцелява битката и по време на празненството, Денерис Таргариен го легитимизира като Баратеон и го обявява за новия лорд на Бурните земи. Джендри Баратеон предлага брак на Аря, но тя му отказва. След края на войната за трона, смъртта на Денерис и арестуването на Джон, лорд Джендри и част от Големия съвет на Вестерос за избирането на новия крал и съдбата на предателите. Съвета избира новия крал – Бран Старк, докато Тирион става негова Ръка, а Джон е осъден да прекара живота си в Нощния страж. Джендри отива в Бурните земи и управлява като новия лорд на Бурен край. |                                                                                                 |                        |               |    |  |  |
| |                                                                                                 |                        |               |    |  |  |
| Талиса Старк | Уна Чаплин                                                                                      | 3                      | 2             | 12 |  |  |
| Талиса Мейгир (по-късно Старк) е лечителка работеща на бойното поле във Войната на Петимата Крале и е от Свободния Град – Волантис. Талиса и краля в Севера Роб Старк са привлечени един към друг, въпреки че Роб е обещан на друга. Те се харесват, но странят от чувствата си, заради своите принципи. Когато майката на Роб – Кейтлин освобождава Джайм Ланистър, той се чувства предан от майка си, и намира утеха при Талиса. Когато Роб и Талиса си признаят чувствата един към друг, те правят секс, и не дълго след това се венчават. Заради нарушеното си обещание, Роб губи подкрепата на Фрейовете във войната. Талиса Старк става кралица на Севера и следва Роб, когато той завладява Харънхъл и по-късно отива на погребението на дядо си в Речен Пад. Там тя се грижи за раните на две момчета-Ланистъри, които са пленници на Роб. Когато лорд Карстарк убива момчетата и е екзекутиран за убийствата, Роб губи подкрепата на Карстарките. Това кара Роб да се обърне към Фрейовете за помощ. Роб и Кейтлин уговарят брак между Едмур Тъли и Рослин Фрей, която ще се състои в Близнаците. По пътя за сватбата, Талиса съобщава на Роб, че е бременна. По време на сватбата, Талиса казва на Роб, че ако бебето е момче, смята да го кръсти Едард. А Кейтлин открива, че Рууз Болтън и Уолдър Фрей кроят нещо, но става твърде късно. Талиса е наръгана няколкократно в корема от сина на лорд Уолдър – Сакатия Лотар и става първата жертва на клането. Тя умира в ръцете на съпруга си, след което и Роб и Кейтлин, заедно с всичките гости на сватбата и Северняшката армия отвън биват изклани, в събитието което по-късно става известно като Червената Сватба. |                                                                                                 |                        |               |    |  |  |
| |                                                                                                 |                        |               |    |  |  |
| Игрит | Роуз Лесли                                                                                      | 3, 4                   | 2             | 17 |  |  |
| Червенокосат дивачка Игрит е жена на копието сред армията на Манс Райдър. Заради цвета на косата си тя е „целуната от огъня“ – считано за късмет сред диваците Заловена е от Джон Сняг и Корин Полуръката, но успява да избяга само за да бъде заловена пак от Джон Сняг, който в процеса е разделен от своите братя. Тя го води в капана на Господаря на костите и по-късно след като Джон убива Корин по време на инсценирана кавга, тя отвежда Джон пред краля-отвъд-Вала – Манс Райдър, където Джон се преструва, че е дезертирал от Нощния страж, но е с тайна мисия да открие техните планове. Игрит тръгва на мисия с Джон и Тормунд, с цел да изкачат Вала и да чакат от южната страна, сигнала на Манс за да нападнат Нощния Страж. По пътя тя се влюбва и съблазнява Джон в една пещера и те правят секс. След като преминат Вала, лоялността на Джон е изпитан, когато искат от него да убие фермер отглеждащ коне за Стража. Когато той не може, Игрит убива фермера, но вече става късно, тъй като битката между Джон и Диваците започва и той като бяга, я изоставя. Игрит го настига, докато Джон спира да пие вода и пуска три стрели по него, които не са смъртоносни, но показващи намеренията и. Към Игрит, Тормунд и хората му се присъединяват канибалите от Ден, водени от Магнарът им Стир. Заедно те нападат селата близо до Черен Замък и безпощадно избиват жителите им, включително и Къртичино Село, където Игрит открива Джили и бебето и, но ги пощадява. Докато Стир се съмнява в лоялността на Игрит, тя се заклева, че ще убие Джон Сняг и всеки който застава между тях. Когато Манс Райдър им дава сигнал, Тормунд, Игрит и останалите нападат Черен Замък. Там тя убива доста от Нощния Страж, сред които и Пип. Когато тя застава очи в очи с Джон, той и се усмихва, а Игрит е с насочен лъкби се разколебава. В този момент тя е застреляна в гърба от Оли, младо момче от близкото село, чийто родители са били убити от нея и Стир. Игрит умира в ръцете на Джон, казвайки му за последен път, „Ти не знаеш нищо, Джон Сняг“. Тялото и е изгорено в гората от Джон. |                                                                                                 |                        |               |    |  |  |
| |                                                                                                 |                        |               |    |  |  |
| Рамзи Болтън | Иван Реон                                                                                       | 4, 5, 6                | 3             | 20 |  |  |
| Незаконен син на Рууз Болтън, Рамзи Сняг е жесток, садистичен и много хитър. След като железнородените завладяват Зимен Хребет, Рамзи марширува за замъка с хората си, предлагайки безопасността на врага ако се предадат. След като портите са отворени той пленява Теон Грейджой, а останалите одирва жив. В Дредфорт, той подлага не Теон физическо и психологическо мъчение докато той самия го наблюдава маскиран като чистач. Той помага на Теон да избяга казвайки му, че е изпратен от сестра му Яра, и му обещава да му помогне да стигне до нея, но вместо това го води обратно до тъмницата където бе държан по-рано, само за да го тормози още повече. Той измъчва Теон като му дере пръстите един по един и го кара да се моли, той да му ги отреже. Накрая го кастрира и изпраща мъжеството му на Бейлон, като го заплашва, че може да изпрати Теон парче по парче, ако железнородените не напуснат Севера. Рамзи принуждава Теон да стане неговия слуга „Смрад“ и го кара да приеме новото си име. Рамзи започва връзка с Миранда която е също садистична социопатка като него. Те заедно със Смрад ловят други момичета с хрътки и ги убиват. Когато Рууз Болтън пристига в Дредфорт заедно с новата си жена, Рамзи показва на баща си как е тренирал Смрад и му обещава да завладее Рова на Кайлин за него. Когато Яра и хората му нападат Дредфорт, Рамзи води отбраната и пуска хрътките си срещу Яра, която се оттелгя. Рамзи използва Смрад за да завладее Рова на Кайлин като го праща под „фалшивото му име“ Теон Грейджой, да преговаря „мирната“ капитулацията на железнородените в замъка. След като превземе замъка, Рамзи ги одирва живи и е награден за успеха с легитимизиране като Рамзи Болтън. Той, Смрад и Рууз Болтън тръгват към новия им дом, Зимен Хребет. Там Рамзи започва по-свой извратен начин да сломи лордовете на Севера. Рууз му разкрива, че му е уредил брак със Санса Старк, за да утвърди властта на Болтъните и когато бъдещата му булка пристига, той се държи учтиво с нея, първоначално. Рамзи продължава да държи Миранда като своя любовница и когато Кутрето си тръгне от Зимен Хребет показва истинската си същност на Санса. Като част от садистичната му игра, той кара Смрад да се извини на Санса за убийствата на братята и. След сватбата Рамзи кара Смрад да остане и да гледа как той консумира брака си със Санса, който очевидно не го иска. Той по-късно одирва и убива една прислужница която се е опитала да помогне на Санса да избяга. Когато Рамзи научава, че баща му очаква да има син от новата си жена Уалда, той започва да се притеснява за своята позиция като наследник. Рууз го уверява, че позицията му е стабилна и му разказва за майка му. Тя се е оженила за един фермер, без да кажат на лорд Рууз, затова той обесил фермера и изнасилил жената и една година по-късно жената дошла с Рамзи в ръцете си. Рууз веднага го разпознал като свой син. За да се докаже пред баща си, Рамзи води малка атака на лагера на Станис, който марширува с армията си към Зимен Хребет. По-късно Болтъните надделяват над армията на Станис и го унищожават напълно. След като разбира за смъртта на Миранда и бягството на Санса и Теон, отношенията на Рамзи с баща му се развалят и той започва да се бои от Рууз. Когато научава, че лейди Уолда е родила момче, Рамзи наръгва и убива баща си, за да си подсигури мястото и после нахранва своите хрътки с Уолда и своя брат. Рамзи бързо спечелва подкрепата на лорд Харалд Карстарк и лорд Малкия Джон Ъмбър, като последния подарява на Рамзи, Рикон Старк и Оша, заедно с главата на вълчището Рошльо. За да остави Рикон по-беззащитен, Рамзи собственоръчно убива Оша, която дълго време е защитавала момчето. Когато Джон Сняг и Санса Старк заедно с армията си от Диваците и няколко домове от Севера пристигат до Зимен Хребет, Рамзи подготвя своята армия за битка, която е по-многобройна от тази на врага. Той пуска Рикон да бяга към брат си, докато той стреля по него. Когато Джон язди за да спаси брат си, Рамзи застрелва и убива Рикон, веднага след като Джон е в обсега на стрелите му. Когато Джон е сам, Рамзи праща своите конници, което кара армията на Джон да дойде за да го защити. Рамзи вкарва цялата армия в капан, когато ги обгражда, като се възползва от натрупалите се трупове, които той използва за стена в която ги притиска. Когато Петир Белиш идва със своята армия от Долината и унищожава тази на Рамзи, той бяга и се барикадира в Зимен Хребет. След като Вун Вун разбива портите на замъка, Рамзи го убива, но е пребит почти до смърт от Джон, който завладява замъка. Джон дава Рамзи на Санса, а тя го заключва с хрътките му, които Рамзи е държал гладен цяла седмица. Рамзи е разкъсан и убит от своите огладнели хрътки, пред погледите на Санса Старк. |                                                                                                 |                        |               |    |  |  |
| |                                                                                                 |                        |               |    |  |  |
| Бриен Тартска | Гуендолин Кристи                                                                                | 4, 5, 6, 7, 8          | 2, 3          | 42 |  |  |
| Бриен е член на гвардията на Ренли. Тя е добре трениран и умел войн, опасна е защото е подценявана. Тя е считана за грозница защото е много едра и е по-силна от повечето мъже, но желае да покаже доблестта си като се бори за достойна кауза, за да спечели уважение. Тя харесва Ренли защото той му показва нежност и учтивост и става член на Кралската му гвардия след като побеждава сър Лорас в меле. Ренли и се доверява заради лоялността и. Тя става свидетел на смъртта на Ренли и е обвинена в убийството му, затова тя бяга и влиза на служба при лейди Кейтлин. Кейтлин решава да пусне Джайм като откуп за дъщерите и Санса и Аря, и на Бриен е дадена мисията да го придружава до столицата и да върне момичетата. По пътя те са заловени от Лок, и Бриен е почти изнасилена, но е спасена от Джайм. Двамата успешно достигат до Кралския Чертог. Бриен притиска Джайм за обещанието му, но ситуацията се усложнява защото сега Санса е жена на Тирион. Тя присъства на кралската сватба където Церсей открива, че Бриен е влюбена в Джайм. След смъртта на крал Джофри, Санса изчезва, затова Джайм дава на Бриен нова броня, скуайър – Подрик Пейн и собствения си валириански меч, изкован от меча на Нед Старк. Бриен кръства меча Клетвоизпълнител, казва сбогом на Джайм и тръгва на мисията си да намери Санса Старк. Макар и да не харесва Подрик в началото, тя започва да го уважава и да се привързва към него. Докато вечерят в Ханът на Кръстопътя, двамата се натъкват на Горещата Баница който им казва, че Аря е жива и последно я е видял с Хрътката. Бриен и Под потеглят към Долината на Арин и откриват Сандор и Аря. Настъпва брутална битка между Бриен и Сандор, в която Хрътката и избутан от ръба на скалите. Чак когато битката е приключена Бриен и Подрик осъзнават, че Аря е изчезнала. Бриен и Подрик докато обядват в един хан се натъкват на Кутрето и Санса. Бриен предлага на Санса да я отведе на сигурно, но тя и отказва и Кутрето праща войниците си да убият Бриен и Под. Тя бързо се справя с войниците, но докато спасява Подрик от тях, Санса и Кутрето избягват. Двамата тръгват след тях и ги последват до един хан близо до Зимен Хребет. По пътя Бриен признава на Подрик колко много иска да убие Станис, за да отмъсти за Ренли. Чрез ханджията Бриен предава послание на Санса, че ако иска да я спаси от Болтъните и Кутрето, тя да постави свещ на върха на най-високата кула и Бриен започва да чака за сигнала. Тя изоставя поста си когато научава за приближаването на войската на Станис. След биткара между Баратеони и Болтъни, Бриен открива ранения Станис в гората и го екзекутирва, в името на починалия крал Ренли. В горите покрай Зимен Хребет, Бриен и Подрик намират и спасяват Санса и Теон от ловците на Рамзи, като тя се заклева във вярност на Санса. След раздялата им с Теон, те тръгват за Вала и Санса се събира с Джон. Там Бриен съобщава на Давос и Мелисандра, че лично е екзекутирала Станис. Когато Санса и Джон решават да тръгнат на война срещу Рамзи, а Санса отказва помощта от армията на Кутрето, тя праща Бриен и Подрик в Речен Пад, където Черната Риба – Бриндън Тъли е под обсада от Фрейовете, с мисия да привлече ветерана и армията му в тяхната кауза. Когато пристига на обсадата на Речен Пад, Бриен се среща отново със сър Джайм, като двамата отново поддържат приятелските си отношения и Бриен е пусната да стигне до Черната Риба, за да преговаря и ако може да го убеди да марширува на Север с армията си. Когато Бриндън отказва на Бриен, Джайм праща Едмур за да предаде замъка. Докато Ланистърските и Фрейските войски са пуснати в замъка, Бриндън дава лодка на Бриен и Под с която да избягат. Те по-късно биват видени от Джайм, който я пуска да си върви обезпокоявана, въпреки че са от две враждуващи страни. Тя и Подрик служат на Санса в Зимен Хребет и когато Бран и Аря Старк също се завръщат и са събрани заедно, клетвата на Бриен към Кейтлин Старк най-после е изпълнена. Тя изпратена в Кралския Чертог като представител на Санса Старк, по време на преговорите между Церсей, Денерис и Джон. Там Бриен открива, че Хрътката е жив. Те се помиряват защото осъзнават, че и двамата искат да защитят Аря. След преговорите, Бриен и Подрик се връщат в Зимен Хребет. Там те са присъединени от Джайм Ланистър, който е задържан заради престъпленията на семейството му. След като Бриен гарантира за Джайм, на него му е позволено да остане и да се бие за живите. Вечерта преди битката, Джайм я помозва в рицарство и така изпълнява най-голямата и мечта. Сър Бриен води войската на Арините в битката срещи мъртвите и тя, Джайм и Подрик оцеляват битката. На празненството след победата Бриен и Джайм спят заедно и тя губи девствеността си. След като Джайм научава, че Церсей няма да получи милост от Денерис Таргаеин, той изоставя Бриен, за да се върне при сестра си. Това води до неговата смърт и след края войната на трона и смъртта на Церсей и Денерис, Бриен е част от Големия съвет на Вестерос, който ще реши съдбата на арестуваните Джон Сняг и Тирион Ланистър. Съвета избира новия крал – Бран Старк, докато Тирион става негова Ръка, а Джон е осъден да прекара живота си в Нощния страж. Сър Бриен е избрана за лейди-командир на Кралската гвардия на Бран Старк, и тя описва подвизите на сър Джайм в Бялата книга на гвардията. Бриен остава да служи и като член на Малкия съвет на крал Бран Старк. |                                                                                                 |                        |               |    |  |  |
| |                                                                                                 |                        |               |    |  |  |
| Тормунд | Кристофър Хивю                                                                                  | 4, 5, 6, 7, 8          | 3             | 33 |  |  |
| Тормунд е дивашки ездач, известен с многото си имена и „Ужаса“ бидейки на първо място. Шумен и огромен, той е един от топ генералите на Манс Райдър. Тормунд харесва Джон след като той се присъединява към тях и дори му дава съвети за връзката им с Игрит. Когато на Джон му се налага да убие невинен за Диваците, а той не може, Тормунд разбира за предателството му, но Джон бяга. Той води група диваци на юг от Вала, за да чакат сигнала на Манс да атакуват Вала, докато самия Манс ги атакува от север. Към групата на Тормунд се присъединяват канибалите от Ден, водени от техния Магнар, Стир. Тормунд напада селата близо до Черен Замък, включително и Къртичино Село за да накарат Нощния Страж да дойде при тях, но не успяват. След като Манс Райдър им дава сигнал, Тормунд води своята група и Деновете в атаката на Черен Замък. Там Тормунд се дуелира със сър Алисър Торн и го ранява, но не успява да го довърши. Игрит, Стир, Деновете и хората на Тормунд са убите в атаката, но самия Тормунд е застрелян няколко пъти и взет в плен за разпит. В тъмницата Тормунд казва на Джон, че Игрит наистина го е обичал и да я върне към истинския север, намеквайки да и изгори тялото отвъд Вала. Тормунд присъства на екзекуцията на Манс Райдър и вижда как Джон го отървава от мъките. После Джон предлага на Тормунд да спаси Диваците оттатък Вала от Белите Бродници като ги пусне да минат на юг от Вала. Тормунд се съгласява да се опита да ги убеди да дойдат, но само ако Джон също тръгне с него. Двамата заедно с малка част от Стражата и корабите на крал Станис плават за Хардхоум. Там те са посрещнати враждебно от Господаря на Костите, който се подиграва с Тормунд заради съюза му с „враните“ и като отговор Тормунд убива Господаря на Костите със собственото му оръжие. По време на преговорите, Хардхоум е нападнат от Белите Бродници и армията им от мъртъвци, водени от Нощния Крал. Тормунд и Джон едва се спасяват с животите си заедно с малка част от диваците и великана Вун Вун. От лодките си с ужас гледат как Нощния Крал възкръсва всички убити Диваци и ги добавя към своята армия от мъртъвци. Тормунд се завръща на Вала заедно с Джон и наблюдава минаването на Диваците на юг от Вала, като по-късно се присъединява към тях. След като Торн предава и убива Джон Сняг, Ед извиква Тормунд, диваците и Вун Вун на помощ и те заедно превземат Черен замък и пленяват предателите. Когато Джон възкръсва и след това получава заплашително писмо от Рамзи Болтън, Тормунд решава да помогне на Джон да превземе Зимен Хребет и убие Рамзи, тъй като в писмото се споменава как Рамзи ще одере всеки Дивак на юг от Вала. След пристигането на Санса и Бриен, Тормунд е привлечен към Бриен, тъй като тя е едра и е негов тип. Тормунд привлича диваците към каузата на Джон и по-късно се бие в Битката за Зимен Хребет. Когато Джон е примамен в капан от Рамзи, Тормунд и Давос водят армията си за да го спасят. Когато цялата войска на Джон попада в капана на Рамзи, Тормунд се бие с Малкия Джон Ъмбър и успява да го убие като му захапва кръвна артерия на врата. А когато Кутрето и армията му идват на помощ, Тормунд заедно с Джон и Вун Вун преследват Рамзи зад стените на Зимен Хребет където го побеждават. По-късно в Зимен Хребет лордовете на Севера обявяват Джон за Краля на Севера и Тормунд показва своята подкрепа. Джон праща Тормунд и Диваците му да охраняват Източен-страж-до-морето. Там Тормунд хваща и хвърля в килиите Берик, Торос и Сандор, когато те се опитват да преминат Вала. По-късно, Джон тръгва на мисия да залови мъртвец отвъд Вала, като минава през Източен страж и към него се присъединяват Тормунд, Сандор, Берик и Торос. Целта на мисията е да убедят Церсей Ланистър и Денерис Таргариен да сключат временно примирие, като им покажат по-голяма заплаха, задаваща се от Севера. След като залавят мъртвец, Тормунд и останалите са обградени от мъртъвци, като застават върху малък остров в заледено езеро, като мъртъвците не могат да се доближат до тях заради счупения лед. Там Торос умира от раните получени по-рано. Когато езерото отново се заледява мъртъвците нападат, но Денерис идва на помощ заедно с драконите си. Нощния Крал убива дракона Визерион, но Тормунд и другите успяват да избягат на гърба на Дрогон. Тормунд и Берик остават в Източен страж, когато другите тръгват за столицата, заедно с мъртвеца. Те са на Вала когато Нощния Крал, на гърба на мъртвия Визерион идва и струтва част от Източен страж, като така армията на мъртъвците преминава на юг от Вала. Тормунд и Берик оцеляват и яздят на юг към Зимен Хребет, като по пътя в Последно убежище се срещат с лорд-команди Ед Толет и неговите хора, които също са се насочили там. Те откриват избитите от Нощния крал Ъмбъри и после успяват да стигнат до Зимен Хребет. Тормунд води Свободния народ в битката с мъртъвците и макар че доста от хората му умират, той оцелява битката. По-късно Тормунд прави опит да съблазни Бриен, но се проваля. Той се сбогува с Джон и води Свободния народ към Черен замък, където ще изчакат времето да се подобри преди да се върнат Отвъд Вала. След като Джон е осъден да прекара живота си в Нощния страж, той и Тормунд се събират отново на Вала. С наближаването на пролетта, Тормунд, Джон и Свобния народ се връщат в земите Отвъд Вала, където ще прекарат своя живот. |                                                                                                 |                        |               |    |  |  |
| |                                                                                                 |                        |               |    |  |  |
| Джили | Хана Мюрей                                                                                      | 4, 5, 6, 7, 8          | 2, 3          | 27 |  |  |
| Джили е млада дивачка на север от Вала и е дъщеря на Крастър, дивак който се жени за дъщерите си когато пораснат. Тя забременява от баща си, а Самуел Тарли се влюбва в нея. След като Джили ражда, тя иска да избяга, защото е родила момче, а Крастър дава момчетата си на Белите Бродници. След като Крастър и лорд-командир Мормонт са убити от бунтуващи се мъже на Нощния Страж, Самуел и помага да избягат заедно със сина и за Черен Замък. По пътя, Джили започва да харесва Самуел заради знанията му и за това, че ги защитава от Бял Бродник, искащ да вземе бебето и. След като тримата пристигат на Вала, майстер Емон позволява на Джили да остане, а тя, като знак за благодарността си към Самуел, кръщава сина си на него. По-късно Джили и бебето и са настанени в бардака на Къртичино Село, по настояване на Самуел, защото той се бои изнасилвачите в Черен Замък да не и направят нещо. Когато селото е нападнато от групата на Тормунд, Джили и бебето и са открити от Игрит. Тя ги пощадява, но цялото село е избито. Джили успява да се промъква до Черен Замък, където се събира със Самуел и той и обещава никога повече да не я оставя. Сам скрива Джили и бебето в склада за тяхна безопасност. Когато тя възразява, че Сам пак ще ги оставя, той я целува и след битката пак се събират. Те стават свидетели на страхливостта на Джанос Слинт, който също се крие в склада. Когато крал Станис и армията му пристигат в Черен Замък, Джили започва приятелство с принцеса Ширийн, която я учи как да чете. Когато Станис и хората му напуснат Вала, Джили и Сам остават с майстер Емон в последните му моменти, когато той умира от старост. По-късно когато двама души от Нощния Страж се опитват да изнасилят Джили, тя е спасена от Сам и Дух. Докато лекува раните на Самуел, който е ранен в битката, двамата се сближават и правят секс. Когато Самуел тръгва за Цитаделата в Староград за да се изучи за майстер, взима Джили и малкия Сам със себе си. Самуел първоначално смята да остави Джили и Сам в замъка на своя баща, лорд Рандил Тарли, но когато по време на вечеря Рандил унижава Самуел, въпреки защитаването от страна на Джили и разкритието, че тя е дивачка, Самуел взима Джили и малкия Сам пак със себе си. Когато пристигат на Цитаделата в Староград, Джили чака вън от библиотеката докато Самуел се среща с Архимайстера. Там Джили и бебето започват да живеят със Самуел. Тя случайно открива записки на септона венчал Лиана Старк и Регар Таргариен, като така помага на Самуел да открие истинската самоличност на Джон Сняг. След известен престой в Староград, Самуел води Джили и малкия Сам до Зимен Хребет. Когато мъртвите нападат Зимен хребет, Джили и малкия Сам се крият в криптите. След битката, тя и Самуел се сбогуват с Джон, като тя разкрива, че е бременна от Самуел. Джили остава в Зимен хребет и след края на войната, когато Самуел е избран за Велик Майстер, тя най-вероятно живее с него в Кралския чертог, като негова жена. |                                                                                                 |                        |               |    |  |  |
| |                                                                                                 |                        |               |    |  |  |
| |                                                                                                 |                        |               |    |  |  |
| Томен Баратеон | Колъм Уери (сезон 1 – 2) Дийн-Чарлз Чапман (сезон 4 – 6)                                        | 5, 6                   | 1, 2, 4       | 24 |  |  |
| Томен е син на крал Робърт Баратеон и кралица Церсей Ланистър, както и брат на принц Джофри и принцеса Мирцела. Тайно, истинският баща на всички деца на Церсей е нейният брат-близна сър Джайм. Той е мило и добро дете и обича чичо си, Тирион, за разлика от Джофри. Принц Томен пътува с краля за Зимен Хребет, за обявяването на Нед Старк за новата Ръка. Обратно в столицата, след смъртта на крал Робърт и Ръката му Нед Старк, Джофри става крал, а Томен е неговия наследник. След като крал Станис напада Кралския Чертог, Церсей се готви да отрови сина си, отколкото да се предадат, но Тивин Ланистър и Тирелите пристигат навреме и отблъскват Станис. Когато Джофри е отровен и убит, Томен става новият крал. Тивин веднага се заема с напътствията да го направи по-добър крал от брат му. Томен е сгоден за Марджъри и двамата стават приятели. В съда на Тирион, Томен отстранява себе си като съдия и прави Тивин, Мейс и Оберин съдии, възможно по „съвет“ на Тивин. След смъртта на Тивин, Томен и Марджъри се женят и след първата им брачна нощ, Томен се влюбва в младата си кралица. Церсей губи влияние над сина си, докато влиянието на Марджъри се увеличава. Когато войниците на Вярата арестуват Лорас Тирел заради сексуалната му наклонност, Томмен се опитва да го освободи, но когато осъзнава че не може да го направи без да убие войниците на Вярата, той се отказва. Когато Марджъри свидетелства за невионноста на брат си и е доказано, че лъжесвидетелства през клетва върху боговете, тя също е арестувана, а Томен остава безсилен пред властта и влиянието на Висшия Врабец. Томен отказва да яде и пие и тъгува за арестуваната си жена. Той се оплаква на Церсей и тя под подтекст да помоли Врабеца да ги пусне, отива да злорадства на Марджъри и тя също е арестувана, след свидетелствата на Лансел Ланистър. Когато майка му и жена му са в тъмницата, Томен отказва да се види с всички и се заключва в стаята си, като така не излиза за Похода на Срама на майка си. След погребението на сестра си Мирцела, Томен забранява на Церсей да напуска Червената Цитадела и се извинява на майка си, за провала си да я защити. Но когато преговаря с Висшия Врабец да пусне жена му и вижда, че Марджъри вече е пречупена, Томен също се повлиява от Висшия Врабец и попада в неговия контрол. Заради въстанието си срещу Врабеца, Томен прокужда Джайм от столицата и го премахва от поста на лорд-командир на Кралската Гвардия, като го праща да превземе Речен Пад от Бриндън Тъли. По съвет на Висшия Врабец, крал Томен забранява съда чрез двубой в кралството, като така лишава майка си от шанса да спечели предстоящия и съд, чрез Планината. В деня на съда, сър Грегър Клегейн попречва на Томен да ходи в Септата на Белор, където ще се състои съда на сър Лорас и Церсей. С новия си план, Церсей взривява Септата, използвайки Адски огън, докато Марджъри, Тирелите и Висшият Врабец са вътре. Това става пред очите на Томен, който е оставен сам, а майка му става убийца на съпругата му, в която Томен е лудо влюбен. Неспособен да живее със случилото се, крал Томен се хвърля от прозореца на Червената Цитадела и се самоубива. Церсей кара Кибърн да изгори трупа му и да напръска праха му върху останките на Септата, където са били погребани другите мъртви Ланистъри. |                                                                                                 |                        |               |    |  |  |
| |                                                                                                 |                        |               |    |  |  |
| Рууз Болтън | Майкъл МакЕлътън                                                                                | 5, 6                   | 2, 3, 4       | 19 |  |  |
| Знаменосец на Севера и лорд на Дредфорт, Болтъните имат зловеща история за поддържане на много стар и варварски обичай, включващ одиране на враговете им, докато са живи. Рууз е хитър, което го прави ценен съюзник, но е и непредвидим, което го прави опасен. Като знак на подкрепата си за Старките, Рууз язди с армията си на юг, за да воюва, и изпраща копелето си Рамзи да превземе Зимен Хребет, който е държан от железнородените, и в процеса замъкът е изгорен и враговете, на които им е обещано прошка ако предадат Теон Грейджой, са одрани живи. Ловецът на Рууз, Лок хваща Джайм Ланистър и Бриен Тартска и отрязва дясната ръка на Джайм, след което ги води при Рууз, който държи замъка Харънхъл под свой контрол. Рууз пуска Джайм да се върне при лорд Тивин, когато е сигурен, че ще е оневинен за ръката му. Той отива в Близнаците за сватбата на Едмур Тъли и Рослин Фрей, където Рууз предава дома Старк и лично убива Роб Старк, забивайки нож в сърцето му и казвайки „Ланистърите пращат поздравите си“. Рууз Болтън се оказва един от организаторите на това събитие известно като „Червената сватба“. За лоялността си към Трона той е провъзгласен от Тивин Ланистър за Защитник на Севера. Рууз взима една от дъщерите на Уолдър Фрей за своя съпруга. Той се завръща в Дредфорт и планува да извоюва Севера от железнородените, но за това ще се нуждае от армията си, а те не могат да дойдат в Севера, защото железнородените държат Рова на Кайлин. Рууз научава от Смрад, че Бран и Рикон са живи, и заповядва на Лок да ги намери и убие. Той също заповядва на Рамзи да превземе Рова на Кайлин и по-късно го възнаграждава за успеха му, с легитимизиране като Рамзи Болтън. Рууз, Рамзи и Смрад се отправят към новия си дом – Зимен Хребет. Там Рууз Болтън урежда брак на сина си със Санса Старк, за да утвърди властта на Болтъните в Севера. Той показва очевидно недоверие към мотивите на Петир Белиш, но осъзнава, че се нуждае от този съюз. Рууз лично венчава Рамзи и Санса. По време на семейна вечеря Рууз разкрива бременността на жена си – Уолда, и казва че очакват момче. Той прави сина си несигурен в позицията си като наследник, но му разкрива как веднъж фермер в неговите земи се е венчал, без да му каже и Рууз го обесил и изнасилил жената. Година по-късно жената дошла с Рамзи в ръцете си и той осъзнал, че е негов баща. Рууз използва несигурността на Рамзи и му позволява да води атака на лагера на крал Станис, който марширува за Зимен Хребет. Болтъните надделяват на войската на Станис и го унищожават. Рамзи започва да се бои от Рууз, когато Санса Старк и Теон Грейджой му се изплъзват от ръцете. Когато лейди Уолда ражда син на Рууз, Рамзи прегръща баща си и го наръгва, като го убива. Уолда и сина на Рууз също са убити от Рамзи, като той обявява, че баща му е бил отровен от враговете си. |                                                                                                 |                        |               |    |  |  |
| |                                                                                                 |                        |               |    |  |  |
| Елариа Пясък | Индира Варма                                                                                    | 5, 6, 7                | 4             | 13 |  |  |
| Сексуално обещаващата любовница на Оберин, Елариа е копеле и е майка на няколко от „Пясъчните Змии“, включително Тиен. Тя придружава Оберин в Кралския Чертог за сватбата на Джофри. Елариа участва в няколко оргии с Оберин, като показва бисексуалните си наклонности. Тя присъства на битката на Оберин с Планината и е ужасена, когато той е брутално убит. След смъртта на Оберин, Елариа се завръща в Дорн, но е изпълнена с мъст. Тя започва да заговорничи с Пясъчните Змии, които са дъщери на Оберин, за да му отмъстят като убият принцеса Мирцела. Когато принц Доран Мартел отказва да навреди на Мирцела, който е обещана на сина му, Елариа праща Пясъчните змии да убият Мирцела, но те се сблъскват с Джайм и Брон, които са дошли тайно за да я върнат при майка и. Но всичко се проваля когато капитан Арео Хота арестува всички включително и Елариа. Когато Елариа се заклева във вярност към принц Доран, той и прощава предателството. Когато се сбогуват с Тристан и Мирцела, Елариа целува Мирцела за да и поиска прошка, но се оказва, че е имало отрова в устните и тя отравя и убива принцесата. Когато Принц Доран получава писмо от Джайм, в който се казва, че Елариа е убила Мирцела, Елариа собственоръчно убива Доран, докато Пясъчните Змии и убиват Арео Хота и Принц Тристан Мартел. Тя твърди, че слаби мъже вече няма да управляват Дорн, като така тя взима властта. След като Варис пристига в Дорн, Елариа сключва съюз с него и се обявява за Денерис и дава на Варис корабите на Дорн, за да може тя да дойде с армията си. Елариа също помага на Варис да сключи съюз с лейди Олена Тирел, която също търси отмъщение срещу Ланистърите. Докато се връщат в Дорн, след военния съвет на Денерис, корабите на Пясъчните Змии са нападнати от Юрон Грейджой, който се бие за Церсей Ланистър. Юрон убива Обара и Нимерия, докато Елариа и Тиен са пленени и заведени пред Церсей. Тя ги хвърля в тъмница и използва същата отрова с която Елариа отравя Мирцела, за да отрови Тиен с целувка. Тиен е оставена да умира бавно и след което да гние, пред погледите на майка и, която е на крачка разстояние, но веригите и пречат да я достигне. Церсей обещава на Елариа да я държи жива, дори когато иска да умре, за да може страданието и да се удължи максимално много. Елариа остава в тъмницата и най-вероятно умира, когато Денерис Таргариен разрушава Кралския чертог с дракона си. |                                                                                                 |                        |               |    |  |  |
| |                                                                                                 |                        |               |    |  |  |
| Даарио Нахарис | Ед Скрайн (сезон 3) Майкъл Хюзмън (сезон 4 – 6)                                                 | 5, 6                   | 3, 4          | 21 |  |  |
| Даарио е самоуверен и съблазняващ войн и е лейтенант във „Вторите Синове“, група от 2000 наемници. Той има необикновени принципи и не би спал с проститутка и не би убил невинен, като единственото което му носи удоволствие е да люби жена която иска любов и да убие враг който иска да убие него. Под лидерството на капитаните си Меро и Прендал на Гезн, „Вторите Синове“ са наети от робовладелците на Юнкай, да защитят града срещу армията на Денерис. Смаян от нея, Даарио отказва да се подчини на капитаните си да убият Денерис, което води до битка между тях и Даарио убива Меро и Прендал. С „Вторите Синове“ под своя команда, Даарио се заклева във вярност на Денерис и помага да завладее Юнкай. Пред стените на Мийрийн, Даарио доброволства като шампион на Денерис и побеждава шампиона на града. Той накрая съблазнява Денерис и двамата правят секс. Той е изпратен в Юнкай за да се справи с Мъдрите Господари които се опитват да си върнат града. Даарио се връща успешно от мисията си и двамата с Денерис стават любовници. В Мийрийн Даарио и помага да се справи със Синовете на Харпията, като успешно залавя един. Когато Мосадор предава доверието на Денерис, Даарио изпълнява неговата екзекуция. Той показва неодобрение на решението на Денерис да се жени за Хиздар зо Лорак и я съветва да убие всички бивши господари. По време на игрите на Бойните Ями, Даарио стои до Денерис, когато тя е нападната от Синовете на Харпията. Докато те са обградени, Дрогон се появява и разпръсква нападателите, като накрая отлита с Денерис. Даарио заедно с Джора тръгват по следите на Денерис, към Дотракското море. Когато разберат, че Денерис е хваната от Дотраките, те тръгват за Вес Дотрак и я намират там. Даарио и Джора помагат на Денерис да убие Халовете, като залостват вратата, докато Денерис запалва колибата отвътре, заедно с Халовете и себе си. Когато Даарио вижда неизгорената Денерис да излиза от пламъците, вярата му в нея се затвърдява. Денерис заедно с Даарио, всичките Дотраките, които вече следват нея, и с Дрогон, тръгват обратно към Мийрийн. Когато намират града под обсадата на робовладелците, Денерис с драконите си се заема с армадата им, докато Даарио води Дотраките за да изтребят Синовете на Харпията. След като Денерис намира нужните кораби за да отплава за Вестерос, тя прекратява връзката си с него, за да може да сключи политически брак ако се наложи. Даарио е оставен в Мийрийн като управител от името на Денерис. |                                                                                                 |                        |               |    |  |  |
| |                                                                                                 |                        |               |    |  |  |
| Мисандей | Натали Емануел                                                                                  | 5, 6, 7, 8             | 3, 4          | 38 |  |  |
| Мисандей е робиня на Кразнис мо Наклоз, работеща като преводачка. По време на преговори с Кразнис, Денерис настоява Мисандей да и бъде дадена като дар, в знак на добрите му намерения и Кразнис се съгласява. Денерис освобождава Мисандей, но тя по собствено желание решава да остане и да и служи. Мисандей учи Сив Червей на общия език и двамата започват да изпитват чувства един към друг, въпреки че Сив Червей е Неопетнен и е бил кастриран като дете. Мисандей служи на Денерис, докато тя завладява Юнкай и Мийрийн. Когато в Мийрийн, Сивия Червей е нападнат в засада от Синовете на Харпията и почти не умира, Мисандей стои до леглото му докато той, не се оправи. Двамата се целуват за първи път и по-късно Денерис започва да използва услугите на Мисандей и като съветничка. По време на игрите на Бойните Ями, Мисандей седи до Денерис, когато тя е нападната от Синовете на Харпията. Докато те са обградени, Дрогон се появява и разпръсква нападателите, като накрая отлита с Денерис. Мисандей остава в Мийрийн заедно с Тирион и Сивия Червей за да управлява града до завръщането на Денерис. Тя помага на Тирион да комуникира с народа като му превежда, а Тирион използва факта, че народа се доверява на Мисандей и Сивия Червей. Когато Тирион дава на робовладелците срок от 7 години за да премахват робството, това не се харесва на Мисандей и Сивия Червей. Когато робовладелците нападат Мийрийн с армадата си и Денерис се завръща и ги побеждава, тя застава до Тирион и Сив Червей, които дават новите условия за мир, край на робството или смърт. Мисандей тръгва заедно с Денерис, когато тя отплава с войската си за Седемте Кралства за да ги завладее. Мисандей, заедно с компанията на Денерис се настанява в Драконов Камък и там започва връзка със Сивия Червей, с когото намират алтернативни начини да консумират връзката им. Тя присъединява към Денерис за преговорите в Кралския Чертог и по-късно тръгва за Севера с нея, за предстоящата битка за бъдещето на човечеството. В Зимен хребет, Мисандей и Сив Червей не се чувстват добре дошли и си правят планове, след като Денерис е кралица, заедно да отидат да живеят в Наат. Сив Червей води Неопетнените в битката с мъртъвците, а Мисандей се крие в криптите, и двамата оцеляват битката. Докато се връщат в Драконов камък, Сив Червей и флотилията му са нападнати от Юрон Грейджой и Мисандей става пленница на Церсей Ланистър. Последните преговори между двете кралици са неуспешни и Денерис отказва да се предаде, заради това Мисандей е екзекутирана пред очите на Сив Червей, като Грегър Клегейн и отрязва главата. |                                                                                                 |                        |               |    |  |  |
| |                                                                                                 |                        |               |    |  |  |
| Джакен Х'гхар / Никой | Том Улашиа                                                                                      | 5, 6                   | 1, 2          | 18 |  |  |
| Джакен е мистериозен, енигматичен и опасен престъпник, и е взет от Йорен, от тъмниците на Кралския Чертог за да се присъедини към Нощния Страж. Чужденец от Свободните Градове, той говори за себе си от трето лице. Когато сър Амори Лорч напада групата на Йорен, Аря освобождава Джакен и двамата му другари от клетката им, спасявайки ги от огъня. Той влиза на служба като Ланистърски войник и намира Аря в Харънхъл. Той и иска да назове три имена които Аря иска да умрат, като отплата за трите живота които тя открадна от смъртта, но отказва да и помогне по друг начин. Тя избира един обикновен войник и Амори Лорч първо, но после съжалява, че не е избрала някой по-важен. След като той ги убива, Аря избира името на Джакен за третото име. Двамата стигат до сделката, че ако Джакен и помогне да избягат от Харънхъл, тя ще премахне името. Той убива охраната и помага на Аря да избяга. След това, Джакен намира Аря и дава монета като и казва, че ако някога иска да го намери пак да го даде на някой мъж от Бравос и да каже думите „Валар Моргулис“. Тогава той магически си сменя лицето, приема нова личност и се разделя с Аря. Дълго време след това, Аря стига в Бравос и монетата и спечелва път до храм, но достъпът и за Дома на Черното и Бялото – храма на Многоликия Бог е отказано от един старец. Стареца след като вижда смелостта на Аря си сменя лицето и разкрива лицето на Джакен Х'гхар. Макар да носи лицето на Джакен, той твърди, че е Никой. В храма Никой с лицето на Джакен Х'гхар кара Аря да мете пода и да измие телата на тези които идват там за да умрат. На тези хора Никой дава дара на смъртта, като им дава да пият отровна вода от фонтана на храма. Той обучава Аря как да лъже и я пита коя е тя. Аря отговаря „никой“, но никога не успява да го убеди. Никой след като вижда Аря да дава дара на смъртта на болно момиче и показва какво става с телата на мъртвите от храма, като я завежда в долните нива. Тя му показва всичките взети лица от мъртъвците и казва, че след като Аря не може да е никой, тогава трябва да стане някой друг. Когато Аря приеме името Лана – сирачка която продава миди, Никой и дава първата мишена който Аря трябва да убие. Когато Аря се проваля да убие целта и убива друг вместо това, Никой с лицето на Джакен пие отрова и се самоубива. Докато Аря скърби над Никой който мисли за Джакен, Бездомничето си сменя лицето и разкрива лицето на Джакен и гледа как Аря ослепява заради използването налице преди да е готова. Когато Никой решава, че Аря е готова да стане никой, той и връща зрението, но прави уговорка с Бездомничето, че ако Аря пак се провали, ще и позволи да я убие. Той дава следваща мишена на Аря – една актриса, но след като тя отказва да извърши убийството, Никой пуска Бездомничето след Аря. Когато Аря се връща в Дома на Черното и Бялото с одраното лице на Бездомничето и обявява пред него, че не е никой, а Аря Старк, Джакен и позволява да си тръгне от Бравос жива. Никой остава като главен жрещ в дома на Черното и Бялото. |                                                                                                 |                        |               |    |  |  |
| |                                                                                                 |                        |               |    |  |  |
| Висшият Врабец | Джонатан Прайс                                                                                  | 6                      | 5             | 12 |  |  |
| Висшият Врабец е посветен фанатик на Вярата на Седемте и бързо събира свои последователи, така наречените врабци. Той се появява в столицата като проповедник на религията на Седемте и когато Церсей осъзнава, колко много той е обичан от народа, тя се опитва да си създаде съюзник от него. Церсей разрешава на Висшия Врабец да възстанови войската на Вярата. Висшия Врабец също е направен Висш Септон и разрушава бардака на Петир Белиш, също така и арестува Лорас Тирел заради сексуалните му наклонности. Когато Марджъри лъжесвидетелства за брат си, той я арестува и нея. Знаейки от изповедите на Лансел Ланистър за частта на Церсей в убийството на крал Робърт и инцеста извършена от нея, той при първа възможност арестува кралица Церсей и я хвърля в тъмницата за да очаква справедлив съд, като Лорас и Марджъри. Когато Церсей признава за прелюбодейството си с Лансел, Висшият Врабец и позволява да се върне при сина си и там да чака своя съд, при условието тя да изпълни похода на срама, която тя и прави. Висшият Врабец успява да пречупи Лорас и Марджъри в тъмниците, а чрез Марджъри, взима и крал Томен под своя контрол, докато Ланистърите и Тирелите гледат безпомощно. Той кара крал Томен да забрани съда чрез двубой, като така отнема единствения шанс на Церсей да спечели съда, като използва своя шампион – Планината. В деня на съда, в Септата на Белор, Врабеца пощадява Лорас, като му отнема всички титли и го прави част от войската на Вярата. Когато Церсей и Томен не се появяват на съда, Врабеца изпраща Лансел да ги доведе, докато Марджъри го предупреждава, че нещо не е наред. Когато Марджъри подтиква хората в Септата да излязат навън, Врабеца не пуска никой, като си вярва, че всичко е под контрол. Когато чува първите експлозии от Адския огън под Септата, той твърде късно разбира, че е надигран. Септата е взривена от Церсей, а в експлозията умират кралица Марджъри и другите Тирели, войската на Вярата и самия Висш Врабец. |                                                                                                 |                        |               |    |  |  |
| |                                                                                                 |                        |               |    |  |  |
| Сив Червей | Джейкъб Андерсън                                                                                | 8                      | 3, 4, 5, 6, 7 | 34 |  |  |
| Сив Червей и капитан на Неопетнените, армия от войни-евнуси. Името му се произнася на валириански „Торго Нудо“, дадено му от Ащапорските робовладелци като подигравка с Неопетнените за да ги накарат да мислят, че не са хора. След като той и хората му са освободени от Денерис Таргариен, Сив Червей решава да запазва името, защото го е носил в деня когато Денерис го освободил и го смята за достойно име. Той е лоялен на Денерис и не харесва тези които я обиждат. Той помага на Денерис, да убият робовладелците от Ащапор и по-късно със сър Джора и Даарио се промъкват и превземат Юнкай. Сив Червей се промъква в Мийрийн и въоръжава робите, като ги вдига на въстание. Той получава уроци по общия език от Мисандей и двамата започват да изпитват чувства един към друг, въпреки че Сив Червей е Неопетнен и е бил кастриран като дете. Когато Синовете на Харпията започват да убиват неговите Неопетнени, Сив Червей с помощта на Даарио залавя един. Когато малка група от Вторите Синове е убит от Синовете на Харпията, Сив Червей заедно с малка група Неопетнени тръгва след тях, но попада в засада. Всичките му хора са избити и той остава сам срещу тях, докато не се появява сър Баристан Селми. Двамата се бият храбро, но Баристан е ранен фатално и преди да го довършат Сив Червей го спасява и се струполява до него. Когато идва в съзнание открива, че Баристан е умрял от раните си и признава на Мисандей, че го е било страх да умре защото е нямал да може да я види повече. Тогава двамата се целуват за първи път. По време на битки в Бойните Ями, Синовете на Харпията нападат Денерис, Сив Червей и останалите, но се появява Дрогон, който ги разпръсква. След отлитането на Денерис на гърба на Дрогон, Сив Червей е оставен да управлява града заедно с Тирион и Мисандей, до завръщането на кралицата. Тирион използва факта, че народа се доверява на Сив Червей и Мисандей. Когато Тирион дава на робовладелците срок от 7 години за да премахват робството, това не се харесва на Сив Червей и Мисандей. След като робовладелците нападат Мийрийн с флотилията си, Сив Червей води защитата на града. Когато Денерис се завръща с Дотраките и използва драконите за да превземе флотилията, Сив Червей убива двама от тримата робовладелци, дошли да приемат капитулацията им. Той и Неопетнените, следват Денерис когато тя плава за Вестерос, за да завладее Седемте Кралства. Сивия Червей, заедно с компанията на Денерис се настанява в Драконов Камък и там започва връзка с Мисандей, с която намират алтернативни начини да консумират връзката им. Сивия Червей и Неопетнените са изпратени от Тирион и успешно завладяват Скалата на Кастърли, но флотилията им е унищожена от Юрон Грейджой и се налага да се върнат при Денерис пеша, през целия континент. Те се присъединяват към нея, навреме за преговорите в Кралския Чертог и по-късно тръгват за Севера с нея, за предстоящата битка за бъдещето на човечеството. В Зимен хребет, Сив Червей и Мисандей не се чувстват добре дошли и си правят планове, след като Денерис е кралица, заедно да отидат да живеят в Наат. Сив Червей води Неопетнените в битката с мъртъвците и губи половината от хората си, но оцелява битката. Докато се връщат в Драконов камък, Сив Червей и флотилията му са нападнати от Юрон Грейджой и Мисандей става пленница на Церсей Ланистър. Последните преговори между двете кралици са неуспешни и Денерис отказва да се предаде, заради това Мисандей е екзекутирана пред очите на Сив Червей. С нейната смърт, той губи част от човечността си. На следващия ден, Сив Червей води атаката над Кралския чертог и убива капитана на Златната компания – Хари Стрикланд. Докато Денерис започва да гори невинните в столицата, Сив Червей избива хората в улиците. След победата им, той започва да екзекутира Ланистърските войници и арестува Тирион за предателство. След като Джон Сняг убива Денерис, Сив Червей го арестува и държи Кралския чертог под негова власт, докато не решат какво да правят с Джон и Тирион. Той се среща с Големия съвет на Вестерос и ги оставя да си изберат собствения крал. Бран Старк е избран, а той посочва Тирион като негова Ръка. Сив Червей иска смъртта на Джон, но наказание му е избрано да е изпратен отново в Нощния страж. Сив Червей избира да напуска Вестерос и плава с хората си до Наат, където ще защитава местните, като така си изпълнява обещанието към Мисандей. |                                                                                                 |                        |               |    |  |  |

## Гостуващи герои

### Дом Арин
| |                  |               |    |  |  |  |
| Робин Арин | Лино Фасиоли     | 1, 4, 5, 6, 8 | 9  |  |  |  |
| Робин Арин е лорд на Орлово Гнездо и Защитник на Долината. Той е единствено дете на Лиза и Джон Арин и е болнав. Той все още е кърмен от майка си, въпреки отдавна да е преминал тази възраст и е психически и социално нестабилен. Робин обича да гледа хората да бъдат екзекутирани чрез „Лунната врата“, независимо дали са виновни или не. След смъртта на баща му – Джон, той става новия лорд и когато Кейтлин Старк – лелята на Робин, довежда Тирион Ланистър в Орлово Гнездо, за да бъден съден, Робин показва малък интерес в подробностите на обвиненията и моли майка си да го екзекутирват. След като Тирион печели съда чрез своя шампион, Робин е принуден да го пусне. Дълго време след това, когато Кутрето и Санса пристигат в Орлово Гнездо, майката на Робин е омъжена за Петир Белиш и прави годежни планове за Робин и Санса, които са братовчеди. Напрежението между братовчедите расте, когато Робин разрушава снежния замък на Санса и тя го зашлевява. След смъртта на Лиза, Кутрето става настойник и регент на Робин. По-късно Петир, заедно със Санса, взимат Робин за да обиколят замъците в Долината. Той е оставен в грижите на лорд Йон Ройс, когато Кутрето и Санса заминават за Зимен Хребет. Когато Кутрето се завръща в Долината, той манипулира Робин да изпрати войската на Арините в Севера, за да помогнат на Санса срещу Болтъните. Плановете на Кутрето успяват, когато войската на Аринити, унищожава тази на Болтъните. След края на войната за трона, Робин участва в Големия съвет за избирането на новия крал, и използва своя глас в полза на своя братовчед – Бран Старк. Робин се връща и остава да управлява като лорд на Долината на Арин.                                                                    |                  |               |    |  |  |  |
| |                  |               |    |  |  |  |
| Лиза Тъли | Кейт Дики        | 1, 4          | 5  |  |  |  |
| Лиза Арин е лейди на Долината на Арин и е съпруга на Джон Арин, както и майка на Робин Арин. Тя дъщеря на лорд Хостър Тъли, и е сестра на Кейтлин и Едмур Тъли. Тя е психически неуравновесена и след смъртта на съпруга си, вярва, че докато стои в замъка си, никаква вреда няма да дойде на нея и сина и. Лиза все още е кърми Робин, въпреки отдавна да е преминал тази възраст. Тя е прекалено предпазлива над сина си, заради което момчето расте слабо и изостанало. Лиза праща писмо на Кейтлин в което пише, че подозира Ланистърите за смъртта на Джон Арин. Кейтлин довежда Тирион Ланистър пред Лиза, за да бъде съден за опита за убийство на Бран и смъртта на Джон Арин. Лиза иска да убие Тирион, но се проваля когато той избира съд чрез двубой, посочвайки Брон за свой шампион, който побеждава шампиона на Лиза. Дълго време по-късно, Долината все още е недокосната от войната и Лиза се сгодява за Петир Белиш, в когото е влюбена. Кутрето пристига в Орлово Гнездо със Санса Старк – племенницата на Лиза. Петир и Лиза се оженват, докато тя също прави планове за годежа на Санса за Робин. Става ясно, че Лиза е отровила Джон Арин, по заръка на Кутрето. Пак по негова молба, тя е писала писмото към Кейтлин. Когато вижда Петир да целува Санса, Лиза показва ревност към нея и я обвинява в опит за прелъстяване на Кутрето. Лиза се опитва да убие Санса, като я блъсне от Лунната врата, но Петир се намесва и я успокоява. Той и казва, „през целия си живот съм обичал само една жена“ и когато тя е спокойна завършва със „сестра ти“. За неин шок Кутрето я бута от Лунната врата към смъртта и. Кутрето убеждава всички, че Лиза е извършила самоубийство, и така като регент на Робин, става новия управник да Долината. |                  |               |    |  |  |  |
| |                  |               |    |  |  |  |
| Йон Ройс | Рупърт Ванситарт | 4, 5, 6, 7, 8 | 13 |  |  |  |
| Лорд Йон Ройс, познат като „Бронзовия“ Йон, е глава на дома Ройс от Руунстоун и е знаменосец на дома Арин. Той е един от съдиите в съда на Кутрето за убийството на Лиза Арин. Той се съмнява в историята за самоубийството, разказано му от лорд Белиш, но след свидетелството на Санса Старк, подозренията му изчезват и Кутрето го спечелва на своя страна. По-късно в неговия замък, Йон е посетен от Кутрето и лорд Робин, като Петир му оставя Робин, за да бъде трениран от него и да стане по-корав. Кутрето излъгва Йон, че се отправя със Санса за Орлово Гнездо, като вместо това тръгва за Зимен Хребет. След като Кутрето се завръща в Долината, Йон конфронтира Петир, за брака между Санса и Рамзи Болтън, но Кутрето го лъже, че е бил нападнат от Болтъните, които са я отвлекли. По заповед на лорд Робин и по план на Кутрето, Йон е води армията на Арините в Севера, за да помогнат на Санса Старк срещу Болтъните. Плановете на Кутрето успяват, когато войската на Аринити, водени от Йон, унищожава тази на Болтъните. След превземането на Зимен Хребет, когато Джон Сняг е коронован като краля в Севера, лорд Йон го подкрепя. След като Джон напуска Севера, за да донесе драконово стъкло и да спечели съюзници, Йон започва да мисли, че Санса би била по-добра владетелка от Джон. Когато Санса осъжда Кутрето на смърт, Йон отказва да му помогне и само наблюдава неговата екзекуция. Хората на Йон се бият в битката с мъртъвците и той оцелява. След края на войната за трона, Йон участва в Големия съвет за избирането на новия крал, и използва своя глас в полза на Бран Старк. |                  |               |    |  |  |  |
| |                  |               |    |  |  |  |
| Аня Уейнууд | Паола Дионисоти  | 4             | 1  |  |  |  |
| Лейди Аня Уейнууд е глава на дома Уейнууд и е знаменосец на дома Арин. Тя е една от съдиите в съда на Кутрето за убийството на Лиза Арин. Тя се съмнява в историята за самоубийството, разказано и от лорд Белиш, но след свидетелството на Санса Старк, подозренията и изчезват и Кутрето я спечелва на своя страна. |                  |               |    |  |  |  |

### Дом Баратеон
| |                                                            |            |    |  |  |  |
| Ренли Баратеон | Гетин Антъни                                               | 1, 2       | 8  |  |  |  |
| Ренли Баратеон е лорд на Бурен Край, и е малкия брат на крал Робърт и Станис Баратеон. Ренли е част от Малкия Съвет на крал Робърт, като Надзорник на Законите. Той е известен сред хората защото красив, жизнерадостен и организира екстравагантни балове. Ренли не харесва битките и кръвопролитията и по-скоро би си създал приятели, отколкото да убие врагове. Той е и таен любовник на сър Лорас Тирел „Рицаря на цветята“, който го убеждава, че тези му качества го правят по-добър управник от по-големите му братя. Докато Робърт умира, той се опитва да убеди Нед Старк в това, и че двамата трябва да отвлекат Джофри и да управляват кралството заедно, но Нед отказва. Ренли, Лорас и техните последователи бягат към Предела. След като Джофри става крал и екзекутира Нед, Ренли предизвиква правата на племенника си за трона и се самопровъзгласява за крал. По-късно, той спечелва знаменосците на дома Баратеон и други фамилии на своята страна, въпреки по-добрите права на брат си, Станис. Ренли също се съюзява с дома Тирел и техните знаменосци като се жени за Марджъри Тирел. Той води своята армия бавно през масивния Вестерос, спечелвайки си време. Кейтлин Старк се опитва да убеди Ренли и Станис да забравят за враждата помежду си и да се обединят срещу Ланистърите, но и двамата крале не искат да се откажат от правата си върху Железния Трон. В нощта преди битка между неговата войска и тази на Станис, Ренли се съгласява Севера и Речните Земи да станат независимо кралство ако се съюзяват с него. Но веднага след това Ренли е убит от демон-сянка родено от Мелисандра чрез семето на Станис, а неговият бодигард, Бриен Тартска е натопена за убийството. |                                                            |            |    |  |  |  |
| |                                                            |            |    |  |  |  |
| Селайз Баратеон | Сара МакКийвър (сезон 2) Тара Фицджералд (сезон 3 – 5)     | 2, 3, 4, 5 | 11 |  |  |  |
| Селайз Баратеон е съпруга на крал Станис и майка на принцеса Ширийн. Тя е държана заключена в една кула, в Драконовия Камък. Селайз е фанатичка на бога Р'хлор и подкрепя Мелисандра, като се повлиява от всяка нейна дума. Тя държи труповете на мъртвородените си синове в буркани, който отвращава дори Станис. Тя, с щастие гори собствения си брат за жертва на Р'хлор. Селайз е наясна за афера на Станис с Мелисандра, но няма нищо против. Когато Станис решава да тръгне за Вала, Селайз не иска да вземат Ширийн, защото я смята за еретична, но е убедена от Мелисандра, че ще имат нужда от нея. На Вала, Селайз и цялото и семейство заедно армията на Станис се настаняват в Черен Замък. Когато Станис напуска Вала и марширува за да превземе Зимен Хребет, взима и семейството си със себе си. Когато нещата в лагера на Станис се влошават и става ясно, че няма да могат да продължат нито напред, нито назад, Станис и Селайз се съгласяват да пожертват дъщеря си и я горят на кладата. В последния момент Селайз съжалява за това решение, но става твърде късно за да я спаси и я гледа как гори. На следващия ден, Селайз се самообесва. |                                                            |            |    |  |  |  |
| |                                                            |            |    |  |  |  |
| Ширийн Баратеон | Кери Инграм                                                | 3, 4, 5    | 10 |  |  |  |
| Ширийн е младата дъщеря на Станис и Селайз Баратеон. Едната и буза е белязана от сива люспа, затова Ширийн през повечето време стои в стаята си, далеч от погледите на хората и дори своите родители. Тя е приятел на сър Давос и го посещава когато той е хвърлен в тъмницата. Там Ширийн започва да учи Давос да чете. Те продължават своите уроци и дори без да иска, тя дава идеята на Давос да пише писмо на Желязната Банка. Ширийн пътува със семейството си за Вала и се настанява в Черен Замък. Там Ширийн създава приятелство с дивачката Джили, като я учи и нея да чете. На Вала, Станис и разкрива, че когато била малка се е заразила със сива люспа от една играчка от Бравос и всички са му казали да я изпрати при Каменните хора във Валирия, но той събрал всичките лекари от Седемте Кралства за да спаси дъщеря си. Когато Станис напуска Вала и марширува за да превземе Зимен Хребет, взима и семейството си с него. По-пътя Мелисандра се опитва да убеди Станис да пожертват Ширийн, на което Станис отговаря враждебно. Когато нещата в лагера на Станис се влошават и става ясно, че няма да могат да продължат нито напред, нито назад, Станис се съгласява да пожертва Ширийн, като първо изпраща сър Давос далеч, за да не му попречи. Тя е изгорена жива на кладата, пищейки пред очите на родителите си. |                                                            |            |    |  |  |  |
| |                                                            |            |    |  |  |  |
| Мирцела Баратеон | Ейми Ричардсън (сезон 1 – 2) Нел Тайгър Фрий (сезон 5 – 6) | 1, 2, 5, 6 | 14 |  |  |  |
| Мирцела е принцеса и дъщеря на крал Робърт Баратеон и кралица Церсей Ланистър. Тя също като своите братя – Джофри и Томен, е дете от брата на майка си – сър Джайм, но не знае за това. За разлика от Джофри, Мирцела е мила и добра и обича чичо си, Тирион. Тя придружава крал Робърт, когато той отива в Зимен Хребет за да направи Нед Старк, Ръка на краля. Обратно в столицата, след смъртта на Робърт и екзекуцията на Нед, тя се опитва да се разбира добре със Санса, въпреки че крал Джофри е убиеца на баща и. Като част от предложение за съюз от Тирион към Мартелите, Мирцела е изпратена в Дорн за да се венчае за сина на принц Доран, когато е достатъчно зряла. Две години тя живее като гостенка и повереничка на принц Доран и годеница на принц Тристан. През времето прекарано в Дорн, Мирцела и Тристан се влюбват един в друг. След смъртта на принц Оберин, неговите дъщери – Пясъчните Змии и Елариа Пясък се опитват да убият Мирцела, като отмъщение към Ланистърите. Докато Джайм и Брон се промъкват в Дорн за да я отвлекат обратно в столицата. Плановете и на двете групи са провалени от капитан Арео Хота и Мирцела продължава да живее във Водните Градини на принц Доран заедно с Тристан. След разговора между Джайм и Доран, те се съгласяват, Мирцела да се завърне в столицата, но заедно с принц Тристан. Когато Мирцела си тръгва от Дорн, тя е целуната за сбогом от Елариа Пясък и когато на кораба Джайм и разкрива, че и е истинския баща, тя умира от отровата в устните на Елариа. Тялото на Мирцела е върнато в Кралския Чертог, където получава кралско погребение.                                                                                         |                                                            |            |    |  |  |  |
| |                                                            |            |    |  |  |  |
| Матос Държеливия | Кер Логан                                                  | 2          | 4  |  |  |  |
| Матос Държеливия е син на Давос и втори командир в кораба на баща си „Черната Бета“. Той е страстен поддръжник на Господаря на Светлината Р'хлор и се опитва да убеди баща си, да си смени религията. По време на Битката за Черна вода, „Черната Бета“ е взривена и в експлозията от Адския огън и Матос умира. |                                                            |            |    |  |  |  |
| |                                                            |            |    |  |  |  |
| Майстер Кресен | Оливър Форд-Дейвис                                         | 2          | 1  |  |  |  |
| Кресен е стария майстер на Драконовия Камък. Той е скептично настроен към предсказанията на Мелисандра и амбицията, с която тя пълни главата на лорд Станис за да се провъзгласи за крал. Кресен е отвратен когато Мелисандра изгаря идолите на Седемте, в чест на нейния бог – Р'холор. Той умира в самоубийствения опит да отрови Мелисандра, като споделя с нея чаша вино с отрова, но се проваля когато тя не умира. |                                                            |            |    |  |  |  |
| |                                                            |            |    |  |  |  |
| Саладор Саан | Лусиан Мсамати                                             | 2, 3, 4    | 3  |  |  |  |
| Саладор е самообявилият се принц на Тясното море, и е известен пират, търговец и контрабандист от Лис. Той е стар приятел на сър Давос и чрез своя приятел, услугите му са наети за крал Станис. Саладор е капитан на кораба „Валирианеца“, а флотата му от 30 кораба. Той има малко търпение за тези които боготворят Р'хлор, тъй като е преплавал целия свят и е стигнал до извода, че единствения истински бог е този между краката на жената. Саладор се съгласява да работи за Станис след като Давос обещава на него и хората му злато след като превземат Кралския Чертог. След загубата в битката за Черна Вода, той смята съюза си със Станис за приключен и изоставя неговата кауза. Саладор намира Давос след битката и го оставя на брега на Драконов Камък, предупреждавайки го, че Червената жена ще представлява опасност за него. Когато Давос успява да заеме пари от Желязната Банка на Бравос, той намира Саладор и отново му наема услугите, като му плаща и предишния дълг на Станис. Когато Станис умира в битка, Саладор се завръща към пиратството. |                                                            |            |    |  |  |  |

### Дом Болтън
| |                  |            |   |  |  |
| „Дебелата“ Уолда Болтън | Елизабет Уебстър | 4, 5, 6    | 5 |  |  |
| Уолда Болтън е внучка на лорд Уолдър Фрей и е новата съпруга на Рууз Болтън. Лорд Уолдър предложил сребро колкото теглото на която булка, Рууз си избере сред дъщерите и внучките му, а лорд Болтън си избрал възможно най-дебелата, а именно Уолда. Тя заедно с Рууз Болтън пристига и се настанява в Дредфорт. Когато се местят в Зимен Хребет, Уалда забременява от Рууз и те очакват син. Уолда присъства на сватбата на Рамзи и Санса. След като Уолда ражда бебето, без да знае за убийството на Рууз, тя заедно с бебето си е подмамена да влезе в кучкарницата, където Рамзи си нахранва хрътките с тях. |                  |            |   |  |  |
| |                  |            |   |  |  |
| Малкия Джон Ъмбър | Дийн Йегър       | 6          | 2 |  |  |
| Джон носи прякора „Малкия Джон“, и е син и наследник на Големия Джон Ъмбър от Последно Убежище. Ъмбърите се присъединяват към Роб Старк във войната срещу Ланистърите и бащата на Малкия Джон се бие редом с краля в Севера. Когато Севера губи войната и крал Роб е мъртъв, най-малкия му брат, Рикон се отправя към Последно Убежище, замъкът на Ъмбърите за да търси убежище. След смъртта на Големия Джон и пускането на диваците на юг от Вала, Малкия Джон предава Старките, като подарява Рикон Старк и Оша на Рамзи, като убива Рошльо и показва главата му за доказателство, че момчето е Старк. Когато Джон Сняг и Санса Старк идват с армия от Диваци да си върнат Зимен Хребет, Малкия Джон се бие за Рамзи. В битката той се бие с Тормунд, който със зъбите си откъсва парче от врата на Малкия Джон. Малкия Джон умира от кръвозагуба.                                                      |                  |            |   |  |  |
| |                  |            |   |  |  |
| Харалд Карстарк | Пол Ретрий       | 6          | 3 |  |  |
| Харалд е син и наследник на лорд Рикард и става новия лорд след смъртта му. След като Старките са премахнати от власт, Карстарките се обявяват за Болтъните. Харалд става близък приятел на Рамзи и го подкрепя като новия лорд на Севера, след убийството на Рууз. Малкия Джон намеква, че Харалд „харесва“ малки момчета. В Битката за Зимен Хребет, срещу Джон Сняг и Санса Старк, хората на Харалд се бият за Рамзи, но цялата Болтънска армия е унищожена след пристигането на Арините. След битката става ясно, че Харалд е умрял. |                  |            |   |  |  |
| |                  |            |   |  |  |
| Миранда | Шарлот Хоуп      | 3, 4, 5, 6 | 8 |  |  |
| Миранда е прислужничка на дома Болтън. Тя е една от любовниците на Рамзи Сняг и помага в неговите садистични схеми. Тя е дъщеря на господаря на кучкарницата. Миранда дори ловува момичета които ревнува заедно с Рамзи и неговите хрътки. Тя се настанява в Зимен Хребет където продължава да бъде любимка на Рамзи. Когато Санса идва за да омъжи за Рамзи, Миранда започва да я ревнува. Тя се прави на приятелка на Санса и после и разкрива, че Теон Грейджой е жив и вече е слуга на Рамзи. Миранда помага на Санса да се изкъпе преди сватбата и се опитва да я сплаши от Рамзи, като така Санса разбира чувствата на Миранда към Рамзи. Миранда присъства на сватбата на Рамзи и Санса. Тя хваща Санса която се опитва да бяга и когато заплашва да я нарани, е изхвърлена от стените на Зимен Хребет от Теон. След сбогуване с трупа на Миранда, Рамзи заповядва да нахранят хрътките с тялото и. |                  |            |   |  |  |
| |                  |            |   |  |  |
| Лок | Ноа Тейлър       | 3, 4       | 8 |  |  |
| Лок е заклет знаменосец на дома Болтън и е личния ловец-на-глави на Рууз Болтън. Той залавя Бриен Тартска и Джайм Ланистър докато са на път за Кралския Чертог. Той по-късно отрязва дясната ръка на Джайм, за да го унижи и се опитва да нахрани мечката си с Бриен вместо да приеме откупа за нея, но е спрян от Джайм. Лок държи Харънхъл в името на Рууз Болтън. Лок, заедно с Рууз се завръща в Дредфорт, където получава мисията да намери Бран и Рикон и да ги убие. Той се присъединява към Нощния Страж и спечелва доверието на Джон Сняг. Докато го подслушва Лок разбира, че Бран може да е при Крастър, затова се присъединява към него като доброволец в мисията срещу бунтовниците. При Крастър, Лок намира Бран и го отвлича в гората за да го убие, но Бран варгва в Ходор и прекършва врата на Лок.                                                                                       |                  |            |   |  |  |

### Дом Грейджой
| |                 |                  |    |  |  |  |
| Яра Грейджой | Джема Уелън     | 2, 3, 4, 6, 7, 8 | 16 |  |  |  |
| Дъщеря на Бейлон и сестра на Теон, Яра е смела и горда. Тя не спазва традиционната роля на пола си в Железните острови, а вместо това е капитан на свой кораб, „Черният Вятър“. След завръщането на Теон в Железните Острови, тя го вижда за свой опонент, като наследник на баща им. Когато Теон завладява Зимен Хребет, Яра се опитва да го убеди да се върне с нея на Железните Острови, но Теон отказва. По-късно пенисът на Теон е изпратен на Яра и Бейлон, със заплахата, че ако железнородените не се оттеглят от Севера, Теон ще му бъде изпратен парче по парче. Бейлон отказва, но Яра казва, че ще спаси брат си, като вземе 1 кораб и 50 от най-добрите убийци на островите и ще плава за Дредфорт. Яра и хората му атакуват Дредфорт и намират, че Рамзи е пречупил Теон и той не иска да тръгва с тях, дори настоява, че името му е Смрад. Настава битка между хората на Рамзи и хората на Яра в тъмницата и Рамзи си пуска хрътките срещу тях. Яра е принудена да избяга от Дредфорт без брат си, казвайки на хората си „Теон е мъртъв“. След смъртта на Бейлон, Теон пристига в Железните острови и показва подкрепата си към Яра, за да стане тя новата кралица. Яра заявява правото си над Морския Престол, но губи Кралските Изборите от своя чичо – Юрон Грейджой, който е убиеца на Бейлон. Веднага след посвещаването с в крал, Юрон заповядва смъртта на племенниците си. Яра и Теон бягат от Железните Острови, заедно с голяма част от флотилията и тръгват към Волантис. Там след като Яра рехабилитира Теон от ниското му самочувствие, те стигат до Мийрийн, при Денерис Таргариен. Яра предлага корабите си на Денерис, както и подкрепата си към нейната кауза, срещу това, тя да помогне на Яра да убия Юрон. Направена е сделка, Яра да управлява Островите като кралица, която се подчинява на Железния Трон, и железнородените да не грабят другите части на Седемте Кралства. Яра и Теон, плават обратно към Вестерос, заедно с Денерис, за да и помогнат да завладее Седемте Кралства. Докато плават за Дорн, след военния съвет на Денерис, корабите на Яра и Пясъчните Змии са нападнати от Юрон Грейджой, който се бие за Церсей Ланистър. Юрон пленява Яра, като Теон който страда и постравматичен стрес след Рамзи, бяга и изоставя сестра си. След време, Теон успява да спаси Яра от плена на Юрон и двамата се разделят, като Теон отива в Зимен хребет да се бие за Старките. Яра превзема Железните острови от хората на Юрон, в името на Денерис. След смъртта на нейната кралица, Яра е част от Големия съвет за избиране на новия крал и гласува за Бран Старк. Тя се връща и управлява като лейди на Железните острови. |                 |                  |    |  |  |  |
| |                 |                  |    |  |  |  |
| Юрон Грейджой | Филоу Азбег     | 6, 7, 8          | 9  |  |  |  |
| Юрон е брат на Бейлон Грейджой. Той е прокуден от Железните Острови, но се завръща тайно и убива Бейлон, като го бута от мост. По време на Кралските избори, той заявява правото си над Морския Престол, като разкрива, че ще предложи хиляда кораба на Денерис и ще я съблазни да се женят и управляват Седемте Кралства заедно. Той спечелва изборите и става новия крал на Железните Острови и първата му заповед е да убият Яра и Теон, които му избягват, заедно с повечето кораби. Юрон започва построяването на своята флотилия. След като научава, че племенниците му са на страната на Денерис, Юрон включва съюз с Церсей Ланистър. Те се разбират, че ако Юрон и помогне да победи враговете си, тя ще се омъжи за него и той ще стане крал. Юрон изненадва съюзниците на Денерис, като напада тяхната флотилия с корабите си. Той убива Обара и Нимерия Пясък, след което пленява племенницата си Яра, както и Тиен и Елариа Пясък, като последната е убила дъщерята на Церсей. Юрон подарява пленниците си на Церсей, но оставя Яра за себе си. В друга битка – Юрон унищожава корабите на Неопетнените. Той се присъединява на преговорите в Кралския Чертог, където заплашва Теон с живота на Яра. След като става свидетел на мъртвеца доведен отвъд Вала, Юрон се преструва, че се оттегля в Железните Острови за да се спаси от Белите Бродници, но всъщност плава за Есос, за да доведе Златната компания която ще служи на Церсей. След завръщането си, Юрон започва да спи с кралицата и тя го кара да си мисли, че е бременна от него. Но докато е с Церсей, Теон успява да освободи Яра от неговия плен. След като живите в Севера побеждават мъртвите, Денерис се връща в Драконов камък, но Юрон успява да я изненада и използвайки скорпионите на Кибърн, той застрелва и убива един от драконите. На следващия ден докато очакват нападение, Денерис изненадва Юрон, като лети срещу флотилията му, със слънцето зад гърба си. Железния флот на Юрон е унищожен и той успява да скочи от кораба и да се спаси. На брега той се среща с Джайм Ланистър и го предизвиква. Двамата успяват да ранят един друг, но накрая Джайм пробожда корема на Юрон с меча си и го изоставя да умре. Юрон умира с усмивка на лицето си, защото си мисли, че е успял да рани Джайм смъртоносно. |                 |                  |    |  |  |  |
| |                 |                  |    |  |  |  |
| Бейлон Грейджой | Патрик Малахайд | 2, 3, 6          | 4  |  |  |  |
| Лорд на Железните Острови и баща на Теон и Яра, Бейлон желае да продължи обичаите на своите предци да завладява. В миналото, той се бунтува срещу Железния трон, но накрая губи последния си жив син, Теон, който е взет като заложник от Едард Старк, в случай, че Бейлон пак се разбунтува. След 9 години Теон се завръща на Железните Острови с предложението на крал Роб Старк за съюз срещу Ланистърите, но Бейлон отказва и започва атаки по бреговете на Северното кралство, обявявайки се за крал на Железните Острови. След като Теон завладява Зимен Хребет и попада в плен от Рамзи Болтън, пенисът на му е изпратен на Бейлон, със заплахата, че ако железнородените не се оттеглят от Севера, Теон ще му бъде изпратен парче по парче. Но той отказва, като казва, че Теон не му се е подчинил като превзел Зимен Хребет, твърдейки, че е „глупак“ и „вече не е мъж“. Бейлон започва да губи войната, като всички железнородени на сушата са избити и отблъснати към морето. Докато пресича въжен мост между две кули в Пайк, Бейлон е избутан от мостта от своя брат – Юрон и умира. |                 |                  |    |  |  |  |
| |                 |                  |    |  |  |  |
| Хараг | Брендън Коуъл   | 7                | 4  |  |  |  |
| Хараг е железнороден, който служи на Яра Грейджой. След като Юрон пленява Яра, Хараг спасява Теон, който се носи по морето. Той осъзнава, че Теон е изоставил Яра. Когато Хараг се опитва да избяга със своите хора, Теон се опитва да го убеди, да му помогне да спаси сестра си. Хараг отказва и се бие с Теон, но накрая е победен и хората му се съгласяват да следват Теон в мисията за спасяването на Яра. |                 |                  |    |  |  |  |
| |                 |                  |    |  |  |  |
| Дагмър | Ралф Инесън     | 2                | 5  |  |  |  |
| Дагмър е железнороден войн и дясна ръка на Теон Грейджой в кораба „Морската Кучка“. Той помага на Теон да завладее Зимен Хребет, а когато Бран и Рикон Старк им се изплъзват, убива две сирачета и ги представя за Старки, по заповед на Теон. Дагмър предава Теон, заради предложението на Роб за прошка и безопасно завръщане на Островите, но в процеса убива майстер Лувин. По-късно е разкрито, че Дагмър и останалите железнородени са били одрани живи и убити от Рамзи Сняг. |                 |                  |    |  |  |  |
| |                 |                  |    |  |  |  |
| Лорън | Форбс Кей Би    | 2                | 4  |  |  |  |
| Лорън е железнороден войн и е считан за един от най-смелите сред тях. Той е под командването на Теон, когато завладяват Зимен Хребет, но го предава, заради предложението на Роб за прошка и безопасно завръщане на Островите. По-късно е разкрито, че Лорън и останалите железнородени са били одрани живи и убити от Рамзи Сняг. |                 |                  |    |  |  |  |

### Дом Ланистър
| |                |            |    |  |  |  |
| Кеван Ланистър | Иън Гелдър     | 1, 2, 5, 6 | 12 |  |  |  |
| По-малкият брат на лорд Тивин и дясната му ръка, Кеван е умел войн, но е в сянката на брат си Тивин. Той е също и баща на Лансел Ланистър. За разлика от брат си, Кеван е много грижовен към безопасността на семейството си и ги цени повече от честта на фамилията. Въпреки това, той е дълбоко лоялен към Тивин и е част от военния му съвет в Речните Земи и по-късно в Харънхъл, отгатвайки вярно, че Роб Старк няма да атакува Скалата на Кастърли, поне докато не е с пълната си сила. Дълго време след това, кога получава вести за смъртта на брат си Тивин, Кеван идва в Кралския Чертог от Скалата на Кастърли. След погребението, Кеван вижда как сина му се е превърнал в религиозен фанатик наречен „врабец“. Когато Церсей разкрива, че не смята да назначи Ръка на краля, а тя да управлява като кралица-регент на крал Томен и как тя назначава когото си иска на Малкия Съвет, Кеван се вбесява. Той отказва предложението на Церсей да го направи Господар на Войната, и се завръща в Скалата на Кастърли. Когато Церсей е арестувана от войниците на Вярата, Великия Майстер Пицел оглавява Малкия Съвет и призовава Кеван обратно в столицата за да поеме поста – Ръка на краля. Кеван заедно с лейди Олена започва да управлява Малкия Съвет и не признава авторитета на Церсей. Когато по време на съда на сър Лорас, Церсей взривява Септата на Белор, в експлозията умират Врабеца, Тирелите, както и Кеван, заедно със сина си Лансел. |                |            |    |  |  |  |
| |                |            |    |  |  |  |
| Лансел Ланистър | Юджийн Саймън  | 1, 2, 5, 6 | 15 |  |  |  |
| Лансел Ланистър е най-големият син на Кеван и братовчед на Церсей, Джайм и Тирион. Той служи като скуайър на крал Робърт, който не го харесва заради некомпетентността му в дълга си. Лансел дава силно вино на крал Робърт, по време на лов, по молба на Церсей и така играе роля в смъртта на краля. По-късно Церсей го помазва в рицарство заради помощта му в смъртта на Робърт и когато Джайм отива на война, Церсей го взима за свой любовник, защото Лансел и напомня за него. Тирион открива аферата и принуждава Лансел да шпионира за него. По време на нападението на Станис, Лансел пази крал Джофри и поема сериозна рана в процеса. Заради раната почти умира и преоткрива вярата си в Седемте. Той отново се появява в столицата, като войн на Вярата – „врабец“, и нарича себе си Брат Лансел, изоставайки фамилното си име. Той изпълнява ареста на сър Лорас и разрушава бардака на Кутрето. Също така по-късно се изповядва пред Висшия Врабец, за това че е спал с Церсей и е помогнал в убийството на крал Робърт. Заради неговото свидетелство Церсей е арестувана от Вярата. В отмъщение към враговете си, Церсей решава да взриви Септата на Белор, по време на съда на Лорас. Лансел разбира, че нещо не е наред и следва едно бягащо момче, в тунелите под Септата. Той открива, че там е пълно с варели от Адски огън, но е наръган от момчето и оставен да умре. Като вижда свещите които ще взривят Адския огън, Лансел пълзи за да ги изгаси, но става твърде късно. В експлозията умират Врабеца, Тирелите, както и Лансел заедно с баща си Кеван. |                |            |    |  |  |  |
| |                |            |    |  |  |  |
| Алтън Ланистър | Карл Дейвис    | 2          | 3  |  |  |  |
| Алтън е братовчед на Церсей, Джайм и Тирион и е заложник на Роб Старк. Той доставя условията за „мир“ от дома Старк към дома Ланистър и после обратно към Старките. Докато е затворен в клетка с братовчед си Джайм, той говори за времето когато му е служел като скуайър на един турнир. Алтън е убит от Джайм, който го удушва с веригите си, за да разсейва стражата в опита си да избяга. |                |            |    |  |  |  |
| |                |            |    |  |  |  |
| Амори Лорч | Финтан МакКиън | 2          | 4  |  |  |  |
| Амори Лорч е рицар който е брутален, но и лоялен към дома Ланистър. Той убива Йорен и хората му в търсене на Джендри, но е заблуден от Аря, че Джендри вече е мъртъв. Той води пленниците си в Харънхъл, при Тивин Ланистът. Когато Амори хваща Аря с писмо, съдържащо военни планове относно брат и Роб, тя му се измъква и казва името му на Джакен Х'гхар. Амори е убит от Джакен, с отровна стрела във врата, точно преди да каже на Тивин за Аря. |                |            |    |  |  |  |
| |                |            |    |  |  |  |
| Поливър | Анди Келегър   | 2, 4       | 3  |  |  |  |
| Поливър е войник и е от хората на Планината. Той се придобива с меча на Аря – Игла, след като я залавя, мислейки я за момче на име Ари и със същия меч убива Ломи Зелените-ръце, който моли да бъде носен защото крака му е ранен. Известно време по-късно, пътят на Поливър се пресича с Аря и Сандор в един хан, където той тероризира ханджията и дъщеря му. Сандор предизвиква Поливър и хората му и настава брутален бой. Хората на Поливър са убити от тях, а самият Поливър е убит от Аря с Игла, по същия начин по който той бе убил Ломи. |                |            |    |  |  |  |

### Дом Мартел
| |                        |         |   |  |  |
| Доран Мартел | Александър Сидиг       | 5, 6    | 5 |  |  |
| Доран Мартел е властващият принц на Дорн и е по-големият брат на принц Оберин, както и баща на Тристан. За разлика от малкия си брат, Доран е спокоен и пресметлив. Доран, заедно с Тирион, уговаря брак на сина си с принцеса Мирцела Баратеон, която е пратена да живее при тях в Дорн. Той е болен от пудагра и не може да пътува, за това праща Оберин на кралската сватба вместо себе си. След смъртта на Оберин, той скърби за него, но отказва да обяви война на Ланистърите, както го съветва Елариа. Доран винаги си стои във Водните Градини откъдето наблюдава Тристан и Мирцела. Когато след ареста си, Джайм разкрива на Доран, че крал Томен иска сестра си обратно в столицата, той се съгласява да я пусне, при условие, че Тристан я придружи и да е назначен на Малкия Съвет. Доран прощава на Елариа и Пясъчните Змии за бунта им срещу него и праща Мирцела с Джайм, без да знае, че тя вече е била отровена от Елариа. Когато Доран научава за смъртта на Мирцела, Елариа прави преврат и убива Доран с кинжал в сърцето, като тя поема властта на Дорн. |                        |         |   |  |  |
| |                        |         |   |  |  |
| Оберин Мартел | Педро Паскал           | 4       | 7 |  |  |
| Оберин Мартел е принцът от Дорн и носи прякора „Червената Пепелянка“. Той е избухливият по-малък брат на Доран Мартел, принца на Дорн и лорд на Слънчево Копие. Оберин има осем дъщери-копелета наречени Пясъчните Змии, сред тях най-известни са Обара, Нимерия и Тиен Пясък. В миналото сестра му, Елиа Мартел е била изнасилена и убита от Грегър Клегейн по време на плячкосването на Кралския Чертог в Бунта на Робърт. Оберин пристига в Кралския Чертог заедно с любовницата си – Елариа, за сватбата на Джофри, на мястото на своя брат – принц Доран. Той прави ясно на всички, че е дошъл за да отмъщава на Ланистърите за смъртта на сестра си и племенниците си, от Планината, по заповед на лорд Тивин Ланистър. Оберин показва бисексуалните наклонности, като в своите оргии включва и Оливер, мъжки-проститут на Кутрето. След смъртта на Джофри, Тивин прави Оберин един от съдиите в съда на Тирион, като в замяна му предлага място на Малкия Съвет. В съда Оберин показва съмненията си към показанията на свидетелите на Церсей. Той доброволства за шампион на Тирион в съда чрез двубой след като научава, че Грегър Клегейн ще е шампиона на Церсей. Пепелянката се бие с копие и използва бързината си срещу Планината, като повтаря „ти я изнасили, ти я уби, уби децата и, кажи името и, Елиа Мартел“ и накрая го ранява смъртоносно. Но Оберин не му позволява да умре без признание и иска Грегър да му каже кой е поръчал убийството, като сочи Тивин. В този момент Планината грабва Оберин, поваля го и с един юмрук му разбива зъбите, след което му разбива черепа с голите си ръце. Оберин умира, но в смъртта си той получава признанията на Грегър за убийствата. Оказва се, че копието на Оберин била намазана с отрова в случай на негова смърт и раните на Грегър Клегейн започват да се разлагат. |                        |         |   |  |  |
| |                        |         |   |  |  |
| Тристан Мартел | Тоби Себастиан         | 5, 6    | 5 |  |  |
| Тристан Мартел е син на принц Доран и е наследник на Дорн. Сгодява се за принцеса Мирцела Баратеон, като уговорка за съюза между Мартелите и Ланистърите. Евентуално Тристан и Мирцела се влюбват един в друг, без да осъзнават колко опасно би било брак между Ланистър и Мартел. Когато след ареста си, Джайм разкрива на Доран, че крал Томен иска сестра си обратно в столицата, той се съгласява да я пусне, при условие, че Тристан я придружи и да е назначен в Малкия Съвет. Тристан заминава с Джайм и Брон, без да знае, че на прощаване Елариа отравя Мирцела. В Кралския Чертог, Тристан е нападнат от Пясъчните змии и е убит с копие в тила от Обара. |                        |         |   |  |  |
| |                        |         |   |  |  |
| Тиен Пясък | Розабел Лоренти Селърс | 5, 6, 7 | 9 |  |  |
| Тиен е копеле на принц Оберин и Елариа Пясък и е смъртоносна със своите ками. Тя и сестрите и са известни като Пясъчните Змии. Тиен заедно със сестрите си и Елариа иска да отмъстят на Ланистърите за смъртта на Оберин, чрез убийството на Мирцела. Плановете им се усложнява когато откриват, че в същия момент Джайм Ланистър и Брон са дошли за да отвлекат Мирцела. Тя заедно с Нимерия се бие с Брон и успява да го одраска с камата си, докато капитан Арео Хота не ги спира и арестува всички. Нимерия заедно със сестрите си е хвърлена в тъмницата и там тя започва да флиртува с Брон. Когато става ясно, че камите са били намазани с отрова и Брон умира бавно тя иска той да признае, че е най-красивата жена на света. Когато Брон го прави тя му дава противоотровата. По-късно Пясъчните Змии са освободени и им се дава втори шанс от Доран. Въпреки това, тя и сестрите и подкрепят Елариа, когато тя отравя и убива Мирцела с целувка. Когато Принц Доран научава за смъртта на Мирцела, Тиен помага в обрата на майка си, като убива бодигарда на Доран, Арео Хота. Тиен помага на майка си да управлява, като я подкрепя в съюза и с Денерис Таргариен и Олена Тирел срещу Ланистърите. Докато се връщат в Дорн, след военния съвет на Денерис, корабите на Пясъчните Змии са нападнати от Юрон Грейджой, който се бие за Церсей Ланистър. Юрон убива Обара и Нимерия, докато Тиен и Елариа са пленени и заведени пред Церсей. Тя ги хвърля в тъмница и използва същата отрова с която Елариа отравя Мирцела, за да отрови Тиен с целувка. Тиен е оставена да умира бавно и след което да гние, пред погледите на майка и, която е на крачка разстояние, но веригите и пречат да я достигне. |                        |         |   |  |  |
| |                        |         |   |  |  |
| Нимерия Пясък | Джесика Хенуик         | 5, 6, 7 | 8 |  |  |
| Нимерия и копеле на принц Оберин и е смъртоносна с камшика. Тя и сестрите и са известни като Пясъчните Змии. Нимерия заедно със сестрите си и Елариа иска да отмъстят на Ланистърите за смъртта на Оберин, чрез убийството на Мирцела. Плановете им се усложнява когато откриват, че в същия момент Джайм Ланистър и Брон са дошли за да отвлекат Мирцела. Тя заедно с Тиен се бие с Брон, докато капитан Арео Хота не ги спира и арестува всички. Нимерия заедно със сестрите си е хвърлена в тъмницата, но по-късно са освободени и им се дава втори шанс от Доран. Въпреки това, тя и сестрите и подкрепят Елариа, когато тя отравя и убива Мирцела с целувка. Нимерия и Обара отиват тайно в Кралския Чертог, където по заповед на Елариа, Обара убива принц Тристан. Тя се връща в Дорн и помага на Елариа да управлява, като я подкрепя в съюза и с Денерис Таргариен и Олена Тирел срещу Ланистърите. Докато се връщат в Дорн, след военния съвет на Денерис, корабите на Пясъчните Змии са нападнати от Юрон Грейджой, който се бие за Церсей Ланистър. Юрон удушва и убива Нимерия с нейния камшик и след битката обесва трупа и на носа на кораба. |                        |         |   |  |  |
| |                        |         |   |  |  |
| Обара Пясък | Кейша Касъл-Хюз        | 5, 6, 7 | 8 |  |  |
| Обара е копеле на принц Оберин и е най-голямата от Пясъчните Змии. Тя, като баща си е смъртоносна с копието. Обара, заедно със сестрите си и Елариа, иска да отмъстят на Ланистърите за смъртта на Оберин, чрез убийството на Мирцела. Плановете им се усложнява когато откриват, че в същия момент Джайм Ланистър и Брон са дошли за да отвлекат Мирцела. Тя се бие с Джайм, докато капитан Арео Хота не ги спира и арестува всички. Обара заедно със сестрите си е хвърлена в тъмницата, но по-късно са освободени и им се дава втори шанс от Доран. Въпреки това, тя и сестрите и подкрепят Елариа, когато тя отравя и убива Мирцела с целувка. Обара и Нимерия отиват тайно в Кралския Чертог, където по заповед на Елариа, Обара убива принц Тристан. Тя се връща в Дорн и помага на Елариа да управлява, като я подкрепя в съюза и с Денерис Таргариен и Олена Тирел срещу Ланистърите. Докато се връщат в Дорн, след военния съвет на Денерис, корабите на Пясъчните Змии са нападнати от Юрон Грейджой, който се бие за Церсей Ланистър. Юрон убива Обара с нейното копие и след битката поставя трупа и на носа на кораба. |                        |         |   |  |  |
| |                        |         |   |  |  |
| Арео Хота | ДеОбая Опарей          | 5, 6    | 6 |  |  |
| Арео е капитан на гвардията на принц Доран. Известен е със своята лоялност и уменията си с брадвата. Когато Джайм и Брон идват за да отвлекат Мирцела, а Пясъчните Змии за да я убият, Арео ги спира всички и ги арестува. Когато Мирцела и Тристан заминат за Кралския Чертог и Доран научава за смъртта на принцесата, Елариа прави преврат, като преди това, Тиен убива Арео Хота с кама в гърба. |                        |         |   |  |  |
| |                        |         |   |  |  |
| Принц Мартел | Тоби Озмънд            | 8       | 1 |  |  |
| Този принц е от дома Мартел и е роднина на Доран Мартел. Принцът минава на власт след като Елария е пленена от Церсей Ланистър и той обявява подкрепата си за Денерис. След смъртта на Денерис, принцът е част от Големия съвет за избирането на следващия крал. Той гласува за Бран Старк и се връща да управлява Дорн. |                        |         |   |  |  |

### Дом Старк
| |                                                                 |                     |    |  |  |
| Рикон Старк | Арт Паркинсън                                                   | 1, 2, 3, 6          | 14 |  |  |
| Рикон е най-малкият син на лорд Едард и лейди Кейтлин Старк, както и брат на Роб, Санса, Аря и Бран. Той има агресивен характер и силна воля и неговото черно вълчище Рошльо споделя неговите черти. Докато останалите Старки напускат Зимен Хребет, Рикон и Бран остават. Когато Нед Старк е екзекутиран, Рикон и Бран виждат смъртта му в съня си. След като Теон Грейджой завладява Зимен Хребет, Рикон и останалите се крият в криптите и след като замъкът е плячкосан и изгорян, той, Бран, Ходор, Оша и вълчищата тръгват за Вала за да намерят Джон. Но преди да стигнат, Рикон, Рошльо и Оша се разделят от другите за да може наследниците да не бъдат на едно място в случай, че на един от тях им се случи нещо. Затова те тръгват към Последно Убежище, замъка на дома Ъмбър. След смъртта на Големия Джон Ъмбър, Малкия Джон убива Рошльо и предава Рикон и Оша в ръцете на Рамзи Болтън. Рамзи убива Оша, оставяйки Рикон без никаква защита. Джон Сняг и Санса яздят за Зимен Хребет, за да спасят Рикон и убият Болтъните. Когато двете армии са на бойното поле, Рамзи пуска Рикон да бяга към Джон, докато той стреля по него. Когато Джон язди за да спаси брат си и попада в обсега на стрелите, Рамзи застрелва Рикон в сърцето и го убива. След като Зимен Хребет е превзет от Старките, Рикон е погребан в криптите, при своя баща. |                                                                 |                     |    |  |  |
| |                                                                 |                     |    |  |  |
| Бенджен Старк | Джоузеф Моул (сезон 1, 6 – 7) Матео Елези (сезон 6, като дете)  | 1, 6, 7             | 8  |  |  |
| Бенджен Старк е първи щурмовак на Нощния Страж и е по-малкия брат на Едард и Лиана Старк. Когато крал Робърт пристига в Зимен Хребет, за да обяви Нед за своята нова ръка, Бенджен също идва да види брат си. На тръгване, той взима своя племенник – Джон, който иска да се присъедини към Стражата. Той води група щурмоваци отвъд Вала, за да разследват учестената активност на диваците и не се завръща. Дълго време след това, когато Триоката Врана показвана на Бран миналото, той вижда как малкия Бенджен, тренира с малкия Едард в Зимен Хребет. След като Бран и Мийра избягват от пещерата на Триоката Врана, която е превзета от Нощния крал, Бенджен ги спасява от преследващите ги мъртъвци. Той обяснява на Бран, как като е щурмувал отвъд Вала, Бял Бродник го е пробол с леденото си острие, и как преди магията им да го превземе, Горските Чеда са го спасили с кама от драконов камък в сърцето. Той казва на Бран, че Триоката Врана го е пратил да ги спаси, и че вече Бран е Триоката Врана. Бенджен води Бран и Мийра до Вала и ги оставя сами да продължат по-нататък, тъй като магията в него не му позволява да мине през Вала. Преди да се разделят Бенджен им казва, че възнамерява да се бие с идващите Бели Бродници, доколкото се може. Когато Джон и компанията му идват отвъд Вала за да хванат мъртвец, но Джон остава назад и е обграден от мъртъвци, Бенджен се появява и дава собствения си кон на племенника си. След като го спасява, той безнадеждно остава да се бие до смърт с мъртъвците. |                                                                 |                     |    |  |  |
| |                                                                 |                     |    |  |  |
| Уилис / Ходор | Крисчън Найрн (сезон 1 – 4, 6) Сам Колмън (сезон 6, като дете)  | 1, 2, 3, 4, 6       | 23 |  |  |
| Ходор е огромен, физически силен, но психически изостанал коняр в Зимен Хребет и може само да казва думата „Ходор“. След като Бран Старк е осакатен и не може да ходи, на Ходор се пада задачата да го носи на гърба си. Когато Теон Грейджой завладява Зимен Хребет, Ходор и останалите се крият в криптите и след като замъкът е плячкосан и изгорян, той, Бран, Рикон, Оша и вълчищата тръгват за Вала за да намерят Джон. Ходор помага на Бран, като го носи или бута в количка и заедно с него и останалите преминава под Вала и продъллжава на север за да намерят Триоката Врана. Бран може да варгне Ходор, като така го контролира. Когато Бран, Ходор и останалите са заловени от бунтовниците при Крастър, Ходор е пребит и окован. Когато Лок се появява и отвлича Бран за да го убие, момчето варгва в Ходор, счупва си веригите и прекършва врата на Лок. Ходор продължава да носи Бран до пещерата на Триоката Врана, където са нападнати от мъртъвци и Бран отново варгва в Ходор, взима меч и започва да се бие с тях. Те са спасени Горското Чедо – Листо, която ги вкарва на безопасност в пещерата. Триоката Врана помага на Бран да види миналото и Бран разбира, че Ходор като малък се е казвал Уилис и е можел да говори. Когато Нощния крал и армията му от мъртъвци нападат групата в пещерата, Бран се намира в миналото с Триоката Врана, и е убеден да варгва в Ходор докато се намира в миналото, като по този начин варгва в него и в настоящето и го кара да помогне на Бран и компанията да избягат. След смъртта на Лято, Листо и Триоката Врана, затова че Бран е в главата на Ходор и в настоящето и в миналото, малкия Уилис от миналото получава пристъп, докато възрастния Ходор държи тайната врата в пещерата за да не преминат мъртъвците, докато Бран и Мийра избягат. Мийра крещи на Ходор да държи вратата и малкия Уилис чува това. Думите „задръж вратата“ (Холд дъ доор), по време на пристъпа на Уилис се превръщат в Ходор. Млади Уилис остава повреден, докато възрастният Ходор умира държейки вратата, за да се измъкнат Бран и Мийра. |                                                                 |                     |    |  |  |
| |                                                                 |                     |    |  |  |
| Подрик Пейн | Даниел Портман                                                  | 2, 3, 4, 5, 6, 7, 8 | 35 |  |  |
| Подрик е млад скуайър на служба при Тирион Ланистър. Той се бие редом с Тирион, по време на нападението на крал Станис над Кралския Чертог, и му спасява живота когато рицар на Кралската Гвардия, Мандън Муур се опитва да убие Тирион. За награда е заведен в бардак и са му дадени три проститутки и кесия със злато, което той по-късно връща обратно твърдейки, че проституткуте са останали толкова доволни от него, че са отказали парите. Това доста изумява Тирион, Брон, Варис и Рос. След ареста на Тирион, на Подрик му са предложени пари и рицарство за да свидетелства срещу него, но той отказва. Тирион нарежда на Подрик да напусне Кралския Чертог, страхувайки се, че ще бъде убит заради лоялността му към него. Двамата си казват сбогом, като последните думи на Тирион към Под са „никога не е живял по-лоялен скуайър от него“. Сигурността на Подрик е осигурен от Джайм, който го назначава като скуайър на Бриен, когато тя напуска столицата за да намери Санса Старк. Под в началото е некомпетентен, но после спечелва доверието на Бриен, като казва как е спасил живота на Тирион. Те тръгват по следите на Аря и Сандор към Долината на Арин, след като научават от Горещата Баница, че са били заедно. Те ги намират и Подрик разпознава Хрътката. Започва брутална битка между Сандор и Бриен, за това кой да вземе Аря. В бъркотията на битката Подрик изпуска Аря от очи и двамата пак тръгват да търсят Санса или Аря. Докато обядват в хан, Подрик разпознава Санса и лорд Белиш. Бриен предлага услугите си на Санса, но тя отказва и Белиш праща войниците си да ги убият. Когато Под е притиснат от войниците, Бриен избира да спаси неговия живот, вместо да хване Санса и Кутрето. Двамата по-късно им тръгват по петите, чак до Зимен Хребет където се настаняват в един хан. Когато Подрик забелязва идването на крал Станис към Зимен Хребет, той го съобщава на Бриен и тя си отмъщава. По-късно Подрик и Бриен спасяват Санса и Теон от ловците на Рамзи, като Подрик показва новопридобитите си умения с меча. Когато Теон ги напуска, тримата заедно отиват на Вала, където Санса се събира с Джон. Санса праща Бриен и Подрик на мисия в Речните земи, за да вербуват Черната Риба Тъли и армията му, към техния поход срещу Рамзи Болтън. В обсадата на Речен Пад, Бриен се среща отново с Джайм, а Подрик с Брон, като наемника му показва как да се бие мръсно. Когато Бриен не успява да убеди Бриндън да тръгне с тях, тя и Подрик напускат замъка в една лодка. Подрик и Бриен служат на Санса в Зимен Хребет и са изпратени в Кралския Чертог като нейни представители по време на преговорите между Церсей, Денерис и Джон. Там Подрик се събира отново с Тирион и Брон, като след преговорите се връща в Зимен Хребет заедно с Бриен. Когато мъртвите нападат Зимен хребет, Подрик се бие редом със Сър Бриен и сър Джайм и оцелява битката. След като войната за трона прключва и Бран е избран за новия крал, Подрик е помазан в рицарство и отива в Кралския чертог, за да служи в неговата Кралска гвардия, заедно с Бриен. |                                                                 |                     |    |  |  |
| |                                                                 |                     |    |  |  |
| Оша | Наталия Тена                                                    | 1, 2, 3, 6          | 16 |  |  |
| Оша е дивачка заловена от Роб Старк и държана като пленничка в Зимен Хребет. Тя работи в кухните и често дава съвети на Бран. Когато предателят Теон завладява Зимен Хребет, Оша му се заклева във вярност, но по-късно помага на Бран, Рикон, Ходор и вълчищата да избягат от замъка. Тя също дава „дара на смъртта“ на умиращия майстер Лувин. Оша и останалите тръгват за Вала, но когато тя разбира за намеренията на Бран да премине от другата страна и да търси Триоката Врана, Оша отказва да ходи с тях и е изпратена в Последно Убежище, замъкът на Ъмбърите, заедно с Рикон и Рошльо. След смъртта на Големия Джон Ъмбър, Малкия Джон предава Оша и Рикон в ръцете на Рамзи, като сам убива Рошльо. В Зимен Хребет, Оша се опитва да съблазни Рамзи, за да може да го убие, но преди това е убита от него с кама във врата. |                                                                 |                     |    |  |  |
| |                                                                 |                     |    |  |  |
| Мийра Тръстика | Ели Кендрик                                                     | 3, 4, 6, 7          | 16 |  |  |
| Мийра е по-голямата сестра на Джоджен и дъщеря на Хауланд Тръстиката. Тя и брат и се присъединяват към компанията на Бран, за да му помогнат да намери Триоката Врана отвъд Вала. След като минат Вала, Мийра и останалите са заловени от бунтовниците при Крастър. Карл се кани да я изнасили, но тя и останалите са спасени от пристигането на групата на Джон и в суматохата на битката успяват да избягат. По-късно те стигат близо до пещерата на Триоката Врана, където са нападнати от мъртъвци. Мийра се бие свирепо, но Джоджен е смъртно ранен и казва да продължи без него. Тя довършва брат си, за да не го остави на мъртъвците и с помощта на Горско Чедо – Листо, влиза в пещерата и се среща с Триоката Врана. След известно време в пещерата, групата е нападната от Нощния Крал и неговата армия от мъртъвци. По време на атаката, Лято, Листо, Триоката Врана и Ходор умират, но Мийра и Бран се спасяват. Мийра влачи Бран до гората където те са спасени от Бенджен Старк. Бенджен оставя Бран и Мийри до Вала, тъй като не може да продължи по нататък. Мийра помага на Бран да премине Вала и го придружава до Зимен Хребет. Тя открива, че Бран вече е неспособен да изпитва емоции и твърди, че той е умрял в пещерата. След което Мийра напуска Бран и се връща при своя баща – Хауланд. Мийра оцелява войната с мъртвите. |                                                                 |                     |    |  |  |
| |                                                                 |                     |    |  |  |
| Джоджен Тръстика | Томас Сангстър                                                  | 3, 4                | 10 |  |  |
| Джоджен е момче със специална дарба и син на Хауланд Тръстика. Той и сестра му се присъединяват към компанията на Бран, за да му помогнат да намери Триоката Врана отвъд Вала. След като минат Вала, Джоджен и останалите са пленени от бунтовниците при Крастър. Те се канят да изнасилят Мийра, когато Джоджен им казва, че още същата вечер всички бунтовници ще умрат. Видението му се сбъдва, когато групата на Джон идва да избие бунтовниците и в бъркотията Джоджен, Мийра, Бран и Ходор бягат от дома на Крастър. По пътя здравето на Джоджен се влошава и той вижда видение как ръката му гори. Пред пещерата на Триоката Врана, те са нападнати от мъртъвци и един от тях успява да намушка Джоджен, многократно в корема. Джоджен казва на сестра си да продължи без него и Мийра го довършва, за да не остане на мъртъвците, докато Горското Чедо – Листо, унищожава тялото му с огън. В пещерата Триоката Врана разкрива на Бран и Мийра, че Джоджен винаги е знаел кога и къде ще умре и е тръгнал на пътешествието, въпреки всичко. |                                                                 |                     |    |  |  |
| |                                                                 |                     |    |  |  |
| Лиана Мормонт | Бела Рамзи                                                      | 6, 7, 8             | 9  |  |  |
| Лиана е племенница на лорд командир Джеор Мормонт и става лейди на Мечешкия Остров след смъртта на майка си, Мейг. Когато Джон Сняг и Санса Старк идват в Мечешкия Остров и молят Лиана за помощ срещу Рамзи Болтън, тя не е убедена. След разговора си със сър Давос, Лиана се съгласява да даде армията си от 62-ма души, на Старките. Тя язди с Джон до Зимен Хребет и след превземането на замъка, Лиана е тази която обявява Джон Сняг за краля в Севера и вдъхновява останалите лордове да правят същото. Лиана служи лоялно на Джон, дори след като той напуска Севера, за да спечели съюзници. Когато Джон се връща в Зимен хребет, след като се е отказал от короната си заради Денерис Таргариен, Лиана се съмнява в способността на Джон да води. Там тя след години се събира със своя братовчед Джора Мормонт. Когато мъртвите нападат Зимен хребет, Лиана и хората и защитават двора на замъка. Мъртъв великан разбива портите, ранява Лиана и убива хората и. Въпреки това тя напада великана, който я хваща в ръката си и започва да и счупи костите. Лиана със сетни сили забожда кама от драконово стъкло в окото на великана и двамата умират заедно. По-късно трупа на Лиана е съживен от Нощния крал, но отново умира след загубата на Белите бродници. На следващия ден, тялото на Лиана е изгорено и с нейната смърт приключва рода Мормонт. |                                                                 |                     |    |  |  |
| |                                                                 |                     |    |  |  |
| Майстер Вулкан | Ричърд Райкрофт                                                 | 6, 7, 8             | 12 |  |  |
| Вулкан е майстер на служба при Болтъните. Заедно с Болтъните, Вулкан се премества от Дредфорт в Зимен Хребет. Там той открива, че лейди Уолда е бременна и по-късно помага в раждането на бебето. След смъртта на Рууз, Вулкан продължава да служи на Рамзи. Когато и Рамзи е убит, а замъка принадлежи на Старките, Вулкан започва да служи на тях. Той праща писмо до архимайстерите в Староград, за да ги предупреди за идването на Белите Бродници, но не е взет на сериозно. Вулкан оцелява войната с мъртвите и войната за трона и продължава да служи в Зимен Хребет на кралицата на Севера – Санса Старк. |                                                                 |                     |    |  |  |
| |                                                                 |                     |    |  |  |
| Големия Джон Ъмбър | Клайв Мантъл                                                    | 1                   | 3  |  |  |
| Джон носи прякора „Големия Джон“, лорд е на Последно Убежище и знаменосец на Севера. Негов син и наследник е Малкия Джон Ъмбър. Той се присъединява към Роб Старк във войната и е първият който го нарича краля в Севера. По-късно Севера губи войната и крал Роб е мъртъв, но най-малкия му брат, Рикон се отправя към Последно Убежище, замъкът на Ъмбърите за да търси убежище. Големия Джон приютава Рикон, Оша и Рошльо, докато не умре по естествен начин. След смъртта му Малкия Джон предава Старките и дава Рикон на Рамзи Болтън. |                                                                 |                     |    |  |  |
| |                                                                 |                     |    |  |  |
| Нед Ъмбър | Хари Грасби                                                     | 7, 8                | 3  |  |  |
| Нед е син на Малкия Джон Ъмбър и внук на Големия Джон. След смъртта на Роб Старк и Големия Джон, Ъмбърите се обръщат срещу Старките и подкрепят Болтъните. След като Джон Сняг премахва Болтъните от власт и Малкия Джон умира в битката, Нед става наследник на Последното Сърце. Джон решава да не го съди за действията на баща му и приема клетвата му за лоялност. Когато мъртъвците минават Вала, Нед отива в Последно убежище за да помогне на хората си да се евакуират в Зимен хребет. Но Нощния крал ги напада и убива преди да успеят, като заковава Нед Ъмбър за стената. По-късно Ед, Тормун и Берик откриват мъртвия Нед Ъмбър, който е съживен и се опитва да ги напада, след което Берик изгаря трупа на Нед. Със смъртта на Нед, приклчва рода Ъмбър. |                                                                 |                     |    |  |  |
| |                                                                 |                     |    |  |  |
| Рикард Карстарк | Стивън Блаунт (сезон 1) Джон Стал (сезон 2 – 3)                 | 1, 2, 3             | 6  |  |  |
| Рикард е знаменосец на Севера, лорд на Кархолд и важен член на военния съвет на крал Роб Старк. Той е баща на Торен и Харалд Карстарк. Карстарките са далечни братовчеди на Старките от Зимен Хребет. Рикард е един от първите хора, които обявяват Роб, за краля в Севера. Когато синът му Торен е убит от Джайм Ланистър, в опита му за бягство, той копнее за отмъщение. Рикард се вбесява когато научава, че Кейтлин Старк е освободила Джайм като откуп за дъщерите си. Когато Рикард научава, че Едмур Тъли е заловил двама млади скуайъра, Вилем и Мартин Ланистър, той безмилостно убива момчетата. За убийствата, Роб Старк собственоръчно екзекутирва Рикард, като му отрязва главата. След смъртта му Карстарките напускат каузата на Роб. |                                                                 |                     |    |  |  |
| |                                                                 |                     |    |  |  |
| Алис Карстарк | Меган Паркинсън                                                 | 7, 8                | 5  |  |  |
| Алис е дъщеря на Харалд Карстарк и внучка на Рикард. След екзекуцията на Рикард от Роб Старк, Карстарките се обръщат срещу Старките и когато Рууз Болтън става Защитник на Севера след премахването на Старките, Карстарките го подкрепят. След като Джон Сняг премахва Болтъните от власт и Харалд умира в битката, Алис става наследничка на Кархолд. Джон решава да не я съди за действията на баща и приема клетвата и за лоялност. Когато мъртъвците нападат Зимен хребет, Алис остава в гората на боговете заедно с Теон Грейджой за да защити Бран Старк от Нощния крал. Тя заедно с хората си умирата от прииждащите мъртъвци, като така приключва рода Карстарк. |                                                                 |                     |    |  |  |
| |                                                                 |                     |    |  |  |
| Галбарт Гловър | Марк Кони                                                       | 1                   | 2  |  |  |
| Галбарт е лорд на Дълбоки Лес, знаменосец на Старките и по-голям брат на Робет. Когато Роб Старк тръгва на война срещу Ланистърите, Галбарт го подкрепя и е един от хората които го обявяват за краля в Севера. Той умира в една от битките между Старки и Ланистъри. |                                                                 |                     |    |  |  |
| |                                                                 |                     |    |  |  |
| Робет Гловър | Тим Макинърни                                                   | 6, 7                | 5  |  |  |
| Робет става лорд на Дълбоки Лес след смъртта на брат си, Галбарт. Когато Джон Сняг и Санса Старк идват в Дълбоки Лес и молят Робет за помощ срещу Рамзи Болтън, той им отказва. След като Старките завладяват Зимен Хребет и Лиана Мормонт обявява Джон за краля в Севера, Робет се извинява на Джон и показва своята подкрепа. След като Джон напуска Севера за да донесе драконово стъкло и да спечели съюзници, Робет започва да мисли, че Санса би била по-добра владетелка от Джон. След като Джон се отказва от короната си за да подкрепи Денерис, Робет изоставя Старките и не се бие с мъртвите, но оцелява войните. |                                                                 |                     |    |  |  |
| |                                                                 |                     |    |  |  |
| Мейг Мормонт | Елизабет Барет                                                  | 1                   | 3  |  |  |
| Мейг е лейди на Мечешкия Остров, знаменосец на Старките, сестра на лорд командир Джеор и майка на Лиана Мормонт. Когато Роб Старк тръгва на война срещу Ланистърите, Мейг го подкрепя и е един от хората които го обявяват за краля в Севера. Тя умира в една от битките между Старки и Ланистъри. |                                                                 |                     |    |  |  |
| |                                                                 |                     |    |  |  |
| Виман Мандърли | Шон Блоуърс                                                     | 6                   | 1  |  |  |
| Виман е знаменосец на дома Старк и лорд на Бял Пристан. Когато Роб Старк ходи на война срещу Ланистърите, Виман го подкрепя. На Червената сватба, след предателството на Болтъните, Роб Старк умира заедно със сина на Виман. Дълго време по-късно, когато Джон Сняг язди за Зимен Хребет срещу Рамзи Болтън, той праща зов за на Виман, но той не се явява. След превземането на Зимен Хребет от Старките, Виман отива там и след като се извинява на Джон и го подкрепя в това да стане краля в Севера. Виман оцелява войната с мъртвите и войната за трона. |                                                                 |                     |    |  |  |
| |                                                                 |                     |    |  |  |
| Хауланд Тръстиката | Лео Уудроф                                                      | 6                   | 1  |  |  |
| Хауланд е знаменосец на Старките и баща на Джоджен и Мийра. Джоджен казва, че когато баща му е научил за смъртта на Едард, за първи път го е видял да плаче. Когато Триоката Врана показва на Бран миналото, той вижда как, след края на Бунта на Робърт, Хауланд и Нед стигат до една кула в която е заключена Лиана Старк, те се бият с легендарния Артър Дейн за да влязат и когато Артър се готви да убие Едард, Хауланд го спасява с кама в тила на Артър, като Нед довърдшва Кралската Гвардия. Много години по-късно, Хауланд праща децата си – Джоджен и Мийра, за да помогнат на Бран Старк в неговата мисия. |                                                                 |                     |    |  |  |
| |                                                                 |                     |    |  |  |
| Майстер Лувин | Доналд Съмптър                                                  | 1, 2                | 14 |  |  |
| Лувин е майстера на Зимен Хребет и ценен съветник на лорд Едард Старк. Той е един от малкото майстери, изучили магията и окултизма. Когато Роб тръгва на война, всекидневното управление на Зимен Хребет се пада на ръцете на майстер Лувин и сър Родрик Касел, които действат с гласа на Бран Старк. След като Теон завладява Зимен Хребет, Лувин е принуден да го съветва заради клетвата си да служи на властващия над замъка. Когато Теон твърди, че е убил Бран и Рикон Старк, Лувин ги открива живи, в криптите на Зимен Хребет. След като хората на Теон го предават, в опит да го спаси, Лувин е смъртоносно ранен от Дагмър. Бран Старк и компанията му излизат от криптите където се крият, за да открият, че Зимен Хребет и изгорян, а майстер Лувин умира в Гората на Боговете. Там, той признава лоялността и обичта си към Старките, съветва ги да тръгнат към Вала и моли Оша да му даде „Дара на Смъртта“ далеч от очите на децата, която тя и прави. |                                                                 |                     |    |  |  |
| |                                                                 |                     |    |  |  |
| Родрик Касел | Рон Донаки (сезон 1 – 2) Фергъс Лейтъм (сезон 6, като млад)     | 1, 2, 6             | 14 |  |  |
| Сър Родрик Касел е оръжейника на Зимен Хребет. След като научават историята зад валирианския нож, в опита за убийство на Бран, Родрик придружава лейди Кейтлин до столицата. По-късно Кейтлин се присъединява към Роб, във военния му поход и пращат Родрик в Зимен Хребет като кастелан. Когато железнородените нападат Дълбокия Лес, сър Родрик събира голяма част от войската в Зимен Хребет за да ги изгони, като така оставя замъка незащитен. Теон Грейджой и железнородените превземат замъка в негово отсъствие. Когато се завръща в Зимен Хребет, той е заловен от железнородените и по-късно плюе на лицето на Теон пред хората му, заради предателството му. За тази обида Теон го екзекутирва лично, като му отрязва главата. Когато Триоката врана показва на Бран миналото, той вижда как младия сър Родрик тренира малките Едард и Бенджен Старк в Зимен Хребет и как по-късно присъства на пристъпа на малкия Уилис/Ходор. |                                                                 |                     |    |  |  |
| |                                                                 |                     |    |  |  |
| Джори Касел | Джейми Сайвс                                                    | 1                   | 5  |  |  |
| Джори е капитан на гвардията на Зимен Хребет и племенник на сър Родрик. Едард го взима със себе си, в Кралския Чертог, като своя дясна ръка. Там, Джайм Ланистър напада Едард и хората му, заради отвличането на Тирион от Кейтлин Старк. Джори се бие смело с Джайм, но умира когато Джайм забожда нож в окото му. |                                                                 |                     |    |  |  |
| |                                                                 |                     |    |  |  |
| Септа Мордейн | Сюзан Браун                                                     | 1                   | 8  |  |  |
| Мордейн е септа на религията на Седемте и учителка на Санса и Аря в Зимен Хребет. Тя придружава момичетата, когато Едард ги взима със себе си в Кралския Чертог. Там след ареста на Едард, Мордейн е убита от Ланистърските войници. В садистичната си игра, крал Джофри кара Санса Старк да гледа отрязаната глава на Мордейн, забоден на копие. |                                                                 |                     |    |  |  |
| |                                                                 |                     |    |  |  |
| Старата Нан | Маргарет Джон (сезон 1) Анет Тиерний (сезон 6, като млада)      | 1, 6                | 4  |  |  |
| Старата Нан е бавачка в Зимен Хребет, която разказва истории на поколения Старки. Тя е прапрабаба на Ходор. Когато Бран Старк е осакатен, Нан се грижи за него, но по-късно умира от старост. Когато Триоката врана показва на Бран миналото, той вижда как по-младата Нан се грижи за своя праправнук Уилис и как тя присъства по време на пристъпа, в който той се превръща в Ходор. |                                                                 |                     |    |  |  |
| |                                                                 |                     |    |  |  |
| Лиана Старк | Ашлинг Франчози (сезон 6 – 7) Корделиа Хил (сезон 6, като дете) | 6, 7                | 3  |  |  |
| Лиана е сестра на Брандън, Едард и Бенджен, както и дъщеря на лорд Рикард Старк. Тя е сгодена за Робърт Баратеон, но бива отвлечена или избягва с Регар Таргариен. След края на Бунта на Робърт и смъртта на Регар, тя е заключена в една кула, от където Едард отива да я спаси, но тя умира там. Когато Триоката врана показва на Бран миналото, той вижда как малката Лиана язди кон в Зимен Хребет и дразни братята си. Бран също вижда, как на кулата, Нед намира сестра си Лиана в локва кръв, след като е родила момче. На смъртното си легло, Лиана кара Нед да и обещае, че ще опази момчето от гнева на Робърт, защото е от Регар Таргариен. Момчето е Джон Сняг. Отново чрез видения Бран научава, че Лиана и Регар са се оженили тайно и че Джон е законния наследник за Железния Трон, както и че истинското име на Джон е Егон Таргариен. |                                                                 |                     |    |  |  |
| |                                                                 |                     |    |  |  |
| Рикард Старк | Уейн Фоскет                                                     | 6                   | 1  |  |  |
| Рикард е лорд на Зимен Хребет и баща на Брандън, Едард, Бенджен и Лиана Старк. Когато Лиана е отвлечена от Регар, а Брандън е хвърлен в тъмница по заповед на крал Ерис, Рикард отива в Кралския Чертог за да спаси сина си, но Лудия крал го кара да се бие с Адски огън, като всъщност го изгаря пред очите на Брандън. Така и двамата умират, Рикард от огъня, а Брандън от устройство, което го удушава докато се опитва да спаси баща си. Когато Триоката врана показва на Бран миналото, той вижда как Рикард изпраща малкия Едард, при Джон Арин и му дава съвет да избягва битките, но ако се наложи да се бие, да спечели. |                                                                 |                     |    |  |  |

### Дом Таргариен
| |               |            |    |  |  |  |
| Баристан Селми | Иън МакЕлхъни | 1, 3, 4, 5 | 25 |  |  |  |
| Сър Баристан Селми е лорд командир на Кралската Гвардия на крал Робърт Баратеон. Познат като „Баристан Храбрия“, той е един от най-известните рицари на Седемте Кралства. Нед има непоклатимо уважение към него, защото в миналото, Баристан до последния момент остана верен на клетвата си да защити Лудия Крал Ерис. Баристан получва сериозни рани в Битката за Тризъбеца, заради това той не участва в последната битка и преживява войната и продължава да служи, този път на крал Робърт. Баристан придружава Робърт на лова, в който краля е смъртно ранен. Когато след смъртта на Робърт, Нед се опитва да арестува Джофри и Церсей, той дава последната воля на краля на него, казвайки на хората си да не го наранят. Но Нед Старк е арестуван и екзекутиран от новия крал. Джофри и Церсей се опитват да принудят сър Баристан да се пенсионира от Кралската Гвардия, въпреки че службата трябва да е доживотна. Той още повече се ядосва като разбира, че неговия пост ще бъде даден на Джайм Ланистър. С накърнена чест, Баристан отказва офертата им за малък замък и слуги да се грижат за него и напуска Кралския Чертог. Той стига до Денерис Таргариен и предлага услугите си, като се заклева да и служи, за да изкупи предишния си провал да защити семейството и. Той и сър Джора често имат сблъсък на морални ценности, като Баристан предпочита достойнството, а Джора – практичността. Баристан подкрепя Денерис в завладяването на Ащапор, Юнкай и Мийрин. В Мийрин той получава писмо от Тивин Ланистър, който доказва, че през даден период от време, сър Джора е шпионирал Денерис за крал Робърт. Той предава писмото на Денерис, след което Джора е изгонен от града. Сър Баристан продължава да съветва Денерис и да и разказва за мъртвия и брат, Регар. Докато обикаля улиците на Мийрин, Баристан чува битка и открива, че Сив Червей е притиснат в засада от Синовете на Харпията и всичките му хора са избити. Той го спасява като напада Синовете на Харпията и убива седем от тях, но е ранен фатално и умира от раните си. |               |            |    |  |  |  |
| |               |            |    |  |  |  |
| Коно | Стаз Наир     | 6, 7, 8    | 11 |  |  |  |
| Коно е дотрак, който открива Денерис във Вес Дотрак, след като тя е изоставена от Дрогон. Той я води при Хал Моро, като подарък. След като Денерис изгаря всички Халове във Вес Дотрак и тя самата остава недокосната от огъня, Коно се покланя пред нея и я следва като верен воин и военачалник на Дотраките. Той плава заедно с Денерис за Седемте кралства и също служи като неин телохранител. Коно и Дотраките са с Денерис за преговорите в Кралския Чертог и по-късно тръгват за Севера с нея, за предстоящата битка за бъдещето на човечеството. Когато мъртвите нападат Зимен хребет, Коно заедно със сър Джора вода кавалерия срещу армията на Нощния крал. Той умира в битката и по-късно тялото му е съжевено от краля, но отново умира след победата над Белите бродници. Тялото на Коно е изгорено на следващия ден. |               |            |    |  |  |  |
| |               |            |    |  |  |  |
| Хиздар зо Лорак | Джоуел Фрай   | 4, 5       | 8  |  |  |  |
| Хиздар е търговец на роби от града Мийрийн и глава на дома Лорак – древна и горда фамилия от робовладелци. Той твърди, че баща му, който Денерис е наредил да бъде разпнат, всъщност е бил против убийството на децата и иска да го погребе с почести. Денерис му го позволява и по-късно, Хиздар е изпратен заедно с Даарио в Юнкай, за да преговаря с Мъдрите Господари които се опитват да си върнат града. Мисията на Хиздар и Даарио е успешна и веднъж в града, Хиздар става част от съвета на Денерис. Той няколко пъти моли Денерис да разреши отварянето на Бойните Ями. Когато сър Баристан е убит от Синовете на Харпията, всичките бивши господари, включително и Хиздар са хвърлени в тъмницата. По-късно Денерис размисля и решава за да се помири с бившите господари и да спечели тяхната подкрепа, затова решава да се омъжва за Хиздар. На тяхната сватба, Денерис разрешава отварянето на ямите и по време на игрите, Хиздар седи до Денерис и когато Синовете на Харпията ги нападат. Хиздар е наръган в гърдите от един от тях и умира. |               |            |    |  |  |  |
| |               |            |    |  |  |  |
| Мосадор | Рийс Ной      | 4, 5       | 3  |  |  |  |
| Мосадор е роб от Мийрийн. Той освободен от Денерис Таргариен, когато Сив Червей идва тайно в града и въоръжава робите за въстание. Мосадор става член на съвета на Денерис, но когато един от Синовете на Харпията е заловен, преди да може да бъде осъден, Мосадор го убива в килията му. За това Денерис е принудена публично да го екзекутира и Даарио изнася екзекуцията със своя сърп, като го обезглавява. |               |            |    |  |  |  |
| |               |            |    |  |  |  |
| Коваро | Стивън Коул   | 2          | 8  |  |  |  |
| Коваро е Дотракски кръвен-ездач заклел се на Денерис. Той намира Карт и води Денерис там. След открадването на драконите, Коваро я придружава до Дома на Неумиращите. Единственото което го интересува в Карт, е кражбата на златото и бижутата. Малкото останали Дотраки на Денерис, я придружават до Ащапор, Юнкай и Мийрийн, като после към тях се присъединяват всичките останали Дотраки от Вес Дотрак. Дотраките плават за Вестерос за да помогнат на Денерис в завладяването на Седемте Кралства, но Коваро не е сред тях. |               |            |    |  |  |  |
| |               |            |    |  |  |  |
| Ракаро | Илайз Гейбъл  | 1, 2       | 7  |  |  |  |
| Ракаро е Дотракски кръвен-ездач заклет на Хал Дрого. Когато Дрого е болен и умира, Ракаро защитава Денерис от другите Дотраки. След смъртта на Дрого, Ракаро става свидетел, как Денерис излиза от пламъците в погребалната клада на Хала. Като вижда раждането на драконите, Ракаро се заклева да служи на Денерис. Дълбоко в Червената Пустош, Денерис праща Ракаро и Коваро на разузнаване с последните останали коне. Конят на Ракаро се завръща с неговата глава. Допуска се, че Ракаро е бил убит от някой Хал. |               |            |    |  |  |  |
| |               |            |    |  |  |  |
| Дореа | Роксан МакКий | 1, 2       | 11 |  |  |  |
| Дореа е робиня, купена от Визерис за Денерис Таргариен, за да я обучи в изкуството на любовта. Била е продадена на бардак, когато била на 9 години от майка си. Тя служи и споделя леглото на Визерис, но след неговата смърт, започва да служи на Денерис и става нейна приятелка. След като пристига в Карт, Дореа е убедена от Ксаро, че Денерис няма да напусне града жива и затова му помага да открадне драконите и става негова любовница. Докато ги краде, Дореа убива другата прислужница на Денерис – Ири. След като Денерис разкрива плана на Ксаро и предателството на Дореа, тя ги заключва в трезор, оставяйки ги да умрат там. |               |            |    |  |  |  |
| |               |            |    |  |  |  |
| Ири | Амрита Акария | 1, 2       | 13 |  |  |  |
| Ири е робиня, купена от Визерис за Денерис Таргариен, за да я учи как да язди. Тя служи на Денерис и става нейна близка приятелка. Тя е влюбена в Ракаро и е дълбоко депресирана след смъртта му. Ири заедно с Денерис пристига в Карт, но там, тя е удушена от другата прислужница на Денерис – Дореа, която ги предава и краде драконите. |               |            |    |  |  |  |
| |               |            |    |  |  |  |
| Регар Таргариен | Уилф Сколдинг | 7          | 1  |  |  |  |
| Регар е първороден си и наследник на крал Ерис и Рела Таргариен. Той е роден в деня на Трагедията на Самърхъл, деня в който неговият дядо, крал Егон умира. Изключително красив и умел войн. Жени се за Елиа Мартел и от брака им се раждат дъщеря и син – Ренис и Егон. По време на турнир в Харънхъл, Регар забелязва и се влюбва в Лияна Старк, но тя е сгодена за Робърт Баратеон. След като Регар и Лиана изчезват заедно, Робърт си мисли, че принца я е отвлякла и обявява въстание срещу Таргариените – известна като „Бунта на Робърт“. По време на една от битките Робърт убива Регар със своя чук, след което и сваля Таргариените и става крал на Седемте кралства. Много години по-късно, Бран Старк, чрез способността си да вижда в миналото открива, че Регар и Лиана са се обичали и оженили тайно, като от съюза им се ражда техния син – Егон Таргариен. Нед Старк отглежда Егон, като свое копеле и му дава името Джон Сняг. |               |            |    |  |  |  |
| |               |            |    |  |  |  |
| Ерис Таргариен | Дейвид Ринтол | 6          | 1  |  |  |  |
| Ерис е син на Егон 5-и и баща на Регар, Визерис и Денерис Таргариен. В миналото, той се възкачва на Железния Трон, след смъртта на своя баща Егон 5-и и по-големия си брат Дънкан, в Трагидията на Самърхъл. По заръка на баща си, той се жени за собствената си сестра, Рела. Докато управлението му започва добре, той бавно по бавно започва да губи разсъдъка си и вижда предатели навсякъде. Оттук идва неговият прякор, Лудият крал. Ерис започва да завижда на уважението, което неговият ръка Тивин получава и за да го унижи, той позволява на Джайм да се присъедини към Кралската Гвардия и отказва предложението на Тивин за брак между Церсей и Регар. Ерис накрая дори започва да притеснява Йоана, жената на Тивин със своето желание към нея. Когато Регар отвлича Лиана Старк, а брат и – Брандън идва в Кралския Чертог за да предизвика принца, той вместо това е хвърлен в тъмницата от Ерис. Лудият крал извиква бащата на Брандън, лорд Рикард Старк в столицата. Когато Рикард се явява в столицата, Ерис го изгаря жив пред очите на Брандън, като него го връзва в устройство, което бавно го удушава докато се опитва да вземе меча пред себе си за да спаси баща си. След смъртта на баща си и брат си, младият лорд Едард заедно с годеника на Лиана – Робърт Баратеон обявяват война на Железния Трон и техните знаменосци. Старки, Баратеони, Тълита и Арини се въздигат на въстание срещу Ерис, което се помни като Бунта на Робърт. Когато бунтовниците се отправят към столицата, Ерис изпраща по-малкия си син, Визерис и бременната си жена, Рела далеч от столицата. Но преди бунтовниците, се появява Тивин, под претекст да помогне не краля. След като портите се отворят, Тивин започва плячкосването на Кралсия Чертог, а Ерис праща Джайм да донесе главата на баща си и заповядва на своите пироманти да взривят урните с Адски огън, който той е наредил да се поставят под всеки замък и всяка къща в столицата, в случай че губят войната. Ерис казва „нека Робърт бъде крал на пепелта и прахта“. Ерис е вярвал, че след като изгори с другите, той ще се върне към живота вър формата на дракон. Всичко това обаче не се случва, тъй като Джайм предава краля който се е заклел да пази и първо убива пиромантите, след това и крал Ерис който все още крещи „изгорете ги всички“. Когато Бран вижда миналото, той вижда как Ерис крещи „изгорете ги всички“ и как Джайм го убива с меч в гърба. |               |            |    |  |  |  |
| |               |            |    |  |  |  |
| Артър Дейн | Люк Робъртс   | 6          | 1  |  |  |  |
| Сър Артър служи в Кралската Гвардия на крал Ерис Лудия преди смъртта си. Артър е легендарен рицар, който всички уважават и е наричан Меча на Утрото. Той не се бие в Бунта на Робърт, а защитава кулата в която принц Регар оставя Лиана Старк. Когато Триоката Врана показва на Бран миналото, той вижда как Артър не пуска Едард и компанията му в кулата, а се бие с тях. Той убива всичките компаньони на Едард и тъкмо като се готви да убие и него, Хауланд Тръстиката забива кама в шията му, и Нед го довършва със собствения му меч. |               |            |    |  |  |  |

### Дом Тирел
| |                                            |                  |    |  |  |  |
| Олена Тирел | Даяна Риг                                  | 3, 4, 5, 6, 7    | 18 |  |  |  |
| Лейди Олена, позната като „Кралицата на Тръните“ е остроумната баба на Лорас и Марджъри, както и майка на Мейс Тирел. Считана като женския вариант на лорд Тивин, Олена е матриарха и истинската сила зад дома Тирел. Тя има много прогресивно мислене и мисли, че жените трябва повече да участват в политиката и приема хомосексуалността на Лорас като нещо нормално. След като научава за държанието на Джофри към Санса, Олена разбира как Марджъри трябва да използва любовта на Джофри към насилието в своя полза. Доволна от Санса, лейди Олена планува да я омъжи за внука си Лорас, но плановете са и провелени от Кутрето. Тивин научава за това и за да осигури наследството на Севера да е в ръцете на Ланистърите, урежда брак между нея и Тирион. Уреден е и брак между Лорас и Церсей, и Олена в началото възразява като твърди, че Церсей е твърде стара, но е оборена когато Тивин я заплашва, да назначи Лорас на Кралската Гвардия и Олена признава, че е победена. Олена заговорничи с Кутрето и на сватбата на Джофри с Марджъри, използва една от камъните в огърлицата (които са там благодарение на Кутрето) на Санса и го поставя в чашата на Джофри, като така го отравя и убива. Тя го прави за да не остави внучката си в ръцете на чудовище и казва, че следващият (крал Томен) ще е далеч по-добър за нея. Преди съда на Тирион тя се връща в Планински Рай. Когато Лорас е арестуван от Вярата заради сексуалните си наклонности и Томен не може да го измъкне от тъмниците Марджъри повиква баба си обратно в столицата. Олена осъзнава, че зад арестуването стои Церсей, но се оказва безсилна. Когато и Марджъри е арестувана за лъжесвидетелство, Олена отива да говори с Висшия Врабец, но обещанията му за възнаграждение и заплахите не постигат нищо. Тя се среща с лорд Белиш и му казва, че ако нещо се случи на внуците и, всички ще разберат, че заедно са убили Джофри. Белиш му обещава свидетел който ще осигури арестуването на Церсей. След похода на срама на Церсей, Олена заедно с Кеван Ланистър управлява Малкия съвет. Той кара Мейс да води Тирелската армия срещу Вярата, но плановете и се объркват когато Висшият Врабец освобождава Марджъри, но държи Лорас пленник. Когато Висшият Врабец бележи Олена като следващата си цел, Марджъри предупреждава баба си да се махне от столицата. Когато се завръща обратно в Планински Рай, Олена научава, че Церсей е убил Мейс, Лорас и Марджъри. Когато получава писмо от Елариа Пясък, Олена отива в Дорн, където прави съюз с Пясъчните Змии и представителя на Денерис Таргариен – Варис, за да убият Церсей. След като останалите Тирели са мъртви и рода им е пред изчезване, Олена вече не се бори за оцеляване, а само за отмъщение. Олена подкрепя кралица Денерис в борбата за трона, но след като Джайм Ланистър заблуждава войската на Денерис, тирелската армия е избита и замъка превзет от ланистърите. След битката, Джайм дава отрова на Олена за да се самоубие и преди смъртта си, Олена признава на Джайм за убийството на Джофри. |                                            |                  |    |  |  |  |
| |                                            |                  |    |  |  |  |
| Лорас Тирел | Фин Джоунс                                 | 1, 2, 3, 4, 5, 6 | 21 |  |  |  |
| Сър Лорас Тирел, познат като „Рицаря на Цветята“ е много сръчен рицар. Той е син на Мейс и брат на Марджъри Тирел. Известен с красотата си, Лорас е бивш скуайър и любовник на Ренли. Лорас участва в турнира, който крал Робърт прави в чест на Нед Старк. След смъртта на Робърт и Нед и самокороноването на Ренли като крал на Седемте Кралства, Лорас и останалите от дома Тирел застават на негова страна, като му уреждат брак със сестрата на Лорас, Марджъри. Но дори след сватбата, Лорас и Ренли остават неразделни. След покушението на Ренли, Лорас става безинтересен към всичко. Когато Тирелите се обявяват на страната на Ланистърите срещу Станис, Лорас носи бронята на Ренли в битката за Черна Вода, в чест на падналия крал, докато Марджъри е обещавана на крал Джофри. По-късно е планувано женитба на Лорас със Санса, за да имат Тирелите права над Севера. Но плановете се провалят когато Лорас се изпуска пред своя скуайър и любовник, който е шпионин на Кутрето. Тивин слага край на този план като жени Санса за Тирион и планува да омъжи Церсей за Лорас. Лорас присъства на кралската сватба, където дразни Джайм Ланистър, намеквайки, че знае за връзката му с Церсей. Той напуска сватбата обиден, когато Джофри използва представлението си с джуджетата за да обиди него и Ренли. По-късно, след смъртта на Джофри, той присъства на коронацията на Томен и съда на Тирион. Когато Церсей разрешава Вярата да си има своя войска, Лорас е арестуван заради сексуалните си наклонности от „врабците“ на Висшия Врабец по препоръка на Церсей. Когато Марджъри свидетелства пред клетва за невинността на брат си, Висшия Врабец призовава за свидетел любовника на Лорас – Оливър, който доказва, че са имали интимни отношения. Марджъри и Лорас биват арестувани и хвърлени в тъмницата за да очакват своя съд. В тъмницата Лорас е пречупен от вярата и остава пленник, въпреки че Висшият Врабец освобождава Марджъри. Съда на Лорас е държан в Септата на Белор, в присъствието на Мейс и Марджъри. Там Лорас се отказва от всичките си титли и фамилното си име, като така е освободен. Когато Церсей взривява Септата чрез Адски огън, в експлозията умират всичките представители на Вярата, както и Лорас, заедно с баща си и сестра си. |                                            |                  |    |  |  |  |
| |                                            |                  |    |  |  |  |
| Мейс Тирел | Роджър Аштън-Грифиц                        | 4, 5, 6          | 13 |  |  |  |
| Мейс е лорд на Планински Рай, Защитник на Предела, баща на Лорас и Марджъри, както син на лейди Олена. Олена има ниска оценка за сина си, като го нарича лорд Глупак. Когато след смъртта на крал Робърт, брат му Ренли се коронова и претендира за трона, Мейс го подкрепя и му дава ръката на дъщеря си – Марджъри. След смъртта на Ренли, Мейс урежда нов брак на дъщеря си, този път с крал Джофри. Мейс идва в Кралския Чертог за сватбата на Марджъри с крал Джофри и става свидетел на неговата смърт. Той е един от съдиите в съда на Тирион за убийството на Джофри. Мейс е много доволен, когато Марджъри се омъжва за крал Томен. Церсей го прави Господар на Хазната и го праща в Бравос, за да уреди сметките между Желязната Банка и трона. Без да осъзнава, че Церсей се опитва да се отърве от него, Мейс счита за чест това и че му даден личен телохранител в лицето на Кралската Гвардия – сър Мерин Трант. Мейс пристига в Бравос и преговаря с представителя на Желязната банка, Тихо Несторис. Когато се завръща в Кралския Чертог, отново заема мястото си в Малкия съвет. Когато представителите на Вярата, хвърлят децата му в тъмницата, Мейс по заповед на Олена, води Тирелската армия за да ги освободи. Плановете му се объркват, когато Висшият Врабец освобождава Марджъри, но държи Лорас пленник. Мейс е в Септата на Белор, по време на съда на Лорас и когато Церсей взривява Септата с Адски огън, в експлозията умират всичките представители на Вярата, както и самия Мейс, заедно с децата си Лорас и Марджъри. |                                            |                  |    |  |  |  |
| |                                            |                  |    |  |  |  |
| Рандил Тарли | Джеймс Фолкнър                             | 6, 7             | 5  |  |  |  |
| Лорд Рандил е знаменосец на Тирелите, съпруг на Мелеса, както и баща на Дикон, Тала, Самуел Тарли. Той не счита Самуел за достоен наследник и заплашва да се погрижи той да умре в „ловен инцидент“, ако не се откаже от наследството и не се присъедини към Нощния Страж. След заминаването на Самуел, по-малкият му син, Дикон става новия наследник. Самуел след известно време се връща в замъка на баща си, за да остави Джили и малкия Сам при семейството си, като ги представи за своите жена и син. По време на вечеря Рандил обижда Самуел, че е дебел и страхлив, обижда и Джили за това, че е дивачка. Въпреки че накрая се съгласява да ги приюти, Самуел не ги оставя там и на тръгване открадва валирианския меч на Рандил – Сърцеяд. Когато Денерис Таргариен навлиза във Вестерос, кралица Церсей успява да спечели Рандил на нейна страна и го кара предаде тирелите. Войската на Рандил и Джайм Ланистър успяват да победят тирелите и превземат Планински Рай. Но по пътя за Кралския Чертог, те са нападнати от Денерис и драконите и Рандил и Дикон Тарли са пленени. Когато Рандил и синът му – Дикон отказват да коленичат пред Денерис, тя ги осъжда на смърт и двамата са изгорени до смърт от Дрогон. |                                            |                  |    |  |  |  |
| |                                            |                  |    |  |  |  |
| Дикон Тарли | Фреди Строма (сезон 6) Том Хопър (сезон 7) | 6, 7             | 5  |  |  |  |
| Дикон е син на лорд Рандил и по-малък брат на Тала и Самуел Тарли. След като големия му брат се присъединява към Нощния Страж, той става наследник на баща си. След известно време, Самуел се завръща в замъка на баща си, за да остави Джили и малкия Сам при семейството си, като ги представи за своите жена и син. Дикон се държи мило с тях, но когато Рандил се държи грубо, те напускат замъка. Когато Денерис Таргариен навлиза във Вестерос, кралица Церсей успява да спечели Рандил на нейна страна и го кара предаде тирелите. Дикон се присъединява към баща си в неговия поход. Войската на Тарлитата и Джайм Ланистър успяват да победят тирелите и превземат Планински Рай. Но по пътя за Кралския Чертог, те са нападнати от Денерис и драконите и Дикон и Рандил Тарли са пленени. Когато Рандил и синът му – Дикон отказват да коленичат пред Денерис, тя ги осъжда на смърт и двамата са изгорени до смърт от Дрогон. |                                            |                  |    |  |  |  |
| |                                            |                  |    |  |  |  |
| Мелеса Тарли | Саманта Спайро                             | 6                | 1  |  |  |  |
| Мелеса е съпруга на лорд Рандил и майка на Самуел, Дикон и Тала Тарли. Известно време, след като се е присъединил към Нощния Страж, Самуел се завръща в замъка на баща си, за да остави Джили и малкия Сам при семейството си, като ги представи за своите жена и син. Мелеса се държи мило със Самуел и Джили и приема малкия Сам за свой внук. Но когато Рандил се държи грубо с тях, те напускат замъка. Мелеса заедно с дъщеря си Тала, оцелява войната за трона. |                                            |                  |    |  |  |  |
| |                                            |                  |    |  |  |  |
| Тала Тарли | Ребека Бенсън                              | 6                | 1  |  |  |  |
| Тала е дъщеря на лорд Рандил и лейди Мелеса, както и сестра на Самуел и Дикон Тарли. Известно време, след като се е присъединил към Нощния Страж, Самуел се завръща в замъка на баща си, за да остави Джили и малкия Сам при семейството си, като ги представи за своите жена и син. Тала се държи мило с тях, но когато Рандил се държи грубо, те напускат замъка. Тала оцелява войната за трона и заради смъртта на баща си и Дикон, става лейди на Рогов хълм. |                                            |                  |    |  |  |  |

### Дом Тъли
| |                    |         |   |  |  |  |
| Едмур Тъли | Тобаяс Мензис      | 3, 6, 8 | 9 |  |  |  |
| Едмур е по-малкия брат на Кейтлин и Лиза Тъли и става лорд на Речен Пад, след смъртта на баща си, Хостър Тъли. Прибързан, но добросърдечен, Едмур не е добър тактик, но е умел политик. Когато племенника му – Роб Старк се обявява за краля в Севера, Тълитета също се обявяват за Роб. За да се реваншира на Роб заради това, че му проваля плана да примами Тивин на битка, Едмур се съгласява на политически брак с дъщерята на Уолдър Фрей – Рослин, за да възстанови съюза на Роб с Фрейовете. Едмур и Рослин се женят и са отнесени за „брачната церемония“, след което Фрейовете избиват Старките в събитието, което става известно като „Червената сватба“. Едмур става пленник на Уолдър Фрей след смъртта на племенника си Роб и сестра си Кейтлин. Въпреки че е в плен, Уолдър не го убива, защото Едмур става баща, когато Рослин ражда. Едмур никога не успява да види сина си. Лорд Уолдър изпраща синовете си Лотар и Черния Уолдър, да превземат Речен Пад от Бриндън Тъли, като използват племенника му Едмур, за да го заплашват. Пред портите на Речен Пад, Черния Уолдър заплашва Бриндън, че ако не се предаде ще обеси Едмур, но Черната Риба не е впечатлен. По време на обсадата, Джайм Ланистър посещава Едмур и го заплашва, че ако той не му предаде замъка, ще катапултира сина на Едмур и Рослин зад стените на замъка. Едмур е пуснат да се прибере в Речен Пад, където взима командването на замъка и го предава на Ланистърите и Фрейовете, като в процеса умира Бриндън Тъли. Едмур е върнат в Близнаците, където отново е хвърлен в тъмницата. Когато Аря Старк се появява и убива лорд Уолдър и синовете му, Едмур е освободен и отново превзема Речен Пад и Речните земи. След края на войната за трона, Едмур е част от Големия съвет който ще избере новия крал. В началото Едмур иска да предложи себе си, но е спрян от Санса. След като Тирион Ланистър предлага Бран Старк, Едмур гласува в полза на племенника си. Той остава да управлява като лорд на Речните земи. |                    |         |   |  |  |  |
| |                    |         |   |  |  |  |
| Бриндън Тъли | Клайв Ръсел        | 3, 6    | 7 |  |  |  |
| Известен като „Черната Риба“, сър Бриндън е чичо на Едмур, Кейтлин и Лиза, както е и опитен войн. Той се завръща в Речен Пад за да се сдобри с големия си брат Хостър, когато научава, че умира. След смъртта на Хостър, Бриндън служи като съветник и довереник на племенницата си – Кейтлин и Едмур, както праплеменника си – крал Роб Старк. Бриндън придружава семейството си, когато те отиват в Близнаците, за уредения брак между Едмур Тъли и Рослин Фрей. На сватбата, Бриндън става за да пикае, и без да знае успява да избегне, предателството на Фрейовете и клането на Старките и хората им. Когато вижда, че не може да направи нищо, Бриндън бяга от събитието, известно по-късно като Червената сватба. Лорд Фрей е безгрижен за бягството му, докато предпазливия лорд Болтън е обезпокоен, защото той може да държи Речен Пад, въпреки че техническият му лорд, Едмур е в плен. Бриндън превзема Речен Пад с малката си армия и държи замъка в името на починалия крал Роб Старк. Бриндън дори не е впечатлен и отказва да предава замъка, когато Фрейовете заплашват да обесят Едмур, ако не го направи. Той излиза да преговаря с Джайм Ланистър, само за да го прецени и да му се подиграва. Когато лейди Бриен Тартска идва в замъка, с молба от Санса Старк за помощ, Бриндън отказва да напусне замъка, за да помогне на праплеменницата си. След като Джайм заплашва Едмур с живота на сина му, той се опитва да влезе в замъка за да го предава на Фрейовете. Войската на Тълитата се обръщат срещу Бриндън, защото Едмур е истинският им законен лорд. Когато разбира, че замъка е изгубен, Бриндън води Бриен и Подрик до една лодка с която да избягат, а той самия остава да се бие с врага. Бриндън Тъли умира в превземането на замъка, както той би искал – с меч в ръка. |                    |         |   |  |  |  |
| |                    |         |   |  |  |  |
| Рослин Тъли | Александра Даулинг | 3       | 1 |  |  |  |
| Рослин Фрей е дъщеря на Уолдър Фрей. Когато краля в Севера Роб Старк, моли Фрейовете за нов съюз, след като е развалил предишния, Рослин е предложена да се омъжва за лорда на Речен Пад – Едмур Тъли. Рослин и Едмур се харесват и се женят в Близнаците, в присъствие на Роб Старк и семейството му. Когато нищо не подозиращите Едмур и Рослин Тъли отиват да консумират брака си, Старките за предадени и избити от Фрейовете в тяхната сватба, която става известна като Червената сватба. След като Едмур е хвърлен в тъмницата, Рослин му ражда син, който Едмур не е пуснат да види. Когато Аря Старк се появява и убива лорд Уолдър и синовете му, Едмур е освободен и отново превзема Речен Пад и Речните земи. Рослин остава негова жена и лейди Тъли. |                    |         |   |  |  |  |

### Дом Фрей
| |                                          |            |   |  |  |
| Уолдър Фрей | Дейвид Брадли                            | 1, 3, 6, 7 | 6 |  |  |
| Лорд Уолдър Фрей, с прякора „Закъснелия“, е глава на дома Фрей, лорд на Близнаците и знаменосец на дома Тъли. Той е познат с това, че е надживял всичките си съпруги (сега е с осмата) и с това, че е заченал повече от 100 деца (законно и незаконно родени). Когато Роб Старк иска да премине моста-замък на Фрейовете със своята армия, Уолдър успява да уговаря сделка за политически брак на една от дъщерите си за крал Роб. Но Роб нарушава тази клетва и се жени за Талиса Мейгир. Когато Роб отново се нуждае от Фрейовете, уговорен е нов брачен съюз, на Едмур Тъли и Рослин Фрей. Крал Роб се появява на сватбата на Едмур и Рослин, заедно с майка си, кралица Талиса и цялата си армия. Заради обидата, която Роб нанесва на Фрей, като не взима една от дъщерите му, Уолдър заговорничи с Рууз Болтън и с подкрепата на Тивин Ланистър, двете фамилии предават Роб Старк. Уолдър организира зловещата „Червена сватба“ на която Роб Старк, жена му, майка му Кейтлин и техните верни хора са избити. Уолдър дори отказва да пощади Роб, когато Кейтлин заплашва, че ще пререже гърлото на лейди Фрей, ако наранят сина и. Уолдър Фрей губи осмата си жена, но короната му подарява Речен Пад и земите му, както и титлата лорд на Речните Земи. По-късно Уолдър се жени за девети път. След като Черната Риба превзема Речен Пад, Уолдър изпраща синовете си Лотар и Черния Уолдър, за да превземат замъка, използвайки пленения Едмур за заплашване. След като с помощта на сър Джайм Ланистър, замъка отново му принадлежи, Уолдър вдига голяма празненство. След празненството, докато е сам, една прислужница поднася пай на Уолдър, който той много харесва. Когато търси Черния Уолдър и Сакатия Лотар, Уолдър е шокиран да открива, че синовете му са били убити и сготвени в пая, който той е изял. Прислужницата и убийцата на синовете му се оказва Аря Старк, който отрязва гърлото на Уолдър, докато се усмихва и го гледа как умира. След смъртта му, Аря използва лицето на Уолдър за да се маскира като него и убива синовете му с отровно вино. |                                          |            |   |  |  |
| |                                          |            |   |  |  |
| Лотар Фрей | Том Брук (сезон 3) Даниел Туит (сезон 6) | 3, 6       | 6 |  |  |
| Един от многото деца на лорд Уолдър, Лотар Фрей носи прякора „Сакатия“ заради слабия си крак. Лотар преговаря за брака между Едмур Тъли и Рослин Фрей, като така осигурява крал Роб и семейството му да дойдат в Близнаците. Той е първият, който пролива кръв на „Червената сватба“, забивайки няколкократно ножа си в корема на Талиса Старк и по този начин убивайки нея и нероденото и дете. Доста по-късно, след падането на Старките, лорд Уолдър изпраща Лотар и Черния Уолдър за да превземат Речен Пад от ръцете на Бриндън Черната Риба, като използват пленения Едмур за заплашване. След като заплахите на Лотар и Уолдър не впечетляват Бриндън Тъли, на помощ им се притичва сър Джайм Ланистър. Когато завладяват замъка с помощта на Джайм, Лотар и брат му вдигат празненство в Близнаците. По време на празненството Лотар и Черния Уолдър се убити от Аря Старк и сготвени в пай, който е сервиран на нищо не подозиращия лорд Уолдър, преди смъртта му. |                                          |            |   |  |  |
| |                                          |            |   |  |  |
| „Черния“ Уолдър Реките | Тим Плестър                              | 3, 6       | 6 |  |  |
| Един от многото копелета на лорд Уолдър, Уолдър е кръстен на баща си и носи прякора „Черния Уолдър“, заради резкия си нрав и страшната репутация. Черния Уолдър преговаря за брака между Едмур Тъли и Рослин Фрей, като така осигурява крал Роб и семейството му да дойдат в Близнаците. В „Червената сватба“ той прерязва гърлото на Кейтлин Старк, след като тя прави същото на лейди Фрей, в отмъщение за сина си. Лорд Уолдър изпраща Черния Уолдър и Лотар да превземат Речен Пад от ръцете на Бриндън Черната Риба, като използват пленения Едмур за заплашване. След като заплахите на Лотар и Уолдър не впечетляват Бриндън Тъли, на помощ им се притичва сър Джайм Ланистър. Когато завладяват замъка с помощта на Джайм, Черния Уолдър и брат му вдигат празненство в Близнаците. По време на празненството Черния Уолдър и Лотар се убити от Аря Старк и сготвени в пай, който е сервиран на нищо не подозиращия лорд Уолдър, преди смъртта му. |                                          |            |   |  |  |

### Придворни
| |                                                                                |                     |    |  |  |  |
| Грегър Клегейн | Конан Стивънс (сезон 1) Иън Уайт (сезон 2) Хафтор Юлиъс Бьорнсон (сезон 4 – 8) | 1, 2, 4, 5, 6, 7, 8 | 22 |  |  |  |
| Сър Грегър Клегейн е огромен рицар и е по-голям брат на Сандор Клегейн „Хрътката“. Познат с прякора „Яздещата Планина“, той има много безчовечен характер и неконтролируем нрав. Размерите и силата му го правят страшен войн и той си спечелва репутация за жестокост и бруталност. Когато са били деца, Грегър изгорил лицето на Сандор, притискайки главата му в жарта. Грегър участва в турнира който крал Робърт организира в чест на Нед Старк. След ареста на Тирион Ланистър от Кейтлин Старк, Тивин Ланистър праща Грегър да тероризира Речните земи и в отговор, Едард изпраща Берик Дондарион да го арестува. Когато след смъртта на краля и Ръката му, войната започва, Тивин дава командването на вангарда си на Грегър, който оставен да командва Харънхъл в отсъствието на Тивин. На Грегър е дадена мисията да намери и унищожи Братството Без Знамена, и той няколко пъти успява да убие техният лидер, Берик Дондарион. По-късно той изоставя замъка след като избива затворниците си и е победен от Едмур Тъли, но успява да избяга в Западните Земи. Когато Тирион е обвинен за смъртта на Джофри и избира съд чрез двубой, Церсей призовава Грегър в Кралския Чертог, като неин шампион. Като шампион на Тирион срещу него се изправя принц Оберин Мартел, който иска отмъщение срещу Планината за смъртта на сестра си, Елиа Мартел и племенниците си, Егон и Ренис. По време на „Бунта на Робърт“, Грегър е убил децата на Елиа и Регар и след това изнасилил и убил Елиа Мартел, по заповед на Тивин Ланистър. По време на двубоя Планината е фатално ранен и Оберин настоява за признание за убийствата и Грегър да посочи кой е дал заповедта. Но Планината грабва принца за крака поваля го и му разбива главата с голи ръце като през това време си признава деянита и пада смъртно ранен. Церсей иска шампионът и да бъде спасен, но се оказва, че копието на Оберин е била намазана с отрова, който кара раните на Грегър да се разлагат, но Кибърн твърди, че може да го спаси. Той мисли, че лечението ще го промени, но няма да направи по-слаб, а по-силен. Кибърн доста време продължава експеримента си върху Грегър и изглежда успява да го излекува донякъде от отровата на принц Оберин. След похода на срама на Церсей, е разкрито, че Кибърн донякъде е възстановил Планината, на който му е даден място в Кралската Гвардия, но лицето му не се вижда под шлема и той вече не може говори. Като неин бодигард, Грегър не се отделя от Церсей, което кара другите хора, които го виждат да се чувстват дискомфортно. След като фанатичните войни на Вярата, идват за да съпроводят Церсей при Висшия Врабец, Грегър им попречва, като с голи ръце откъсва главата на един от тях. Когато Церсей планува да взриви Септата на Белор, с Врабеца и Тирелите вътре, по заповед на Церсей, Грегър попречва на крал Томен да стигне до Септата. След смъртта на Томен, Церсей става кралица на Седемте Кралства, а Грегър продължава да и служи. Той не се отдалечава от Церсей и не показва никаква емоция, дори когато брат му – Сандор идва в столицата заедно с крал Джон Сняг и кралица Денерис Таргариен, за да покажат мъртвец на кралицата Церсей. Юрон залавя Мисандей – съветничката на Денерис и след като преговорите се провалят, Церсей кара Грегор да отреже главата на Мисандей. Когато дракона разрушава града и Червената цитадела, Грегор придружава Кибърн и Церсей до крепостта на Мегор, но по пътя са спрени от Сандор Клегейн. След като Грегор вижда брат си, той тръгва да се бие и Кибърн се опитва да го спре. Грегор размазва главата на Кибърн в стената и го убива. Двамата игнорират разрухата която се случва около тях и имат единствена цел – да убият един друг. Грегър е наръган няколкократно, но не усеща болка и започва да надвива брат си. Сандор бута и се хвърля заедно с Грегор от стените на крепостта и двамата падат в огъня на горящия град и умират заедно. |                                                                                |                     |    |  |  |  |
| |                                                                                |                     |    |  |  |  |
| Кибърн | Антон Лесър                                                                    | 3, 4, 5, 6, 7, 8    | 22 |  |  |  |
| Кибърн е бивш майстер, намерен от Роб Старк в Харънхъл, след като Планината убива всички там. Той влиза на служба при Рууз Болтън. Кибърн е загубил майстерската си титла, когато са открили, че правел експерименти върху живи пациенти, но той оправдава действията си като принос към медицинската наука. Той се грижи за Джайм, след като е загубил дясната си ръка и пътува с него до Кралския Чертог, с надеждата титлата му на майстер да бъде възстановена. В столицата, Кибърн бързо спечелва доверието на Церсей. Тя използва неговата помощ за да излекува сър Грегър който страда от отровата на принц Оберин. Кибърн започва странното си лечение като казва, че процесът може да промени Планината. Когато Церсей оглавява Малкия Съвет след смъртта на баща си, тя прави Кибърн, Господар на слухарите. Кибърн продължава експериментите си с каквото е останало от Планината, като се интересува и от други експерименти с мъртъвци. Той успява да възстанови Грегър Клегейн донякъде и го представя пред Церсей като нов член на Кралската Гвардия, който е дал обет за мълчание. По заповед на Церсей, Кибърн започва да вербува „малките птиченца“ на Варис, които са разкрити, че са просто бедни деца. Когато крал Томен забранява съда чрез двубой и така лишава Церсей от помощта на нейни шампион – Планината, тя използва помощта на Кибърн, който разбира за Адския огън, който Лудия крал е оставил под Кралския Чертог преди смъртта си. Кибърн изпраща „птиченцата“ си да взривят Септата на Белор, по време на съда на сър Лорас. В експлозията умират Висшият Врабец заедно с последователите си, Тирелите, както и Кеван и Лансел Ланистър. След самоубийството на крал Томен, Кибърн коронова Церсей Ланистър като кралица на Седемте Кралства, а той самия е провъзгласен за Ръка на кралицата. Когато Денерис се връща във Вестерос за да спечели трона, Кибърн постройва големи арбалети наречени скорпиони, за да убие драконите и. По-късно Кибърн представлява Церсей в преговорите с Тирион който представлява Денерис. Когато дракона разрушава града и Червената цитадела, Кибърн се опитва да води Церсей до крепостта на Мегор, но по пътя са спрени от Сандор Клегейн. След като Грегор вижда брат си, той тръгва да се бие и Кибърн се опитва да го спре. Грегор размазва главата на Кибърн в стената и го убива. |                                                                                |                     |    |  |  |  |
| |                                                                                |                     |    |  |  |  |
| Великия Майстер Пицел | Джулиан Глоувър                                                                | 1, 2, 3, 4, 5, 6    | 31 |  |  |  |
| Пицел е главен майстер на Седемте Кралства и член на Малкия Съвет на крал Робърт. Той е служил на двама крале преди управлението на Робърт. Пред хората се представя като по-болнав и стар, но всъщност все още е много жизнен за възрастта си. Той също така често използва услугите на проститутките на Кутрето. Пицел е разкрит, че шпионира за Ланистърите и особено Церсей, защото той я информира за разследването на Джон Арин за аферата между кралицата и Джайм – разследване което води до смъртта на Арин. За да си осигури, че няма да последва съдбата на Джон Арин и Нед Старк, Тирион отрязва брадата на Пицел и го хвърля в тъмницата, като му отнема поста. По-късно Пицел е върнат на поста си от Тивин Ланистър. В съда на Тирион за убийството на Джофри, Пицел дава показания срещу Тирион. Когато Пицел се оказва неспособен да излекува сър Грегър и се съмнява в методите на Кибърн, Церсей гони Пицел и дава лабораторията му на Кибърн. Когато след смъртта на Тивин, Церсей оглавява Малкия Съвет, тя показва намеренията си, да се отърве от Пицел. След арестуването на Церсей, Пицел оглавява съвета и призовава сър Кеван от Скалата на Кастърли, за да заеме поста Ръка на Краля. Пицел помага на Кеван и Олена да управляват, като активно съветва крал Томен и често показва своя неприязън срещу Кибърн. В деня на съда на сър Лорас, Пицел тръгва към Септата на Белор, но малко момиче му съобщава, че крал Томен го извиква на тайна среща в старата му лаборатория. Там, Пицел намира Кибърн, който използва малкото момиче и други деца, за да убие майстера. Пицел се бие с децата, но накрая е повален и наръган до смърт. |                                                                                |                     |    |  |  |  |
| |                                                                                |                     |    |  |  |  |
| Висшият Септон | Пол Бентли                                                                     | 3, 4, 5             | 6  |  |  |  |
| Висшият Септон е религиозния главен-монарх на Вярата на Седемте. Този септон, става Висш Септон след смъртта на предишния, от ръцете на бунтуващата се тълпа в Кралския Чертог. Той изпълнява сватбената церемония на Тирион Ланистър и Санса Старк и по-късно тази на крал Джофри и Марджъри Тирел. Висшият септон също подготвя тялото на крал Джофри за погребението му и изпълнява церемонията за коронацията на новия крал Томен Баратеон. Той подготвя погребението на Тивин Ланистър. Докато е в бардака на Кутрето и се наслаждава на седем проститутки, той е нападнат от последователите на Висшия Врабец, съблечен гол и е накаран за негово унижение, така да обиколи улиците на Кралския Чертог. Висшият Септон се оплаква на Кралица Церсей за това и настоява Висшият Врабец да бъде екзекутиран. Церсей хвърля Висшия Септон в тъмниците. Септонът остава в тъмницата и най-вероятно умира когато Денерис Таргариен разрушава Кралския чертог с дракона си. |                                                                                |                     |    |  |  |  |
| |                                                                                |                     |    |  |  |  |
| Септа Унела | Хана Уадингъм                                                                  | 5, 6                | 8  |  |  |  |
| Септа Унела е една от последователите на Висшия Врабец. Когато Висшия Врабец арестува и хвърля Церсей в тъмницата, Септа Унела често я посещава, като обещава да и даде вода, ако тя се изповяда. Но Церсей, измъчена от жажда отказва и обещава да се погрижи тя да умре. Унела върви зад Церсей на похода на срама като крещи „Срам!“. Унела помага доста за пречупването на Марджъри и Лорас докато са в тъмницата. След освобождаването на кралица Марджъри, Унела не се отделя от нея и продължава да я държи под око. Когато Церсей убива Висшия Врабец и Марджъри, тя хвърля Унела в тъмницата. Там, Церсей оставя Унела да бъде измъчена до смърт от Планината. |                                                                                |                     |    |  |  |  |
| |                                                                                |                     |    |  |  |  |
| Мерин Трант | Иън Бийти                                                                      | 1, 2, 3, 4, 5       | 18 |  |  |  |
| Сър Мерин е член на Кралската гвардия. Когато Джофри става крал, а Нед Старк е арестуван за измяна, Мерин е изпратен да хване Аря Старк. Момичето е защитено и успява да избяга, благодарение на Сирио Форел, който остава да се бие с Мерин, само с помощта на счупен дървен меч. Мерин би направил всичко, което крал Джофри му нареди, независимо колко жестока е заповедта. Той споделя много общи характеристични черти с Джофри и краля често кара Мерин да бие Санса Старк. В делото на Тирион за убийството на Джофри, Мерин дава показания против Тирион. Когато след смъртта на Тивин, Церсей оглавява Малкия Съвет, тя изпраща Мейс Тирел в Бравос, със сър Мерин като негов телохранител. В Бравос, Мерин си поръчва малки момиченца в бардаците. Без негово знание той е забелязан от Аря Старк, която желае да го убие, за да си отмъсти за Сирио Форел. Аря се явява пред Мерин като малолетна проститутка и първо му избожда очите, след това го наръгва до смърт. |                                                                                |                     |    |  |  |  |
| |                                                                                |                     |    |  |  |  |
| Илин Пейн | Уилко Джонсън                                                                  | 1, 2                | 4  |  |  |  |
| Сър Илин, по-известен като „Кралското Правосъдие“, е ням кралски екзекутор. Езикът му е бил отрязан по заповед она Лудия крал Ерис, защото говорел зад гърба му. Той придружава крал Робърт в Зимен Хребет, за обявяването на Нед Старк в Ръка на краля, и по-късно се завръща в столицата с него. След смъртта на Робърт, Илин служи на крал Джофри, като по негова заповед екзекутирва Нед Старк, с валириански меч на Старките – Лед. Мечът остава при Илин. Когато крал Станис напада столицата, Церсей държи Илин близо до себе си, с цел в случай, че загубят сър Илин да им даде бърза смърт. Когато Тивин Ланистър се завръща в Кралския Чертог за да го спаси, той взима Лед от сър Илин, за да го разтопи и превърне в два други меча, който той подарява на Джайм и Джофри. Илин остава да служи като екзекутора на Церсей и най-вероятно умира когато Денерис Таргариен разрушава Кралския чертог с дракона си. |                                                                                |                     |    |  |  |  |
| |                                                                                |                     |    |  |  |  |
| Донтос Холард | Тони Уей                                                                       | 2, 4                | 6  |  |  |  |
| Сър Донтос е рицар на служба в Кралския Чертог. Той се появява пиян на рождения ден на Джофри, за което кралят за малко не го екзекутирва, но Санса му спасява живота, като предлага да го направят шут вместо това. По-късно Донтос подарява на Санса огърлица, твърдейки, че и подарява огърлицата на майка си от благодарност. Той присъства на кралската сватба и в бъркотията на смъртта на Джофри, той изчезва заедно със Санса. Те плават с една лодка до кораба на Кутрето и става ясно, че Донтос го е направил за пари. Донтос е застрелян в лодката по заповед на Кутрето, защото не може да му се има доверие. Кутрето разкрива, че камъните на огърлицата са отровни и че той е работел за Кутрето. Тялото му е намерено в лодката, близо до Кралсия Чертог. |                                                                                |                     |    |  |  |  |
| |                                                                                |                     |    |  |  |  |
| Халийн | Рой Дотрис                                                                     | 2                   | 2  |  |  |  |
| Халийн е главен „Мъдрец“ на Ордена на Пиромантите в Кралския Чертог. Пиромантите, чийто магически способности са под съмнение, главно се използват за знанието им в готвенето на Адски огън, много опасен и силно горящо химическо вещество. По времето на Лудия крал, пиромантите са създали голямо количество Адски огън, като са го поставили под всеки замък, къща и постройка в Кралския Чертог, в случай, че града е превзет. Тирион използва помощта на Халийн за Битката на Черна Вода, като пълни кораб с Адски огън и го праща срещу флотилията на крал Станис. Експлозията унищожава половината флотилия. Дълго време след това, кралица Церсей използва същите запаси, за да взриви Септата на Белор. Халийн остава да служи като главния Мъдрец на пиромантите и най-вероятно умира когато Денерис Таргариен разрушава Кралския чертог с дракона си. |                                                                                |                     |    |  |  |  |
| |                                                                                |                     |    |  |  |  |
| Рос | Есме Бианко                                                                    | 1, 2, 3             | 14 |  |  |  |
| Рос е червенокоса проститутка. Тя живее в Зимен Хребет и е любимка на Теон Грейджой. По-късно тя се мести в Кралския Чертог и влиза на работа в бардака на Кутрето. Бързо се въздига в тамошната йерархия и става главна проститутка. По-късно тя е бита по жесток начин от хората на Церсей, които я подозират, че е любовница на Тирион. Когато Кутрето не я защитава тя започва да работи като шпионин за Варис, докато става и дясна ръка на Петир Белиш. Когато Белиш научава, че Рос работи за Варис, той я дава на крал Джофри, който я използва за да практикува стрелбата си. Рос умира от множество стрели. |                                                                                |                     |    |  |  |  |

### Жители на Вестерос
| |                                                                                                 |                  |    |  |  |  |
| Берик Дондарион | Дейвид Скот (сезон 1) Ричърд Дормър (сезон 3, 6 – 8)                                            | 1, 3, 6, 7, 8    | 14 |  |  |  |
| Берик носи прякора „Светкавичния лорд“. Той е изпратен от Нед Старк да залови Грегър Клегейн, след като Планината започва да тероризира Речните земи. След екзекуцията на лорд Едард, Берик става лидер на „Братството Без Знамена“. Той е бил убит няколко пъти от Грегър, но е бил възкръснат от приятеля си Торос, чрез вярата на Р'хлор. Заради това Берик и останалото Братство започват да почитат Господаря на Светлината. Берик и Братството създават доста проблеми на Ланистърската войска, защото колкото и пъти да го убиват, той все възкръсва. След като хваща Аря и Джендри, Берик решава да използва Аря за да получи откуп от Старките и да използва парите за подкрепа на Братството и народа. Когато и Сандор Клегейн е заловен от Братството, Берик го съди за престъпленията му, като се бие с него. В двубоя, Берик е посечен от Сандор и умира, но е възкръснат от Торос. След като Сандор е пощаден и пуснат, а Берик продава Джендри на лейди Мелисандра, Аря бяга от Братството. Берик е възкръснат общо 6 пъти, но всеки път губи част от спомените си. Доста по-късно, когато група от Братството убива жителите на малко селце, Берик се готви да ги обеси, когато Сандор Клегейн идва при тях. Когато разбира, че Сандор е бил жител на селото, Берик му позволява сам да ги обеси. Той и Торос убеждават Сандор да се присъедини към Братството и заедно тръгват към Севера, където ще се води битката за бъдещето на човечеството. Групата стига до Вала, където са пленени от Тормунд. Когато Джон Сняг тръгва отвъд Вала, за да хване мъртвец, той позволява на Берик, Торос и Сандор да се присъединят към групата му. Отвъд Вала групата се сблъсква с мъртва полярна мечка и докато спасява Сандор от мечката, Торос е ухапан и тежко ранен. След като хващат мъртвец, групата е подгонена от армията на Нощния Крал и бива обградена в малко островче в средата на замръзнало езеро. След като прекарват нощта на островчето, впоследствие от тежката рана и хипотермията, Торос умира в съня си. Берик и останалите са спасени в последния момент от пристигането на Денерис Таргариен и драконите и, но Нощния Крал успява да убие дракона Визерион. Когато Джон и другите тръгват с мъртвеца за Кралския Чертог, Берик остава с Тормунд в Източен-страж-до-морето. Двамата са върху Вала, когато Нощния Крал идва с възкръсналия Визерион и срутва част от Вала, като така прави път на армията си да навлиза в Севера. Берик и Тормунд оцеляват и тръгват към Зимен хребет, като по пътя се срещат с Ед Толет и нощния страж в Последното убежище. Те откриват, че Нощния крал вече е убил Ъмбърите. Когато мъртвите нападат Зимен хребет, Берик се бие редом с всички останали и той спасява живота на Аря Старк. Той е наръган десетки пъти от мъртъвците, докато ги задържи, за да могат Аря и Сандор Клегейн да избягат. Така той изпълнява своята целта за който Р'хлор го връщал 6 пъти към живота. Берик умира от раните си и на другия ден тялото му е изгорено. |                                                                                                 |                  |    |  |  |  |
| |                                                                                                 |                  |    |  |  |  |
| Торос Мирски | Пол Кей                                                                                         | 3, 6, 7          | 10 |  |  |  |
| Торос е червен жрец, изповяждащ същата религия като Мелисандра и е член на „Братството Без Знамена“. Той също е известен войн който се е бил в Бунта на Грейджойите със своя огнен меч. Торос е бил изпратен във Вестерос за да убеди крал Робърт да смени религията си, но се проваля, губи вярата си и става пияница. Вярата на Торос се връща когато успява да съживи Берик Дондарион със силата на Р'хлор. Берик и Торос създава Братството и създават доста проблеми на Ланистърите, защото се бият за народа. Торос и Ангай залавят Аря, Джендри и Хрътката и ги водят при лидера им – Берик. След като Дондарион съди Клегейн в съд чрез двубой, той е убит от Хрътката, но Торос го връща към живота. След като Сандор е пощаден и пуснат, а Торос продава Джендри на лейди Мелисандра, Аря бяга от Братството. Торос съживява Берик общо 7 пъти. Доста по-късно, когато група от Братството убива жителите на малко селце, Торос се готви да ги обеси, когато Сандор Клегейн идва при тях. Когато разбират, че Сандор е бил жител на селото, Берик и Торос му позволяват сам да ги обеси. Той и Берик убеждават Сандор да се присъедини към Братството и заедно тръгват към Севера, където ще се води битката за бъдещето на човечеството. Групата стига до Вала, където са пленени от Тормунд. Когато Джон Сняг тръгва отвъд Вала, за да хване мъртвец, той позволява на Торос, Берик и Сандор да се присъединят към групата му. Отвъд Вала групата се сблъсква с мъртва полярна мечка и докато спасява Сандор от мечката, Торос е ухапан и тежко ранен. След като хващат мъртвец, групата е подгонена от армията на Нощния Крал и бива обградена в малко островче в средата на замръзнало езеро. След като прекарват нощта на островчето, впоследствие от тежката рана и хипотермията, Торос умира в съня си. Тялото му е изгорено. |                                                                                                 |                  |    |  |  |  |
| |                                                                                                 |                  |    |  |  |  |
| Горещата Баница | Бен Хоуки                                                                                       | 1, 2, 3, 4, 7    | 12 |  |  |  |
| Горещата Баница е чирак-пекар и включен към групата на Йорен, за да се присъединни към Нощния Страж. Той е добър приятел с Ломи и заедно се опитват да откраднат меча на Аря – Игла, но се провалят. След като групата на Йорен е нападната от сър Амори Лорч, Горещата Баница, Джендри и Аря са от малкото оцелели и са отведени в Харънхъл. Той е направен слуга и е изпратен в кухните, но бяга заедно с Аря и Джендри. След като пътищата на тримата се засичат с „Братството Без Знамена“, Горещата Баница решава да остане в един хан и да работи там като готвач, за това казва сбогом на приятелите си. Докато Бриен и Подрик вечерят там, Горещата Баница ги заговаря и научава, че те търсят Старки. Преценявайки, че може да им се довери, той казва как последно е видял Аря с Хрътката. Когато те тръгват по следите на момичето, Горещата Баница им дава хляб с формата на вълчище за да го предадат на Аря. След дълго време Аря отново минава през хана в който работи Горещата Баница. Той я информира за падането на Болтъните от власт в Севера и че Джон Сняг е станал крал. |                                                                                                 |                  |    |  |  |  |
| |                                                                                                 |                  |    |  |  |  |
| Архимайстер Иброуз | Джим Бродбент                                                                                   | 7                | 4  |  |  |  |
| Иброуз е архимайстер в Цитаделата и обучава майстери в подготовка. Той използва Самуел Тарли като свой асистент, но е скептичен към разказа на Самуел и към писмото на майстер Вулкан относно идването на Белите Бродници. Иброуз и другите архимайстери не обръщат внимание на молбата на Самуел до уведомят целия Вестерос за съществуването на Бродниците. Архимайстера вижда потенциала в асистента си, но неволно става причина за напускането на Самуел. След края на войната за трона, Самуел помага на Иброуз за написването на книгата „Песен за огън и лед“. |                                                                                                 |                  |    |  |  |  |
| |                                                                                                 |                  |    |  |  |  |
| Сам | Различни актьори (сезон 3 – 5) Уилям & Джеймс Уилсън (сезон 6 – 7) Фин & Логан Уотсън (сезон 8) | 3, 4, 5, 6, 7, 8 | 20 |  |  |  |
| Сам е бебето на Джили от инцестовия и брак с баща и Крастър. Освен че Джили му е майка, е и негова сестра, също така Крастър, освен че му е баща, му е и дядо. Когато бебето се ражда момче, Джили се бои Крастър да не го даде на Белите Бродници, както е правил с другите си деца. Преди да успее да го пожертва, братята от Нощния Страж, които се приютяват в дома на Крастър, се бунтуват срещу лорд-командир Мормонт и го убиват заедно с Крастър. Докато бяга от бунтовниците от Стражата, Самуел Тарли взима Джили и бебето със себе си. По пътя те са нападнати от Бял Бродник, който идва за бебето, но Самуел убива Бродника с драконово стъкло и заедно стигат до Вала. Там Джили кръщава бебето си Сам, в чест на Самуел. Джили и Сам са изпратени от Самуел в Къртичино село, за да се спасят от идващото нападение на Диваците, но когато става ясно, че и там не са в безопасност, те се връщат обратно на Вала. Известно време след това, когато Самуел тръгва за Цитаделата в Староград, той взима Джили и малкия Сам със себе си. Самуел първоначално смята да остави Джили и Сам в замъка на своя баща, лорд Рандил Тарли, но когато по време на вечеря Рандил унижава Самуел, въпреки защитаването от страна на Джили, Самуел взима Джили и малкия Сам пак със себе си. Те стигат до Староград и там, Джили и Сам чакат извън библиотеката докато Самуел се среща с Архимайстера. След известен престой в Староград, Самуел води Джили и малкия Сам до Зимен Хребет, за да служи на крал Джон Сняг. Джили и Сам оцеляват нападението на мъртъвците като се скриват в криптите. Самуел Тарли и Джили заедно отглеждат малкия Сам. |                                                                                                 |                  |    |  |  |  |
| |                                                                                                 |                  |    |  |  |  |
| Ангай | Филип Макгинли                                                                                  | 3                | 6  |  |  |  |
| Ангай е член на „Братството Без Знамена“ и е по известен като „Стрелеца“. След като помага за пленяването на Аря, Джендри и Горещата Баница, той собственоръчно пленява и Хрътката. Доста време след това, Братството тръгват за Севера, където ще се води битката за бъдещето на човечеството, но Ангай не е сред тях. |                                                                                                 |                  |    |  |  |  |
| |                                                                                                 |                  |    |  |  |  |
| Лем Лимонения-плащ | Йоханес Хоукър Йоханесон                                                                        | 6                | 2  |  |  |  |
| Лем, наричан Лимонения-плащ заради жълтия плащ който носи, е член на Братството Без Знамена. Той води малка група, която се отклонява от кодекса на Братството и убиват невинни. Лем и групата му искат пари и храна от малко селце, но като Септона на селото Рей им каже, че нямат, те се връщат по-късно и избиват всички в селото и обесват Септона. Сандор Клегейн който е жител на селото, като вижда какво се е случило, тръгва след тях и собственоръчно убива повечето нападатели. Самият Лем е разкрит за престъпленията си от лидера на Братството – Берик Дондарион. Лем бива подготвен за да бъде обесен, когато Сандор го намира. Берик позволява на Сандор, сам да обеси Лем. |                                                                                                 |                  |    |  |  |  |
| |                                                                                                 |                  |    |  |  |  |
| Септон Рей | Иън Макшейн                                                                                     | 6                | 1  |  |  |  |
| Рей е самообявил се Септон, който помага на нуждаещите се и основава своя общност. Той намира умиращия Сандор Клеген и го лекува от раните му. Рей се опитва да покаже на Сандор, че може да живее без насилие и двамата стават приятели. Той започва да строи септа с помощта на своите хора и Сандор Клегейн. Когато Лем от Братството идва в селцето на Рей и му иска златото и храната, Септона му казва, че нямат. Лем и хората му се връщат по-късно и избиват селяните, а Рей го обесват в септата му. |                                                                                                 |                  |    |  |  |  |
| |                                                                                                 |                  |    |  |  |  |
| Оливър | Уил Тюдор                                                                                       | 3, 4, 5          | 7  |  |  |  |
| Оливър е шпионин, мъжка проститутка, и управител на бардак притежаван от Петир Белиш. За кратко време, той става скуайър и любовник на Лорас Тирел и научава за плановете на семейството му, да го омъжат за Санса Старк. По-късно предава тази информация на Кутрето и обърква плановете на Тирелите. В отсъствието на Кутрето, Оливър управлява неговия бардак. Той участва в оргиите на принц Оберин и любовницата му Елариа. След време Оливър пак става любовник на Лорас. Когато Лорас е арестуван заради сексуалните си наклонности, Оливър свидетелства срещу Лорас, по заръка на Церсей към Кутрето. Оливър служи като ръководител в публичния дом на Кутрето и най-вероятно умира когато Денерис Таргариен разрушава Кралския чертог с дракона си. |                                                                                                 |                  |    |  |  |  |
| |                                                                                                 |                  |    |  |  |  |
| Рордж | Анди Бекуит                                                                                     | 1, 2, 4          | 5  |  |  |  |
| Рордж е безмилостен престъпник, взет от тъмниците на Кралския Чертог, за да се присъедини към Нощния Страж. Той е държан в клетка заедно с Хапещия и Джакен. Когато сър Амори Лорч напада Йорен и групата му, тяхната клетка се запалва, но Аря ги спасява като им подава брадва. Рордж става Ланистърски войник и се присъединява към хората на Планината. След загубата на Планината от Едмур Тъли, Рордж и Хапещия напускат Ланистърите. По-късно, двамата нападат Хрътката за да получат наградата за главата му, но Хапещия е убит. Аря си спомня лицето, но не знае името на Рордж. След като го научава, тя го пробожда в сърцето с Игла. |                                                                                                 |                  |    |  |  |  |
| |                                                                                                 |                  |    |  |  |  |
| Хапещия | Жерард Джордан                                                                                  | 1, 2, 4          | 5  |  |  |  |
| Хапещия е безмилостен престъпник, взет от тъмниците на Кралския Чертог, за да се присъедини към Нощния Страж. Той никога не говори, а само съска и се предполага, че е канибал. Той е държан в клетка заедно с Рордж и Джакен. Когато сър Амори Лорч напада Йорен и групата му, тяхната клетка се запалва, но Аря ги спасява като им подава брадва. Хапещия става Ланистърски войник и се присъединява към хората на Планината. След загубата на Планината от Едмур Тъли, Рордж и Хапещия напускат Ланистърите. По-късно, двамата нападат Хрътката за да получат наградата за главата му. Хапещия успява да захапва Сандор за врата, но Хрътката веднага прекършва неговия врат. |                                                                                                 |                  |    |  |  |  |
| |                                                                                                 |                  |    |  |  |  |
| Ломи Зелените-ръце | Ерос Влахос                                                                                     | 1, 2             | 4  |  |  |  |
| Ломи е сирак който хванат да краде, за наказание го пращат на Вала и той се присъединява към групата на Йорен. По-пътя за Вала, Ломи се сприятелява с Аря, Джендри и Горещата Баница. След като сър Амори Лорч напада групата на Йорен, кракът на Ломи е наранен. Той казва, че ще трябва да го носят защото не може да ходи, затова е убит от Поливър с меча на Аря. Ломи е отмъстен, когато по-късно Аря убива Поливър по същия начин. |                                                                                                 |                  |    |  |  |  |
| |                                                                                                 |                  |    |  |  |  |
| Сирио Форел | Милтос Йеролемоу                                                                                | 1                | 3  |  |  |  |
| Сирио е бившият Първи Меч на Бравос и е нает от лорд Едард Старк, за да обучи Аря във „Водния Танц“ – стил в Бравоския бой с мечове. Той учи Аря да се бие с дървени мечове, как да мисли като войн и да контролира страховете си. Когато Церсей заповядва всички хора на Старките в столицата да бъдат заловени или убити, Сирио удържа Ланистърските войници и сър Мерин Тран, за да може Аря Старк да избяга. Той остава да се бие със сър Мерин, само със счупения си дървен меч срещу бронирания рицар. Сирио умира в битката. |                                                                                                 |                  |    |  |  |  |
| |                                                                                                 |                  |    |  |  |  |
| Маги Жабока | Джоди Мей                                                                                       | 5                | 1  |  |  |  |
| Маги е врачка известна със своите предсказания и се среща с Церсей, когато тя е малка. Тя е принудена да предскаже бъдещето на Церсей и тя и казва, че ще се жени за крал, ще има три деца и ще ги види мъртви. И последно че, ще е кралица докато не дойде друга, по-красива, и я измести. Предсказанията на Маги започват да се сбъдват когато първо Джофри, а после и Мирцела и Томен умират млади. |                                                                                                 |                  |    |  |  |  |

### Жители на Есос
| |                      |         |    |  |  |  |
| Тихо Несторис | Марк Гатис           | 4, 5, 7 | 4  |  |  |  |
| Тихо е представител на Желязната Банка на Бравос. Той първоначално отказва да даде заем на Станис Баратеон за да си възстанови армията, но решението му е променено от Давос Държеливия. Когато Железния Трон също изпраща свой представител за преговори в лицето на Мейс Тирел, Тихо го посреща и го изслушва. Тихо пътува до Кралския Чертог за да поиска дълга на Банката от кралица Церсей Ланистър и след като му се плаща с тирелското злато, Тихо използва пари от Желязната Банка за да наеме Златната компания, в помощ на Церсей. |                      |         |    |  |  |  |
| |                      |         |    |  |  |  |
| Бездомничето | Фей Марси            | 5, 6    | 11 |  |  |  |
| Бездомничето е слуга на Многоликия Бог от дома на Черното и Бялото. Когато Аря започва да работи в храма, Бездомничето не вярва, че тя може да служи на Многоликия Бог. Когато Аря я пита коя е, тя разказва своята история на нея, че тя е от Вестерос и как мащехата и се е опитала да я убие и тя наела Безлик Убиец който да убие мащехата, и как оттогава служил на Многоликия Бог. Накрая пита Аря кое от казаното е истина и кое лъжа намеквайки, че историята и не е напълно вярна. Когато Никой който носи лицето на Джакен Х'гхар дава на Аря, първата цел която трябва да убие, Бездомничето не вярва тя да е готова. Тя се оказва права и заради провала на Аря, Никой с лицето на Джакен Х'гхар пие отровата предназначена за първата и цел и умира. Когато Аря плаче за Джакен, Бездомничето казва, че той е бил просто никой и променя лицето си с този на Джакен Х'гхар като гледа как Аря ослепява. Когато Аря е сляпа и проси по улиците на Бравос, Бездомничето няколко пъти я пребива. Когато Никой с лицето на Джакен дава нов шанс на Аря, Бездомничето се разбира с него, че ако Аря пак се провали, да и позволи да я убие. Когато Аря се проваля, Никой позволява на Бездомничето да тръгне след нея за да я убие. Тя се маскира като стара жена, за да се доближи до Аря и я наръгва няколко пъти, но Аря успява да и избяга. Бездомничето намира Аря, която се крие в дома на Лейди Крейн. Тя убива актрисата и гони Аря през улиците на Бравос до катакомбите в града. Бездомничето я притиска в една стая без изход, която е осветена само от един свещ. Аря изгасва свещта и със своя меч – Игла, убива Бездомничето в мрака, тъй като е тренирана да се бие на сляпо. Аря одирва лицето на Бездомничето и го връща в Дома на Черното и Бялото. |                      |         |    |  |  |  |
| |                      |         |    |  |  |  |
| Лейди Крейн | Еси Дейвис           | 6       | 3  |  |  |  |
| Лейди Крейн е актриса от Бравос. Тя играе в пиеса, която интерпретира събитията в Кралския Чертог, от смъртта на крал Робърт до смъртта на крал Джофри. Една млада актриса от нейната трупа наеме Безликите Хора, за да я убият и задачата се пада на Аря Старк. Крейн често пие ром и Аря решава да я отрови, но след разговор с нея, се отказва и разкрива коя актриса жела смъртта и. Лейди Крейн обезобразява лицето на актрисата, наела убийците. Когато Аря е наръгана от Бездомничето, тя е приютена от Крейн, която я зашива и се грижи за нея. След като Бездомничето открива Аря, тя убива Крейн, като прави смъртта и да изглежда все едно е паднала от стола и си е счупила гърба. |                      |         |    |  |  |  |
| |                      |         |    |  |  |  |
| Хари Стрикланд | Марк Рисман          | 8       | 2  |  |  |  |
| Хари е капитан на Златната компания от Есос. Церсей Ланистър изпраща Юрон Грейджой с пари от Банката на Бравос, за да наеме Златната компания, за предстоящата и битка със силите на Денерис Таргариен. Хари чака противниците си пред портите на Кралския чертог, когато Денерис с Дрогон ги напада отзад. Златната компания е унищожена, а Хари бива убит от копието на Сив Червей. |                      |         |    |  |  |  |
| |                      |         |    |  |  |  |
| Хал Моро | Джо Науфау           | 6       | 3  |  |  |  |
| Моро е дотракски Хал, който открива Денерис в Дотракското море, след като тя е изоставена там от Дрогон. Когато научава, че Денерис е вдовица на Дрого, Моро я води във Вес Дотрак, където тя ще бъде съдена, за това дали да се присъедини към Дош Халийн. По време на съда, Джора и Даарио залостват вратите на колибата, докато Денерис запалва Халовете вътре заедно с Моро и себе си. Тя излиза неизгорена от пламъците, докато Хал Моро умира в пламъците. |                      |         |    |  |  |  |
| |                      |         |    |  |  |  |
| Йеззан зо Кагаз | Ензо Чиленти         | 5, 6    | 4  |  |  |  |
| Йеззан е робовладелец който подготвя роби за арената в Мийрийн. Той купува сър Джора и Тирион от търг с наддаване, но когато Джора научава, че ще се бият пред Денерис, той побеждава всички като нокаутира дори Йеззан и те се освобождават от него. Когато Джора е прокуден за втори път от Денерис, той се завръща при Йеззан и му става роб, срещу това да се бие на арената пред Денерис. Когато Тирион решава да преговаря с робовладелците, Йеззан е сред преговарящите и се съгласяват да спрат финансирането на Синовете на Харпията срещу срок от 7 години за премахването на робството. Но робовладелците не спазват сделката и нападат Мийрийн с флотилията си, а Йеззан е сред представителите дошли да приемат капитулацията на града. Когато Денерис с помощта на своите дракони побеждава флотилията, Сив Червей убива компаньоните на Йеззан, като оставя него жив за свидетел и предупреждение към робовладелците, в случай, че отново решат да вдигнат въстание. |                      |         |    |  |  |  |
| |                      |         |    |  |  |  |
| Раздал мо Ераз | Джордж Джорджио      | 3, 6    | 3  |  |  |  |
| Раздал е робовладелец и е част от Мъдрите Господари на Юнкай. Когато Денерис обсажда Юнкай, Раздал и предлага кораби с които да напусне Есос, срещу това да ги остави намира, но тя отказва. Денерис завладява Юнкай и робовладелците са свалени, но по късно си връщат властта. Когато Тирион решава да преговаря с робовладелците, Раздал е сред преговарящите и се съгласяват да спрат финансирането на Синовете на Харпията срещу срок от 7 години за премахването на робството. Но робовладелците не спазват сделката и нападат Мийрийн с флотилията си, а Раздал е сред представителите дошли да приемат капитулацията на града. Когато Денерис с помощта на своите дракони побеждава флотилията, Сив Червей убива отрязва гърлото на Раздал, за предупреждение към робовладелците, в случай, че отново решат да вдигнат въстание. |                      |         |    |  |  |  |
| |                      |         |    |  |  |  |
| Кразнис мо Наклоз | Дан Хилдебранд       | 3       | 3  |  |  |  |
| Кразнис е богат търговец на роби от града Ащапор. Груб и сексист, той постоянно обижда Денерис на Валириански, по време на пазарене, вярвайки, че тя не го разбира. След като продава на Денерис, 8000 Неопетните срещу един дракон, Дрогон, Денерис разкрива, че знае Валириански и е разбрала всичко казано му от Кразнис. Тя заповядва на новите си войни да убият робовладелците, докато Дрогон изпепелява Кразнис с огъня си. |                      |         |    |  |  |  |
| |                      |         |    |  |  |  |
| Малко | Адеуал Акинуой-Агбай | 5       | 2  |  |  |  |
| Малко е пират от Волантис. Той залавя сър Джора и Тирион и ги продава в робство на Йеззан зо Кагаз. |                      |         |    |  |  |  |
| |                      |         |    |  |  |  |
| Ксаро Ксоан Даксос | Нонзо Анози          | 2       | 5  |  |  |  |
| Ксаро е богат търговец и „принц“ на Карт, който желае да се ожени за Денерис. Той и предлага, но Денерис отказва. Въпреки че, гарантира и се грижи за нея, по време на престоя и в Карт, Ксаро я предава в ръцете на Пиат Прий и се коронова Крал на Карт, като убива Тринадесетте управника на града. След като Денерис убива Пиат и си връща драконите, тя заключва и оставя Ксаро да гние в собствения му трезор. |                      |         |    |  |  |  |
| |                      |         |    |  |  |  |
| Пият Прий | Иън Ханмор           | 2       | 4  |  |  |  |
| Пиат е вещер от града Карт. Той убива Тринадесетте които управляват града и примамва Денерис в Дома на Неумиращите, свърталище на вълшебници, като и открадва драконите. Пиат оковава Денерис в Дома на Неумиращите, за да черпи сили от магията на драконите и самата Денерис. Въпреки че магията му се увеличава, планът му се проваля, когато драконите го изгарят по заповед на Денерис. |                      |         |    |  |  |  |
| |                      |         |    |  |  |  |
| Куайте | Лаура Предалска      | 2       | 2  |  |  |  |
| Куайте е енигматична жрица от Асшаи, която живее в Карт. Тя дава съвети на Денерис Таргариен и сър Джора Мормонт за бъдещето им. |                      |         |    |  |  |  |
| |                      |         |    |  |  |  |
| Кралят на Подправките | Николъс Блейн        | 2       | 3  |  |  |  |
| Кралят на Подправките е глава на Тринадесетте, група начело на Карт. Кралят често се държи грубо с Денерис, като изтъква любезно как без армия не може да превземе Железния Трон. Вещерът Пиат Прий заговорничи с Ксаро Ксоан Даксос и го убиват заедно с останалите от Тринадесетте, като им отрязват гърлото, за да имат абсолютна власт на Карт. |                      |         |    |  |  |  |
| |                      |         |    |  |  |  |
| Мири Маз Дуур | Мия Сотерио          | 1       | 3  |  |  |  |
| Мири е „майги“ или вещица, която е пленничка на Денерис и Дрого. Преди да бъде заловена тя е била жрица в храма на Великия Овчар. След като я спасява от изнасилване, Денерис взима Мири под защитата си. След двубой с Маго, Дрого получава рана и Денерис праща Мири да го лекува. След като раната е отровена от Мири, Дрого пада от коня си, което знак, че вече не може да води Халазара си. Денерис отново моли Мири за помощ за да възстанови Дрого. Тя изпълнява черна магия, предавайки доверието на Денерис, като в процеса оставя Дрого в мозъчна смърт и убива неродения им син – Рего като отмъщение за разрушеното и село. За отмъщение Денерис завърза и запалва Мири в погребалния огън на Хал Дрого. |                      |         |    |  |  |  |
| |                      |         |    |  |  |  |
| Илирио Мопатис | Роджер Елам          | 1       | 2  |  |  |  |
| Илирио е богат магистър от Свободния Град – Пентос. Той става домакин на Визерис и Денерис след бягството им от Вестерос и урежда брака на Денерис с Хал Дрого. На сватбата на Денерис, Илирио и подарява три драконови яйца, които са се вкаменили. Той пътува за Кралския Чертог, за да заговорничи с Варис за завръщането на Таргариените на Железния Трон. Когато Тирион убива Тивин и избягва от Кралския Чертог заедно с Варис, двамата стигат до Пентос и стоят няколко дни в имението на Илирио. |                      |         |    |  |  |  |
| |                      |         |    |  |  |  |
| Кото | Дар Салим            | 1       | 6  |  |  |  |
| Кото е най-свирепият кръвен ездач на Хал Дрого. След като е ранен Денерис решава да отведе съпруга си при Мири Маз Дуур за да го излекува, но Кото се опитва да я спре. Кото е убит от сър Джора Мормонт, който го посича с меча си, в последвалия двубой. |                      |         |    |  |  |  |

### Нощен страж
| |                  |                     |    |  |  |  |
| Едисън Толет | Бен Кромптън     | 2, 3, 4, 5, 6, 7, 8 | 34 |  |  |  |
| Ед е стюард в Нощния страж и е по известен като „Тъжния Ед“ сред братята си, заради песимистичното си настроение. Той е харесван сред братята си и е един от малкото хора които си нямат врагове в Нощния страж. Ед е част от експедиционната група на лорд командир Мормонт, отвъд Вала. Той е един от малкото оцелели след битката с Белите бродници в Юмрука на Първите и успява да се добере до къщата на Крастър жив. По време на бунта срещу Мормонт, Ед се бие срещу предателите, но е победен и окован. Ед и Грен успяват да избягат от плена на бунтовниците и по-късно се присъединяват към Джон в мисията му да убие предателите. По време на атаката на Диваците към Нощния Страж, Джон предава командването на Вала на Ед и той се справя отлично като пуска варели с катран, стрели с огън и сърпа срещу катерещите се диваци, убивайки ги. Ед оцелява битката, но неговите приятели Грен и Пип умират. Той присъства на екзекуцията на Манс Райдър. Когато Джон става лорд-командир, Ед го подкрепя, но когато разбира за намеренията му да пусне Диваците на юг от Вала, показва своето неодобрение. Въпреки това, той тръгва с Джон за мисията към Хардхоум, където успяват да убедят част от Диваците да дойдат с тях, но по време на преговорите, Хардхоум е нападнат от Белите Бродници и армията им от мъртъвци, водени от Нощния Крал. Ед, Джон и Тормунд, едвам се спасяват живи и гледат с ужас от лодката си, как Нощния Крал възкръсва избитите Диваци и ги добавя към своята армия. Ед и Джон успешно се връщат в Черен Замък, с Диваците които успяват да спасят. Когато Ед открива за предателството на Торн и убийството на Джон, той отива да извика Тормунд и Диваците на помощ, докато Давос пази трупа на Джон, заедно с останалите лоялни братя. Ед и Тормунд превземат Черен Замък и арестуват предателите. След възкръсването си, Джон решава, че стражата му е приключила и на тръгване от Вала оставя Ед начело на Нощния Страж, като 999-ия лорд командир. Когато Бран Старк и Мийра Тръстиката достигат до Вала, Ед им позволява да минат откъм южната страна. След като Вала е срутен откъм Източен страж от Нощния крал, Джон призовава Ед и нощния страж в Зимен Хребет, където се събират живите. По пътя Ед и нощния страж се събират с Тормунд, Берик и свободния народ в Последно убежище, където откриват, че Ъмбърите са вече изтребени от мъртвите. Ед пристига в Зимен хребет, където се събира отново с Самуел Тарли и Джон Сняг. Когато армията на мъртвите ги нападат, Ед се бие редом с всички. Той е наръган в гърба си, след като спасява живота на Самуел и умира. Нощния крал съживява тялото му, но след като и той е убит, Ед отново се превръща в труп. На следващия ден, заедно с всички умрели му изгоряват тялото |                  |                     |    |  |  |  |
| |                  |                     |    |  |  |  |
| Алисър Торн | Оуен Тийли       | 1, 4, 5, 6          | 19 |  |  |  |
| Сър Алисър Торн и корав инструктор по бой в Черен Замък на Нощния страж. Той се е бил за крал Ерис в Бунта на Робърт и е бил изпратен на Вала като наказание. Той е жесток с новобранците, но от първа ръка знае какво е да служиш на Нощния Страж през зимата. Една зима го е хванала отвъд Вала, докато щурмувал, и Алисър и хората му били принудени да се хранят с труповете на мъртвите си братя. След смъртта на Джеор Мормонт, Алисър действа като заместник лорд-командир докато не бъде избран нов. Той е един от съдиите в делото на Джон за убийството на Корин Полуръката, присъединяване към диваците и предаване на клетвата на Нощния Страж. Алисър настоява за екзекуцията на Джон, но майстер Емон го оборва в този иск. Той се съгласява да изпраща Джон и доброволците му да убият бунтовниците при Крастър, с надеждата той да умре, но Джон се завръща невредим. От чист инат Алисър отказва предложението на Джон за запечатването на тунелите, но когато атаката на Диваците започне, съжалява за решението си. Алисър храбро води хората си в битката и лично се дуелира с Тормунд, но пада ранен и е прибран от други черни братя, вътре в замъка. Алисър присъства на екзекуцията на Манс Райдър. Той остава най-силния кандидат за лорд-командир, докато Самуел не посочва Джон като кандидат и Алисър губи изборите. Когато Джон нарежда да му доведат Джанос Слинт за да го екзекутира, сър Алисър за кратко го защитава на като види колко са многобройни хората на Джон, той се отказва и Джанос е екзекутиран за неподчинение. Той е направен Първи Щурмовак от Джон, но показва неодобрение за решението му да пусне Диваците, да минат на юг от Вала. Когато Джон тръгва на мисията за Хардхоум, оставя Вала под командването на Алисът Торн. След като Джон се завръща успешно от мисията си с Диваците, Алисър дава заповедта да им отворят портите, против своите убеждения. Алисър заедно с други конспиратори примамват Джон в засада и го наръгват до смърт с думите „За Стражата“. След убийството на Джон, Торн взима позицията на лидер и планува да убие лоялните на Джон, както и Давос. Когато Диваците на Тормунд, заедно с великана Вун Вун превземат Черен Замък, Алисър е арестуван за измяната си. Когато Джон възкръсва, той обесва Алисър заедно с другите конспиратори. |                  |                     |    |  |  |  |
| |                  |                     |    |  |  |  |
| Майстер Емон | Питър Вогън      | 1, 3, 4, 5          | 11 |  |  |  |
| Емон Таргариен е стар и сляп майстер от Нощния страж и прачичо на Визерис и Денерис. По времето на Бунта на Робърт, Емон е бил прекалено сляп и прекалено стар за да пътува, затова е останал принуден да стои настрана, в Нощния страж, докато племенника, праплеменника и прапраплеменниците му били заклани от знаменосците на Ланистърите. Той носи гнева от този ден. Когато Емон научава за смъртта на лорд командир Мормонт, той праща всичките гарвани на Нощния Страж с молба за помощ, към всичките крале и лордове на Вестерос срещу опасността която идва отвъд Вала. Емон е съдия в делото на Джон за убийството на Корин Полуръката, присъединяване към диваците и предаване на клетвата на Нощния Страж. Той оправада Джон, понеже е действал по заповед на Полуръката, разпознавайки, че казва истината защото Емон е израсъл в Кралския Чертог. Той също говори със Самуел за чувствата му към Джили. След битката с Диваците, майстер Емон изнася еулогията на падналите братя в защитата на Черен Замък. Когато има гласуване за новия лорд командир, гласа на Емон е решаващ в победата на Джон Сняг. Майстер Емон умира от старост и по-късно тялото му е изгорено. Самуел изнася еулогията му. |                  |                     |    |  |  |  |
| |                  |                     |    |  |  |  |
| Грен | Марк Стенли      | 1, 2, 3, 4          | 22 |  |  |  |
| Грен е смел, но не много умен мъж на Нощния страж. Той е бил изоставен от баща си като дете и започнал да краде, така той се озовава в Нощния страж. На Вала, Грен става добър приятел с Пип, Ед, Самуел и Джон Сняг. Назначен е като щурмовак и участва в голямата експедиция на лорд командир Мормонт, отвъд Вала. Той е един от малкото оцелели след битката с Белите Бродници в Юмрука на Първите и успява да се добре до къщата на Крастър жив. По време на бунта срещу Мормонт, Грен се бие срещу предателите, но е победен и окован. Грен и Ед успяват да избягат от плена на бунтовниците, но по-късно се присъединяват към Джон в мисията му да убие предателите. В атаката на Диваците срещу Черен Замък, Джон заповядва на Грен да вземе петима братя и да защити вътрешната порта. Кралят на великаните, Маг Великия се промъква през тунела и Грен и другите го убиват с цената на собствения им живот. По-късно тялото на Грен е изгорено. |                  |                     |    |  |  |  |
| |                  |                     |    |  |  |  |
| Пипър | Джозеф Алтин     | 1, 3, 4             | 13 |  |  |  |
| Пипър е мъж на Нощния страж, накратко наричан Пип. Бивш актьор, Пип е изпратен на Нощния страж, след като отказва да прави секс с бившия си лорд. Първоначално казва, че е изпратен защото откраднал сирене за гладуващата си сестра, но признава истината на Джон и Сам след като стават приятели, казва, че е бил засрамен от опита на лорда да се възползва от него. Пип е назначен при стюардите. В битката за Черен Замък, Пип стреля по Диваците, макар да не е използвал преди нито меч, нито лък. Пип се страхува от битки, но намира куража си и убива един от Диваците, застрелвайки го с арбалет. Той е застрелян във врата от Игрит и умира от загуба на кръв в ръцете на Сам. По-късно тялото на Пип е изгорено. |                  |                     |    |  |  |  |
| |                  |                     |    |  |  |  |
| Оли | Бренок О'Конър   | 4, 5, 6             | 17 |  |  |  |
| Оли е младо момче който живее в Дара заедно с майка си и баща си. Селото им е нападнато от Диваците, като баща му е убит от Игрит, а майка му от Стир. Магнарът му казва, че ще изяде мъртвите му родители и го праща до Черен Замък за да разкаже какво се е случило в селото. Той достига до Нощния Страж, но те отказват да пратят войници в селото, затова Оли започва да тренира заедно с черните братя за да може един ден да отмъсти за родителите си. В атаката на Диваците към Нощния Страж, Оли се грижи за асансьора на Вала и застрелва Игрит в гърба, отмъщавайки баща си. Оли присъства на екзекуцията на Манс Райдър. Когато Джон става лорд-командир, Оли става негов личен стюард и двамата се разбират доста добре. Когато Джон казва намеренията си да пусне Диваците на юг от Вала, той показва своето неодобрение и се чувства предаден от Джон. Оли заедно с други конспиратори примамват Джон в засада и го наръгват до смърт с думите „За Стражата“. След убийството на Джон, Торн взима позицията на лидер и планува да убие лоялните на Джон, както и Давос, като Оли го подкрепя. Когато Диваците на Тормунд, заедно с великана Вун Вун превземат Черен Замък, Оли е арестуван за измяната си. Когато Джон възкръсва, той обесва Оли заедно с другите конспиратори. |                  |                     |    |  |  |  |
| |                  |                     |    |  |  |  |
| Джанос Слинт | Доминик Картър   | 1, 2, 4, 5          | 14 |  |  |  |
| Джанос е командир на Градската стража – известни като „Златните плащове“. Той е купен от Кутрето, за да излъже лорд Едард, че е на негова страна и ще го подкрепи когато той се опита да арестува Джофри и кралица Церсей. След като Джанос предава Нед Старк, дадена му е титлата – лорд. След това, той изпълнява заповедите на крал Джофри, да убие всичките копелета на крал Робърт, убивайки дори бебе в процеса. Заради недоверието си към него и за това което е направил с копелетата на Робърт, Тирион прокужда Джанос за Нощния страж. В Нощния Страж, Джанос се сприятелява с Алисър Торн и е един от съдиите в делото на Джон за убийството на Корин Полуръката, присъединяване към диваците и предаване на клетвата на Нощния Страж. По негова препоръка Алисър се съгласява да изпраща Джон и доброволците му, да убият бунтовниците при Крастър, с надеждата той да умре, но плановете им се провалят. По време на атаката на Диваците към Нощния Страж, Алисър предава командването на Вала на Джанос, но той се оказва некомпетентен и се скрива в склада при Джили и бебето, докато другите се бият. След битката, страхливостта на Джанос е разкрита от Самуел Тарли. Джанос подкрепя сър Алисър за нов лорд-командир, но Джон Сняг печели изборите. По-късно той отказва да се подчини на Джон, когато той го праща да възстанови Сивия Страж и публично обижда лорд-командира. За това Джанос Слинт е публично екзекутиран, като Джон собственоръчно му отрязва главата с меча си. |                  |                     |    |  |  |  |
| |                  |                     |    |  |  |  |
| Отел Ярвик | Браян Фортюн     | 1, 4, 5, 6          | 14 |  |  |  |
| Отел Ярвик е Първия Строител на Нощния Страж. Неговата длъжност е да организира строителите в поддържането на Вала и замъците му. Отел е един от черните братя които съдят Джон Сняг за действията му, във времето прекарани с Диваците. Когато Джон предлага на Отел да запечатат тунела, той иска да се съгласи с него, но заради натиска на сър Алисър отказва. Отел присъства на екзекуцията на Манс Райдър. Когато Джон става лорд-командир и казва намеренията си да пусне Диваците на юг от Вала, той показва своето неодобрение. Отел заедно с други конспиратори примамват Джон в засада и го наръгват до смърт с думите „За Стражата“. След убийството на Джон, Торн взима позицията на лидер и планува да убие лоялните на Джон, както и Давос, като Ярвик го подкрепя. Когато Диваците на Тормунд, заедно с великана Вун Вун превземат Черен Замък, Отел е арестуван за измяната си. Когато Джон възкръсва, той обесва Отел Ярвик заедно с другите конспиратори. |                  |                     |    |  |  |  |
| |                  |                     |    |  |  |  |
| Боуен Марш | Майкъл Кондрон   | 5, 6                | 10 |  |  |  |
| Боуен Марш е Първи Стюард на Нощния Страж. Той присъства на екзекуцията на Манс Райдър и по-късно на изборите за лорд-командир подкрепя сър Алисър. Когато Джон става лорд-командир и казва намеренията си, да пусне Диваците на юг от Вала, той показва своето неодобрение. Боуен заедно с други конспиратори, примамват Джон в засада и го наръгват до смърт с думите „За Стражата“. След убийството на Джон, Торн взима позицията на лидер и планува да убие лоялните на Джон, както и Давос, като Марш го подкрепя. Когато Диваците на Тормунд, заедно с великана Вун Вун превземат Черен Замък, Боуен е арестуван за измяната си. Когато Джон възкръсва, той обесва Боуен Марш заедно с другите конспиратори. |                  |                     |    |  |  |  |
| |                  |                     |    |  |  |  |
| Йорен | Франсис Магий    | 1, 2                | 7  |  |  |  |
| Йорен събира новобранци за Нощния страж. Той тръгва от Вала заедно с Тирион Ланистър и става свидетел на ареста му от Кейтлин Старк. Йорен пътува до Кралския Чертог за да информира Нед Старк за случилото се. На екзекуцията на Нед Старк, Йорен открива Аря Старк сред тълпата и пречи да види обезглавяването на баща и. Йорен, по-късно и отрязва дългата коса и дава нова самоличност, тази на Ари сирачето. Той я взима при своите новобранци за да я защити от кралица Церсей и да я върне обратно в Зимен Хребет. В караваната на Йорен са и Джендри и Джакен Х'гхар. Караваната тръгнала за Вала е спряна от знаменосец на Ланистърите – сър Амори Лорч, който настоява да му предадат Джендри. Когато Йорен отказва, започва битка в която хората му са убити. Йорен е застрелян няколко пъти и накрая довършен от Амори. |                  |                     |    |  |  |  |
| |                  |                     |    |  |  |  |
| Корин | Саймън Армстронг | 2                   | 4  |  |  |  |
| Известен като Корин Полуръката, той е опитен щурмовак и втори командващ в Сенчестата Кула. Наричан е Полуръката, защото Дивак с брадва отнесъл всичките му пръсти на дясната ръка, с изключение на палеца и показалеца. Заради това е тренирал и станал толкова добър с лявата си ръка, колкото бил и с дясната. Когато Корин се среща с лорд-командир Мормонт, отвъд Вала, той го съветва да изпрати три съгледвачески групи, за да научат какво крои Манс Райдър, като той самия води една от тях и взима Джон Сняг при себе си. След като са разделени с Джон и тръгват да го търсят, Корин е заловен и хората му са убити. По-късно той се жертва, провокирайки Джон в двубой и го кара да го убие, за да може Джон да спечели доверието на Диваците. |                  |                     |    |  |  |  |
| |                  |                     |    |  |  |  |
| Уил | Бронсън Уеб      | 1                   | 1  |  |  |  |
| Уил е бивш джебчия, който е изпратен в Нощния страж и става щурмовак. Той участва в мисия отвъд Вала, но всичките му компаньони биват убити от Белите Бродници, които се завръщат след хиляди години. От страх, Уил дезертира от Нощния страж и за това е екзекутиран от Нед Старк, чрез обезглавяване. |                  |                     |    |  |  |  |

### Диваци и Отвъд Вала
| |                                                          |               |    |  |  |  |
| Нощният Крал | Ричърд Брейк (сезон 4 – 5) Владимир Фурдик (сезон 6 – 8) | 4, 5, 6, 7, 8 | 10 |  |  |  |
| Нощният Крал е лидерът на Белите Бродници. Според легендите, той е бил Старк и е станал 13-ия лорд-командир на Нощния Страж. Хиляди години по-късно, след последното им забелязване, Белите Бродници се събуждат и тръгват на юг. Крастър дава новородените си синове на Белите Бродници като по този начин ги почита като богове и осигурява своето оцеляване. След смъртта на Крастър, бунтовниците на Нощния Страж оставят последния му син в гората и той бива отнесен от Бял Бродник при Нощния Крал. Кралят на Бродниците превръща сина на Крастър в Бял Бродник с едно докосване и става ясно, че това е било съдбата на всички синове на Крастър. По време на преговорите за мир между Диваци и Нощния Страж в Хардхоум, Нощният Крал напада и двете страни със своята армия от мъртъвци и Бели Бродници. Той наблюдава отдалеч съпротива на хората и изглежда заинтересован в лорд-командир Джон Сняг. Представителите на Нощния Страж и малка част от Диваците успяват да избягат от брега на Хардхоум към корабите, но повечето Диваци са изклани. Нощният Крал гледа от брега към Джон и само с вдигане на ръцете си кара всички Диваци паднали в битката да възкръснат и да станат част от неговата армия. Когато Триоката Врана показва на Бран миналото, той вижда как Нощния Крал е бил просто човек, но Горските Чеда водени от Листо му забили кама от драконов камък в сърцето и с магиите си го превърнали в първия Бял Бродник. Горските Чеда създали Белите Бродници във войната си срещу хората, но след примирието между хора и чеда, Белите Бродници са се обърнали срещу всички и докарали зимата със себе си. Когато Бран Старк използва дарбата си да варгва в дърветата, Нощния Крал може да го види и го докосва, маркирайки го и така може да преодолява защитните магии в пещерата на Триоката Врана. Нощния Крал води атака с другите Бродници и армията си от мъртъвци срещу Бран и Триоката Врана и докато мъртъвците убиват Лято, Листо и Ходор, Нощния Крал сам убива Триоката Врана, но Бран и Мийра успяват да му се измъкнат. Когато Джон Сняг и компанията му идват отвъд Вала за да хванат мъртвец, армията на Нощния Крал ги напада и ги заобикаля в малко островче на едно заледено езеро. След като Денерис Таргариен идва с драконите си за да спаси Джон и компания, Нощния Крал използва магическо копие за да убие дракона – Визерион, който пада мъртъв в езерото, докато другите успяват да се спасят. След битката мъртъвците вадят Визерион от езерото и Нощния крал го съживява и го прави негова езда. Той лети на негов гръб до Източен-страж-до-морето и го използва за да срути част от Вала. Нощния Крал с Визерион и армията от мъртъвци, преминават Вала и навлизат в Севера. Той първо унищожава Последно убежище, след което се насочва към Зимен Хребет, за да убие хората и по-специално Бран Старк, който заради уменията си да вижда в миналото, знае цялата история на човечеството. Докато армията му напада живите, той наблюдава битката от въздуха с Визерион. Денерис и Джон го нападат с Дрогон и Регал и Нощния крал пада от гърба на дракона. Денерис се опитва да го убие с огъня на дракона си, но това не действа срещу него. Джон се опитва да го нападне на земята, но Нощния крал съживява умрелите войници и го спира. Той намира Бран в гората на боговете и убива Теон Грейджой, който се опитва да го защити. Преди да може да убие Бран, обаче Аря Старк се появява от никъде и наръгва Нощния крал с валерианска кама. Той умира и се разпръсква на хиляди парчета, което води до смъртта на всички Бели бродници и унищожаването на армията на мъртъвците. |                                                          |               |    |  |  |  |
| |                                                          |               |    |  |  |  |
| Триоката Врана | Стрюан Роджър (сезон 4) Макс фон Сюдов (сезон 6)         | 4, 6          | 5  |  |  |  |
| Триоката Врана е фигура която се появява в сънищата на Бран, след неговото падане. В сънищата на Бран, Враната го води във фамилната крипта, опитвайки се да предскаже смъртта на лорд Едард. Той се появява в сънищата му, дори след като Бран напуска Зимен Хребет и иска момчето да го следва на север от Вала. Триоката Врана се появява във видението на Бран и му казва „търси ме под дървото, на север“. Отвъд Вала, Бран намира Триоката Врана във формата на старец обрасъл в корени в една пещера. Той казва на Бран, Мийра и Ходор, че ги е наблюдавал през целия им живот и че Джоджен е знаел как ще умре, но е тръгнал с тях въпреки това. Триоката Врана казва на Бран „никога няма да проходиш, но ще можеш да летиш“. В пещерата Триоката Врана научава Бран как да варгва в дърветата за да види в миналото, като му показва различни събития от миналото, сред тях и как са направени Белите Бродници. Когато Нощния Крал докосва и маркира Бран и така вече може да влезе в пещерата, Триоката Врана започва да прехвърля всичко което знае в Бран, за да може той да се превърне в следващата Триока Врана. Нощния Крал и армията му от мъртъвци влиза в пещерата и преди Бран да го напусне, Враната го кара да варгне в Ходор, докато са в миналото, като така поврежда младия Ходор, но и го прави в човека който е, човека който накрая спасява Бран. Докато Бран и Мийра бягат от пещерата, Нощния Крал собственоръчно убива Триоката Врана със своя леден меч. Преди смъртта си Триоката Врана успява да повика Бенджен Старк, за да помогне на Бран. |                                                          |               |    |  |  |  |
| |                                                          |               |    |  |  |  |
| Листо | Октавиа Александру (сезон 4) Кей Александър (сезон 6)    | 4, 6          | 4  |  |  |  |
| Горските Чеда са мистериозна нечовешка раса, която обитавала Вестерос през Древната Епоха. Малки, магически същества, те са живеели във Вестерос когато Първите Хора са мигрирали в континента, 12500 години преди Бунта на Робърт. Според легендите са били последно видени 6000 години преди Войната на Петимата Крале, по време на инвазията на Андалите. В днешни дни, всички вярват, че са само легенда и никога не са съществували. Дори малкото останали хора вярващи в тях като масйтер Лувин и Нед Старк, мислят, че са изчезнали. Реално, единствените оцелели Чеда са отвъд Вала. Листо е Горското Чедо, който спасява Бран и приятелите му от мъртъвците и унищожава тялото на Джоджен, за да не се съживи като слуга на Белите Бродници. Тя ги вкарва на безопасно място в пещерата на Триоката Врана, където магията на мъртъвците не действа. Когато Триоката Врана показва на Бран миналото, той вижда как Листо начело на Горските Чеда, забива кама от драконов камък в сърцето на един човек и го превръща в първия Бял Бродник (Нощния Крал). Листо обяснява, че го е направила по време на войната им с хората, за да използват Бродниците като оръжие, но след примирието между хора и чеда, Бродниците са се обърнали срещу всички и са докарали зимата. Когато Нощния Крал, заедно с армията си от мъртъвци, напада пещерата на Триоката Врана, всички останали Горски Чеда са избити. Докато Бран, Мийра и Ходор бягат в един коридор, към изхода от пещерата, Листо остава назад за да се жертва и спечели време на останалите. Тя се взривява и унищожава голяма част от мъртъвците. Със смъртта на Листо, расата на Горските Чеда изчезва. |                                                          |               |    |  |  |  |
| |                                                          |               |    |  |  |  |
| Вун Вун | Иън Уайт                                                 | 5, 6          | 5  |  |  |  |
| Вун Вун е великан. След загубата на Манс Райдър пред крал Станис, той търси убежище в Хардхоум. Когато Тормунд идва с Джон, за да сключи мир между Диваците и Нощния Страж, той се доверява на решението на Тормунд и решава да тръгне с тях. Когато Белите Бродници нападат Хардхоум, Вун Вун се бие срещу мъртъвците рамо до рамо с Нощния Страж и напуска Хардхоум с тях. По-късно Вун Вун е пусната да мине Вала и се настанява на юг от Вала. Когато Джон е убит от предателите в Нощния Страж, Вун Вун, Тормунд и Ед, заедно с диваците превземат Черен Замък и арестуват предателите. Вун Вун се присъединява към армията на Джон в похода му срещу Рамзи Болтън. На битката за Зимен Хребет, Вун Вун убива доста от Болтънските войници, но е оцелен с много стрели и копия, както и притиснат в капан Болтънската армия. След като Аринските войници пристигат и убиват Болтънските, Джон, Вун Вун и Тормунд преследват Рамзи до Зимен Хребет. Когато Рамзи се залоства зад стените на замъка, Вун Вун разбива портите на Зимен Хребет, но пада на колене от множеството рани които получава. Той е убит от Рамзи Болтън, който го застрелва в окото. Със смъртта на Вун Вун, расата на великаните изчезва. |                                                          |               |    |  |  |  |
| |                                                          |               |    |  |  |  |
| Манс Райдър | Кийрън Хайндс                                            | 3, 4, 5       | 5  |  |  |  |
| Манс е бивш брат от Нощния Страж станал крал отвъд Вала – лидер на Диваците. Той е бил дете на Диваци, отгледан от Нощния Страж и е бил един от най-добрите им щурмоваци докато не се е обърнал срещу черните си братя и се присъединил към Диваците. Използвайки тренировките и тактиките които научил от Стражата, Манс е избран за седмия крал отвъд Вала. Целта на Манс е да прекара хората си, от другата страна на Вала за да ги спаси от задаващата се армия от Белите Бродници. Той изпраща Тормунд и Джон заедно с група Диваци на юг от Вала, за да чакат за „най-големия огън който Северът някога ще види“ като сигнал да атакуват Вала от юг докато той го прави от север. Манс праща първата атака срещу Вала, която се проваля. Джон идва при него с претекст преговаря, но всъщност има намерение да го убие. Манс се досеща за плана на Джон и е впечатлен от куража му. Той твърди, че само иска да премине на юг от Вала с хората си, за да са на безопасност от Белите Бродници. Разговорът им е прекъснат от изненадващото нападение на Станис Баратеон. Манс се предава, за да не бъдат убити повече от хората му, но отказва да коленичи пред Станис. Той е взет в плен от Станис по препоръка на Джон. По-късно крал Станис дава избор на Манс да коленичи или да бъде изгорен жив. Въпреки усилията на Джон да го убеди да коленичи, Манс отказва и е вързан на кладата и подпален пред своите хора. Джон го убива със стрела в сърцето за да избави го от мъките му. |                                                          |               |    |  |  |  |
| |                                                          |               |    |  |  |  |
| Господарят на Костите | Едуард Доджлиани (сезон 2 – 3) Роз О'Хенеси (сезон 5)    | 2, 3, 5       | 4  |  |  |  |
| Господарят на Костите, по известен като Дрънчащата Ризница, е Дивак който носи черепа на гигант като маска и костите на враговете си като броня. Той залавя Джон и Полуръката и след смъртта на Полуръката, доставя Джон на Манс Райдър. След загубата на Манс Райдър пред крал Станис, той бяга в Хардхоум. Когато Тормунд идва в Хархоум заедно с Джон за да спаси Диваците от Белите Бродници, Той се подиграва на Тормунд пред всички, че е станал слуга на Нощния Страж. Заради обидите му, Тормунд го пребива до смърт със собствената му тояга. |                                                          |               |    |  |  |  |
| |                                                          |               |    |  |  |  |
| Орел | Макензи Крук                                             | 3             | 6  |  |  |  |
| Орел е Дивашки ездач и варг. Той не се доверява на Джон, след като се присъединява към тях, защото мисли, че все още е лоялен на Нощния Страж и защото ревнува Игрит. Орел се катери и минава от другата страна на Вала, като в процеса замалко причинява смъртта на Джон и Игрит. Съмненията на Орел се потвърждават, когато Джон отказва да убие невинен конегледач. В битка, Орел е убит от Джон, но не и преди да варгне в орела си и да одере лицето на Джон. |                                                          |               |    |  |  |  |
| |                                                          |               |    |  |  |  |
| Стир | Юри Колоколников                                         | 4             | 4  |  |  |  |
| Стир е един от лейтенантите на Манс Райдър и е Магнар („Лорд“ в езика на Първите Хора) на Ден, Дивашки клан от канибали. Стир и хората му преминават Вала и се присъединяват към Тормунд и неговите хора. Заедно те нападат и избиват хората от селата близо до Черен Замък, включително и Къртичино Село. Стир се съмнява в лоялността на Игрит, но въпреки това я пожелава. Когато нападат Черен Замък, Стир убива доста „врани“, но накрая се бие с Джон Сняг и умира с чук, забит в главата. |                                                          |               |    |  |  |  |
| |                                                          |               |    |  |  |  |
| Раст | Люк Макюън                                               | 1, 3, 4       | 12 |  |  |  |
| Раст е новобранец в Нощния страж с особено зъл дух. Бил е арестуван за изнасилване и избрал Вала като наказание. Той често се заяжда със Самуел Тарли, но престава, след като е заплашен от Джон и приятелите му. Раст е част от експедиционната група на лорд-командир Мормонт отвъд Вала. Той е един от малкото оцелели след битката с Белите бродници в Юмрука на Първите и успява да се добре до къщата на Крастър жив. Там той заедно с Карл и другите се бунтува срещу лорд-командир Мормонт и го убива, забивайки нож в гърба му. Бунтовниците остават в дома на Крастър, изяждайки храната и изнасилвайки жените на Крастър. Раст е малтретиран от Карл, но си изкарва яда върху Дух, вълчището на Джон, който те са хванали и държат в клетка. Когато групата на Джон идва да убие бунтовниците, Раст бяга от битката. Той е убит от Дух в гората, след като вълчището е освободено от Бран Старк. |                                                          |               |    |  |  |  |
| |                                                          |               |    |  |  |  |
| Карл Танър | Бърн Горман                                              | 3, 4          | 4  |  |  |  |
| Карл е стюард на Нощния страж. Той е един от малкото оцелели след битката с Белите бродници в Юмрука на Първите и успява да се добре до къщата на Крастър жив. Когато напрежението между Крастър и братята от Нощния страж расте, Карл го обижда и убива, започвайки бунт срещу лорд-командир Мормонт. След смъртта на Мормонт, бунтовниците остават в дома на Крастър, изяждайки храната и изнасилвайки жените на Крастър. Карл се превръща в техен лидер и малтретира всички останали. Когато бунтовниците залавят Бран и компанията му, Карл се кани да изнасилва Мийра. Той е прекъснат от атаката на Джон и групата му. Карл се дуелира срещу Джон и е убит от него, с помощта на една от жените на Крастър. Телата на всички бунтовници са изгорени. |                                                          |               |    |  |  |  |
| |                                                          |               |    |  |  |  |
| Крастър | Робърт Пю                                                | 2, 3          | 5  |  |  |  |
| Крастър е Дивак, който има крехко приятелство с Нощния Страж и се жени за дъщерите си. Той е баща на Джили и много други жени. Той жертва синовете си на Белите Бродници веднага след като се родят. Тъй като е единственият им съюзник зад Вала, лорд-командир Мормонт и хората му трябва да търпят обидите му и нахалните му изисквания. След като експедицията на Мормонт е нападнат от Бели Бродници, оцелелите търсят приют в дома на Крастър. Няколко члена на Нощния Страж губят търпението си към него, а Крастър обижда мъртвите им и отказва да сподели храната си с гладните щурмоваци. Карл от Нощния Страж го предизвиква и Крастър го напада, в резултат Карл вкарва ножа си под челюстта му. Смъртта на Крастър довежда до бунта на Карл и Раст, срещу лорд-командир Мормонт. |                                                          |               |    |  |  |  |

### Зверове
| |                        |    |  |  |  |  |
| |                        |    |  |  |  |  |
| Дрогон | 1, 2, 3, 4, 5, 6, 7, 8 | 30 |  |  |  |  |
| Дрогон е черният дракон от трите дракона на Денерис и е най-големият сред тях. Той е любимият дракон на Денерис и е кръстен на Хал Дрого, починалия ѝ съпруг. Заедно с другите дракони Дрогон е отвлечен в Карт от Пия Прий. По заповед на Денерис драконите запалват вещера и по-късно помагат на Денерис да завладее Ащапор, където Дрогон е продаден на Кразнис, само за да го изгори и него. Макар все още да е лоялен към Денерис, Дрогон започва да излиза от нейния контрол. Денерис получава оплаквания от овчари за убити овце от Дрогон. Един ден пред Денерис се появява овчар, който твърди, че Дрогон е убил дъщеря му и показва изпепелените кости на тригодишно момиче. Тя иска да го залови и затвори, но Дрогон не може да бъде намерен никъде. Дрогон понякога се завръща в Мийрийн, но се вижда да лети и далеч, чак до Валирия. Когато по време на игрите в арената Денерис е обградена от Синовете на Харпията и я грози смърт, Дрогон се появява и атакува нападателите. Въпреки мощта си, той е наранен от многобройните Синове и за да го спаси него и себе си, Денерис се качва върху него и го язди далеч от Мийрин. Дрогон се приземява в Дотракското море, но е твърде изморен от битката и не се подчинява на Денерис, която иска да се върнат. Дрогон и Денерис са разделени, когато тя е пленена от Дотраките, но се намират отново, когато Денерис става техен лидер. Драконът лети с Денерис до Мийрийн и там, с помощта на брятата си Регал и Визерион, побеждава флотилията на робовладелците. По-късно Дрогон, заедно с Денерис и другите дракони, лети за Вестерос. Денерис заедно с Дрогон и другите дракони се настанява в Драконов Камък. Когато ланистърската войска унищожава тирелската, тя използва Дрогон, за да нападне победителите и ги сломява. След битката Денерис използва Дрогон, за да екзекутира Рандил и Дикон Тарли. В Драконов Камък, Дрогон се доверява на Джон Сняг, защото има таргариенска кръв и когато Джон е заобиколен от мъртъвци отвъд Вала, Денерис лети с драконите си, за да му помогнат. Дрогон унищожава доста от мъртъвците, но Визерион е убит от Нощния Крал в битката. По-късно Денерис лети за Кралския Чертог с Дрогон и Регал за преговорите с Церсей Ланистър, след което ги води към Севера за предстоящата битка с Белите Бродници и техните мъртъвци. Когато Нощния крал напада Зимен Хребет с армията на мъртъвците, Денерис язди Дрогон по време на битката. Дрогон и Регал се борят с мъртвия Визерион във въздуха и огънят на Дрогон се оказва неефективен срещу Нощния крал. Мъртъвците се качват върху Дрогон и започват да го наръгват, което кара дракона да избяга и да се връща след победата на живите. След това Денерис води армията си и драконите си към Драконов замък, но е нападната от скорпионите на Юрон Грейджой, което води до смъртта на Регал. След предателството на Варис, Денерис го екзекутирва чрез Дрогон. На следващия ден тя води атаката към Кралския чертог върху Дрогон и дракона унищожава флотилията на Юрон, Златната компания и скорпионите по стените. След като града се предава, Денерис използва Дрогон, за да изпепели столицата заедно с невинните в нея. След победата им Дрогон усеща смъртта на Денерис от ръцете на Джон Сняг, но не го убива, а вместо това разтапя Железния трон. После Дрогон взима тялото на майка си и отлита обратно към Есос. |                        |    |  |  |  |  |
| |                        |    |  |  |  |  |
| |                        |    |  |  |  |  |
| Дух | 1, 2, 3, 4, 5, 6, 8    | 23 |  |  |  |  |
| Дух е вълчището на Джон Сняг. Той е албинос и от малко кутре расте до едър, свиреп и лоялен приятел на Джон. Той придружава Джон до Вала и по-късно е с него за експедицията отвъд Вала, където се налага да се разделят. Той намира Сам и лорд-командира Мормонт след битката при Юмрука на Първите, но след бунта при Крастър, Дух е пленен от Карл и Раст. Освободен е от Бран Старк, след което веднага убива Раст. Дух намира Джон и се връща с него в Черен Замък. В замъка сър Алисър кара Джон да заключи Дух. Но по време на битката за Черен Замък, Дух е пуснат на свобода и убива няколко от Диваците. Дух оцелява в битката. По-късно когато Сам и Джили са атакувани от двама братя от Нощния Страж, Дух ги спасява с появата си. Когато Джон е убит, Ед оставя Дух да пази трупа му, докато не е възкръснат. Дух напуска Черен Замък заедно с Джон във войната му срещу Рамзи Болтън. След като Старките превземат обратно Зимен Хребет, Дух се настанява там заедно с Джон. Вълчището остава в Зимен хребет, когато Джон отива на юг, но по-късно се събират отново, когато Джон пристига заедно с Денерис и нейната армия. Когато Нощния крал и армията на мъртъвците нападат Зимен хребет, Дух е в кавалерията заедно с дотраките. Той оцелява битката, но губи лявото си ухо. Когато Джон тръгва на война за Кралския чертог, той изпраща Дух заедно с Тормунд за Черен замък. След края на последната война, Джон е изпратен на Вала, където се събира с Дух и заедно със Свободния народ, тръгват да живеят отвъд Вала. |                        |    |  |  |  |  |
| |                        |    |  |  |  |  |
| |                        |    |  |  |  |  |
| Регал | 1, 2, 3, 4, 5, 6, 7, 8 | 22 |  |  |  |  |
| Регал е зеленият дракон от трите дракона на Денерис. Той е кръстен на починалия брат и същевременно на нероденото дете на Денерис, Регар Таргариен и Рего. Заедно с другите дракони, Регал е отвлечен в Карт от Пия Прий. По заповед на Денерис, драконите запалват вещера и по-късно помагат на Денерис да завладее Ащапор. След като Дрогон убива малко момиче, Денерис оковава и заключва Регал и Визерион в катакомбите на Мийрийн. Въпреки че са заключени, Денерис не ги забравя и когато е вбесена заради смъртта на сър Баристан, тя дава един от бившите господари на Регал и Визерион, за да го изядат. Регал и Визерион започват да се доверяват на Тирион Ланистър, когато той им маха веригите. След като Денерис се завръща в Мийрийн, по време на обсадата на града от робовладелците, Регал и Визерион разбиват стените на катакомбите и се присъединяват към Дрогон, за да побеждават вражеската флотилия. По-късно Регал, заедно с Денерис и другите дракони, лети за Вестерос. Денерис, заедно с Регал и другите дракони се настанява в Драконов Камък. Когато Джон Сняг е заобиколен от мъртъвци отвъд Вала, Денерис лети с драконите си за да му помогнат. Регал унищожава доста от мъртъвците, но Визерион е убит от Нощния Крал в битката. По-късно Денерис лети за Кралския Чертог с Регал и Дрогон, за преговорите с Церсей Ланистър, след което ги води към Севера за предстоящата битка с Белите Бродници и техните мъртъвци. Там Регал позволява на Джон Сняг да стане неговия ездач. Когато Нощния крал напада Зимен Хребет с армията на мъртъвците, Джон язди Регал по време на битката. Двата дракона се борят с мъртвия Визерион във въздуха и Регал е нараняван зле, след което пада и не може да се бие вече. Той се възстановява след битката и Денерис си води драконите и армията към Драконов камък, но биват нападнати от скорпионите на Юрон Грейджой. Регал е застрелян с три смъртоносни копия и умира, като тялото му пада в морето. |                        |    |  |  |  |  |
| |                        |    |  |  |  |  |
| |                        |    |  |  |  |  |
| |                        |    |  |  |  |  |
| Визерион | 1, 2, 3, 4, 5, 6, 7    | 22 |  |  |  |  |
| Визерион е жълтият дракон от трите дракона на Денерис. Той е кръстен на починалия брат на Денерис, Визерис Таргариен. Заедно с другите дракони, Визерион е отвлечен в Карт от Пия Прий. По заповед на Денерис, драконите запалват вещера и по-късно помагат на Денерис да завладее Ащапор. След като Дрогон убива малко момиче, Денерис оковава и заключва Визерион и Регал в катакомбите. Въпреки че са заключени, Денерис не ги забравя и когато е вбесена заради смъртта на сър Баристан, тя дава един от бившите господари на Регал и Визерион, за да го изядат. Визерион и Регал започват да се доверяват на Тирион Ланистър, когато той им маха веригите. След като Денерис се завръща в Мийрийн по време на обсадата на града от робовладелците, Визерион и Регал разбиват стените на катакомбите и се присъединяват към Дрогон, за да побеждават вражеската флотилия. По-късно Визерион, заедно с Денерис и другите дракони, лети за Вестерос. Денерис заедно с Визерион и другите дракони се настанява в Драконов Камък. Когато Джон Сняг е заобиколен от мъртъвци отвъд Вала, Денерис лети с драконите си, за да му помогнат. Визерион унищожава доста от мъртъвците, но е убит с магическо копие от Нощния Крал и пада в замразено езеро. След битката трупа му е изваден от мъртъвците и Визерион е съживен от Нощния Крал, който го използва, за да срути Вала откъм страната на Източен-страж-до-морето. Вече под контрола на Нощния Крал, Визерион диша син огън и става негова езда. Нощния Крал напада Зимен хребет на гърба на Визерион и във въздуха мъртвият дракон се бори с братята си Дрогон и Регал. След като Нощния крал пада от гърба му, Визерион каца в Зимен хребет и започва да сее разруха. Той притиска Джон Сняг в двора, но преди да успее да го убие, Нощния крал е победен и трупа на дракона се разпада. |                        |    |  |  |  |  |
| |                        |    |  |  |  |  |
| |                        |    |  |  |  |  |
| Лято | 1, 2, 3, 4, 6          | 15 |  |  |  |  |
| Лято е вълчището на Бран Старк и е строго верен на своя господар. Когато наемен убиец се опитва да убие Кейтлин и Бран – който е в кома, Лято разкъсва врата на убиеца и ги спасява. Лято и Рошльо оцеляват при нападението на Зимен хребет и следват Бран и Рикон до Вала. По пътя Бран започва да варгва в Лято и понякога двамата споделят едно тяло. Лято следва своя господар и отвъд Вала, където е заловен от бунтовниците при Крастър, но е освободен от Бран, когато лоялистите на Нощния страж нападат бунтовниците. Лято продължава на север заедно с Бран, за да намерят Триоката Врана. Пред пещерата на Враната, Бран и приятелите му са нападнати от мъртъвци, като Лято се справя някои от тях и накрая заедно с Бран, Мийра и Ходор се прибира на безопасност в пещерата на Триоката Врана. Когато пещерата е нападната от Нощния Крал и армията му от мъртъвци, Лято се жертва, за да могат другите да избягат и е убит от мъртъвците, които го наръгват до смърт. |                        |    |  |  |  |  |
| |                        |    |  |  |  |  |
| |                        |    |  |  |  |  |
| Рошльо | 1, 2, 3, 6             | 9  |  |  |  |  |
| Рошльо е вълчището на Рикон Старк и е много агресивен и несдържан като своя господар. Рошльо и Лято оцеляват при нападението на Зимен хребет и следват Бран и Рикон до Вала. Когато Бран решава да продължи отвъд Вала, Рошльо тръгва заедно с Рикон и Оша за дома на Ъмбърите, защото отвъд Вала ще е прекалено опасно за Рикон. След смъртта на Големия Джон Ъмбър, Малкия Джон предава Рикон и Оша на Рамзи Болтън, като убива и носи главата на Рошльо като доказателство, че момчето е Старк. Главата по-късно е показана и на Джон Сняг и Санса Старк. |                        |    |  |  |  |  |
| |                        |    |  |  |  |  |
| |                        |    |  |  |  |  |
| Сив Вятър | 1, 2, 3                | 9  |  |  |  |  |
| Сив Вятър е вълчището на Роб Старк. Той следва Роб във военната му кампания срещу Железния Трон и участва заедно с него във всичките му битки. На сватбата на Едмур и Рослин, Роб е предаден и убит от Фрейовете и Болтъните, а Сив Вятър е пронизан с дузина стрели в клетката си, пред очите на Аря Старк. По-късно като последна гавра с краля в Севера, Роб и Сив Вятър са обезглавени и главата на вълчището е прикрепено към тялото на Роб. |                        |    |  |  |  |  |
| |                        |    |  |  |  |  |
| |                        |    |  |  |  |  |
| Нимерия | 1, 7                   | 3  |  |  |  |  |
| Нимерия е вълчището на Аря Старк. На път за Кралския Чертог, Нимерия ухапва Джофри, за да защити Аря от него. Знаейки, че Джофри ще излъже за нападението и ще накара краля да убие вълчището, Аря е принудена да прогонва Нимерия. Години по-късно Нимерия става алфа вълк на голяма глутница, която излиза на пътя на Аря към Зимен Хребет. Тя се иска да вземе вълчището с нея, но Нимерия отказва да тръгне с нея и Аря осъзнава, че бившето и вълчище не е домашен любимец и я оставя с глутницата. |                        |    |  |  |  |  |
| |                        |    |  |  |  |  |
| |                        |    |  |  |  |  |
| Лейди | 1                      | 2  |  |  |  |  |
| Лейди е вълчището на Санса Старк. След като Нимерия ухапва принц Джофри и бяга, а Санса отказва да свидетелства в полза на Аря, крал Робърт решава, че вълчищата са прекалено опасни и Лейди трябва да умре. Въпреки възраженията си, накрая Нед Старк е принуден да екзекутира Лейди със собствения си меч. |                        |    |  |  |  |  |